# Représentation figurée dans les arts de l'Islam
Vous lisez un « article de qualité » labellisé en 2012.

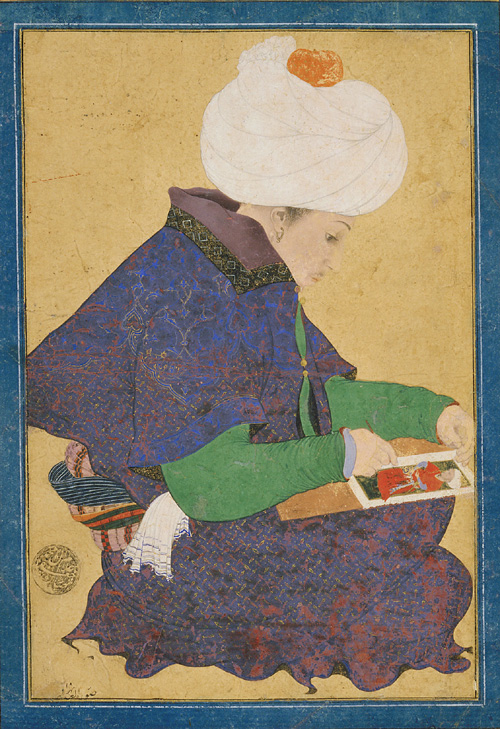
Peintre peignant un portrait, Constantinople ?, fin XVe siècle.

La représentation figurée dans les arts de l'Islam, c'est-à-dire, la production d'images figuratives d'êtres vivants (animaux et humains), et en particulier des prophètes, dont Mahomet, fait l'objet de débats complexes dans la civilisation islamique, à l'intersection de facteurs artistiques, religieux, sociaux, politiques et philosophiques.
Produits dans le monde islamique entre l'hégire (622) et le XIXe siècle, les arts de l'Islam sont le résultat d'une culture influencée par la religion musulmane. Or, en tant que religion du Livre, l'islam s'inscrit dans la continuité de la tradition judaïque de l'aniconisme. Pourtant, si les représentations animales et humaines sont, à quelques exceptions près, toujours absentes des espaces et objets religieux musulmans (mosquées, Corans, mobilier religieux), on en trouve un grand nombre dans les objets produits dans le monde islamique. Qu'il s'agisse d'œuvres profanes ou relevant d'une autre religion que l'islam, ces représentations figurées existent depuis les origines de la civilisation islamique. Elles sont d'une grande variété : animaux, personnages de cour, scènes de genre, personnages religieux comme Mahomet, etc. Dieu, par contre, n'est jamais représenté sous une forme figurée.
Les conceptions musulmanes ont toutefois pu orienter les développements des arts de l'Islam, donnant la première place à la calligraphie, limitant les sculptures en trois dimensions, ou favorisant une esthétique de stylisation. Le développement du soufisme, puis l'influence européenne à partir de la période des trois empires ont au contraire favorisé des représentations plus réalistes : apparition du portrait, du modelé, de la perspective.
La question de la licéïté de la représentation figurée dans les arts de l'Islam est centrale dans l'historiographie des arts de l'Islam. Elle a été abordée dès les origines de la discipline, notamment après la découverte des fresques des bains de Qusair Amra, dans les années 1890. Georges Marçais a publié un article fondateur sur le sujet en 1932, mais d'autres chercheurs, occidentaux comme musulmans, se sont aussi penchés sur le sujet : c'est le cas de K. A. C. Creswell, d'Ahmad Muhammad Isa, de B. Farès, qui a mis en évidence l'existence d'une « querelle des images » aux IXe et Xe siècles, ou encore, plus récemment, de G. R. D. King. Enfin, certains chercheurs ont abordé la question sous un angle plus philosophique,.

## L'image dans les textes religieux
Les grands textes religieux, qui sont aussi, dans l'islam, les sources de la jurisprudence islamique, ont tous en commun une très faible attention portée au problème de l'image. Il n'y existe aucune affirmation équivalente à celle de la Bible : 

« Tu ne feras point d'image taillée ni de représentation quelconque des choses qui sont en haut dans les cieux, qui sont en bas sur la terre, et qui sont dans les eaux plus bas que la terre. »

— Exode, XX, 4

### Le Coran
« Il serait [...] difficile de trouver, dans le Coran, une « théorie de l'image » ou, du moins, une position bien définie à ce sujet ». Cependant, plusieurs versets ont pu être mis en exergue par les théologiens, surtout à partir du IXe siècle.

« Jésus dira aux enfants d'Israël : Je viens vers vous accompagné de signes du Seigneur ; je formerai de boue la figure d'un oiseau ; je soufflerai dessus, et par la permission de Dieu, l'oiseau sera vivant. »

— Coran, III, 49

« Ô croyants ! le vin, les jeux de hasard, les statues [ou « les pierres dressées », selon les traductions] et le sort des flèches sont une abomination inventée par Satan ; abstenez-vous-en et vous serez heureux. »

— Coran, V, 90

« Abraham dit à son père Azar : prendras-tu des idoles pour dieux ? Toi et ton peuple vous êtes dans un égarement évident. »

— Coran, VI, 74

« Et Abraham mit en pièces les idoles, excepté la plus grande, afin qu'ils s'en prissent à elle de ce qui arriva [...]

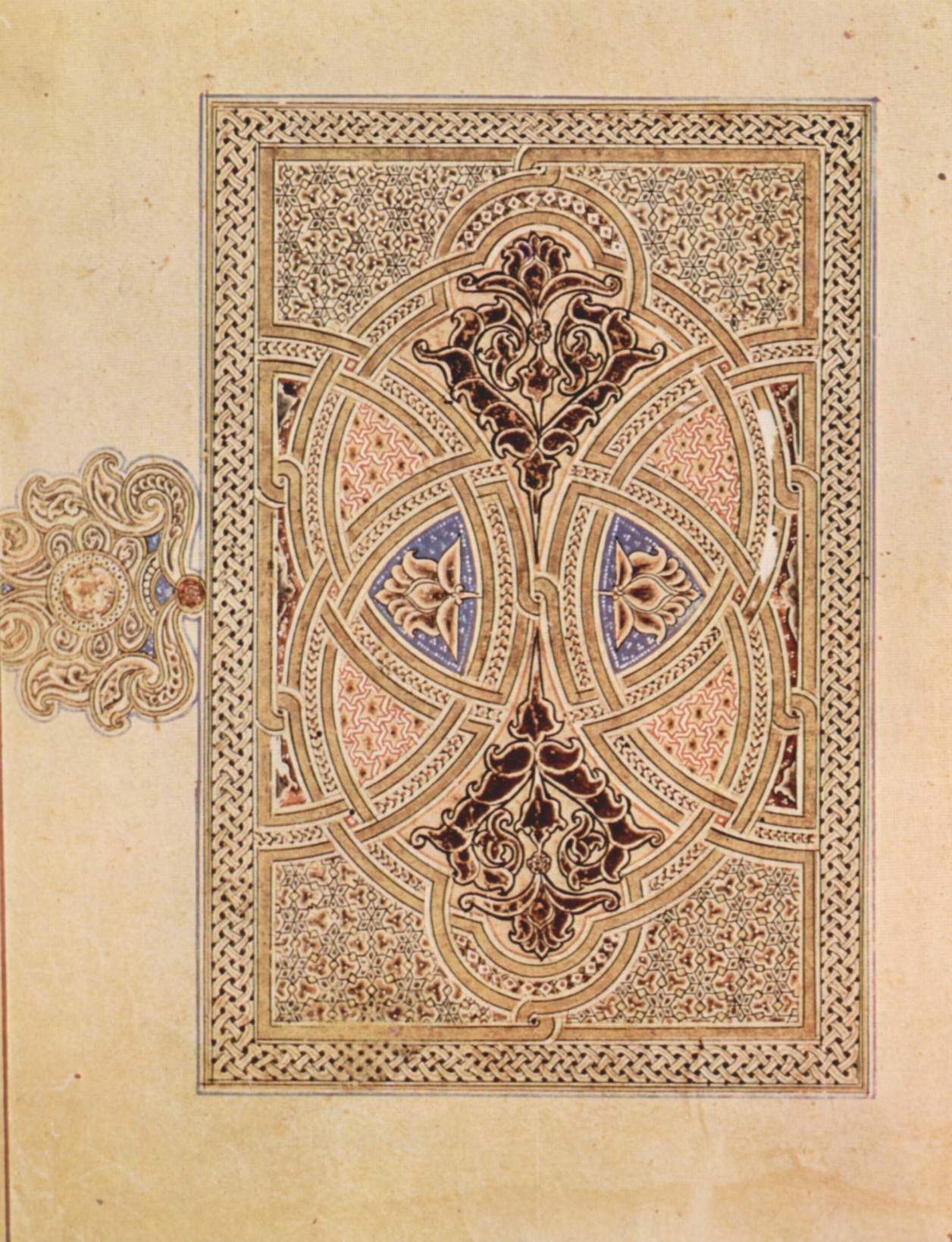
Ibn al-Bawwâb, Frontispice d'un Coran, XIe siècle.

Et puis ils revinrent à leurs anciennes erreurs et dirent à Abraham : tu sais que les idoles ne parlent pas. Adorez-vous, à l'exclusion de Dieu, ce qui ne peut ni vous être utile en rien, ni vous nuire ? Honte sur vous et sur ce que vous adorez à l'exclusion de Dieu ! Ne le comprendrez-vous pas ? Brûlez-le ! s'écrièrent-ils, et venez au secours de nos dieux s'il faut absolument le punir. Et nous, nous avons dit ; ô feu ! Sois-lui froid ! Que le salut soit avec Abraham. »

— Coran, XXI, 59 ; XXI, 66-69

« [Les Djinns c'est-à-dire les génies] exécutaient pour Salomon toutes sortes de travaux, des palais, des statues, des plateaux larges comme des bassins, des chaudrons solidement étayés comme des montagnes. (...) »

— Coran, XXXIV, 13

« Il est le Dieu unique, le Producteur, le Créateur, le Formateur. »

— Coran, LIX, 24

« Ô homme! Qu'est-ce qui t'a trompé au sujet de ton Seigneur, le Noble, 
qui t'a créé, puis modelé et constitué harmonieusement ?
Il t'a façonné dans la forme qu'Il a voulue. »

— Coran, LXXXII, 6-8
Ces extraits mettent en évidence que la crainte de l'image est avant tout celle de l'idolâtrie. On trouve d'ailleurs une interprétation parallèle dans la religion juive. Cette crainte de l'idolâtrie est sans doute à replacer dans le contexte de la naissance de l'islam, une Arabie pré-islamique dont les cultes semblent avoir mis en scène des statues ou de simples pierres dressées, que le Coran qualifie par différents termes. Dominique Clévenot note par ailleurs que dans le Coran, le passage le plus détaillé portant sur la question des idoles a des « réminiscences bibliques ».
Dieu est aussi qualifié de المصور (Musavvir), « Créateur », un terme polysémique qui désigne également le peintre. Dieu est le seul à pouvoir insuffler la vie, et l'artiste, se hissant au niveau de Dieu, fait preuve d'immodestie. Néanmoins, cette exégèse n'apparait qu'après la période de formation des arts de l'Islam, selon Oleg Grabar.
On note néanmoins que certains passages, notamment ceux qui mettent en valeur le roi Salomon (XXXIV, 13 ; sourate XXVII, « Les fourmis ») semblent donner une vision plus positive de l'art et de la représentation figurée, bien que leur exégèse en soit malaisée.

### Les hadiths
Les recueils de hadiths, qu'ils soient sunnites ou chiites, ne consacrent pas de chapitre propre aux images. On trouve des éléments sur la représentation figurée dans différentes parties, concernant la prière, les vêtements ou d'autres sujets. En général, ils semblent plus directement défavorables à la représentation figurée ; mais leur utilisation est malaisée pour l'historien, car ils peuvent refléter des préoccupations des périodes différentes. Pour K. A. C. Creswell, ces considérations ne seraient pas antérieures à la seconde moitié du VIIIe siècle. De même, pour D. Clévenot, « ces corpus, ceux de Bukhârî, de Muslim, de Tirmidhî, d'al-Nasâ'î, etc. reflètent donc les problèmes débattus au IXe siècle à Bagdad tout autant, sinon plus, que la réalité mecquoise ou médinoise du VIIe siècle ».
Pour Silvia Naef les hadiths témoignent de quatre préoccupations majeures. Il existe peu de différences entre conceptions sunnites et chiites :

1) Dans le cadre d'une crainte du retour à l'idolâtrie, les images sont considérées impures, incompatibles avec la prière. Toute personne qui les touche doit se purifier.

« Les anges n’entreront pas dans une maison où il y a un chien, ni dans celle où il y a des images. »

— Bukhârî, LXXVII, 87

« L’envoyé de Dieu a dit : « Gabriel est venu vers  moi et m’a dit : nous, les cohortes d’anges, n’entrons pas dans une maison où se trouvent un chien, l’effigie d’un corps ou un pot de chambre »

— Kulaynî, al-Kâfî, « Tazwîq al-buyût », 2
2) Selon le lieu et le support où elle est placée, toutefois, l'image peut être licite ou non. Là encore, ce précepte semble lié à « la préoccupation de ne pas susciter un culte ».

« J’ai dit [au cinquième imâm] : « lorsque je prie, j’ai devant moi des effigies et je les regarde ». Il m’a répondu : « il n’y a pas de mal à cela si tu les recouvres d’un drap. Il n’y a pas de mal à cela si elles se trouvent à ta droite ou à ta gauche, derrière toi, sous tes pieds et au-dessus de ta tête. Si elles se trouvent dans la direction de la Mecque, suspend un drap au-dessus d’elles et prie. »

— Tûsî, Istibsâr, CCXXXIII, 1502-1
C'est sans doute dans ce sens qu'il faut interpréter aussi le fameux épisode de la destruction des idoles qui entouraient la Kaaba par Mahomet lors de son retour à la Mecque en 630. Cet épisode est raconté dans les hadiths et par des historiens comme Tabari. Azraki mentionne que Mahomet a épargné, lors de cet épisode, la Vierge à l'Enfant de la Kaaba. Les hadiths mettent à plusieurs autres reprises en valeur la destruction des images, notamment textiles. Les tentures arrachées perdent leur dignité avec leur verticalité ; les coussins mis en morceaux perdent toute prétention à imiter le vivant.
3) Les artistes produisant des images humaines ou animales seront condamnés dans l'au-delà, car ils font preuve « d'immodestie » en voulant imiter Dieu, seul créateur. Les peintres, de ce fait, sont présentés comme les pires de toutes les créatures, maudits par Mahomet et assimilés aux polythéistes.

« Certes, ceux qui font ces dessins seront châtiés au jour de la résurrection : on leur dira : donnez la vie à vos créations. »

— Bukhârî, LXXVII, 89, 2

« Qui fait une effigie sera chargé, le jour de la Résurrection, de lui insuffler une âme. »

— Kulaynî, al-Kâfî, « Tazwîq al-buyût », 4

« Ceux que Dieu punira le plus sévèrement au jour du Jugement sont ceux qui imitent les créations de Dieu. »

— 'Ahmad ibn Hanbal, VI, 36

« [Dieu parle] Et qui donc est plus criminel que ceux qui ont dessein de créer des êtres pareils à ceux que j'ai créés ? Qu'ils essaient donc de créer un grain de blé ! Qu'ils essaient donc de créer une fourmi ! »

— Bukhârî, Libâs, 90
4) La peinture d'images ne représentant pas d'animaux ni de personnages est admise.

« Un homme vint voir Ibn Abbas. Il dit : Je suis peintre. Donne-moi ton avis à ce sujet. […] En lui posant la main sur la tête, [Ibn Abbas] lui dit : je t’informe de ce que j’ai entendu dire par le Prophète : tout peintre ira en enfer. On donnera une âme à chaque image qu’il a créée, et celles-ci le puniront dans la Géhenne. Il ajouta : si tu dois absolument en faire, fabrique des arbres et tout ce qui n’a pas d’âme. »

— Muslim, Salîh, XXXVII, 99 (2110)

« Gabriel dit au Prophète : « Je suis venu te voir hier, mais fus empêché d'entrer par les images à la porte, car il y avait dans la maison une tenture sur laquelle se trouvait l'image d'un homme. Coupe donc la tête de l'image de façon qu'elle prenne l'aspect d'un arbre. »

O. Grabar note qu'il est significatif que la condamnation soit dirigée vers l'artiste plutôt que vers son œuvre. L'artiste apparaît en effet comme « une sorte de rival de Dieu », et c'est sa prétention à imiter le créateur plutôt que l'imitation qui est condamnée. D. Clévenot nuance toutefois cette remarque en montrant que, dans toute une série de hadiths, ce sont les images qui inspirent une réaction de répulsion, relevant pour lui « d'une ancienne attitude magique, [...] extension au domaine profane d'une condamnation du culte des images, notamment chrétien. »

## Histoire des exégèses et des pratiques liées à l'image

### LesVIIeetVIIIesiècles: un aniconisme socio-politique?
Dans les deux premiers siècles de l'islam, la question de l'image figurative ne semble pas centrale, comme en témoigne le peu de place qui lui est réservée dans le Coran. Les musulmans ne se préoccupent guère de l'image ; ils ne se livrent pas à la destruction d'images, et ne leur prêtent pas une grande importance comme en témoigne une anecdote (peut-être apocryphe) rapportée par O. Grabar :

« Un jour, un cavalier musulman qui s'exerçait à l'équitation abima accidentellement l'œil de la statue [de l'empereur byzantin Héraclius, qui avait été érigée comme marque de frontière entre Byzance et le monde musulman]. Les chrétiens élevèrent une protestation  et (...) demandèrent que la statue du calife Omar, c’est-à-dire l'équivalent d'Heraclius dans le monde islamique (...) soit mutilée de la même façon. Ainsi fut-il décidé, une image d'Omar fut faite, son œil endommagé et chacun fut d'accord que justice avait été rendue. Ce qui importe (...) est que le chef musulman (...) acquiesça au fait qu'on mutile la statue de son calife parce qu'il ne croyait pas aussi intimement que son homologue chrétien à la signification profonde d'une image. »

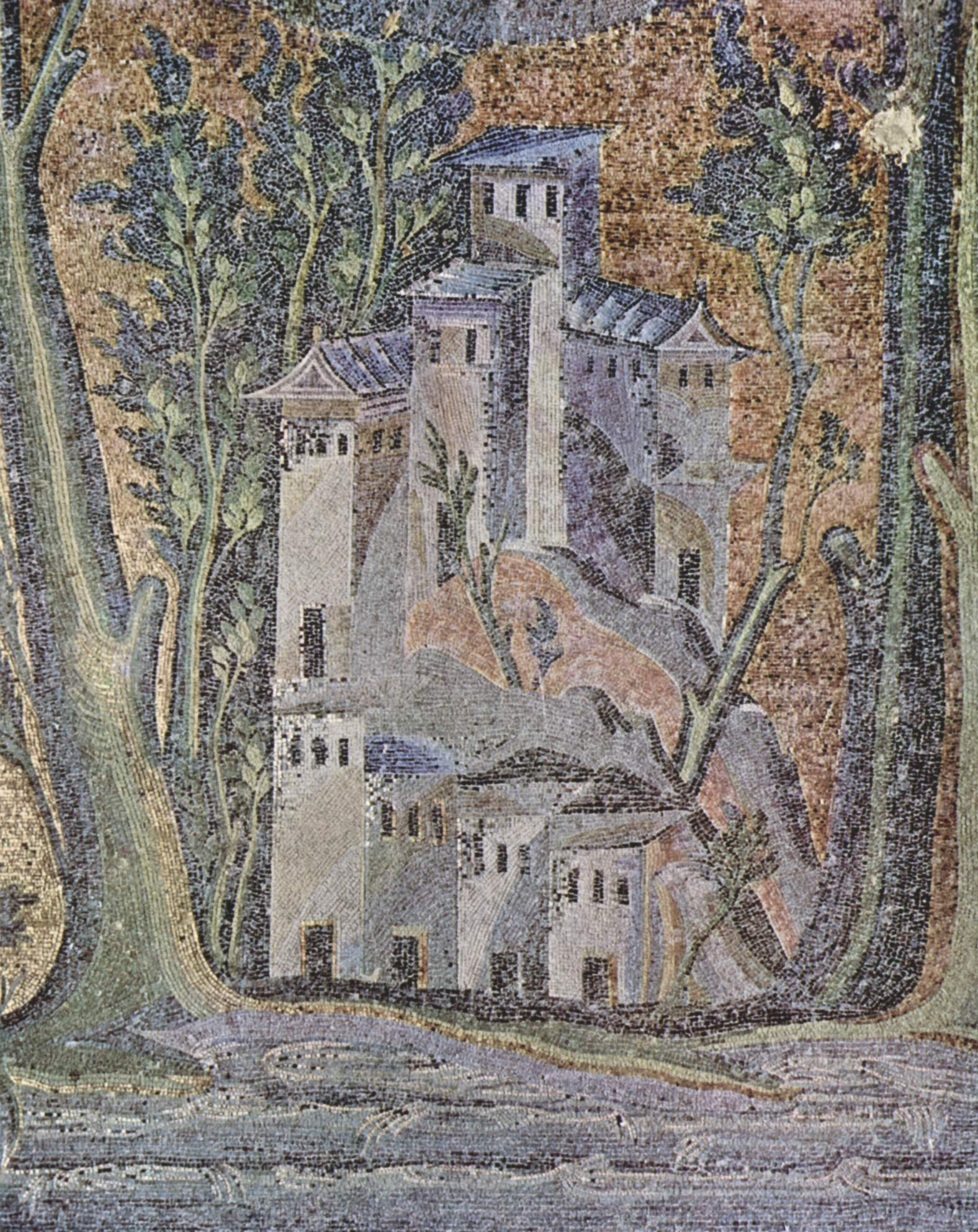
Détail du panneau dit de la Barada Grande Mosquée des Omeyyades, 705-715. Ce décor conservé à la mosquée de Damas, qui représente un fleuve, des arbres et des architectures, témoigne de l'aniconisme des mosquées des débuts de l'Islam.

L'aniconisme, cependant, apparaît déjà comme une marque de l'islam. Les décors du dôme du Rocher et de la Grande Mosquée des Omeyyades de Damas sont à ce titre exemplaires : ils utilisent un vocabulaire décoratif riche, mais qui ne fait pas usage de motifs animaux ou végétaux. Les mosaïstes, probablement byzantins ou formés dans l'orbite byzantine, réutilisent les codes iconographiques du monde byzantin : on peut comparer les mosaïques de Damas à celles de la rotonde Saint-Georges de Thessalonique (VIe siècle), par exemple, mais les saints semblent avoir été remplacés par des arbres et des motifs végétaux.
Au palais de Mshatta, la frise de la façade est ornée d'animaux et d'un personnage sur le côté ouest, mais aniconique à l'est de l'entrée, qui correspond au mur de la mosquée. Art religieux musulman et aniconisme semblent donc dès l'origine avoir été associés.
Il est possible aussi que la pensée judaïque, religion dont de nombreux représentants s'étaient convertis à l'islam, ait joué un rôle non négligeable dans l'aniconisme musulman, mais elle n'en a pas été la source première. Pour S. Naef, il n'existerait pas de filiation directe entre les deux ; judaïsme et islam auraient subi parallèlement l'influence « [d']un fond de pensée commun présent dans la région ». Terry Allen voit aussi l'aniconisme musulman comme une continuité des traditions artistiques de sectes chrétiennes arabes, comme les monophysites.

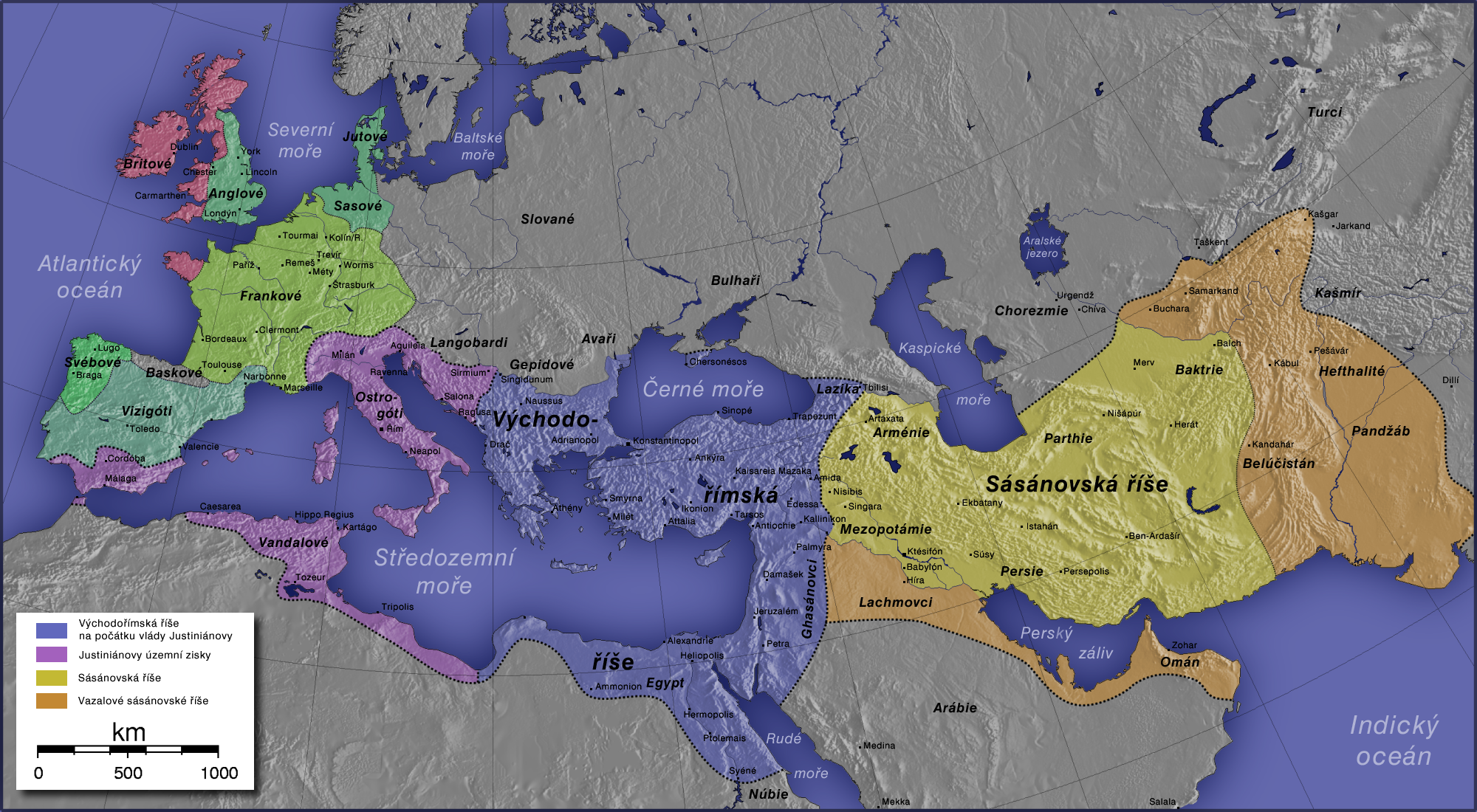
L'Islam s'étend sur deux ensembles politico-culturels distincts : le monde sassanide et le monde méditerranéen byzantin.

Ainsi, si l'on en croit O. Grabar, le dôme du Rocher, monument visible de loin, remarquable par sa richesse, son plan et son inscription, était destiné avant tout à affirmer la suprématie de l'islam face au christianisme solidement implanté en Syrie. Les couronnes qui ornent ses mosaïques font référence aux deux ensembles culturels vaincus par l'islam, le monde byzantin et le monde sassanide. Ces deux entités disposaient chacune de traditions artistiques fortes, où la figuration humaine et animale tenait une grande place. L'affirmation de l'islam a donc pu passer, visuellement, par l'aniconisme, et l'usage de l'écriture, qui a dans la culture islamique une grande importance.
L'aniconisme musulman tirerait donc son origine de la relation du monde islamique avec ses voisins, tout particulièrement avec le monde chrétien byzantin, riche en symboles visuels. Cette recherche de spécificité aurait d'ailleurs pu être influencée non seulement par un certain mépris de l'adoration d'images dans le monde chrétien, mais aussi pour enrayer un processus de conversion au christianisme. Elle se teinte également d'« une méfiance considérable pour la valeur de tous les symboles visuels en général ».
Ce caractère politique et symbolique de l'aniconisme, moins perçu comme une prescription religieuse que comme un moyen de distinction vis-à-vis des cultures antérieures, est accrédité par la réforme monétaire du calife 'Abd al-Mâlik (696-697 pour l'or, 698-699 pour l'argent). Les types anciens de monnaies, qui reprenaient des figurations de rois à la manière byzantine ou sassanide, sont abandonnés pour un type épigraphique, qui connaît ensuite une longue postérité dans le monde islamique. Ce changement sur un support aussi symbolique que la monnaie accrédite l'idée d'O. Grabar pour qui « sous l'impact du monde chrétien de l'époque, les musulmans ont tenté de créer des symboliques et des représentations qui leur soient propres, mais n'ont pu le faire à partir des symboles figuratifs de l'époque à cause de la nature particulière que présentaient ces derniers ».
L'édit du calife Yazîd II, qui en 721 prescrit la destruction de toutes les images religieuses, va dans le même sens. O. Grabar estime que cet édit corroboré par des traces de destruction ou de remplacement d'images religieuses dans des églises jordaniennes, mais G. R. D. King nuance cette conception. Pour lui, l'édit apparaît dès sa publication comme exceptionnel, et les destructions d'images découvertes en Jordanie pourraient refléter des querelles internes aux chrétiens - à une période où le statut des images est très discuté à Byzance - plutôt que des destructions dues aux musulmans. Il signale d'ailleurs qu'aucune source ne mentionne de bris d'image à cette occasion. Il relève également la connexion entre cet édit et les pratiques iconoclastes byzantines. Il devrait ainsi être interprété « moins [comme] la manifestation d'un iconoclasme islamique que [comme] une tentative de persécuter les chrétiens ».
L'attitude envers les arts chrétiens ne semble pas pour autant avoir donné lieu à de nombreuses destructions d'images figurées à cette période, alors que plusieurs destructions de croix sont attestées, sans doute en raison du conflit qui oppose chrétiens et musulmans sur la nature divine du Christ. Plusieurs incidents rapportés par les sources montrent que les images sont moins attaquées que la doctrine du christianisme. Par exemple, en 705 en Égypte, al-Asbagh ibn Abd al-Aziz se plaint qu'une Vierge à l'Enfant ait été portée en procession, mais il ne porte pas atteinte à l'image ; ce sont les implications doctrinales de l'image qui le heurtent, plus que la représentation elle-même.
Ce caractère politique de l'aniconisme explique la présence importante d'images figuratives dans des contextes privés ou semi-privés à la même époque. On en trouve dans les « châteaux du désert », tout particulièrement dans les fresques des bains de Qusair Amra, qui utilisent des conventions issues aussi bien du monde romano-byzantin que sassanide, mais aussi dans des décors de stuc, dont la ronde-bosse n'est pas absente, et peut revêtir un aspect politique ou plus décoratif. Les arts mobiliers (céramique, métaux) n'y échappent pas non plus, comme un brasero retrouvé dans les fouilles de Mafraq, en Jordanie, qui présente des scènes licencieuses d'inspiration dionysiaque.
Les historiens de l'art ne s'accordent pas exactement sur la date de la formulation par les religieux d'un refus de l'image. Pour K. A. C. Creswell et O. Grabar, il intervient seulement dans la deuxième moitié, voire à la fin du VIIIe siècle, mais R. Paret, suivi par Marianne Barrucand, le situent « entre la fin du VIIe siècle et les deux premières décennies du VIIIe siècle ». C'est cette période qui a fourni l'exemple le plus extrême de refus de l'image, avec le juriste al-Mujahidd (642-718 ou 722) pour qui « même les arbres fruitiers étaient interdits puisque, du fait qu'ils portaient des fruits, ils étaient « vivants » ». D'autres théologiens auraient condamné l'image au VIIIe siècle : al-Zuhrî (m. 742), Abu Hanîfa (m. 767) et al-Thawrî (m. 778). Mais ces juristes et leurs écrits ne sont connus que par l'intermédiaire de textes juridiques du XIIIe siècle, période où le rigorisme triomphe dans les conceptions religieuses concernant l'image. Il semble exister une véritable occultation des positions favorables à l'image dans les débuts de l'islam. L'analyse de textes non juridiques a néanmoins permis à l'historien B. Farès d'avancer l'hypothèse de l'existence, dans les premiers siècles de l'Islam, d'une « querelle des images ».

### La «querelle des images»
B. Farès, en annexe à un article en 1957, a mis en évidence l'existence à partir du milieu du VIIIe siècle, d'une « querelle des images » théologique, à la fois dans les milieux sunnite et chiite. Ce moment correspond à celui de la constitution des corpus de hadiths, dont on a déjà vu qu'ils étaient globalement défavorables à l'image. Les théologiens mu'tazilites auraient toutefois soutenu une attitude favorable à l'image. B. Farès cite en ce sens deux théologiens. Pour Abû 'Alî al-Fârisi (901-979), linguiste proche du mu'tazilisme, l'interdiction concernait uniquement Dieu sous une forme corporelle :

« Celui qui façonne un veau, soit en matière précieuse, soit en bois, ou qui le fabrique d'une manière quelconque, n'encourt ni la fureur divine ni les menaces des musulmans. Si l'on objecte que la Tradition rapporte cette parole du Prophète : les faiseurs d'images seront châtiés le jour du jugement dernier, il sera répondu : ces mots s'appliquent à ceux qui représentent Dieu sous une forme corporelle. Tout addition à cela appartient à des versions individuelles, qui n'entraînent pas la certitude. »

Plus tardivement, le Commentaire du Coran de al-Qurtubî (m. 1272/73) affirme, en se basant sur des autorités plus anciennes, qu'un certain nombre d'ulémas auraient été favorables aux images, sur la base des versets XXXIV, 13 et III, 49.
Le théologien mu'tazilite al-Jâhiz (776-868/86) avait même une vision de l'image proche des conceptions chrétiennes, qu'il célébrait. Il invitait ainsi à représenter Dieu sous une forme humaine, pour accroître la ferveur religieuse.
Néanmoins, ces positions semblent se heurter à une hostilité générale à l'image, aussi bien dans le sunnisme que dans le chiisme. Les théologiens condamnent, outre le risque d'idolâtrie et de distraction, le luxe que symbolisent les images et les objets d'art. En application de leurs principes, en 869-870, le nouveau calife abbasside, al-Muhtadi, aurait fait effacer les peintures de son palais. Après le IXe siècle, les condamnations de l'image se multiplient dans les textes théologiques et les fatwâs, mais selon les écoles théologiques, les positions connaissent des nuances. Un livre de droit malékite du Xe siècle estime blâmables « les représentations figurées sur les lits, sur les dômes, sur les murs et sur les bagues », mais celles présentes sur les textiles sont autorisées, même s'il « est préférable de s'en abstenir ». Le Ihyâ' 'ulûm al-dîn d'al-Ghazâlî (1058-1111), dans une démarche de condamnation des choses luxueuses, estime qu'il « est interdit d'accepter une invitation [dans un endroit où se trouve] l'image d'un animal sur un plafond ou un mur », que « les images sur les murs » sont blâmables et que « si des fresques peuvent se trouver dans des bains, elles ne peuvent représenter que « des arbres et des fleurs » et non « des sujets humains ou des animaux » ».
La fatwâ la plus célèbre à cet endroit émane du juriste shaféite syrien al-Nawawî (1233-1277), qui interdit aussi bien la création que l'usage des représentations figurées :

« Les grandes autorités de notre école et des autres tiennent que la peinture d'une image de tout être vivant est strictement défendue et constitue l'un des péchés capitaux parce qu'elle est menacée par les punitions (lors du Jugement dernier), ainsi qu'il est mentionné dans les traditions, qu'elle soit pour un usage domestique ou non. Ainsi, la fabrication en est interdite en toute circonstance, parce qu'elle implique une copie de l'activité créatrice de Dieu, qu'elle soit sur une robe, un tapis, une monnaie, l'or, l'argent ou le cuivre, sur un plat ou sur un mur ; d'autre part, la peinture d'un arbre ou d'une selle de chameau ou d'autres objets qui n'ont pas de vie n'est pas interdite. Telle est la décision en ce qui concerne la fabrication elle-même.
De même, il est interdit de faire usage de tout objet sur lequel est représenté un être vivant, qu'il soit accroché à un mur ou porté comme vêtement ou en turban, ou se trouve sur tout autre objet d'usage domestique ordinaire. Mais si c'est sur un tapis qu'on foule aux pieds ou sur un coussin ou sur un lit, ou tout autre objet similaire d'usage domestique, alors il n'est pas interdit. Qu'un tel objet empêche ou non les anges d'entrer dans la maison dans laquelle il se trouve est tout à fait une autre question. En tout cela, il n'y a pas de différence entre ce qui projette de l'ombre et ce qui ne projette pas d'ombre. Telle est la décision de notre école sur la question et la majorité des compagnons du Prophète et leurs suivants immédiats et les savants des générations suivantes l'ont admis ; c'est aussi l'opinion de Thawrî, Mâlik, Abû Hanîfa, etc.
Quelques autorités postérieures font se rapporter l'interdiction aux seuls objets projetant une ombre et ne voient pas de mal aux objets qui n'ont pas d'ombre. Mais ce point de vue est tout à fait faux, car le rideau que le Prophète interdit fut certainement condamné comme chacun l'admet et pourtant l'image qui s'y trouvait ne portait pas d'ombre ; et les autres traditions ne font pas de différence entre une image ou l'autre. Al-Zuh'rî tient que l'interdiction se rapporte aux images en général et à leur usage et à l'entrée dans une maison où elles se trouvent, que ce soit un dessin sur un vêtement ou tout autre dessin, que l'image soit suspendue à un mur ou soit sur une robe ou sur un tapis, qu'elle soit d'usage domestique ou non, comme les traditions le disent clairement. »

Ce texte montre à la fois la position d'une école particulière, mais il met aussi en évidence un grand nombre de points de détails sur lesquels les juristes s'affrontent quant au caractère licite de l'image : sa position, son caractère bi- ou tri-dimensionnel, son usage privé ou public.

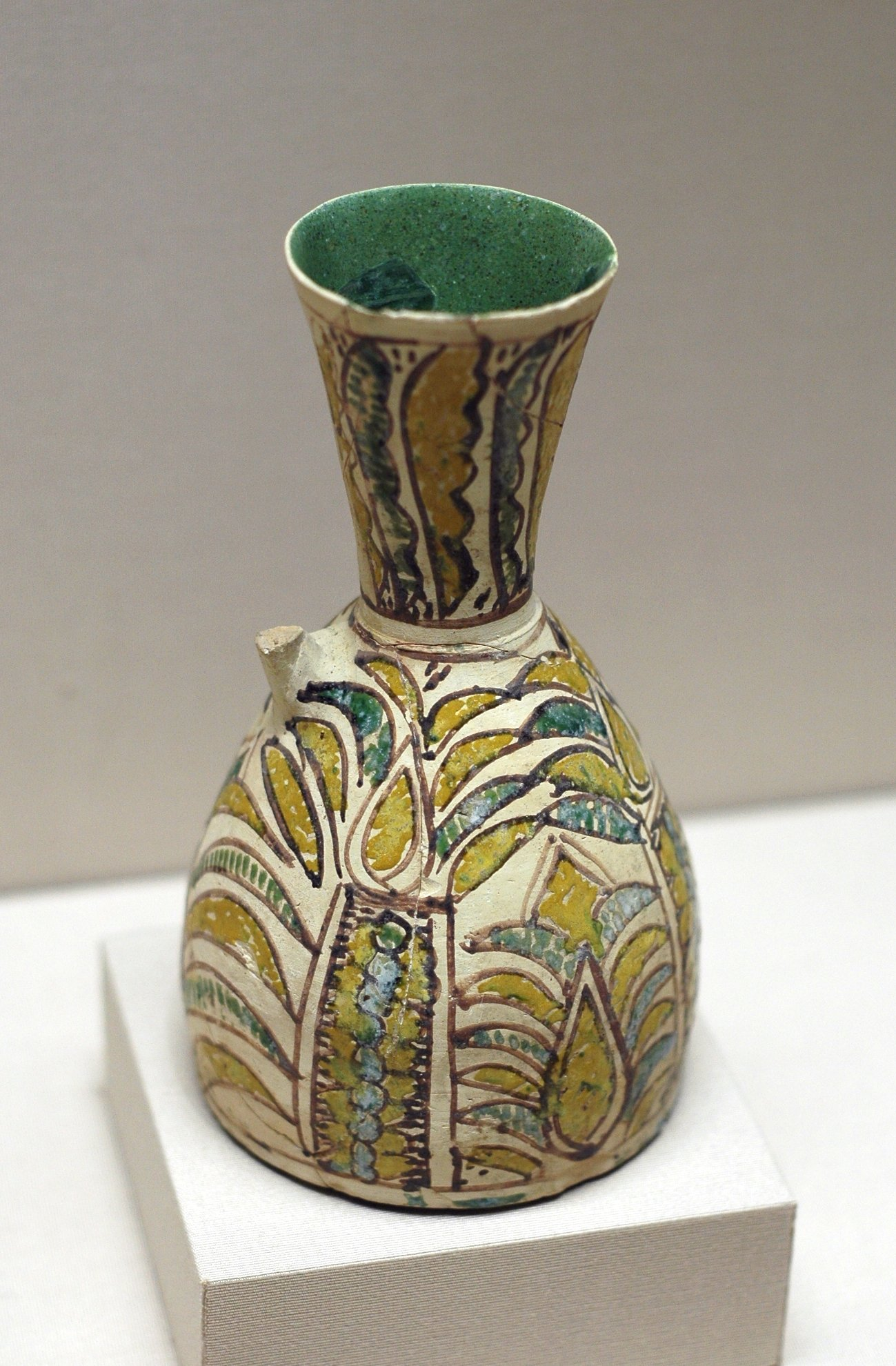
Pichet au palmier, Suse, -IXe siècles. Ce pichet constitue un exemple de la production aniconique de la période abbasside.

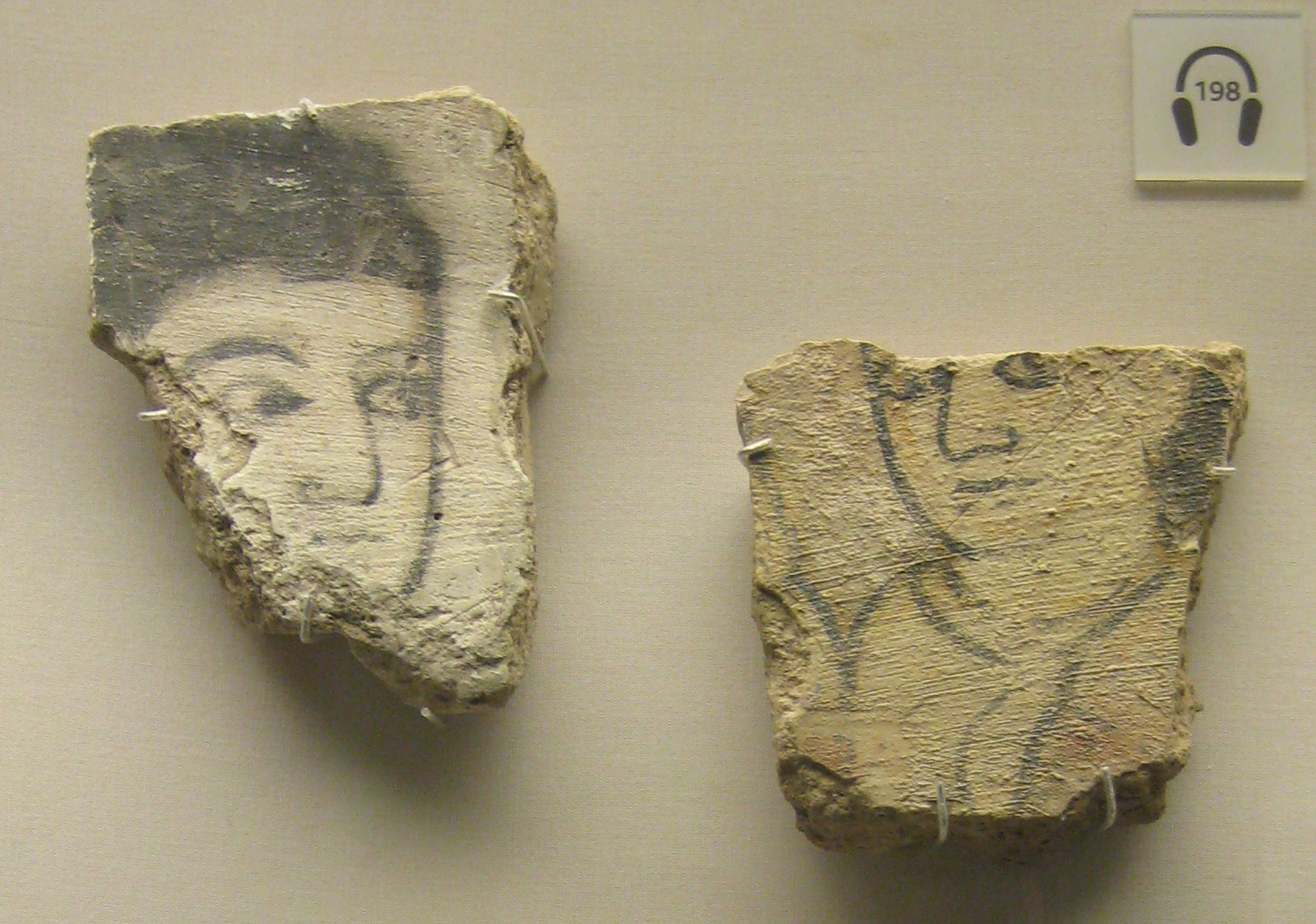
Fragments de peintures figurées, Samarra (Iraq), 832-896. Les fresques de Samarra montrent la persistance, même au IXe siècle, d'un art figuratif.

La querelle semble donc s'être conclue par la victoire des traditionalistes. Par la suite, les juristes prennent des positions iconophobes, à l'image d'al-Subkî (1326-1369) qui écrit : « Le peintre ne doit reproduire l'image d'aucun être animé, ni sur un mur, ni sur un plafond, ni sur un ustensile, ni sur le sol ». Toutefois, la répétition de ces mises en garde et l'observation du corpus artistique indiquent que l'interdiction paraît avoir demeuré très théorique. Certes, au IXe siècle, l'art abbasside voit le nombre et la diversité des représentations figurées diminuer. Les céramiques en lustre polychrome, majoritairement non figuratives, présentent des décors mélangeant motifs géométriques et végétaux ; les décors de stuc du palais de Samarra sont également aniconiques. Toutefois, on y a aussi retrouvé des peintures figuratives, comme la Fresque des deux danseuses, dont le relevé est conservé au musée de Berlin, qui provient du harem du palais du Dar al-Khilafa. Datable de 836-842, cette œuvre semble indiquer, à l'instar d'autres peintures figurées, que les destructions d'al-Muhtadi ont été sinon théoriques, du moins limitées. Selon al-Maqrîzî, le fils d’Ibn Tûlûn, gouverneur toulounide du Caire, aurait orné son palais de statues peintes le représentant au milieu de son harem et ses chanteuses.
Marthe Bernus-Taylor relève toutefois que dès le IXe siècle, la représentation figurée est « traitée avec moins de réalisme, moins de relief et sans ombres portées », ce qu'elle relie à l'« orientalisation » propre à l'art de la dynastie abbasside. En déplaçant sa capitale en Irak, à Bagdad et à Samarra, la dynastie quittait en effet une région fortement soumise à l'influence romano-byzantine, la Syrie, pour une région plus marquée par les traditions iraniennes. Sans nier cet élément stylistique, on peut aussi rattacher la stylisation à une volonté de non-réalisme, en accord avec les hadiths interdisant de représenter des êtres vivants. Pour V. Gonzalez, une peinture comme la Fresque des deux danseuses de Samarra, par son « caractère plus ornemental que descriptif ou narratif », tend à une certaine distance par rapport au réel.
Les représentations figuratives se multiplient à nouveau au Xe siècle dans l'art abbasside - tout particulièrement dans les céramiques en lustre métallique - mais gardent un caractère très stylisé et décoratif. L'art de l'Iran oriental, mal connu, semble aussi suivre cette voie. Les fouilles de Nishapur ont mis au jour plusieurs objets figuratifs des XIe – Xe siècles, mais leur datation reste souvent malaisée.
Au contraire, dans l'Égypte fatimide (969-1171), Richard Ettinghausen relève une recherche de pittoresque et de réalisme, qu'on peut rapprocher des traditions coptes de l'image, de nombreux artistes égyptiens étant d'ailleurs coptes. L'image figurative y est très présente, sur la céramique, sur le bois, dans la pierre dure, en ronde bosse et sur des peintures rarement conservées. Un muqarnas peint, conservé au musée d'art islamique du Caire, témoigne de l'existence d'une pratique de peinture murale, tandis que quelques dessins fragmentaires ont été retrouvés sur papier et en ronde bosse. Néanmoins, le style du plafond de la chapelle palatine de Palerme, attribué parfois à des artistes fatimides, se rapproche, comme celui de certains dessins, de la stylisation abbasside.
C'est également au Xe siècle que se développe dans le califat des Omeyyades d'Espagne une iconographie figurative sur des ivoires réalisés dans des milieux de cour.

### Des trajectoires différenciées après leXesiècle
Après le Xe siècle, les dirigeants des différentes zones géographiques du monde islamique semblent adopter des positions différentes vis-à-vis de la représentation figurée.

#### Le monde méditerranéen

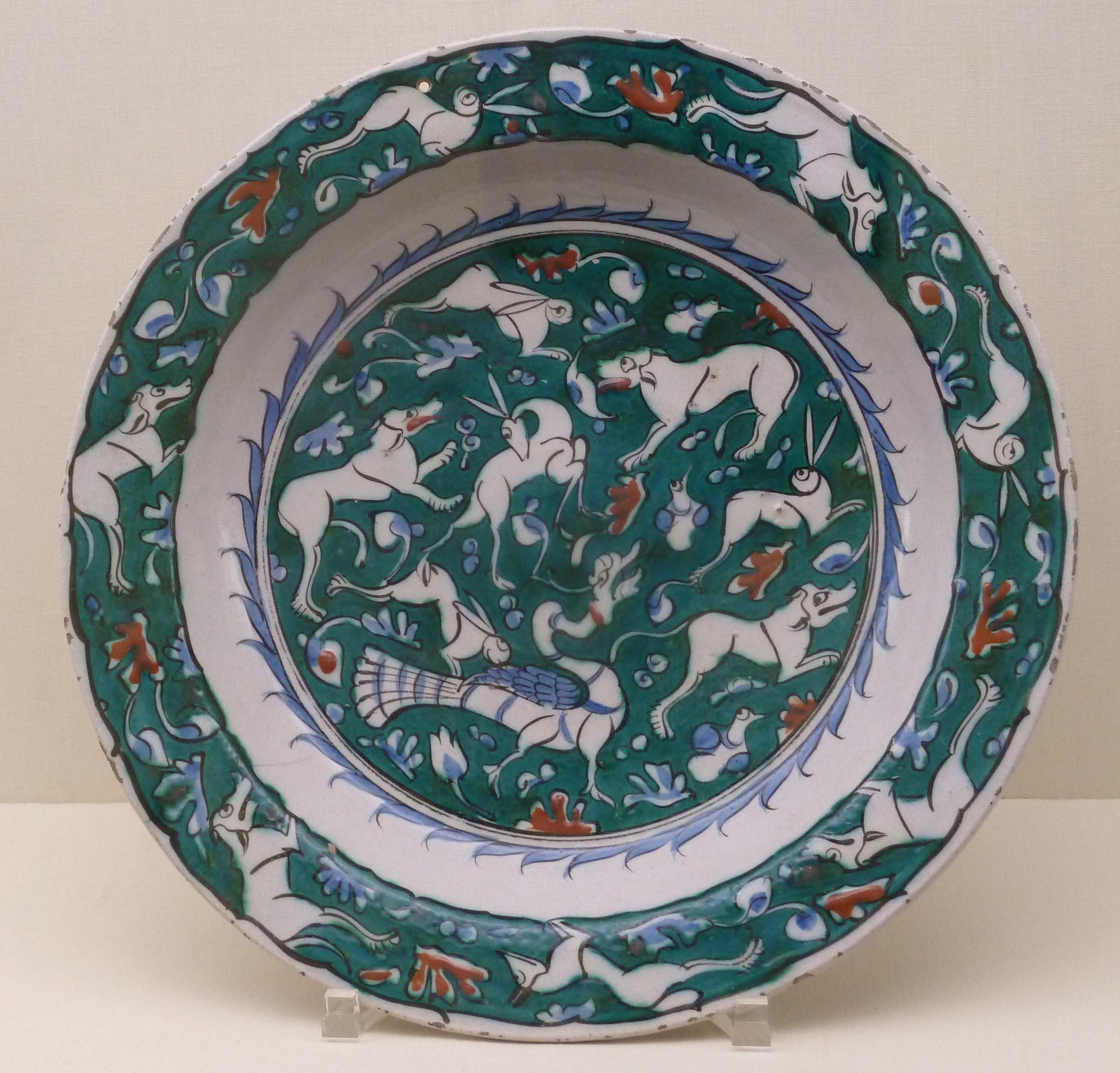
Plat aux animaux, Iznik, deuxième moitié du XVIe siècle
La céramique d'Iznik est rarement figurative. Toutefois, dans la seconde moitié du XVIe siècle, on note la présence de composition utilisant des animaux.

En Occident islamique, la figuration semble diminuer à partir de la mise en place des dynasties berbères Almoravides (1056-1147) et Almohades (1130-1269), sans disparaître totalement cependant. On trouve des personnages et des animaux sur des textiles (souvent destinés à l'exportation vers les pays de la Chrétienté), dans la céramique ou encore sur des manuscrits : un exemplaire marocain du Traité des étoiles fixes d'al-Sûfî, ou encore un Bayâd wa Riyâd, dont la provenance n'est pas tout à fait assurée cependant. Cet aniconisme en Occident islamique semble s'accentuer avec le temps. Dans la céramique tunisoise dite « qallaline », seuls quelques animaux (paon, lion, poissons) extrêmement stylisés sont parfois représentés. Cette relative réticence face à la figuration peut s'expliquer par le puritanisme des dynasties Almoravides et Almohades, « qui n'auraient pas voulu patronner un genre artistique condamné par la religion », par la prépondérance de l'école de droit malikite, « plus rigide sur l'orthodoxie que d'autres écoles juridiques » ou encore par la proximité des chrétiens espagnols.
D'autres arts font preuve d'une forte réticence vis-à-vis de la figuration. C'est le cas de l'art mamelouk à partir de la seconde moitié du XIVe siècle, qui, en dehors d'une peinture de manuscrit en déclin, préfère, sur les objets, des compositions géométriques (réseaux d'étoiles) et de grandes épigraphies. Ces évolutions sont sans doute liées aux difficultés économiques que connaît l'Égypte après la grande peste, ainsi qu'à sa marginalisation économique, alors que se développe la route du cap de Bonne espérance qui relie directement l'Europe à l'Extrême-Orient. De même, on trouve rarement des animaux ou des personnages dans la céramique d'Iznik, au contraire de celle de Kütayha. À partir du XVIe siècle, relève S. Naef, la production figurative est quasi absente du monde arabe, en raison de « l'absence d'un milieu de cour favorable à ce type d'expression ».
Au contraire, d'autres lieux voient les images figuratives se multiplier sur tous types de supports. C'est le cas de l'Égypte et de la zone syro-anatolienne avant les années 1350. On y voit se développer de « véritables créations picturales » dans les métaux, mais aussi une riche iconographie dans la céramique et dans le verre émaillé et doré.

#### La position de l'Iran

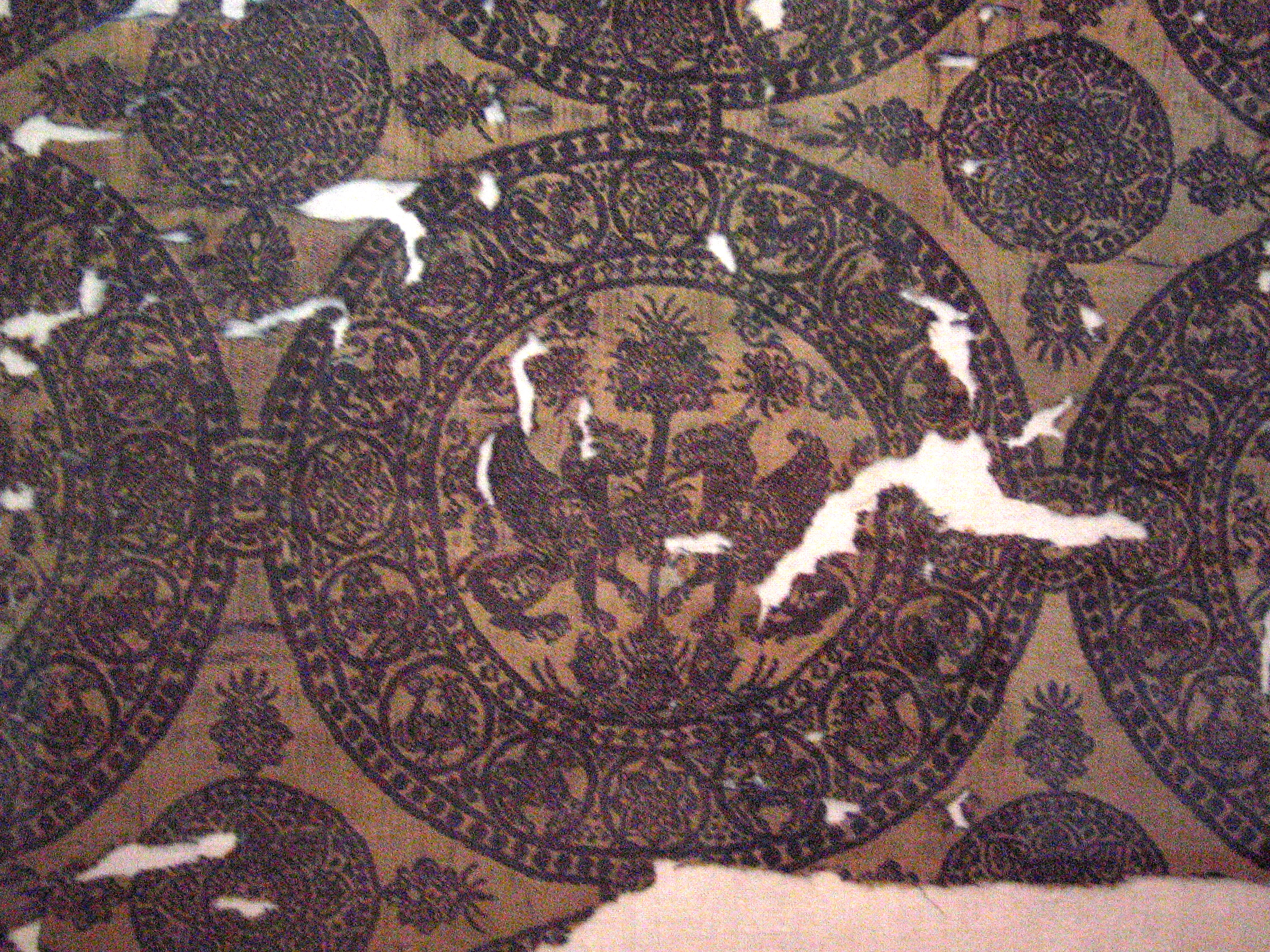
Arbre de vie et lions ailés sur un textile de soie, Iran.
Les débuts de la période islamique en Iran perpétuent des canons artistiques établis sous les Sassanides.

L'Iran semble avoir toujours bien accepté cette pratique dans les objets comme dans le décor architectural puis, à partir du XIVe siècle, dans la peinture de manuscrits. Cette spécificité iranienne a pu donner lieu à des explications de type raciste jusqu'au milieu du XXe siècle, sous la plume d'Ernest Renan ou de Georges Marçais, par exemple, les Iraniens ne faisant pas partie des peuples « sémitiques ». La prépondérance du chiisme en Iran ne semble pas non plus fournir une explication satisfaisante, puisque la condamnation de l'image est aussi forte dans les recueils de hadiths chiites que sunnites.

« Entre chiites et sunnites, il n'y a donc pas, du point de vue scripturaire, de différences importantes. C'est d'ailleurs ce qu'affirmait, en 1928, Thomas Arnold, qui relevait que les chiites condamnaient l'art de la peinture tout autant que les sunnites. Si l'art figuratif semble s'être épanoui davantage en pays chiite, il faut en chercher les raisons ailleurs que dans une attitude doctrinale plus favorable. »

Les origines du particularisme iranien par rapport la figuration relève peut-être de traditions antéislamiques. Dans l'art sassanide, la figuration existait dans toutes les productions (fresques, stucs, métaux...) ; leurs iconographies et leur style se sont perpétués dans l'art du métal par des objets « de courant conservateur » jusqu'au Xe siècle, malgré une tendance générale à l'abstraction. On les trouve aussi dans des textiles, comme le Suaire de Saint-Josse du musée du Louvre. Une autre tradition figurative existe en Sogdiane préislamique (VIIe – VIIIe siècles), comme le montrent les fresques de Pendjikent, qui narrent probablement les aventures de héros iraniens (Rostam, Siyāvash) ou bibliques (Joseph et la femme de Putiphar). Leur postérité pose encore problème, quoiqu'on puisse trouver des influences dans les peintures murales de Lashkari Bazar, voire dans la peinture de manuscrits des XIVe et XVe siècles.

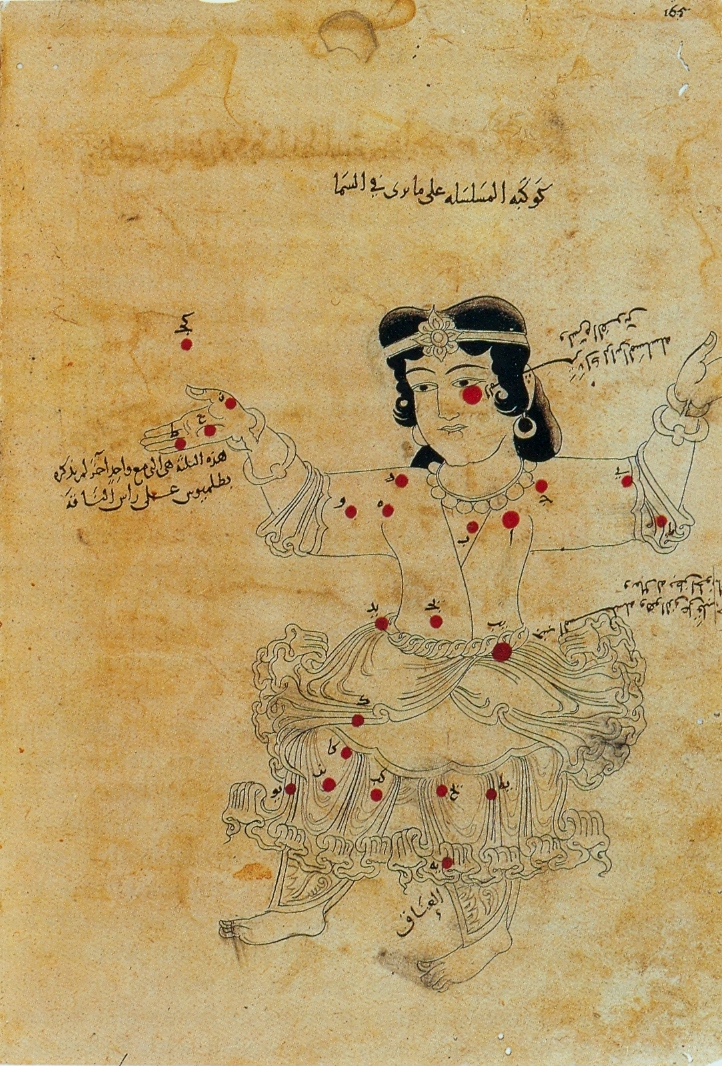
« Constellation d'Andromède », Traité des étoiles fixes d'al-Sûfî, 1009 ou XIIe siècle.
Ce traité, qui porte la date de 1009-10 a longtemps considéré comme le premier manuscrit islamique illustré, mais il pourrait en fait ne remonter qu'au XIIe siècle.

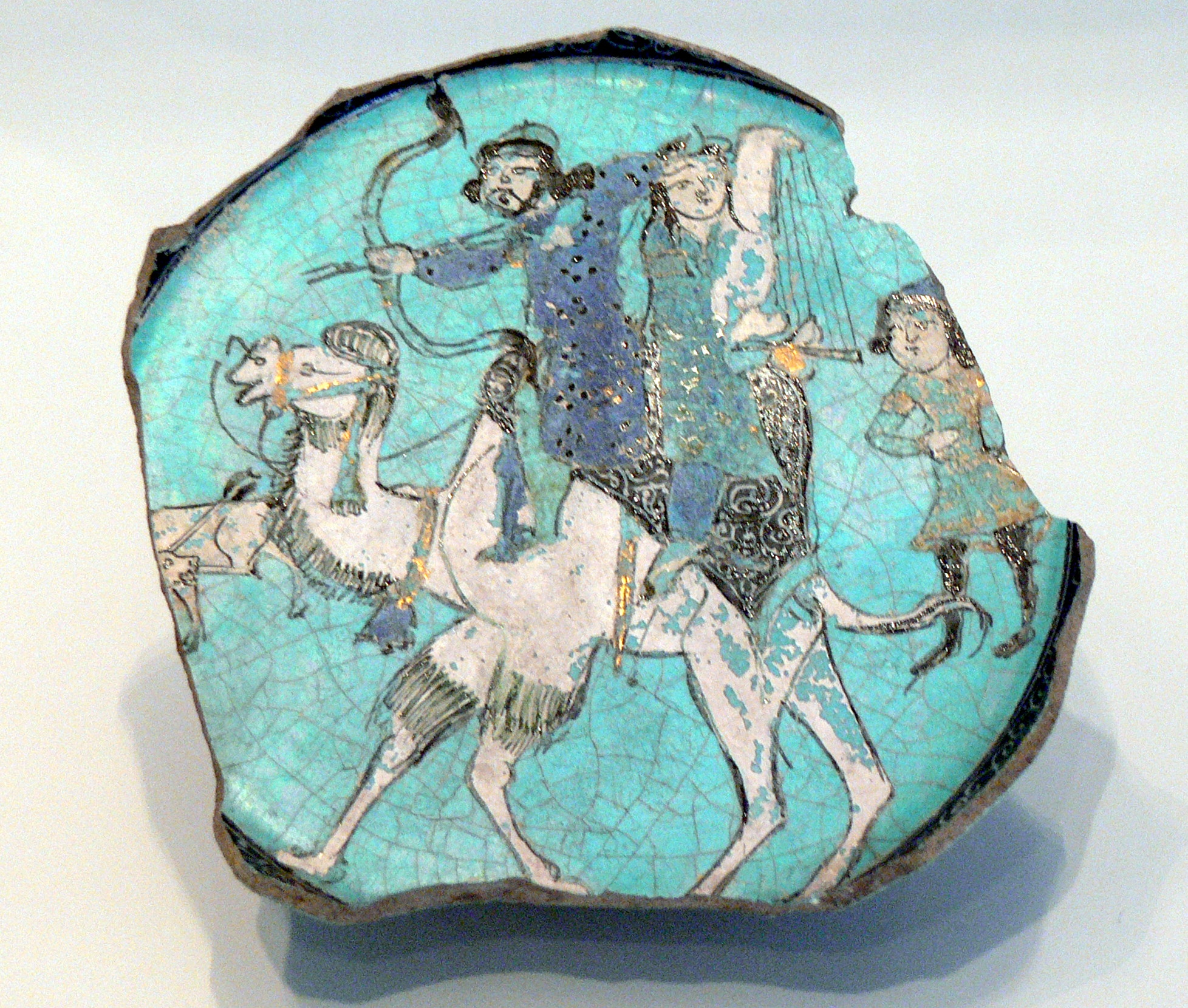
Fragment de plat avec Bahrâm Gûr et Azâdeh, Kashan (Iran), XIIIe siècle.
À la fin du XIIe siècle, l'arrivée de la technique du haft rang en Iran permet aux artistes de créer des scènes narratives sur des céramiques, comme ici avec l'histoire de Bahrâm Gûr et Azâdeh, relatée dans le Shâh Nâmeh. Ces œuvres pourraient être le reflet d'un art du livre disparu.

Des changements importants ont lieu dans l'art iranien à partir du Xe siècle, tant dans le métal, qui voit la naissance d'un style propre, en particulier à l'est, que dans la céramique et le décor architectural. Plusieurs ensembles de fresques figuratives datables du Xe siècle sont connus sur les sites de Nishapur et Rayy. Cette évolution peut être rapportée à un changement politique majeur en Iran : la mise en place de la dynastie des Samanides et l'« intervalle daylamite » (dont les Bouyides sont les plus importants représentants). Durant cette période a lieu une renaissance et un approfondissement de la culture persane, en littérature (c'est le moment de l'écriture du Shâh Nâmeh par Ferdowsî, des œuvres mystiques de Sanâ'i et Attâr) et en architecture comme dans les arts visuels. Néanmoins, certaines représentations figurées ont des influences clairement arabes, comme celles présentes sur les « faux lustres », qui imitent la production irakienne contemporaine. Le traité astronomique d'al-Sûfi conservé à la bibliothèque Bodléienne et daté de 1009 est l'unique exemple de manuscrit peint de cette période. De ce fait, « il difficile de savoir si [s]es peintures sont les seuls exemples d'un art iranien disparu ou bien si elles doivent être associées avec un art abbasside provenant de Bagdad qui aurait dominé le monde musulman aux IXe et Xe siècles », malgré des détails, dans les conventions de représentation des vêtements, qui semblent plutôt propres à l'Iran.
C'est surtout à partir du XIIe siècle que se développe en Iran un riche art figuratif, souvent narratif. La céramique en est le premier témoin, tout particulièrement avec la production dite haft rang ou mina'i qui s'épanouit à la fin du XIIe siècle et au début du XIIIe siècle et qui semble le reflet d'un art du livre presque entièrement disparu. Le lustre métallique est aussi marqué par une figuration abondante, moins stylisée et plus narrative que sur les pièces abbassides. O. Grabar attribue le développement d'une céramique à décor narratif qui rappelle l'art du livre à l'émergence d'un nouveau mécénat urbain, lié aux classes moyennes, ainsi qu'à la popularisation de la littérature nouvelle. À partir de la période il-khanide (1256-1353) se développe en Iran une importante production de manuscrits illustrés liée au mécénat de cour. Les livres historiques, littéraires ou scientifiques deviennent le lieu privilégié de la représentation figurée ; les autres médiums, comme la céramique, le métal ou le tapis, sont subordonnés aux modèles issus de l'atelier du livre (کتاب جانه (kitâb khâneh)). Tout en intégrant des influences chinoises, arabes et occidentales, les artistes mettent au point un style proprement iranien.

### Nouvelles pensées, nouvelles pratiques
Le développement de la pensée mystique, qui prend son essor en Iran mais connaît des répercussions dans l'ensemble du monde islamique, entraîne un nouveau rapport à l'art et à la représentation figurée. Celle-ci connaît de fait un grand développement à partir des XIVe – XVe siècles, avec la multiplication des manuscrits dans l'ensemble du monde islamique, mieux conservés que des œuvres sur papier plus anciennes. Avec l'« art timouride international », lié aux déportations d'artistes à Samarcande par Tamerlan, l'Iran fournit un modèle artistique dans tout le monde islamique. Néanmoins, des styles distincts tendent à se mettre en place peu à peu dans l'Empire ottoman et en Inde. La peinture est aussi marquée, à la période des trois empires, par une évolution vers une certaine autonomie et un plus grand réalisme.

#### Soufisme et art: la représentation figurée comme moyen d'atteindre à la divinité
Le mysticisme des soufis se développe à partir du XIIe siècle et rencontre un écho important dans la vie politique, particulièrement en Iran, mais aussi en Anatolie. Il implique une relation différente à l'image, qui prend des connotations plus positives.
Jalâl al-Dîn Rûmî, le fondateur de la confrérie des Mevlevi, relate et commente dans le Masnavî-i Ma'navî une anecdote sur les peintres grecs et chinois :

« Un jour, un sultan appela à son palais des peintres, venus, les uns de Chine, les autres de Byzance. Les Chinois prétendaient être les meilleurs des artistes ; les Grecs, de leur côté, revendiquaient la précellence de leur art. Le sultan les chargea de décorer à fresque deux murs qui se faisaient face. Un rideau séparait les deux groupes de concurrents, qui peignaient chacun une paroi sans savoir ce que faisaient les autres. Mais tandis que les Chinois employaient toutes sortes de peintures et déployaient de grands efforts, les Grecs se contentaient de polir et lisser sans relâche leur mur. Lorsque le rideau fut tiré, l’on put admirer les magnifiques fresques des peintres chinois se reflétant dans le mur opposé qui brillait comme un miroir. Or, tout ce que le sultan avait vu sur le mur des Chinois semblait beaucoup plus beau, reflété sur celui des Grecs. »

— Jalâl al-Dîn Rûmî, Le Masnavî-i Ma'navî, I, 14
Rûmî explique cette parabole en assimilant les Grecs à des soufis, sans étude, sans livres, sans érudition, mais qui ont poli et purifié leur cœur, de telle sorte qu’il reçoit d’innombrables images. Le cœur du soufi reflète ainsi l’infinie forme sans forme de l’Invisible.
Pour Rûmî, les Grecs sont les soufis qui, en purifiant leur cœur comme un miroir, parviennent sans étude à l'amour du Prophète et de Dieu. La peinture est une partie de la Création, et donc de Dieu lui-même puisque, comme l'indiquent Muhammad ibn Wâsi' ou Chiblî, « je n'ai rien vu sans y voir Dieu », c'est-à-dire que toute chose présente dans le monde n'existe que par la volonté de Dieu.

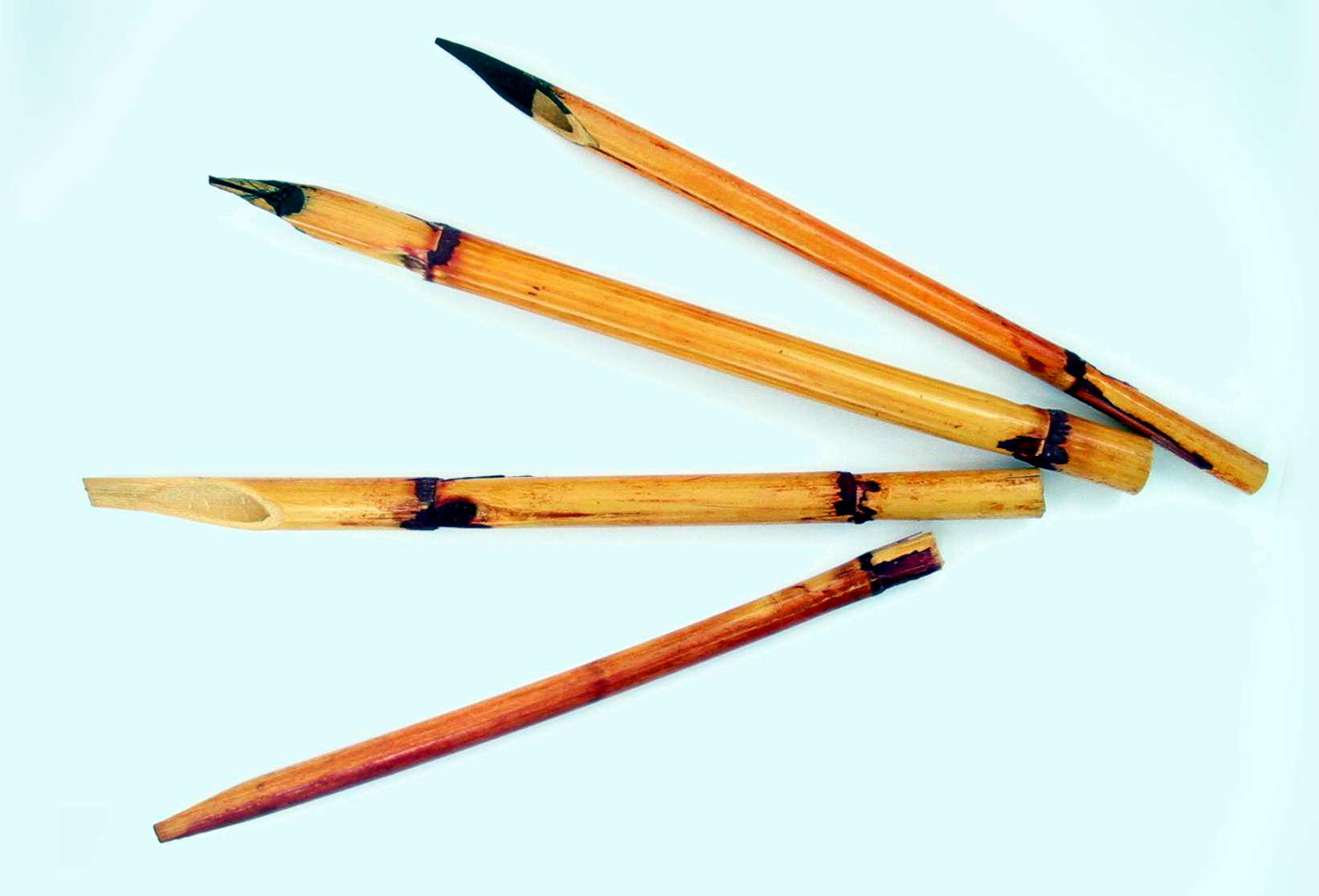
Le calame est un outil divin.

Pour certains soufis, plusieurs éléments rapprochent même l'artiste de Dieu. Non seulement, l'un de ses noms, Musavvir, « le Créateur », désigne également le peintre ; mais l'un des outils de Dieu, le calame (قلم (qalam)), est aussi l'instrument du peintre, du calligraphe et du poète. Le calame est ainsi évoqué à plusieurs reprises dans le Coran : la sourate 68 porte le titre al-qalam, et la sourate XCVI énonce :

« 1. Lis, au nom de ton Seigneur qui a créé,
2. qui a créé l'homme d'une adhérence.
3. Lis! Ton Seigneur est le Très Noble,
4. qui a enseigné par le calame,
5. a enseigné à l'homme ce qu'il ne savait pas. »

— Coran, XCVI
D’après des traditions citées par Tabarî, le qâlâm aurait été la première chose créée par Dieu pour écrire les événements futurs jusqu'au jugement dernier : « Or la première chose que Dieu créa fut le roseau (qalam), et tout ce qu'il voulut créer, il dit au roseau de l'écrire ». Cette tradition a donné lieu à deux explications du terme qalam : un instrument destiné à tracer l’écriture, don divin, ou un qalam de lumière dont la longueur équivalait à la distance du ciel à la terre. Ainsi, pour Souâd Ayada, « le qalam fait du poète, du calligraphe, du peintre, la forme de manifestation de l'essence divine ».
L'usage de la couleur est également un élément qui rapproche le peintre de Dieu. En effet, certains traités d'optique islamiques, comme celui de Ibn al-Hayatham (v. 965-1039) commenté par al-Fârisî, considèrent la couleur comme de la lumière, mais en partie voilée. Or, Dieu est souvent comparé à la Lumière, notamment dans le verset de la lumière :

« Dieu est la Lumière des cieux et de la terre. Sa lumière est semblable à une niche où se trouve une lampe. La lampe est dans un (récipient de) cristal et celui-ci ressemble à un astre de grand éclat ; son combustible vient d'un arbre béni : un olivier ni oriental ni occidental dont l'huile semble éclairer sans même que le feu la touche. Lumière sur lumière. Dieu guide vers Sa lumière qui Il veut. Dieu propose aux hommes des paraboles et Dieu est Omniscient »

— Coran, XXIV, 35.
La peinture serait donc une manière de donner à voir Dieu, mais sous une forme altérée puisque paradoxalement, comme le remarque S. Ayada, « plus l'essence divine se voile, plus elle se donne à voir, plus elle s'absente du monde, plus elle devient visible. La lumière ne devient visible qu'en devenant couleur. Mais en devenant couleur, elle se voile. Au comble de sa présence, elle s'absente ».
Pour les mystiques, les peintres et Dieu partagent donc, en quelque sorte, des gestes et des matériaux de même nature. Certains mystiques vont même jusqu'à comparer Dieu à un peintre, comme le poète Nizâmi :

« Au début de sa lettre était le nom de Dieu,
	en sa bonté le Guide des égarés ;
Créateur du ciel et de la terre ;
	par qui le non-être vient à l’être.
De l’homme à l’ensemble des animaux,
	de la sphère haute à la montagne pesante ;
De tout, dans la galerie de Sa munificence,
	Son pouvoir, ce peintre, trace l’existence. »

À partir du XIVe siècle, la mystique soufie connaît, dans le monde turco-iranien, puis dans le monde arabe, un développement qui touche les milieux de cour. Ainsi, en Iran, la dynastie des Safavides (1501-1722) naît d'une confrérie soufie ; de même, en Inde moghole, 'Akbar (r. 1556-1605) se rapproche du soufisme dans ses recherches d'une religion syncrétique. 'Akbar, peintre et calligraphe, exprime ainsi des sentiments vis-à-vis de l'art semblables à ceux de soufis, l'art étant vu comme un moyen d'accéder à Dieu :

« Il m'apparaît que le peintre a une façon toute particulière de reconnaître Dieu ; car un peintre, en dessinant un être qui possède la vie, et en dessinant ses membres les uns après les autres, doit arriver à sentir qu'il ne peut donner de l'individualité à son œuvre, et il est ainsi obligé de penser à Dieu, le donneur de Vie, et il accroît ainsi sa sagesse. »

#### Autres facteurs de développement des représentations figuratives
Les idéologies soufies sont un élément essentiel pour la compréhension des nouveautés qui se font jour à partir des XIVe – XVe siècles, d'autant plus qu'elles trouvent surtout un écho dans les milieux aristocratiques et imprègnent donc les conceptions des commanditaires. Néanmoins, d'autres éléments, historiques et sociaux, participent sans doute aussi du renouvellement de la représentation figurée. La rareté des sources historiques oblige souvent à demeurer au stade de l'hypothèse.
Considérée comme un luxe, l'image figurative se trouve au centre d'un important mécénat princier, dans lequel chaque cour rivalise avec les autres, attirant les artistes les plus prestigieux dans les ateliers du livre (kitâb khâneh). Le mécénat aristocratique est une contrainte sociale : tout prince de culture persane - et les souverains ottomans comme moghols prennent l'Iran en modèle - se doit d'être un protecteur des lettres, et des arts liés au livre. Les princes sont d'ailleurs souvent formés à la pratique de la peinture, à l'instar du jeune Shâh Tahmâsp. La production d'images de luxe coûte cher, ce qui explique qu'elle se situe dans les cours les plus brillantes : pour S. Naef, la quasi-absence d'une production figurative dans le monde arabe est liée « à l'absence d'un milieu de cour favorable à ce type d'expression ». Cette émulation explique un changement dans rôle social des artistes, qui commencent à signer leurs œuvres. Les peintres de scènes figurées se distinguent généralement des calligraphes et des enlumineurs ; ils prennent peu à peu conscience de leur spécificité, comme le montre la naissance de légendes et de textes qui leur sont consacrés. En Iran, le peintre Behzâd apparaît ainsi comme un modèle pour ses successeurs. Toute image n'est cependant pas le fruit d'une production de luxe, réalisée par des peintres renommés : le développement de la figuration dans les livres tient aussi à la montée d'une classe qui favorise la production de livres destinés au marché et de pages d'albums lors des troubles économiques ou politiques.
L'amélioration des connexions avec les autres civilisation explique également certains changements intervenus dans la pratique de l'image figurée à partir du XIVe siècle. Les liens étroits entretenus avec la Chine ont ainsi beaucoup influencé les peintres persans : le Jâmi' al-tawârîkh de la collection Khalili (1314) est illustré de portraits de dirigeants chinois probablement copiés de peintures Yuan. De même, l'influence croissante de la culture européenne joue un rôle fondamental dans l'émergence du réalisme, que consacre la pratique du portrait à partir du règne de Mehmet II chez les Ottomans. Des copies d'estampes européennes représentant des scènes religieuses ou des portraits existent tant en Iran safavide que dans l'Inde moghole.
Les sources nous informent aussi sur l'appréhension de l'art et de la représentation figurée selon les lieux. G. Necipoğlu met ainsi en évidence les différences liées à la représentation figurée dans les « régimes de visualité » safavide et ottomans. En 1597, le peintre de cour safavide Sadiqi Begh, dans les Canons de la peinture (ﻗﺎﻧﻭﻥ ﺍﻟصورة (Qânûn al-suwar)), ajoute aux sept modes de dessin décoratif traditionnels deux genres figuratifs : le dessin d'animaux (جانور سازی (jânvar-sâzî)) et la peinture figurative (صورتغري (sûratgarî)). La peinture est donc divisée en trois genre, dont deux s'attachent à la représentation figurée, mais les frontières restent poreuses entre figuration et non-figuration. Au contraire, chez les Ottomans, la frontière entre figuratif et non-figuratif se renforce dans les années 1550, avec une quasi-disparition de la représentation figurée dans les « arts industriels », à l'inverse de la peinture de manuscrit.

## Grandes problématiques liées à l'image

### Image et espace religieux

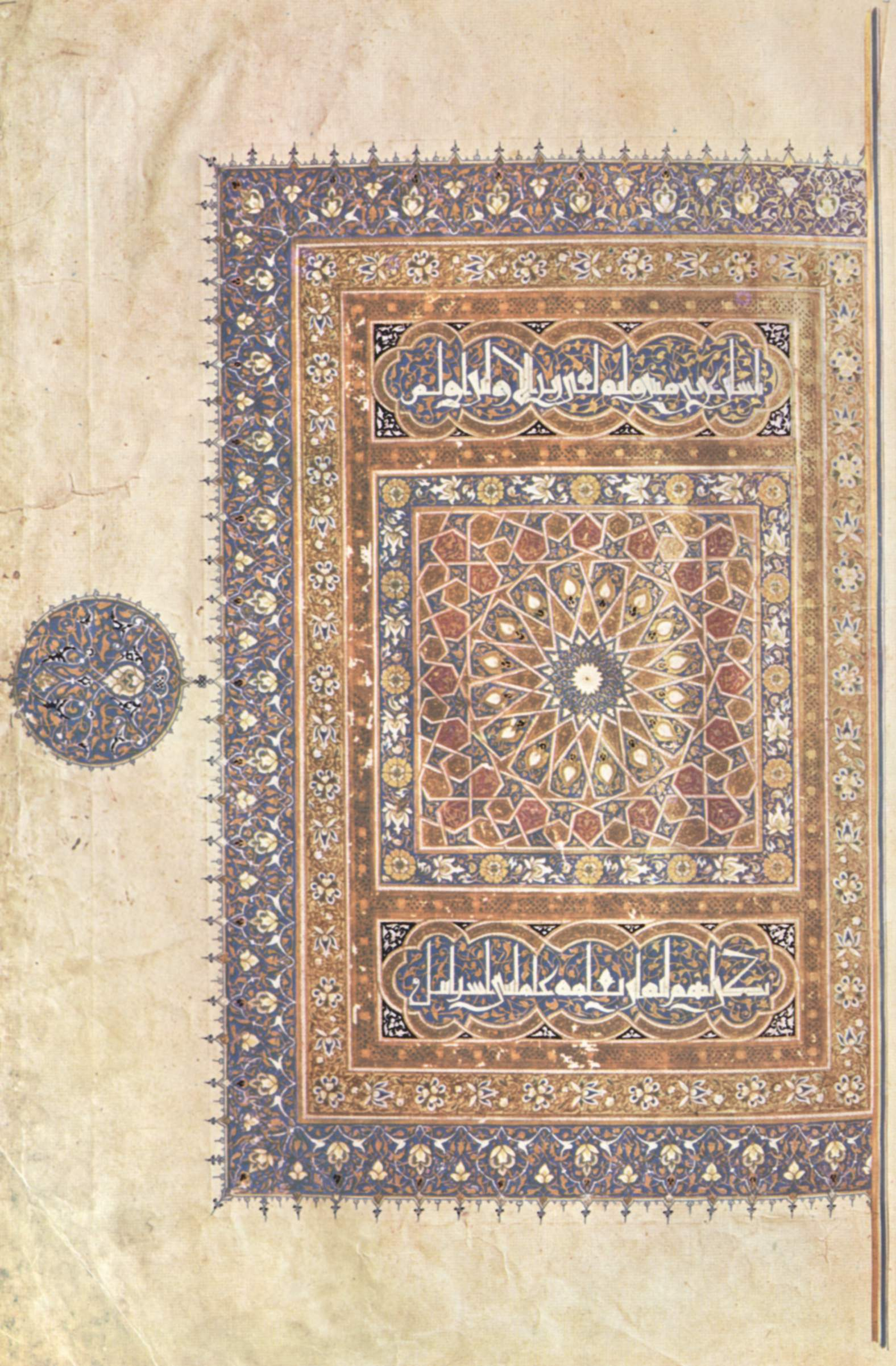
Frontispice d'un Coran, Égypte, v. 1375.

L'interdit de représentation figurée se manifeste en premier lieu dans l'espace religieux de manière générale. Dans tout le monde islamique, les mosquées, les madrasa et les tombeaux sont, dans leur grande majorité, décorés de manière entièrement aniconique (épigraphies, motifs géométriques et végétaux...), depuis les débuts de l'Islam. Cet aniconisme se rencontre également dans le mobilier destiné aux espaces religieux : minbars, mihrâbs, lampes, tapis, coffres...
De même, les Corans ne comportent jamais d'images figuratives, mais des décors végétaux ou géométriques. Certains motifs étoilés peuvent se rattacher parfois à des conceptions mystiques.

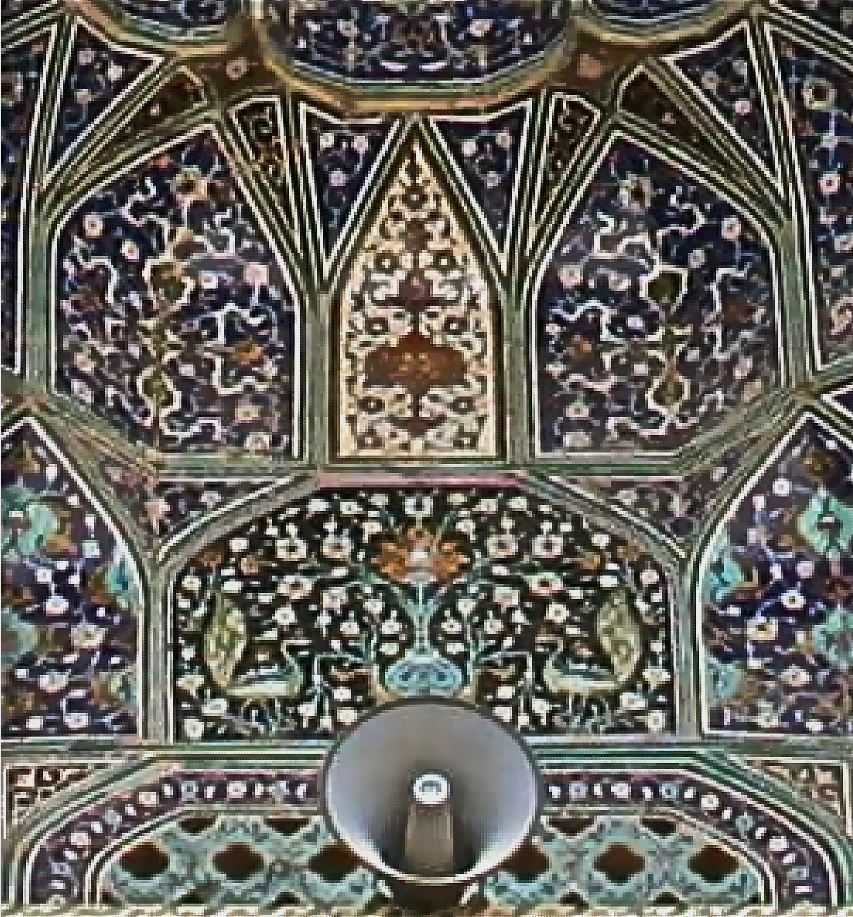
Détail du portail de la mosquée du Shah, Isfahan, 1612-1630. Cette mosquée est l'un des rares édifices religieux du monde islamique présentant un décor figuré : deux paons, au centre du portail d'entrée.

Il existe néanmoins quelques rares exceptions à cette règle. La pratique du remploi d'éléments architecturaux anciens peut en expliquer certains ; ainsi, à la mosquée d'al-Sâlih Talâ'i au Caire, un chapiteau d'origine chrétienne présente un grotesque et des aigles. Ce phénomène est aussi notable dans les chapiteaux de la mosquée al-Azhar. Les édifices religieux anatoliens des XIIe et XIIIe siècles comportent parfois, sur leur façade, des éléments figurés sculptés comme des dragons. C'est par exemple le cas à la grande Mosquée de Divriği (1228-29), dont le portail est orné de griffons, à la Gök Madrasa de Sivas (1271), où sont représentés des dragons, ou encore sur le portail de la grande mosquée de Diyarbakır (1091-1224), où est représenté un combat entre un taureau et un lion. La même remarque peut être faite pour certains monuments iraniens : par exemple, deux paons prennent place sur le portail de la mosquée du Shah d'Isfahan (1612-1630). À la période tardive, depuis le XVIIIe siècle, les interdits semblent s'atténuer quelque peu. Un manuscrit turc de la XIXe sourate du Coran; daté de 1752; présente ainsi des peintures empruntées au répertoire chrétien, probablement arménien. En Iran, au XIXe siècle, des peintures religieuses chiites sont également présentes dans des espaces sacrés (mosquées de Sidîh, de Lâhîjân, sanctuaire de 'Abbâs près d'Amol, mausolée de Shâhzâdeh Ibrâhîm près de Kâshân).
Lorsque certains édifices ont changé de destination et acquis une fonction musulmane, les images qui pouvaient s'y tenir ont été effacées ou recouvertes, selon le modèle de Mahomet à la Ka'ba. Ainsi, après la prise de Constantinople par les Ottomans en 1453, les mosaïques et les peintures murales des églises de la ville transformées en mosquées ont été recouvertes de lait de chaux. La mosaïque de Marie dans l'abside de Sainte-Sophie, épargnée pour d'obscures raisons par le sultan Mehmet II, a été recouverte d'un voile pendant cent ans puis a reçu le même traitement que les autres. Les architectes suisses Gaspare et Giuseppe Fossati ont dévoilé plusieurs mosaïques au cours de la restauration de Sainte-Sophie effectuée entre 1847 et 1849. Après avoir hésité, le sultan Abdülmecit Ier (1839-1861) a décidé de les recouvrir à nouveau à l'issue des travaux.
Cette pratique de l'aniconisme dans le domaine religieux, quoique musulmane à l'origine, a parfois eu une influence sur les objets religieux d'autres cultes. Un Pentateuque égyptien de 1353 présente ainsi un décor tout à fait comparable à celui des Corans de la même époque : frontispice à décor étoilé tapissant, titres en caractères kufiques dans un cartouche, signes de séparations dans le texte. L'aniconisme devient, ainsi, un élément de culture islamique plutôt qu'un concept religieux.

### Les interdits, freins ou catalyseurs des arts de l'Islam?

#### Un stimulant dans la définition d'un art de l'Islam
« C'est peut-être dans ces condamnations réitérées que fut la chance des images dans l'islam » note Jean-François Clément, qui poursuit : « En réalité, la règle de l'interdit de la représentation des êtres animés a été le stimulant le plus grand de l'art musulman ». L'interdit aurait ainsi permis le développement d'une esthétique propre aux arts de l'Islam.
Les premières créations artistiques du monde islamique sont difficiles à différencier de l'art de l'Antiquité tardive (romano-byzantine comme sassanide). Les fresques de Qusair Amra, les mosaïques de la Grande Mosquée des Omeyyades de Damas ou encore la céramique islamique du site de Suse illustrent cette proximité. Ce n'est qu'en se soumettant à de nouvelles contraintes (qu'elles aient été imposées par la religion ou par la société), que les artistes des premiers siècles de l'Islam ont pu se détacher des règles anciennes pour créer un art qui soit propre à la culture de l'Islam.
Pour J.-F. Clément, cette esthétique passe par plusieurs biais : « l'art de l'arabesque, des polygones étoilés et des volutes », ainsi que les « images calligraphiques ». L'interdiction de réalisme entraîne aussi la stylisation, la platitude des images (refus volontaire des règles de la perspective et du modelé) ; les images ne comportent pas d'ombre, et ne font pas appel aux illusions permises par les jeux de lumière. Un cerne délimite souvent les plages de couleurs, accentuant la bidimensionnalité des images. Enfin, la non-autonomie de l'image islamique a souvent été relevée : « l'art restera toujours un art impliqué ou un art auxiliaire ; l'image a toujours un support qui est un objet utilitaire ».

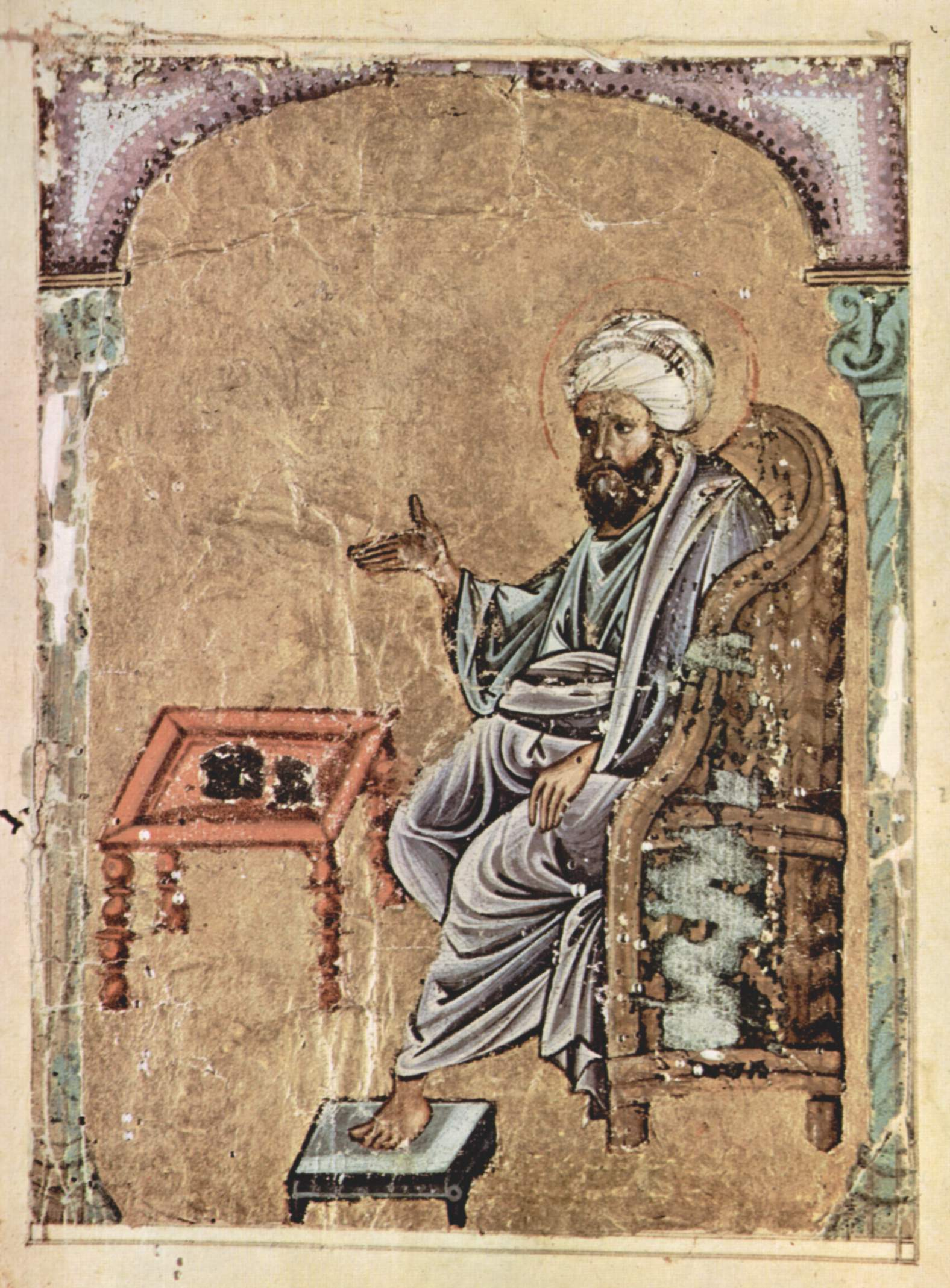
Portrait imaginaire de Dioscoride tel qu'il apparaît dans De materia medica, Jezireh, 1229.
La représentation oblique du personnage, le travail sur le modelé, le drapé et la couleur de cette peinture dénotent une influence byzantine. Cette peinture s'écarte des codes de représentation de la peinture arabe de la même période.

Tous ces éléments ont été largement relevés par les historiens des arts de l'Islam. O. Grabar n'hésite pas à parler d'une « esthétique de l'ornement », dans la lignée des orientalistes de la fin du XIXe siècle. V. Gonzalez se situe dans sa lignée. Elle estime que ce caractère ornemental de l'art islamique entraîne trois conséquences : la dépendance des représentations au support, la linéarité des compositions, et enfin l'utilisation de la couleur comme « un complément décoratif ».
Au contraire, Gülru Necipoğlu insiste sur la nécessité « de restituer [à l'idée de décor islamique et de vision islamique de l'art] leur épaisseur sémiotique en commençant par les recontextualiser, sur un plan historique ». Elle montre ainsi que la systématisation de l'abstraction géométrique dans les arts de l'Islam prend son origine à la période abbasside, dans les débats religieux, philosophiques et scientifiques liés aux mu'tazilites. De même, Houari Touati montre que l'idée de « belle écriture », c'est-à-dire de calligraphie au sens strict, prend ses racines dans l'esthétique de proportions et la notion de beau livre, théorisées par al-Jâhiz dans le deuxième tiers du IXe siècle, même si sa date de naissance est difficile à définir.
L'idée d'une soumission de l'art à l'objet se doit aussi d'être nuancée. Comme l'indique G. Neçipoğlu, qui s'appuie sur des sources médiévales, « la distinction entre arts « majeurs » et « mineurs » n'avait pas cours, et les vastes horizons de l'art et de l'artisanat englobaient toutes les qualités pratiques de l'activité humaine ». Une œuvre aussi riche, dans ses motifs et dans ses matériaux, que le « Baptistère de Saint Louis », signé à six reprises par son créateur, ne peut être vue comme un simple objet utilitaire décoré. Certaines œuvres étaient même créées sans autre but qu'elles-mêmes, comme les pages destinées à être collectionnées dans des albums à la période des trois empires, ou la peinture de chevalet puis la photographie qui se développent au XIXe siècle en Iran.
Le refus de la perspective s'estompe également sous l'influences d'autres traditions, en particulier dans les périodes tardives. La peinture arabe du XIIIe siècle est « fondée sur des modes de représentation essentiellement conceptuels », malgré un sens aigu de l'observation et du détail qui la rapproche « d'une certaine expérience de la vision » ». Toutefois, dès cette époque, certaines peintures s'affranchissent de ces règles pour utiliser des canons esthétiques byzantins, comme dans l'exemple du De materia medica de Dioscoride réalisé en Jezireh, en 1229, où le souci du modelé, « la répartition savante des lumières et des ombres » trahissent une volonté de représenter la réalité visible. Plus tardivement, la peinture iranienne, et derrière elle la peinture ottomane et moghole, évoluent elles aussi vers une prise en compte de plus en plus marquée du cadre, et l'apparition, sans doute sous l'influence européenne, de la perspective et du modelé.

#### Jouer avec les règles
« Dès lors que la règle est énoncée, elle fournit les moyens de la contourner », note encore J.-F. Clément. Les artistes du monde islamique ont ainsi fréquemment joué sur les limites entre art figuratif et aniconique, évitant l'imitation sans se priver de motifs figuratifs. Plusieurs techniques peuvent être utilisées en ce sens.
La première est sans doute la stylisation. Sans volume ni modelé, le personnage ou l'animal devient un signe codifié, plutôt qu'une représentation du réel. Cette conception semble largement imprégner l'art islamique tout entier, tant dans la peinture que dans les objets. Sous les Abbassides déjà, les personnages des peintures de Samarra ou des œuvres en céramique lustrée tiennent presque de la « caricature ». Comme déjà mentionné supra la peinture arabe au XIIIe siècle reste une peinture de signes ; son évolution dans les périodes postérieures (sous les Mamelouks notamment) ne fait que renforcer ce caractère « conventionnel » de la représentation figurée. Mais dans la peinture persane aussi, la stylisation et l'usage de conventions est également de règle ; O. Grabar parle, de manière quelque peu anachronique, de « jeu de théâtre » et d'une « expression artificielle des choses », malgré une recherche, aux XVIe et XVIIe siècles surtout, d'observation de la vie quotidienne.
Le mélange des genres est aussi un outil fréquemment utilisé par les arts de l'Islam. Dans une variante du hadith de Muslim où un peintre questionne Ibn Abbas, le compagnon du Prophète répond notamment au peintre qu'il peut « tâcher que les animaux ressemblent à des fleurs ». On peut rapprocher de cette phrase toute une série d'œuvres où mondes animal et végétal semblent se mêler, provenant en particulier du monde syro-égyptien. Dans le Panneau à l'oiseau du musée du Louvre, attribuable à l’Égypte toulounide, l'animal n'apparaît que grâce à la figuration d'un œil rond dans un motif végétal. Plus tard, les panneaux à protomés de chevaux fatimides participent de cette même « esthétique de la métamorphose », leurs têtes émergeant d'un réseau de rinceaux végétaux. Ce même style se retrouve encore dans les céramiques à décor peint sous glaçure réalisées en Syrie au XIIIe siècle : les extrémités des animaux se fondent dans de souples tiges végétales. Parfois, ce mélange entre végétal et animal trouve un sens iconographique, avec le motif de l'arbre mythique waq-waq, évoqué dans plusieurs légendes iraniennes, dont le Shâh Nâmeh.

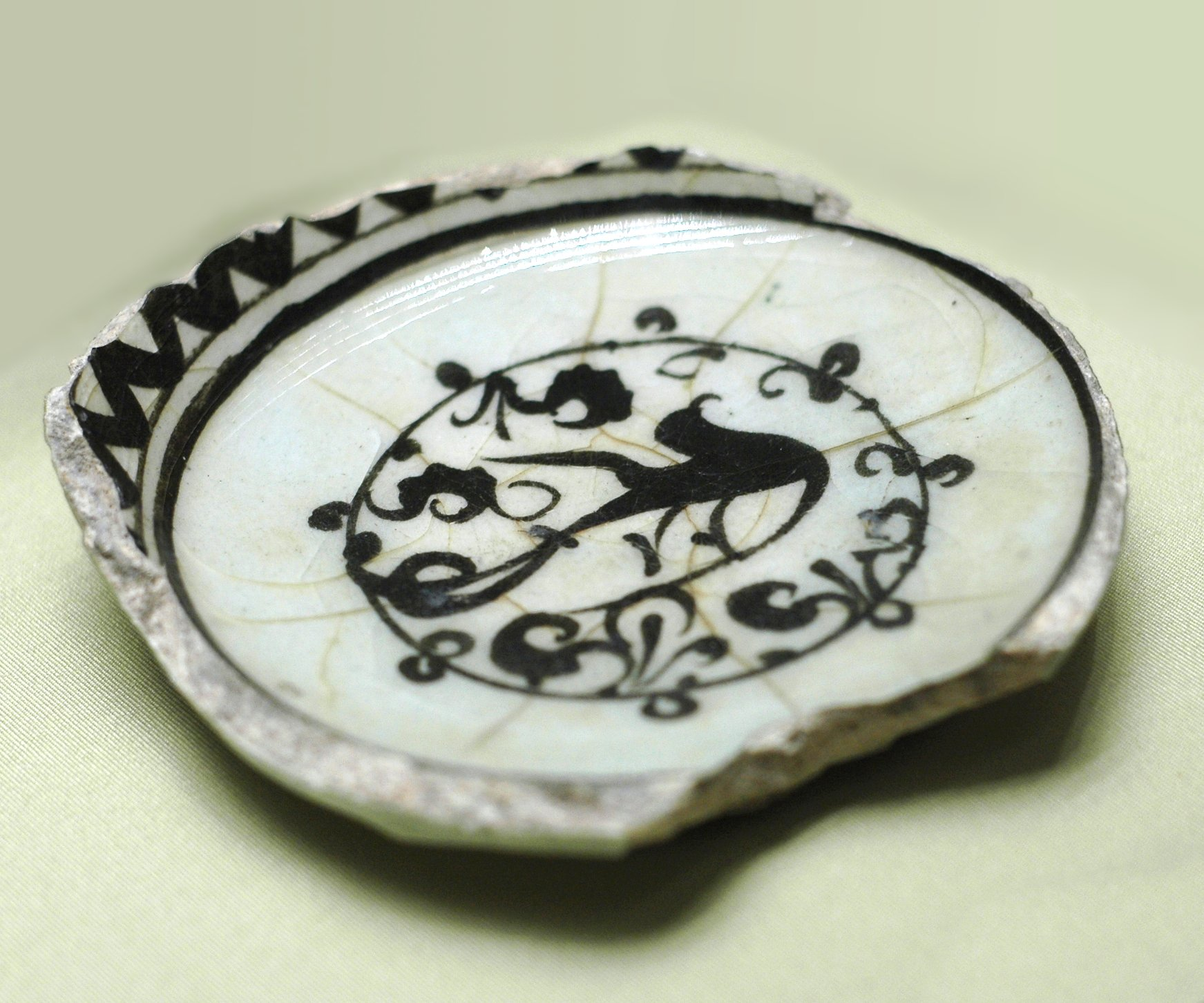
Fragment de plat à l'oiseau, Syrie, XIIIe siècle On voit dans ce fond de plat une esthétique de transformation de l'oiseau en motif végétal.
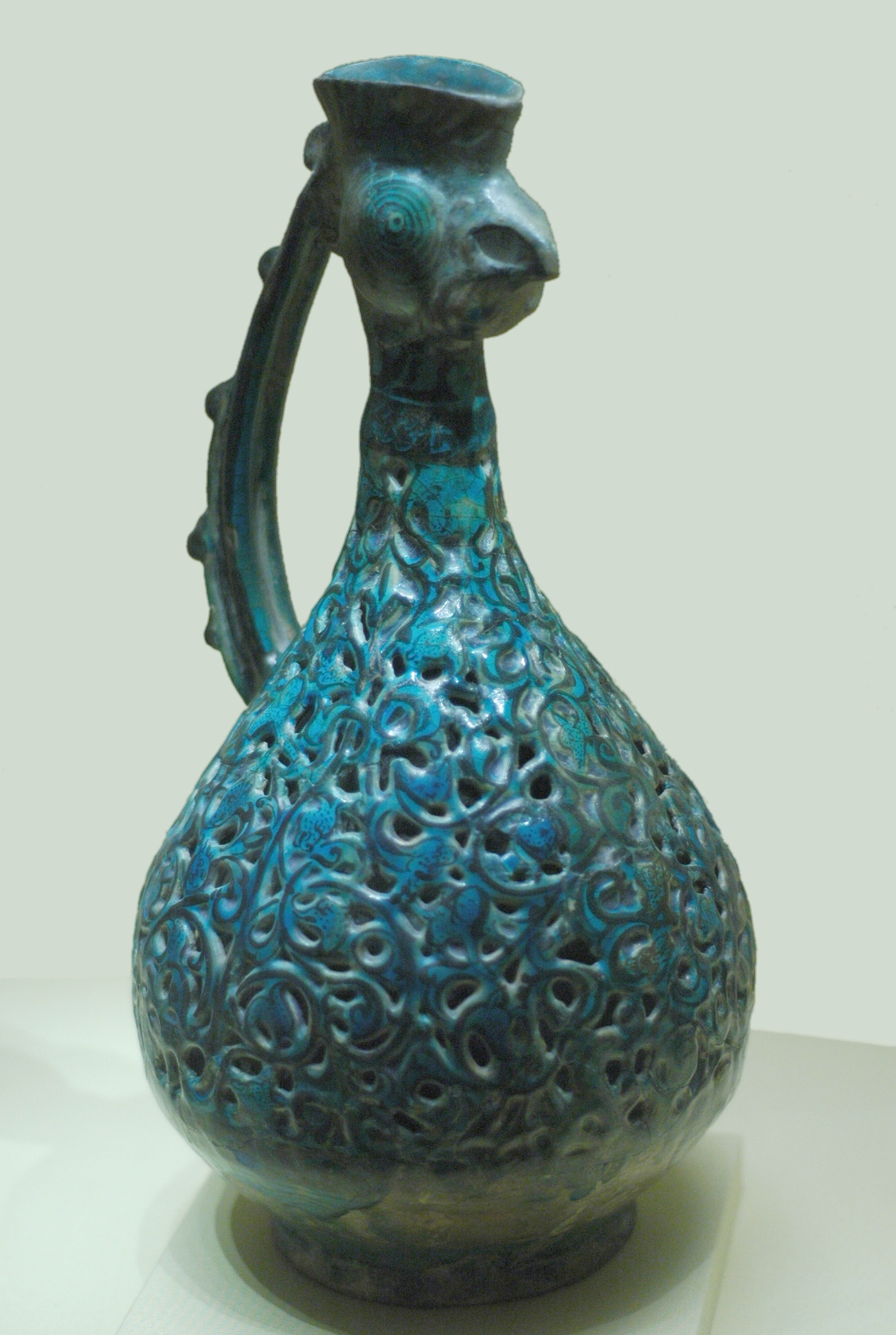
Aiguière à double panse, Iran, XIIe - XIIIe siècle La panse extérieure de cette aiguière est ornée d'un rinceau végétal où prennent place des têtes animales et humaines, dans un rappel de l'arbre waq-waq.
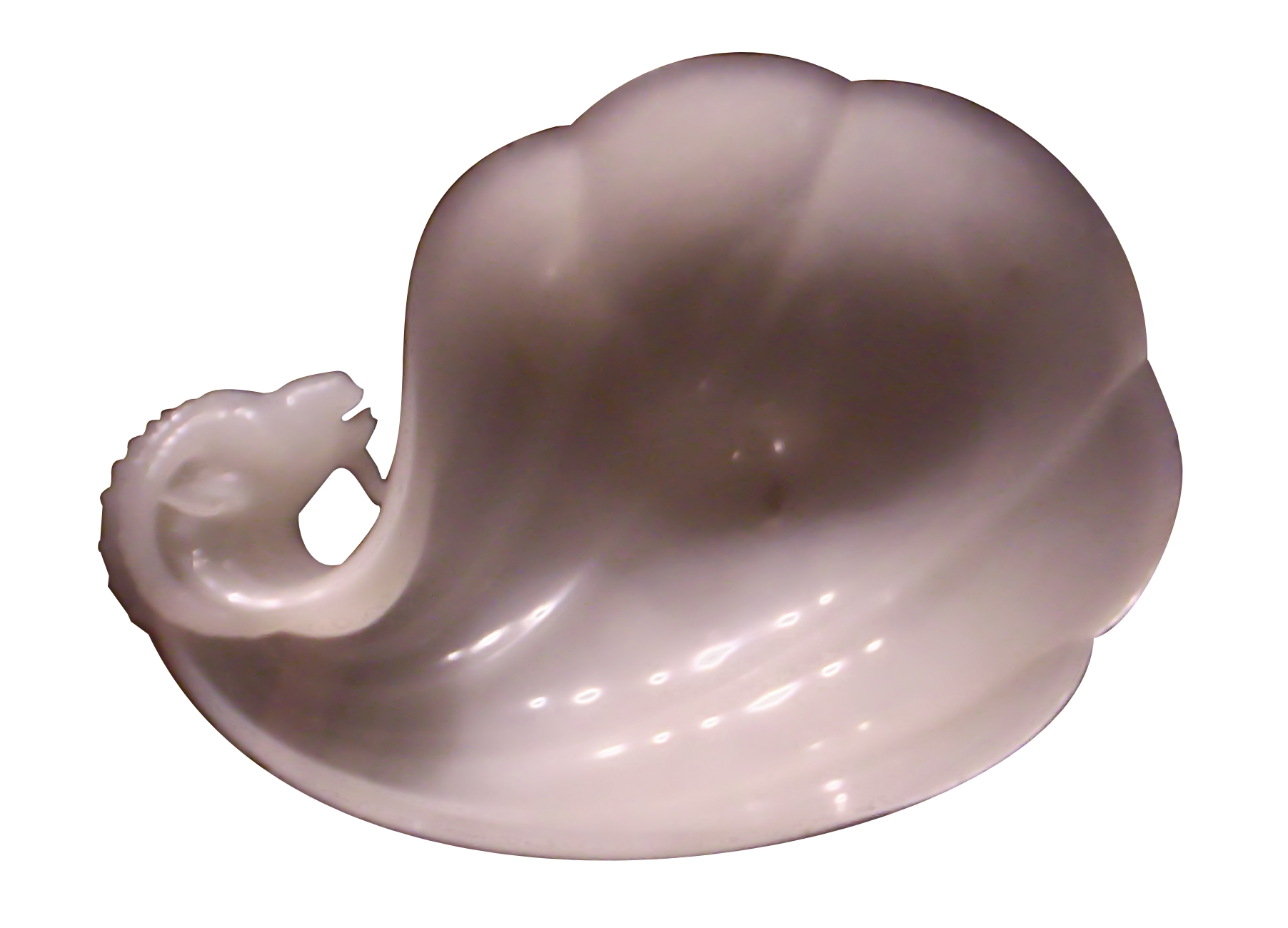
Coupe au nom de Shâh Jahân, Inde, 1656-57 La coupe à vin de l'empereur moghol Shâh Jahân mêle avec délicatesse un motif végétal et une tête de bélier.

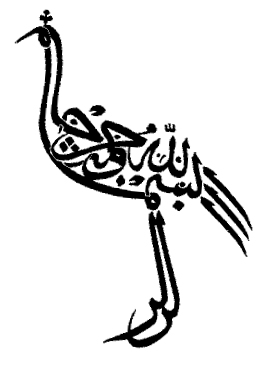
Ismâ'îl Zühdü, Calligraphie figurative en forme de cigogne, Monde ottoman, 1604-1605?

La calligraphie peut également donner lieu à figuration, de deux manières. Les calligraphies animées sont des écritures dont les extrémités des hampes se terminent par des dragons, des serpents, des têtes animales ou des personnages ; elles apparaissent sur un groupe d'une douzaine de métaux incrustés des XIIe – XIIIe siècles. A. S. Melikian-Chirvani décrit ainsi l'usage des calligraphies animées :

« Les lettres couronnées de visages humains semblent dialoguer entre elles. Des têtes d'animaux jaillissent des rinceaux ondulants qui courent derrière les inscriptions. Elles se retournent vers les visages juchés sur les lettres et composent un univers visionnaire. Plus que jamais, les frontières entre l'abstraction pure et la figuration sont abolies. C'est un art conceptuel, où le signe pur qu'est la lettre épouse l'archétype, hors du temps et de l'espace qu'est la face du « Bouddha au Visage de Lune », un art du Surréel chargé de symboles précis et non pas issu de l'arbitraire individuel comme le Surréalisme européen du XXe siècle. »

Le premier objet connu portant ce type de décor est le Seau Bobrinsky, réalisé à Hérat. On en trouve également sur des objets syriens, au premier rang desquels la coupe « Fano », où l'inscription votive se mue en chasseurs brandissant des épées. Le dernier objet de la série est la bobèche d'un chandelier mamelouk datable 1290-1293.
Les calligraphies figuratives, anthropomorphes ou plus souvent zoomorphes, se développent quant à elles à partir du XVe siècle, et sont toujours utilisées de nos jours. « Les graphies employées, essentiellement cursives, thuluth, naskhî, ta'lîq et nasta'lîq, sont extensivement manipulées afin de rendre la forme des animaux » ou des personnages, explique Thérèse Bittar. Ces œuvres sont produites autant dans le monde ottoman qu'en Iran et en Inde. Les animaux représentés sont divers, mais ils recouvrent souvent une symbolique particulière. Un cheval représenté au XIXe siècle en Iran a des connotations chiites : un parasol composé par la bismillah surmonte le nom de 'Alî, et son corps est composé par les douze imâms du chiisme duodécimain, tandis que le nom de Fatima dessine la tête. Le Galion calligraphique, de 'Abd al-Qadir Hisari est représenté de manière très précise et naturaliste, mais la coque est constituée d'inscriptions religieuses. S. Naef reproduit également un exemple ottoman d'ﻛﺎﻣﻞ ﺍﻧﺴﺎﻦ (insân-i kâmil), l'« homme parfait » : une silhouette humaine « dont les contours ont été tracés avec les noms de Mahomet, 'Alî, Hasan et Husayn ». Ainsi la calligraphie « n'existe plus par elle-même, mais par la forme qu'elle représente. Faut-il en déduire l'essor d'un goût plus marqué pour la figuration ou plutôt rappeler ce plaisir du mystère et du détournement des genres qui a toujours caractérisé la calligraphie ? »

#### Des conceptions européano-centrées?
Dans son article sur « l'image dans le monde arabe », J.-F. Clément revient sur la manière dont les orientalistes ont étudié le sujet. Il estime tout d'abord que ces chercheurs occidentaux ont tenu deux discours contradictoires sur l'image, l'un cherchant « des explications de l'absence relative de l'image », l'autre montrant la richesse des arts de l'Islam, en les jugeant toutefois « à partir des critères européens postérieurs au XVIe siècle ». Pour lui, le problème de l'image dans le monde arabe - mais on peut élargir ce discours à l'intégralité du monde islamique - nécessite de « s'interroger sur la validité de nos catégories. A-t-on le droit de parler d'abstraction ou de non-réalisme, de non-figuration ou d'invraisemblance pour cet art des cultures arabes ? » Les deux cultures, arabe et européenne, ont une vision différente de l'image, même si elles se posent toutes deux la question de la figuration et de son utilité : « Le peintre arabe part d'un interdit figuratif, le peintre européen y parvient, l'un le reçoit et l'autre se le donne. [...] Même si dans les deux cas, on se pose la même question, celle de la représentation [...], on la pose de deux manières opposées. "Qui peut peindre aussi bien qu'Allâh ?" est-il demandé dans le Coran. À quoi bon représenter et produire de l'anecdotique  se demandent les artistes européens ? ».
Cette nécessité de mettre en perspective la production de l'image figurée dans la culture islamique implique de s'interroger sur les nécessités qui pourraient pousser le peintre à représenter la figure humaine ou animale. Contrairement au christianisme, dans lequel Dieu s'est incarné, dans l'islam, il se fait parole, par l'intermédiaire du Coran, « Parole de Dieu ». De ce fait, il se prête mal à la mise en image, et celle-ci n'est pas utile à la liturgie ou à l'enseignement religieux. Ainsi, la combinaison du caractère peu utile de l'image et d'une méfiance des autorités religieuses peut expliquer l'important aniconisme dans le monde islamique, et le développement d'un art tendant à l'abstraction.
J.-F. Clément avance également une explication d'ordre plus sociologique, en se basant sur un extrait de la Description de l'Inde du scientifique persan al-Birûnî (973-1048).

« On sait la prédilection du commun pour les choses sensibles et son aversion pour l'abstraction, que ne comprennent que ceux qui savent, et qui sont, partout en toujours, en petit nombre. Mus par ce besoin d'allégorie, les croyants ont, comme les juifs et les chrétiens, eu recours à la représentation picturale et architecturale. Montrez une image du Prophète, de la Mecque ou de la Ka'ba à un homme de basse classe ou à une femme : cela les met dans un tel état de ravissement qu'ils sont prêts à l'embrasser et à se couvrir les joues de poussière comme si la vue de l'image valait le petit et le grand pèlerinage réunis ! »

Pour J.-F. Clément, ce texte marque l'association de l'image figurée « aux femmes et aux hommes de rang social inférieur. L'homme (mâle) qui se voulait parfait ne pouvait viser que l'abstraction. [...] La cause réelle du mépris des images serait donc le mépris de la femme ». Des raisons de perception sociale propres aux sociétés méditerranéennes expliqueraient donc aussi la tendance des arts de l'Islam à la non-figuration.

### La question du réalisme: de la mutilation à l'exactitude
Les arts de l'Islam seraient donc marqués par une esthétique de non-réalisme, liée autant à des préoccupations religieuses qu'esthétiques et philosophiques. Alexandre Papadopoulo parle de « principe d'invraisemblance », rejoignant l'idée d'une « esthétique de l'ornement » développée par O. Grabar et V. Gonzalès. D'autres chercheurs émettent cependant des réserves, en soulignant la diversité des contextes de production.

#### Pratiques iconoclastes

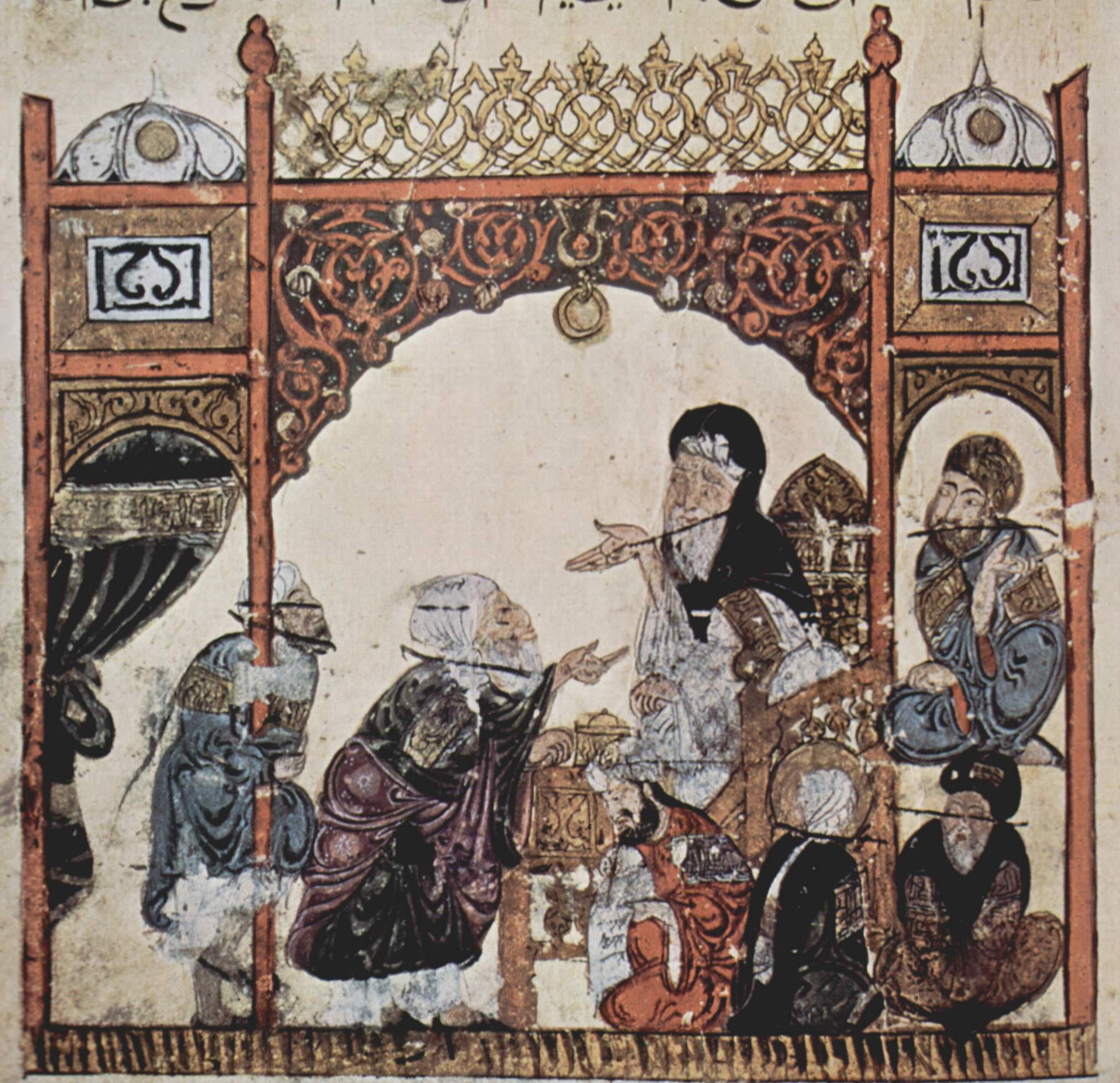
« Abû Zayd devant le cadi de Sa'da », Maqâmât de al-Harîrî, Bagdad, v. 1230.
Cet exemplaire des Maqâmât conservé à l'institut d'études orientales de Saint-Pétersbourg présente une double mutilation : les têtes ont été coupées par un trait noir, et les visages, effacés avec un doigt humide.

Le refus du réalisme a pu mener à des pratiques iconoclastes en terre d'Islam. F. B. Flood, après la destruction des Bouddhas de Bâmiyân, s'est penché sur cette question dans un article. Il distingue deux types de pratiques : la mutilation du visage, en supprimant le nez, les yeux ou en grattant tout le visage, et la décapitation. La mutilation des visages peut, selon lui, être rapprochée de l'acte iconoclaste de Mahomet à la Ka'ba, tel qu'il a été décrit dans le Livre des idoles au IXe siècle. On en trouve des traces à la fois dans les textes et dans les œuvres. En 1655, le pacha de Bitlis, dans l'est de l'Anatolie, mutile ainsi un manuscrit du Shâh Nâmeh en grattant les yeux des personnages avec un couteau, en leur coupant la gorge par un trait, ou en effaçant la peinture de son doigt mouillé. Sur un Portrait d'homme safavide, on a ainsi gratté la figure et la coupe de vin que tenait le personnage. Le fait de tracer une ligne sur le cou des personnages est vue comme une pratique symbolique de décapitation. Un chandelier syrien du XIIIe siècle porte les marques de cette pratique. Parfois, décapitation et effacement peuvent être utilisés ensemble : un exemplaire arabe des Maqâmât de al-Harîrî a ainsi subi à la fois l'effacement des visages avec un doigt mouillé et la séparation de la tête et du corps de tous les personnages et animaux par un trait noir.
Les exemples de mutilations sont nombreux, mais tous ne doivent pas être systématiquement rapportés à une pratique musulmane. L'iconoclasme n'est pas absent d'autres cultes (christianisme des premiers temps, judaïsme, zoroastrisme) ; il peut aussi paraître détaché de la religion, comme dans le cas du Portrait du chambellan Sarkhan Beg. Sur cette peinture, le visage a été effacé en même temps que le تاج حیدر (tâj-i Heydar), un bonnet dont la forme signifiait l'appartenance à une tribu turkmène tombée en disgrâce quelque temps après la prise de pouvoir des Safavides. On peut donc émettre l'hypothèse d'un iconoclasme politique.
Certains souverains utilisent également des pratiques iconoclastes à plus grande échelle. Elles peuvent être dirigées contre des représentations non musulmanes, comme dans le cas de l'édit de Yazîd II en 721 ou des destructions dans les temples indiens, mais aussi contre des figurations qui sont le fait de musulmans, comme dans le cas de Fîrûz Shâh Tughlûq en Inde (r.1351-1388), qui s'en glorifie dans son Apologie :

« Dans les temps anciens, il était de coutume de porter des vêtements ornés, et les hommes recevaient des robes comme des gages d'honneur des cours des rois. Des personnages et des emblèmes étaient peints et exposés sur les selles, les brides et les cols, sur les encensoirs, sur les gobelets et les coupes, et les bouteilles, sur les plats et les aiguières, sur les tentes, sur les tentures et sur les chaises, et sur tous les objets et ustensiles. Sur les conseils et à l'approbation divines, j'ai ordonné que toutes les images et les portraits soient ôtés de ces choses, et que de tels objets soit fabriqués comme il est approuvé et reconnu par la Loi. Ces images et ces portraits qui étaient peints sur les portes et les murs des palais, j'ai ordonné de les effacer. »

Les pratiques de mutilation recouvrent un certain paradoxe : en effet, les images sont rarement détruites, et les effacements ou les traits permettent de rendre licite l'image aux yeux du mutilateur, donc, dans un certain sens, à conserver l'image.

#### Représentations vraisemblables et observation de la vie quotidienne

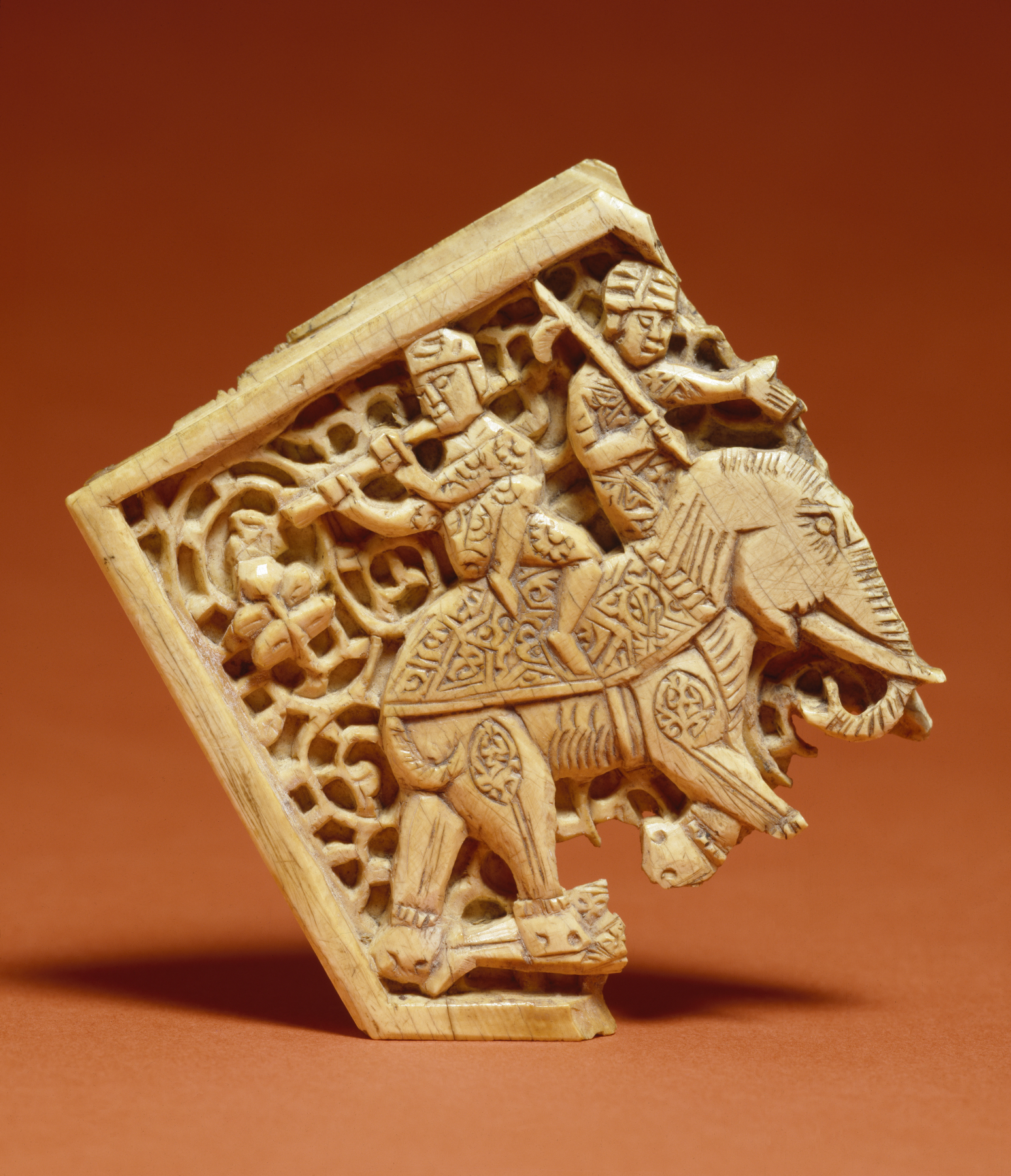
Fragment d'ivoire à l'éléphant de guerre, Égypte, XIe siècle.
Cette représentation montre l'intérêt des artistes Fatimides pour la représentation exacte de l'anatomie des animaux et leur goût pour les scènes pittoresques et vivantes.

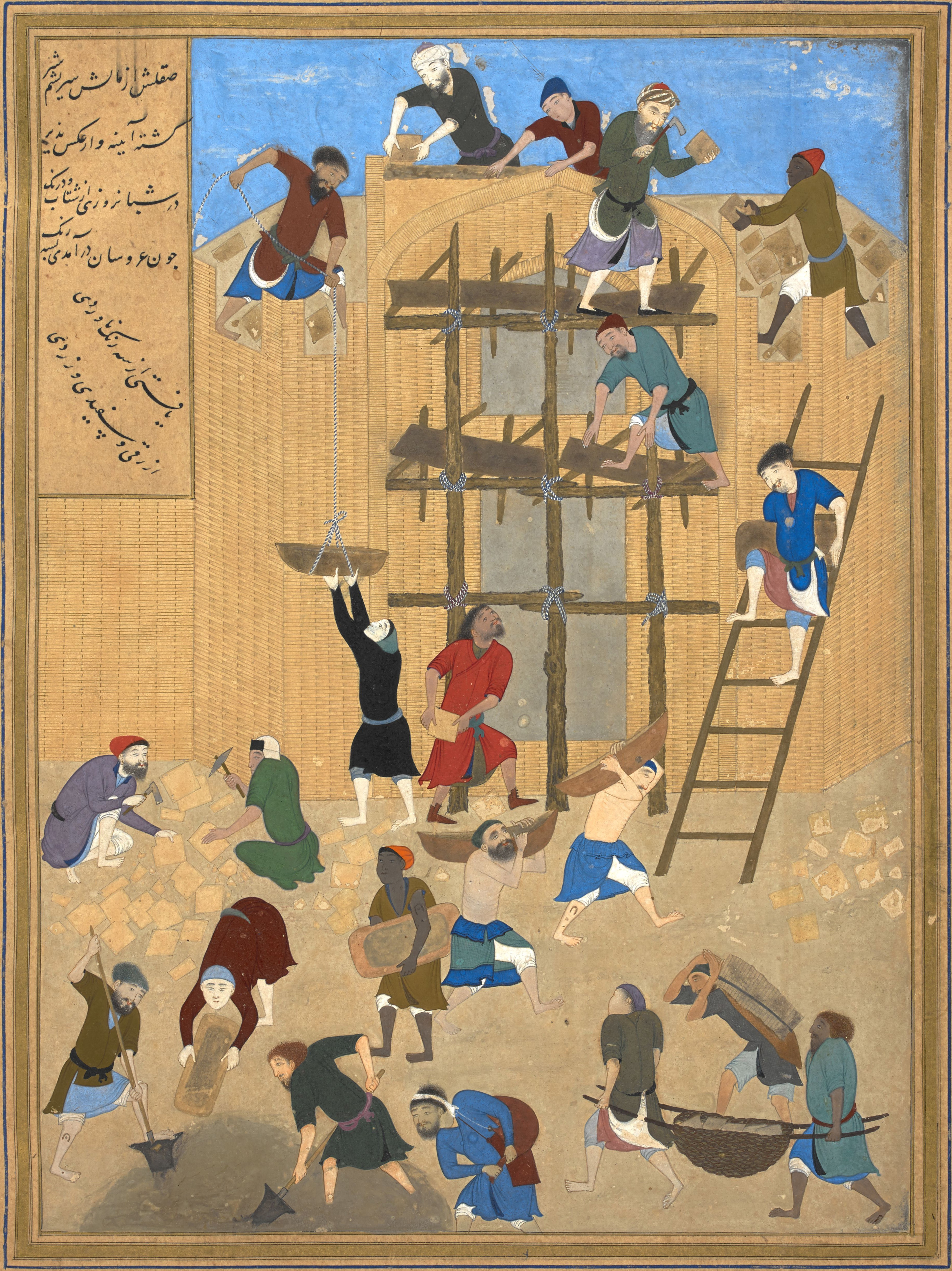
Behzâd, « La construction du château de Khawarnaq », Khamseh de Nizâmi, Hérat, 1494.

À l'opposé de ces pratiques, le réalisme peut être aussi accepté et utilisé par les artistes musulmans. Pour V. Gonzalez, il s'agit plutôt de quelques exceptions circonstanciées, qui ne remettent pas en cause l'esthétique de l'ornement, voire y participent à leur manière : les espaces ouverts en perspective par les peintres iraniens et moghols permettent surtout de « quitter le monde animé et s'évader dans un songe abstrait ».
S. Naef est moins catégorique, et préfère resituer les pratiques dans un contexte historique :

« Si l'esthétique de l'art islamique est, sans aucun doute, très particulière, il faudrait nuancer cette vision d'un art éloigné de la représentation de la réalité : un tel refus ne semble en tout cas pas avoir été constant chez les artistes et leurs commanditaires. »

Dans de nombreux cas, en effet, les artistes transcendent les interdits de réalisme par plusieurs moyens.
À la période fatimide, comme l'a noté R. Ettinghausen, c'est la recherche de précision dans les détails, d'expressivité, d'exactitude qui marque le réalisme. Le même souci du détail et de l'expressivité se retrouve dans la peinture arabe du XIIIe siècle ; néanmoins, alors que R. Ettinghausen pense qu'il s'agit de témoignages directs de la vie quotidienne, Robert Irwin estime que les artistes recopient plutôt des modèles anciens, ce qui atténuerait leur caractère réaliste. En ce qui concerne la peinture persane, O. Grabar note l'apparition d'une veine réaliste par son attention au détail et à la vie quotidienne dans la seconde moitié du XVe siècle, avec la peinture de Behzâd, qui est sans doute le reflet d'un goût nouveau. La représentation de la construction de la mosquée de Samarcande, ou celle du calife Hârûn al-Rashîd aux bains sont autant de prétextes pour le peintre à figurer avec minutie les outils, les espaces, les attitudes, les activités. Cette veine réaliste se poursuit à la période safavide à la fois dans la peinture de manuscrits et dans les pages d'albums : certains peintres rapportent même avoir travaillé sur le vif, comme Mu'in Musavvir à propos d'un dessin d'un lion attaquant un jeune homme.
La représentation en trois dimensions s'inscrit également dans une recherche de vraisemblance. De manière générale, les hadith et les commentateurs condamnent les images en trois dimensions. Les artistes islamiques ont, de ce fait, peu utilisé la sculpture. Néanmoins, celle-ci n'est pas tout à fait absente : on en trouve dans la plupart des zones géographiques à des périodes définies, tout particulièrement dans la péninsule Ibérique, en Égypte fatimide puis dans le monde syro-égyptien et en Iran. Ces sculptures sont rarement autonomes. Parfois, c'est un objet tridimensionnel qui prend un aspect zoomorphe, comme un brûle-parfum, un aquamanile, une bouche de fontaine... Certains objets gardent également une forme utilitaire, mais s'achèvent par une tête animale : A. S. Mélikian-Chirvani compare cette esthétique à celle des calligraphies animées. Les jouets en trois dimensions, notamment les poupées, sont également produits et autorisés par les religieux en vertu de hadiths se rapportant à Â'isha, même si certains restent réticents, comme al-Nawawî. La fonction de plusieurs ronde-bosses, toutefois, paraît difficile à définir, et leur caractère décoratif semble leur principale raison d'être. C'est le cas de petites sculptures en céramique produites en Iran et dans le monde syro-anatolien, dont on suppose parfois qu'elles auraient pu servir d'ornement de table. À une autre échelle, des sculptures de stuc ont pu être utilisée pour orner des bâtiments. Elles peuvent souvent être rattachées à des traditions non islamiques : les animaux, les danseuses et les dignitaires de châteaux du désert omeyyades (Khirbat al-Mafjar, Qasr al-Hayr al-Gharbi) sont proches de l'art byzantin ou sassanide, « comme si la Syrie islamique faisait délibérément revivre une technique antique abandonnée depuis plusieurs siècles ». En Égypte, certaines statuettes en métal sont directement liées aux Coptes. Les sculptures anthropomorphes iraniennes réalisées avant ou après l'invasion mongole rappellent en partie, par leurs traits, l'art de l'Asie centrale et peuvent trouver des comparaisons à la fois en Orient et en Occident selon Riefstahl, qui fait en particulier, pour les plus anciennes, un rapprochement avec l'art du Gandhara, tout en soulignant qu'il s'agit de décors dépendants d'une architecture. Quant au renommé Griffon de Pise, sa fonction reste aussi mystérieuse que son lieu de fabrication.

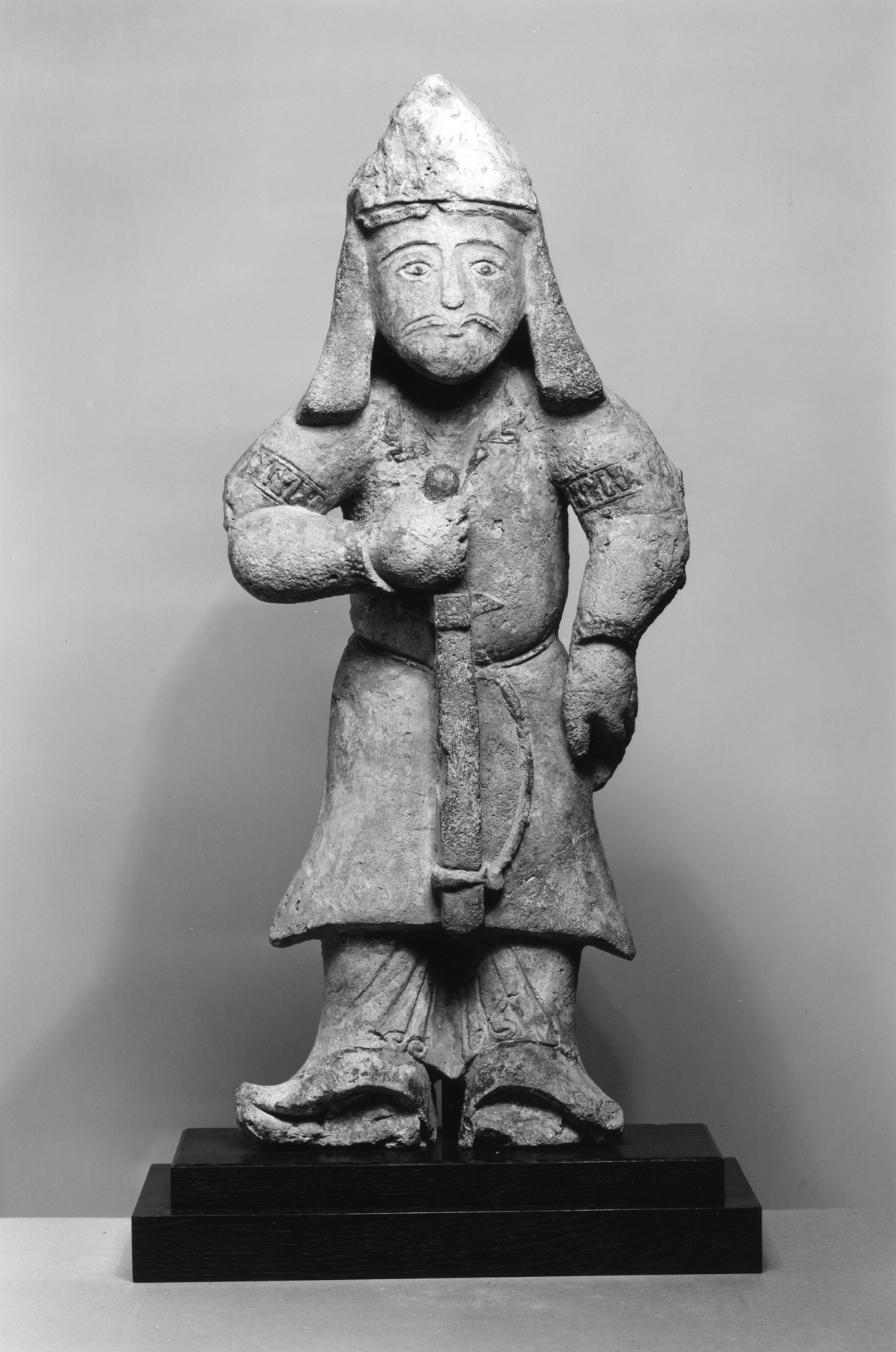
Personnage en stuc tenant une épée, Iran, XIIe siècle.
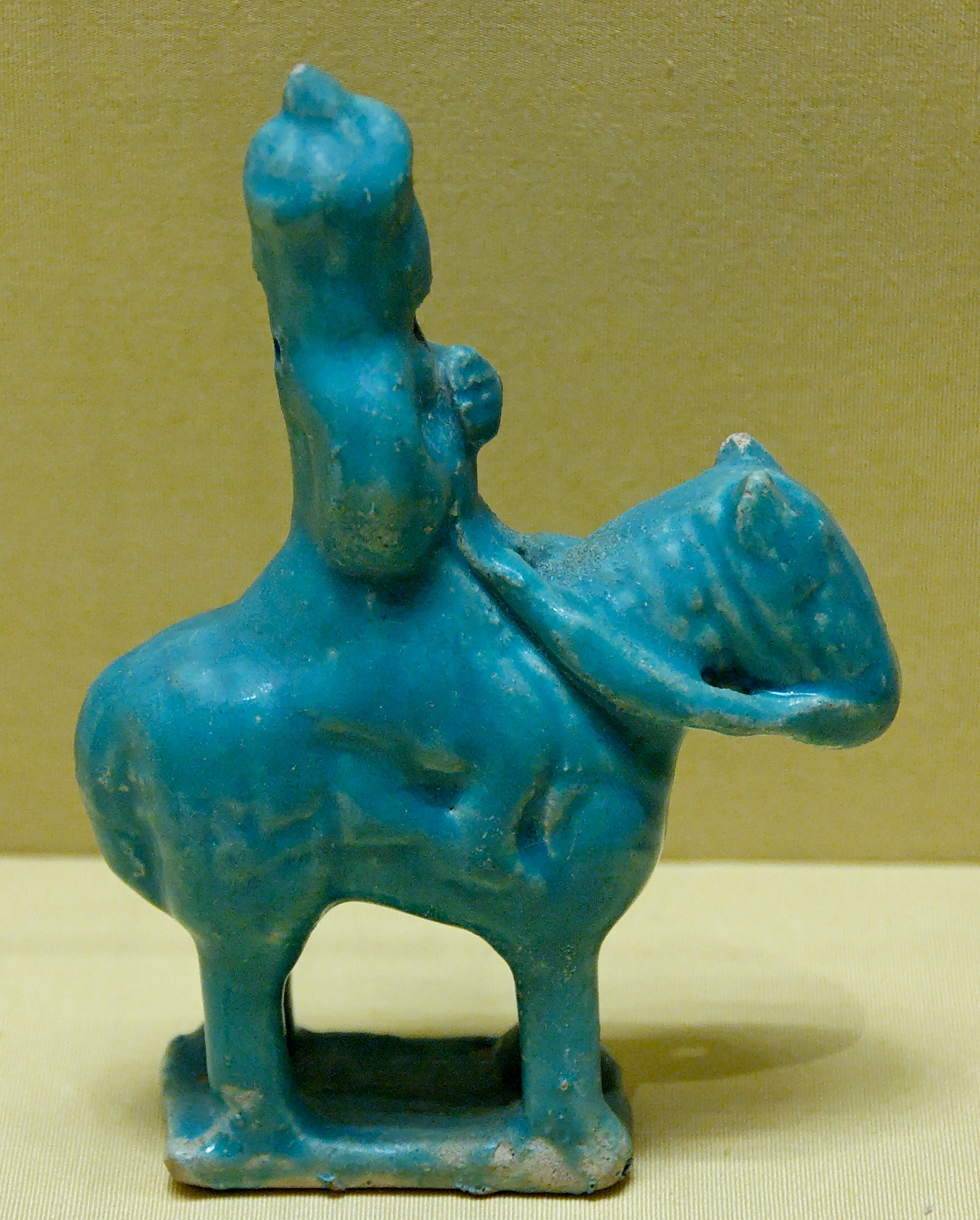
Cavalier en céramique glaçurée, Iran, déb. XIIIe siècle.
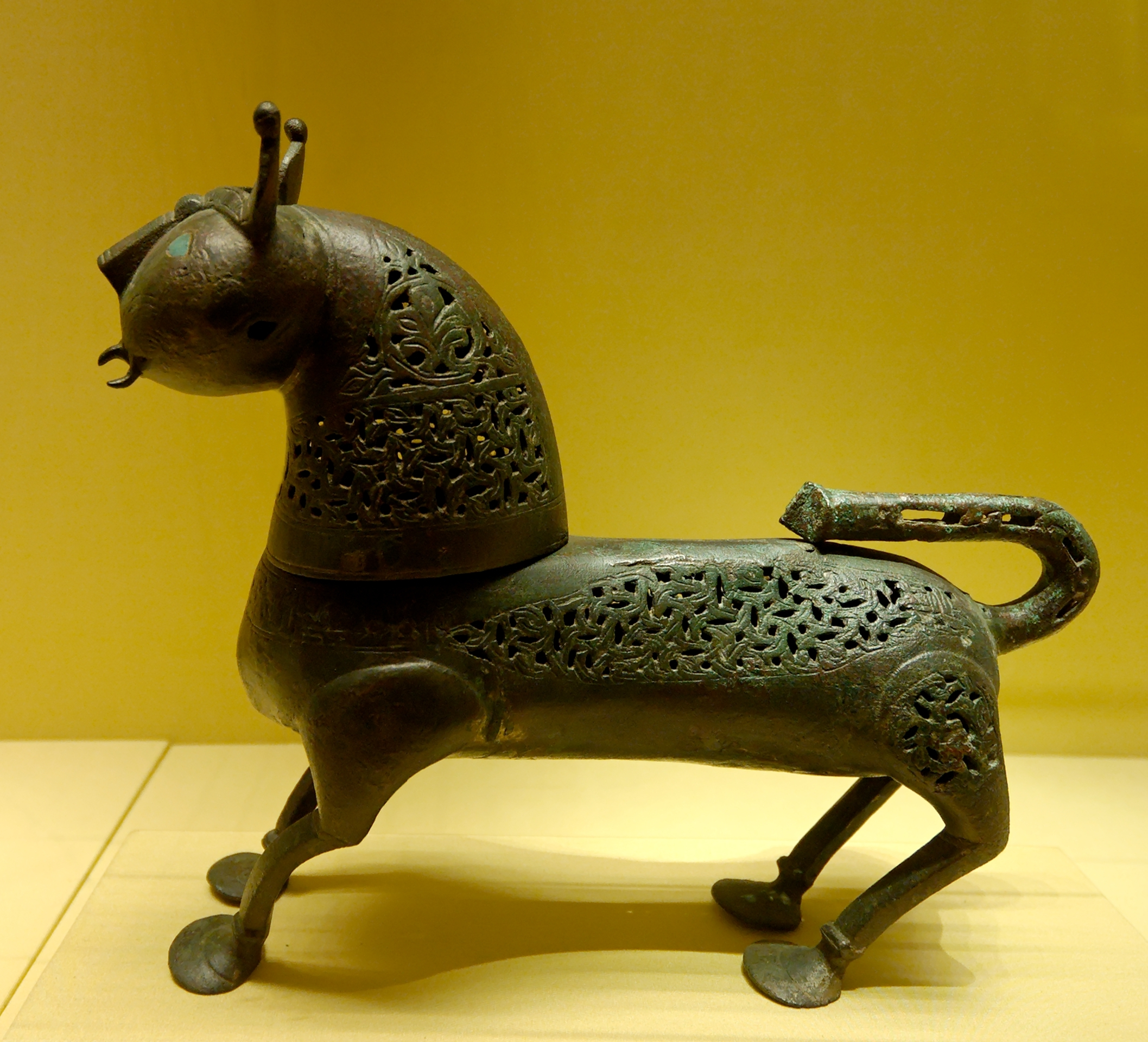
Brûle-parfum en forme de lion, Iran, XIe – XIIe siècles.
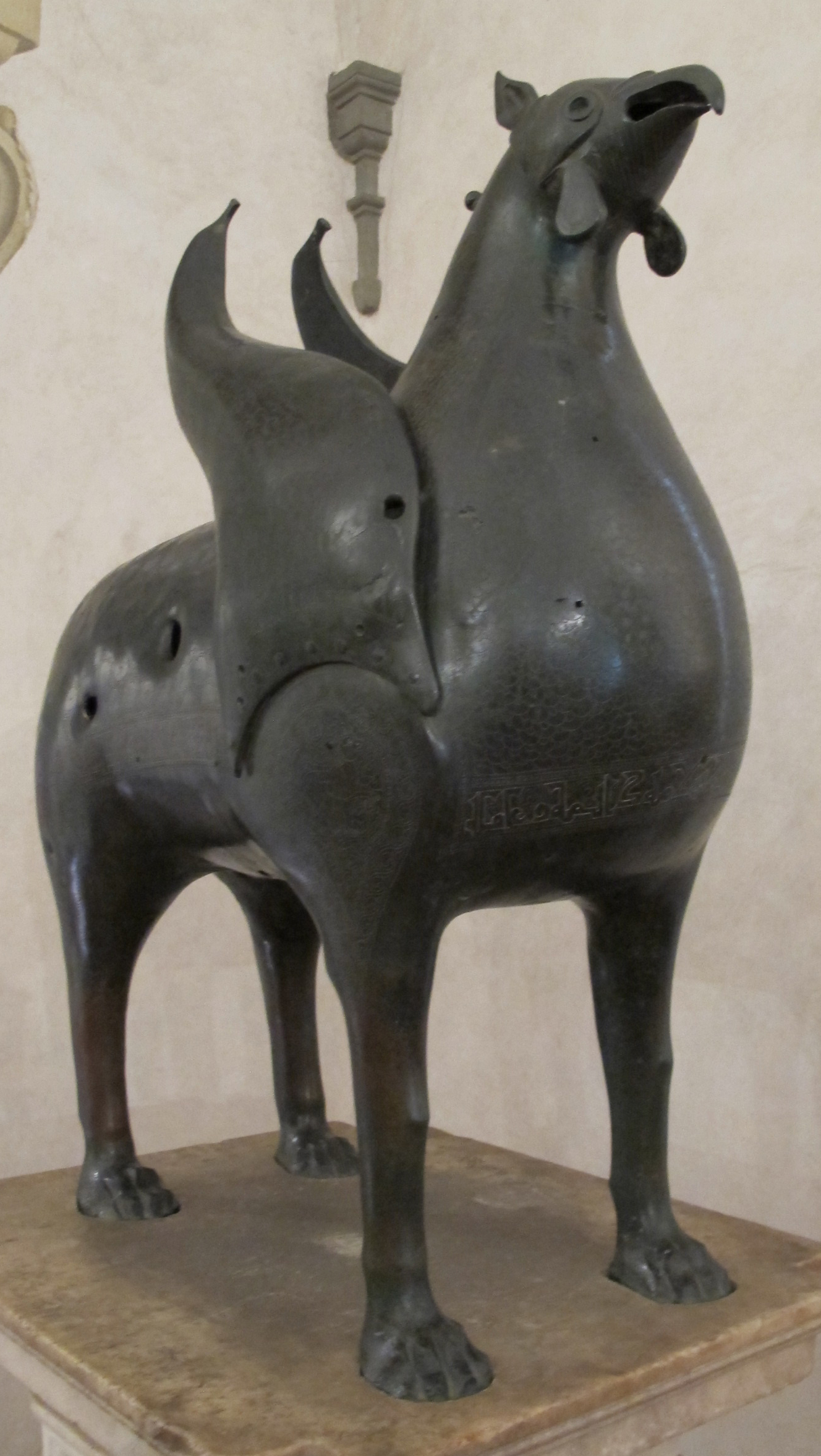
Griffon de Pise, produit en Égypte ou en al-Andalus ?, XIe – XIIe siècles.

Un cas particulier n'est connu que par des textes et des représentations : c'est celui des automates, qui, par le mouvement ou par le son, tentent d'imiter la vie. Al-Khatib en fait mention dans son Histoire de Bagdad, en relatant une ambassade byzantine en 917 :

« Plus loin, les magasins du palais avaient été ouverts et les trésors qu'ils renfermaient exposés comme pour un mariage ; les joyaux du Calife étaient disposés sur des plateaux, sur les marches, et recouverts d'étoffes de brocart noir. Lorsque les ambassadeurs entrèrent dans le Palais de l'Arbre et contemplèrent l'Arbre, leur étonnement fut grand car il abritait des oiseaux façonnés en argent qui chantaient en accomplissant tous les mouvements de la vie, perchés sur un arbre d'argent pesant cinq cents dihrams.  (...) l'Arbre possède dix-huit branches dont les nombreux rameaux abritent toutes sortes d'oiseaux d'or et d'argent, grands et petits. La plupart des branches de cet Arbre sont en argent, mais certaines sont en or et elles s'élancent vers le ciel en portant des feuilles de diverses couleurs. Celles-ci s'agitent au vent, alors que les oiseaux pépient et chantent. »

Le Recueil utile de la théorie et de la pratique dans les procédés ingénieux d'al-Jazarî, dont la première version connue date de 1206, est un autre exemple de ce goût pour les automates, que l'on retrouve dans des cours princières hors du monde islamique, notamment à Byzance. Il a été illustré à plusieurs reprises.
Si la peinture crée un espace bidimensionnel, il arrive qu'elle soit utilisée comme une technique permettant de créer une illusion d'espace. Le trompe-l’œil semble d'ailleurs avoir été apprécié à la cour califale fatimide, comme le raconte cette confrontation entre deux peintres organisée par le vizir Yâzûrî (1050-1058) à la cour d'al-Mustansîr :

« Yâzûrî introduisit al-Qasir et Ibn 'Azîz dans l'assemblée. Ibn 'Azîz dit alors : « Je vais peindre un personnage de telle sorte que, lorsque le spectateur le verra, il aura l'impression que celui-ci sort du mur. » Al-Qasir répliqua : « Quant à moi, je vais le peindre de telle sorte que, lorsque le spectateur le regardera, il aura l'impression que celui-ci pénètre dans le mur. » L'assemblée s'écria alors : « Ceci est encore plus étonnant. » Ainsi, chacun d'eux peignit l'image d'une danseuse dans des niches peintes elles aussi, face à face, l'une ayant l'air de pénétrer dans le mur, l'autre dans sortir. Al-Qasir peignit une danseuse vêtue de blanc dans une niche peinte en noir, comme si elle pénétrait dans la niche peinte, et Ibn 'Azîz peignit une danseuse vêtue de rouge dans une niche qu'il avait peinte en jaune, comme si elle sortait de la niche. Yâzûrî exprima son approbation pour ceci, accordant une robe d'honneur à chacun et leur donnant beaucoup d'or. »

#### Le portrait
Le portrait est également un exemple de représentation figurée réaliste. Les premières traces connues sont textuelles : ainsi, un spécialiste de Bagdad au XIe siècle rapproche la calligraphie d'un « portrait fidèlement reproduit ». Dans le Khamseh de Nizâmi (1175-1191), l'histoire du roi Bahrâm Gûr s'intitule Les Sept Portraits, en référence aux images qu'aperçoit le roi lors d'une chasse :

« Nushabeh montre à Alexandre son portrait », Khamseh de Nizâmi, 1539-1543.

« Plus belles que cent galeries de Chine, des peintures ornaient cet atelier sublime
Tout ce qu'il y a de plus subtil en fait d'images était tracé sur les murs de la salle
Là, sept portraits magnifiques étaient peints, chacun d'une dame liée à un pays
[...]
En un cercle, baudrier sur la coupole, une même main avait tracé les sept idoles
Chacune, par mille traits ravissants, embrasait de son éclat quiconque regardait.
Au milieu était peint le portrait merveilleux - on eût dit la pulpe, ces autres étaient l'écorce-
d'un jeune homme, la taille ceinte de perles ; un trait d'ambre tiré au-dessus des lèvres.
Il portait tête haute, tel le cyprès altier ; tiare et cordon d'argent sertis de perles.
Les idoles vers lui tendaient le regard ; chacune, d'amour, lui avait donné son cœur.
Lui, à ces beautés, souriait avec délice ; et toutes, devant lui, étaient en adoration.
L'auteur du portrait, au-dessus de la tête, avait inscrit le nom de Bahrâm Gûr [...] »

— Nezâmi, Les sept portraits
La nécessité qu'a le peintre de mentionner le nom du héros au-dessus de son portrait semble indiquer néanmoins que la peinture n'est pas ressemblante.
Toujours dans le Khamseh de Nizâmi c'est aussi à la vue de portraits de Khosrow que Shîrîn tombe amoureuse ; mais en racontant la même histoire, ʿÂrefi, dans le Farhâd nâmeh, comme 'Amir Khosrow, changent les rôles autour du portrait : c'est désormais celui de Shîrîn qui est contemplé par Fahrâd ou Khosrow. Dans la même histoire, le sculpteur Fahrâd, amoureux malheureux de Shîrîn, sculpte l'image de sa bien-aimée dans le mont Bisotun. Le motif amoureux du portrait semble être un topos de la littérature iranienne : on le retrouve, par exemple dans le Jamshîd wa Khôrshîd de Salmân-i Sâveji (1362). La mention de portraits dans la littérature entraîne leur représentation dans les manuscrits : plusieurs peintures montrent ainsi un personnage contemplant un portrait ou d'un peintre le réalisant.

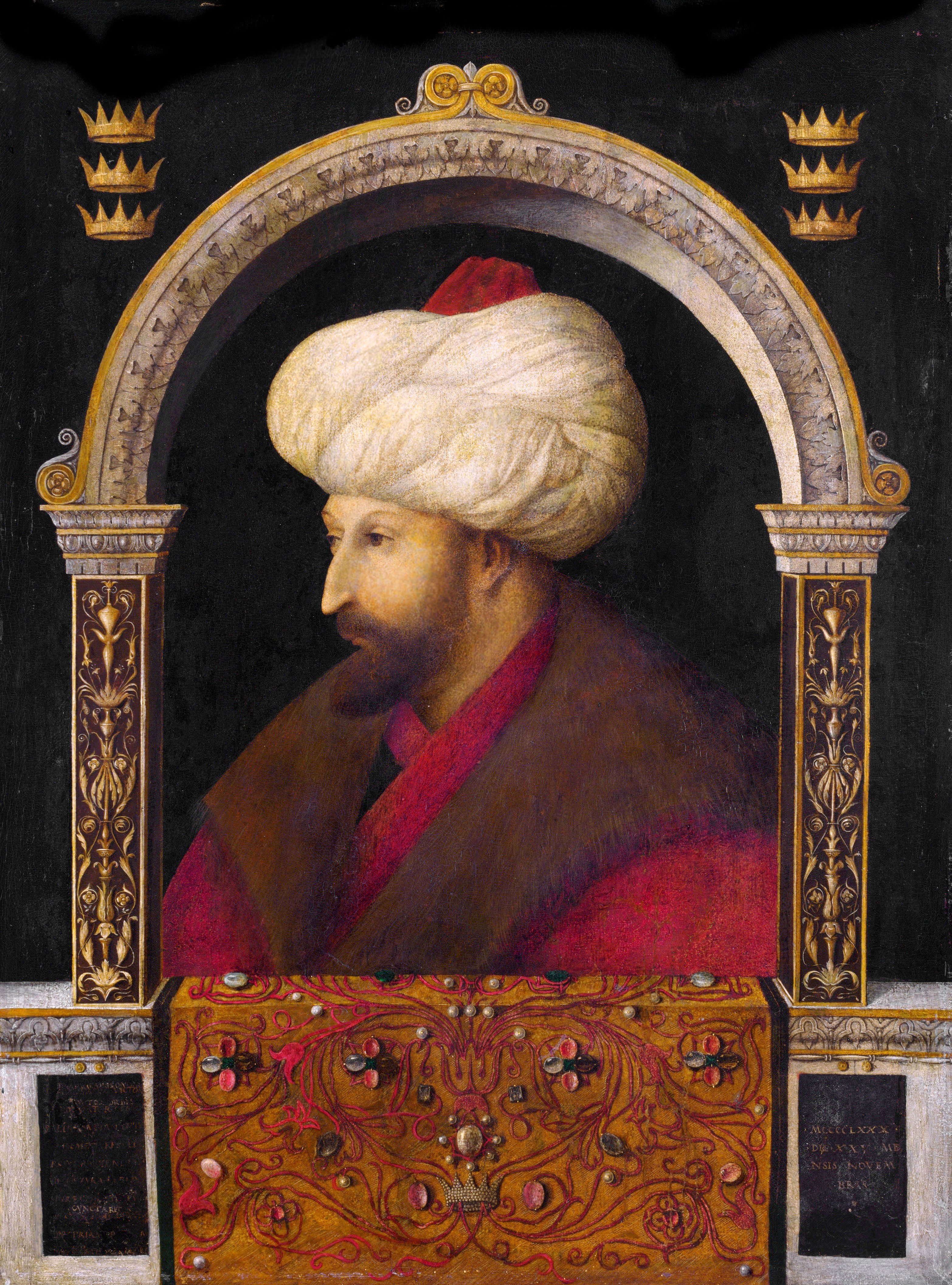
Gentile Bellini, Portrait du sultan ottoman Mehmet II, Constantinople, 1480. Mehmet II fut le premier souverain ottoman à se faire portraiturer, à la fois par des artistes occidentaux...
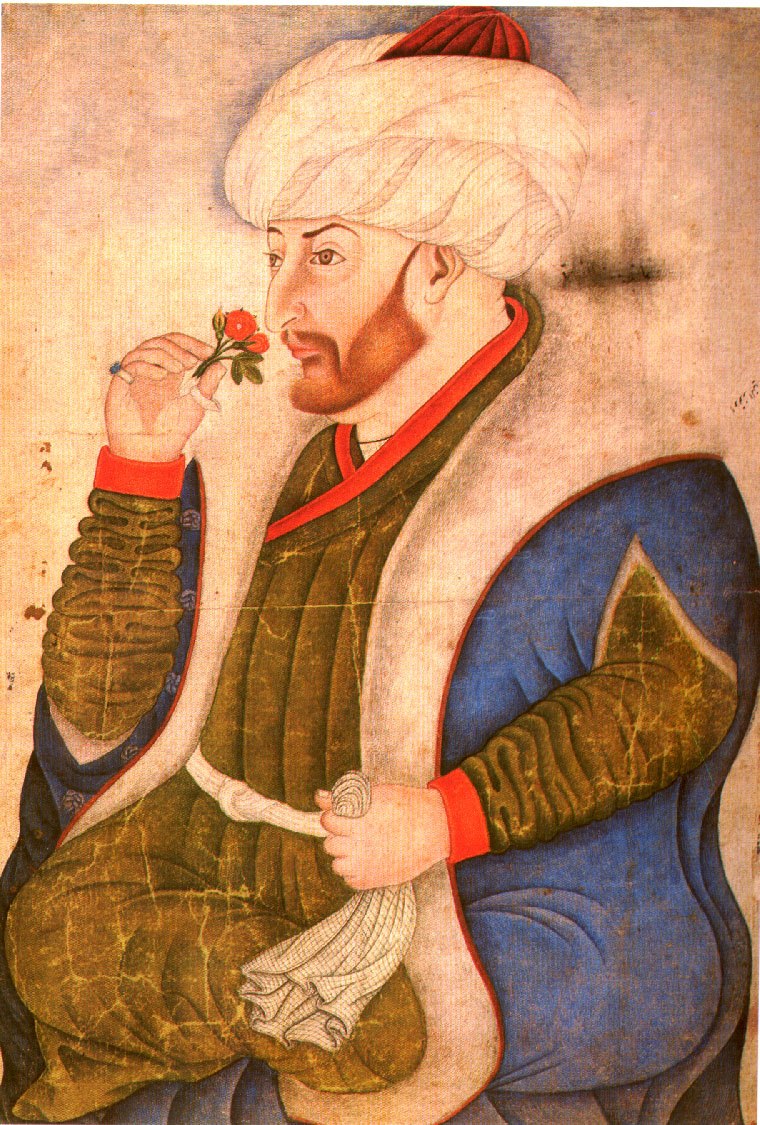
Mehmet II sentant une rose, Constantinople, v. 1480. ... et orientaux.
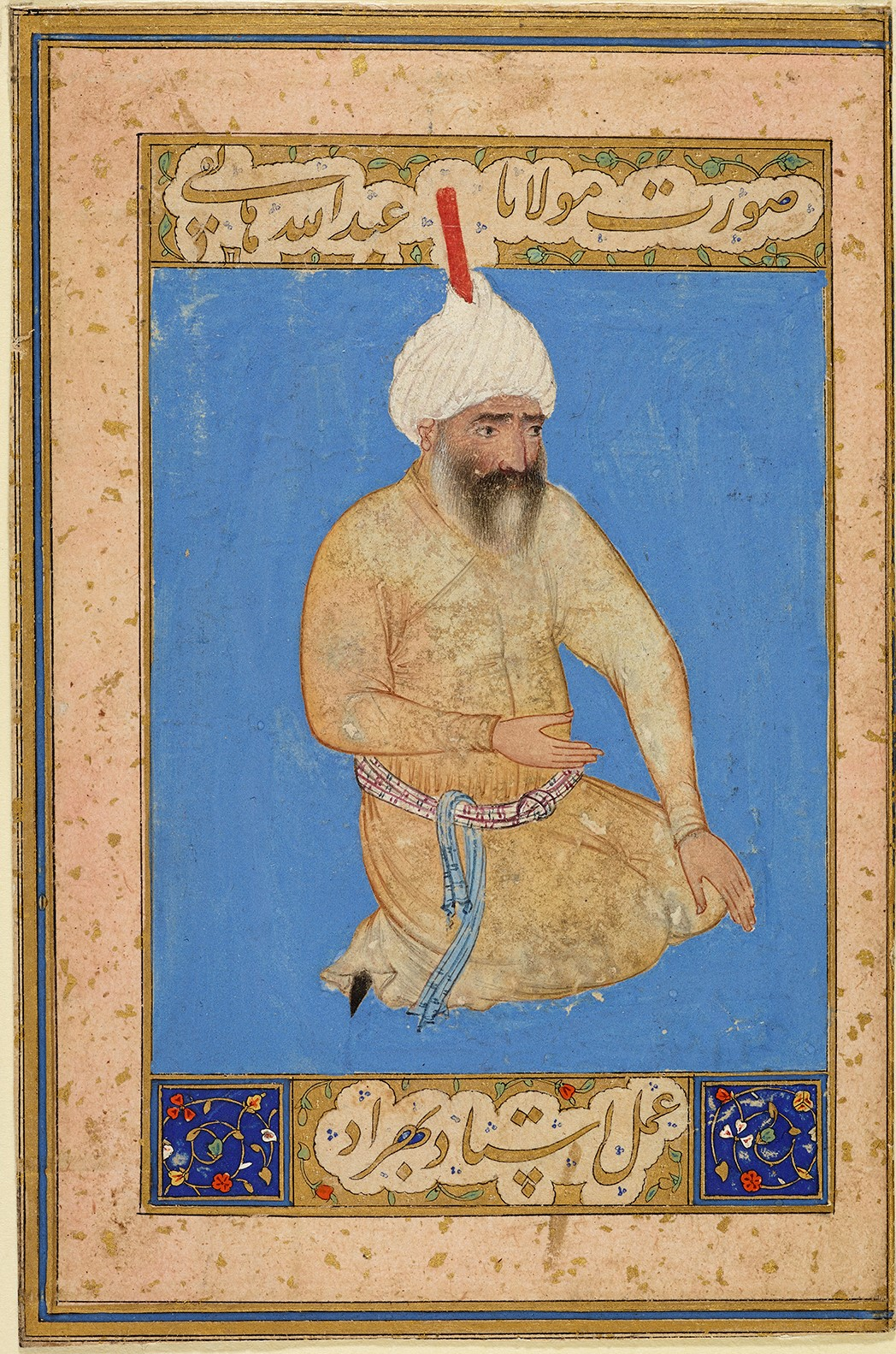
Behzâd ?, Portrait du poète Hâtifi, Hérat, v. 1511
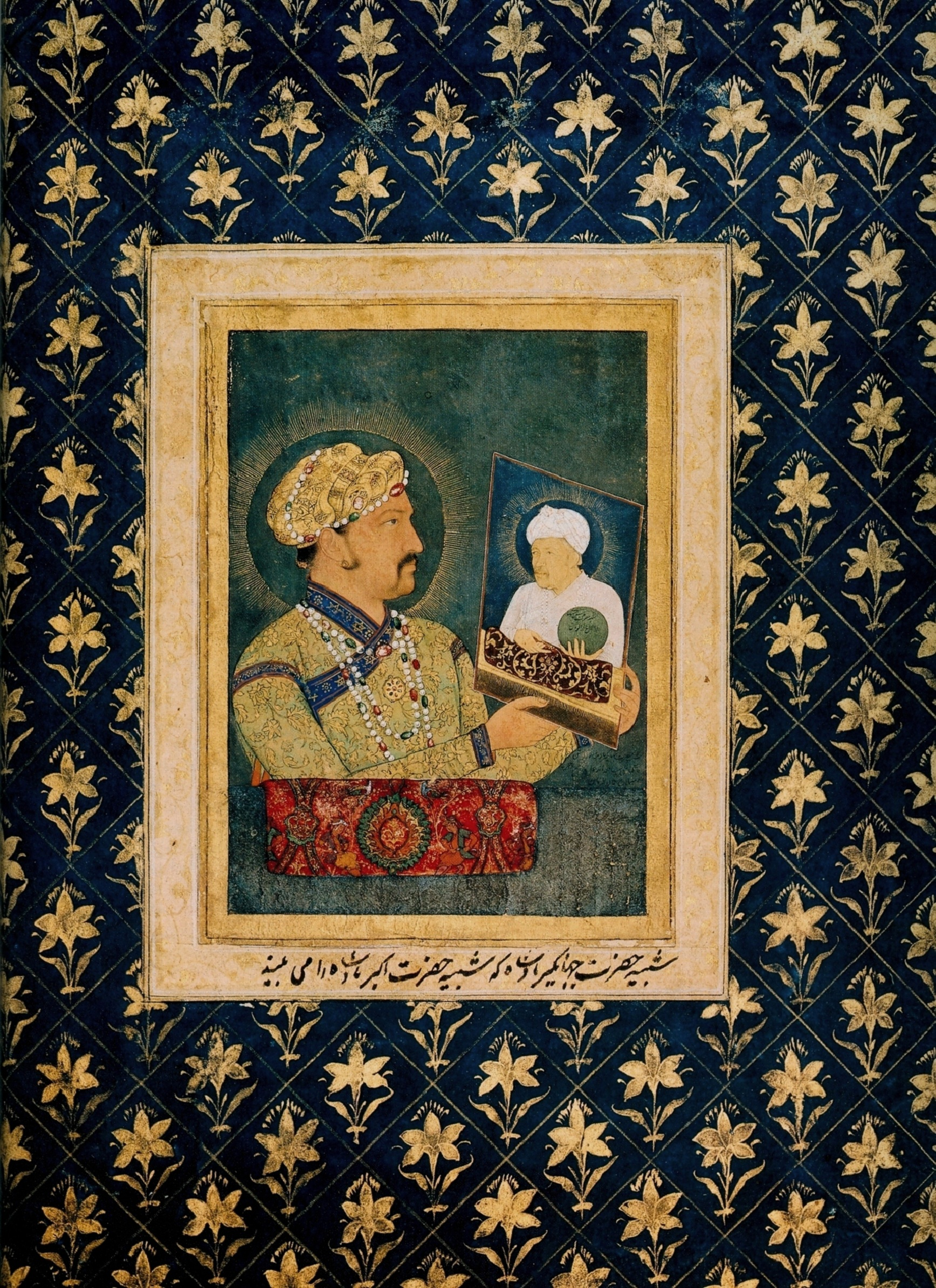
Abu'l Hasan, Jahângîr contemplant le portrait de son père 'Akbar, Inde, 1640
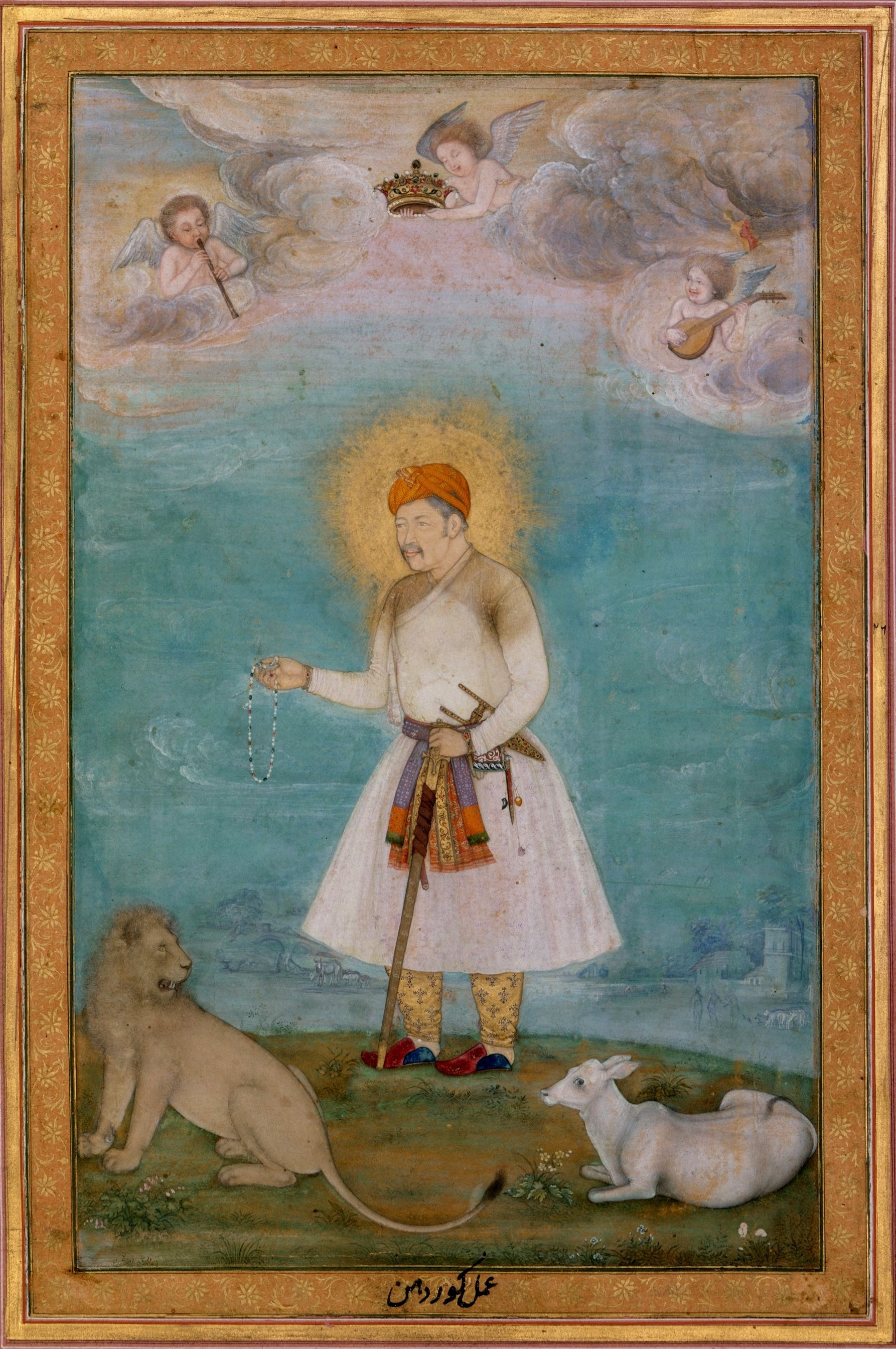
Govardhân, Portrait posthume du souverain moghol 'Akbar, Inde, v. 1630

Toutefois, les portraits peints qui sont connus demeurent longtemps des archétypes. La recherche de réalisme ne semble émerger qu'à la période des trois empires. Le portrait ottoman se développe le premier, sous l'influence d'artistes européens présents à la cour de Mehmet II (1451-1481). Les premiers portraits iraniens semblent dater de la fin du XVe siècle, à la période même où l'attention à la représentation réaliste émerge. Plusieurs sont attribués à Behzâd, mais la pratique se perpétue jusqu'au XIXe siècle, avec les grands portraits qâjârs et l'apparition de la photographie. Les souverains sont souvent l'objet de portraits où ils peuvent être reconnus tant en Anatolie qu'en Iran et en Inde : Shâh 'Abbâs, par exemple, se distingue par ses moustaches, et les profils d''Akbar ou de ses successeurs sont semblables d'une peinture à une autre. Au XVIIe siècle en Iran, certains portraits princier perdent leur aspect rigide et frontal pour une « attitude plus souple et naturelle ». La recherche de réalisme dans les portraits des rois se traduit également par un rendu précis de l'âge, comme dans le Portrait de Soliman âgé à cheval daté vers 1560. Ces œuvres semblent avoir ressorti longtemps du domaine privé, par crainte de choquer. Ce n'est qu'au XIXe siècle qu'elles commencent à être affichées en public, non sans difficultés : le sultan Mahmûd II (r. 1808-1839), qui fit afficher son portrait dans toutes les casernes de Constantinople, fut aux prises avec des révoltes populaires contre cet acte jugé impie.

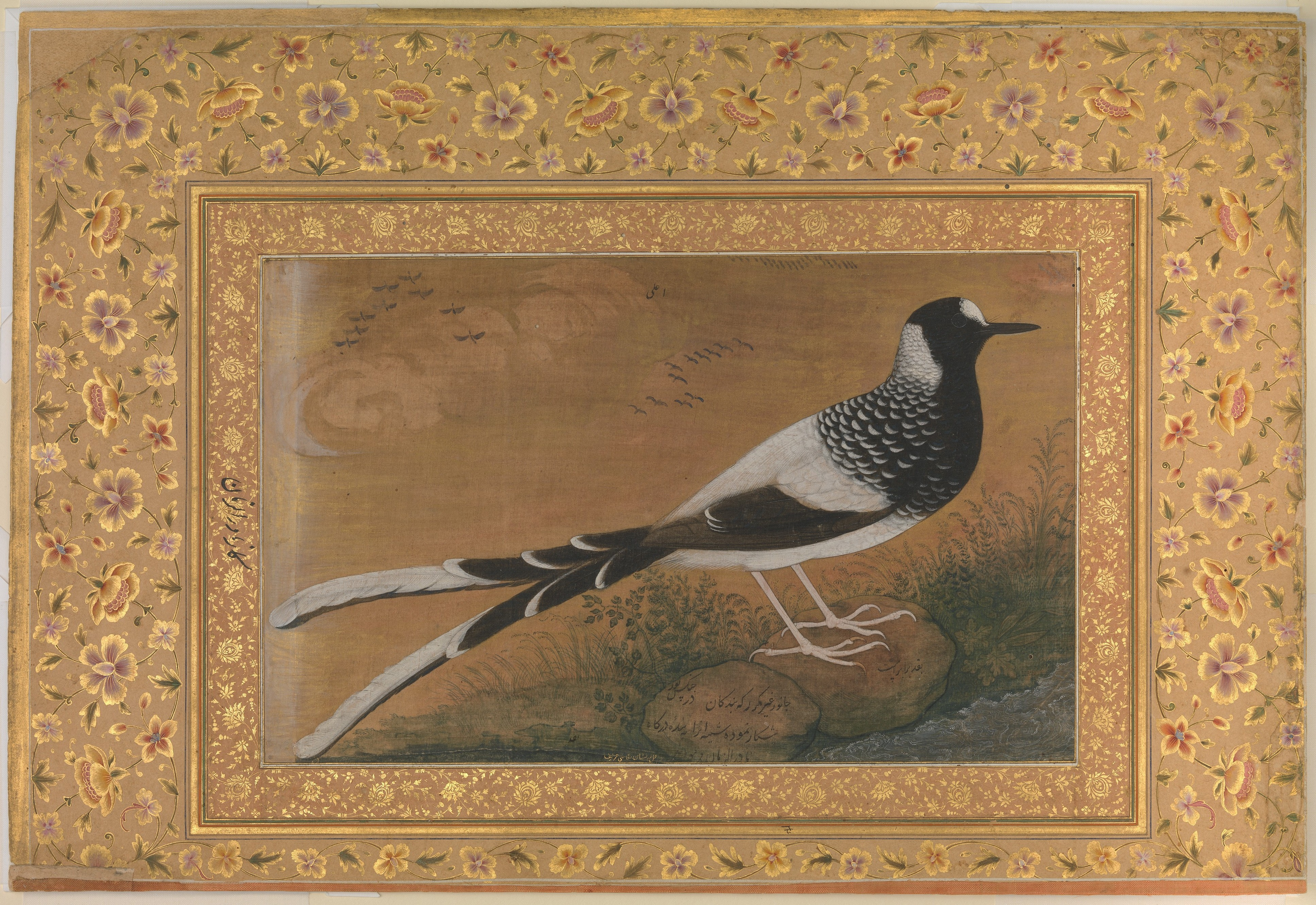
« Portrait d'un enicurus tacheté », Album de Shâh Jahân, Inde, v. 1610-1615
Cette œuvre est l'exemple d'un portrait d'animal peint à la période moghole.

D'autres personnages que les princes et les souverains peuvent être représentés de manière fidèles : hommes de cour, artistes, gens du commun. Il serait erroné, toutefois, de considérer que toute peinture de personnage, notamment celle des pages d'albums safavides, est un portrait. Dans de nombreux cas, il s'agit plutôt de stéréotypes : le jeune échanson, le derviche, la jeune élégante... Mais l'individualisation des traits est parfois sensible, et renforcée par l'identification écrite, comme dans le portrait du poète Hâtifi signé Behzâd. Dans l'Inde moghole, le désir de réalisme pousse les peintres à représenter de manière différenciée les personnages de la cour, et même les animaux. De nombreux portraits des habitants de la ménagerie royale sont connus. Néanmoins, la différenciation des personnages n'est pas systématiquement le signe d'une représentation fidèle de personnages existants, mais uniquement un moyen pictural pour rendre les scènes vivantes. Parfois, le réalisme moghol atteint même à un naturalisme exacerbé, dans la représentation exacte des stigmates de la vieillesse ou de la maladie, ou simplement de l'obésité. Le peintre Basawan, l'un des principaux représentants de ce courant sous le règne d''Akbar, a un rôle prépondérant dans le développement postérieur du portrait moghol.
Dans certains cas, la fonction même de l'image et sa nature justifient également la recherche de réalisme. Outre le cas des poupées, on peut évoquer également celui des manuscrits scientifiques, dont la proximité avec le réel (anatomie notamment) est un gage de qualité.

### Les fonctions de l'image en Islam
M. Barrucand se penche dans un article sur les fonctions de l'image figurative en terre d'Islam. Elle note tout d'abord que la méfiance musulmane envers l'image entraîne l'absence de certaines fonctions, en premier lieu celle de l'iconographie didactique religieuse. Néanmoins, d'autres religions présentes dans le monde islamique (tout particulièrement le christianisme) font appel à une imagerie religieuse, à la fois dans les lieux de culte et dans des livres et objets cultuels comme les icônes.
M. Barrucand estime également que « la collusion fondamentale entre autorité spirituelle et autorité temporelle exclut toute utilisation de l'image à des fins de propagande », en notant qu'il n'existe pas d'iconographie religieuse de propagande politique. Pour elle, l'évocation des pouvoirs princiers n'est pas image de propagande : « l'absence de public pour contempler ces images transforme leurs fonctions, et l'image de propagande princière devient image à l'usage privé du milieu princier. ». S'il est vrai que la diffusion des images reste souvent limitée à un milieu de cour, on ne peut toutefois éluder trop rapidement la propagande, comme le montrent plusieurs exemples. Sur la fresque des rois du palais de Qusayr Amra (avant 711), six souverains des différentes parties de la terre semblent rendre hommage au calife omeyyade et l'accepter parmi eux. Une telle iconographie, unique en son genre, dénonce une volonté de propagande. Bien plus tard, le grand vizir et historien il-khanide, Rashîd al-Dîn met en place un atelier du livre qui a pour vocation, entre autres choses, de copier et d'illustrer ses propres œuvres afin de les diffuser ensuite dans le monde islamique. De même, l'utilisation du dragon et du phénix sur les murs du palais de Takht-i Sulayman rappelle les symboles de souveraineté mongols et chinois, et marque la soumission des Il-khanides au grand Khan de Chine. L'utilisation de scènes du Shâh Nâmeh peut être interprétée dans le même sens. Enfin, il faut rappeler que les images, particulièrement les portraits de souverains ottomans, pouvaient être destinées à des cours européennes.

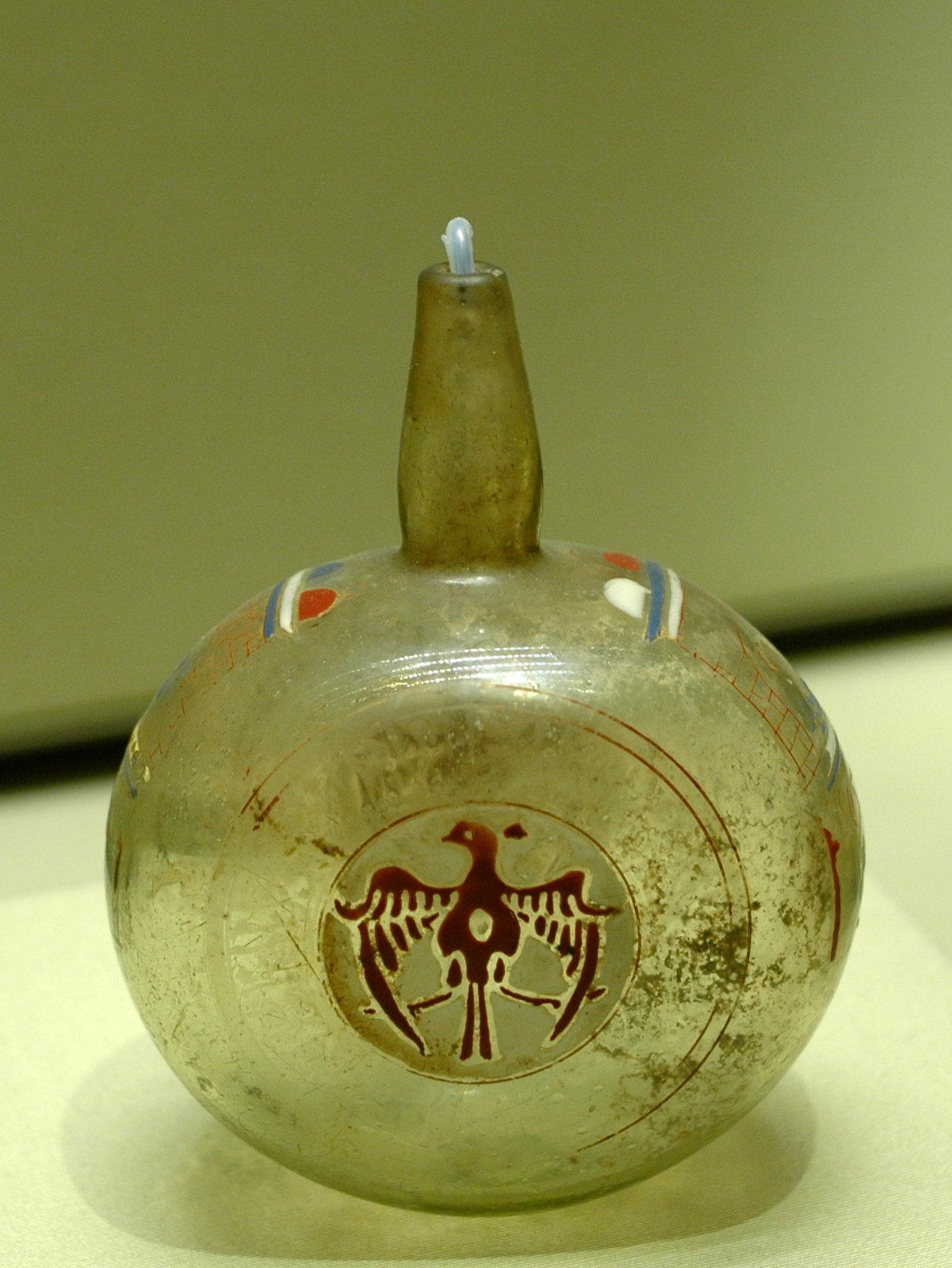
Aspersoir au blason à l'aigle, Syrie, deuxième moitié du XIIIe siècle.
L'aigle sert parfois de meuble sur les blasons mamelouks.

M. Barrucand lie les usages de l'image à différents milieux sociaux.
Dans les milieux princiers, l'image a tout d'abord une fonction de distraction, à travers notamment l'iconographie des plaisirs princiers. Cette fonction se retrouve aussi dans les milieux citadins aisé, comme en témoignent les illustrations des Maqâmât de al-Harîrî ou de certains romans amoureux.
Ensuite, la fonction moralisatrice existe, pour les commanditaires princiers dans les scènes qui mettent en scène les différents devoirs du souverain. L'image figurée peut aussi avoir, pour les personnages de pouvoir, une fonction emblématique. C'est rarement le cas sur les monnaies, qui sont le plus souvent aniconiques ; par contre, on trouve de nombreux motifs animaux sur les blasons et emblèmes, dont l'usage se développe à partir du XIIe siècle en Syrie, mais semble remonter à des origines turques.
Dans les milieux érudits, une fonction didactique et technique s'attache aux livres illustrés, qui se doivent d'expliquer les textes scientifiques, de commenter les événements historiques, mais aussi de donner des informations techniques. L'illustration de traités d'astronomie comme le Traité des étoiles fixes d'al-Sûfî, dont la première copie illustrée connue date de 1009-1010, permet aux astronomes de repérer les constellations ; les traités d'hippiatrie et de médecine sont illustrés de schémas permettant au praticien de comprendre l'anatomie animale et humaine. Enfin, les poupées et les figurines recouvrent une fonction ludique. Plusieurs exemplaires de poupées en bois, en os et en tissus, ainsi que de figurines de cavaliers à roulettes, datables de l'époque islamique, en ont été trouvés en Égypte.
À ces fonctions, on peut sans doute ajouter la valeur apotropaïque ou prophylactique que revêtent quelques animaux comme le dragon, lorsqu'ils sont situés à des lieux stratégiques (portes, par exemple). Mais la principale question qui a été posée par les chercheurs européens reste celle de la valeur décorative des œuvres d'art islamique. Jusqu'à quel point les motifs figurés présents sur les murs et les objets ont-ils été perçus comme porteur d'un sens, ou au contraire, comme un simple motif décoratif ? Au XIXe siècle, les Européens conceptualisèrent parfois l'« art musulman » comme un art purement décoratif autour de la formule unique de l'arabesque (végétale, géométrique, épigraphique ou figurative) ; mais cette vision, ainsi que le démontre G. Necipoglu, est restrictive et contraire aux sources. Toutes les représentations, même aniconiques, peuvent recouvrir un sens plus profond, et être conçues comme « des abstractions mimétiques évoquant la création divine qui les a inspirées ». En l'absence de sources ou d'études qui évoquent la perception des décors palatiaux ou des objets (au contraire de la peinture), il reste cependant impossible de conclure.

## Typologie des représentations figurées

### Les animaux dans les arts de l'Islam

#### Bestiaire
Les animaux, réels ou mythiques, à plumes, à poils ou à écailles, font partie de l'imaginaire populaire autant que de la culture savante (poésie, jardins zoologiques...). Ils forment donc une grande part des représentations figurées sur tous les supports et dans tous les matériaux depuis la période omeyyade. Malgré leur importance numérique, ou en raison de celle-ci, aucune recension systématique des types d'animaux utilisés dans l'art n'a été entreprise jusqu'ici, malgré des études précises sur une espèce ou une autre.
Le bestiaire utilisé varie selon la nature et le matériau de leurs supports. De nombreux objets destinés à un mécénat princier sont ornés d'animaux liés de longue date (dans le monde hellénistique ou iranien) au pouvoir royal : le lion, l'oiseau de proie ou le paon, représentations métaphoriques du souverain, mais aussi une faune cynégétique (antilope, gazelles, lièvres...), la chasse faisant partie des plaisirs princiers, ou encore des animaux au symbolisme astrologique bénéfique, comme le dragon au corps noué.
La symbolique royale du lion remonte en Orient à des temps largement antérieurs à l'apparition de l'Islam, et elle conserve une grande importance après le VIIe siècle, bien que l'animal ne soit lui-même que peu présent dans le monde islamique. C'est ce qui explique son utilisation comme trône ou gardien de trône, ainsi que dans des décors palatiaux comme celui de Mshatta, ou encore comme meuble héraldique : le sultan Baybars (dont le nom signifie « le tigre »), par exemple, utilise un lion passant comme insigne, à la fois sur ses monuments et sur ses monnaies. Cette signification royale peut-être liée à une connexion astrologique entre le lion et le soleil, que montrent de nombreuses représentations de lions sur le dos duquel émerge un soleil. Dans un traité d'astrologie persan du XIIIe siècle, un soleil assis sur le dos d'un lion tient dans ses mains des attributs du pouvoir temporel : sceptre et épée. Dans un tout autre domaine, associé à 'Alî, « le lion de Dieu », le lion donne aussi lieu à des calligraphies figuratives proprement chiites.

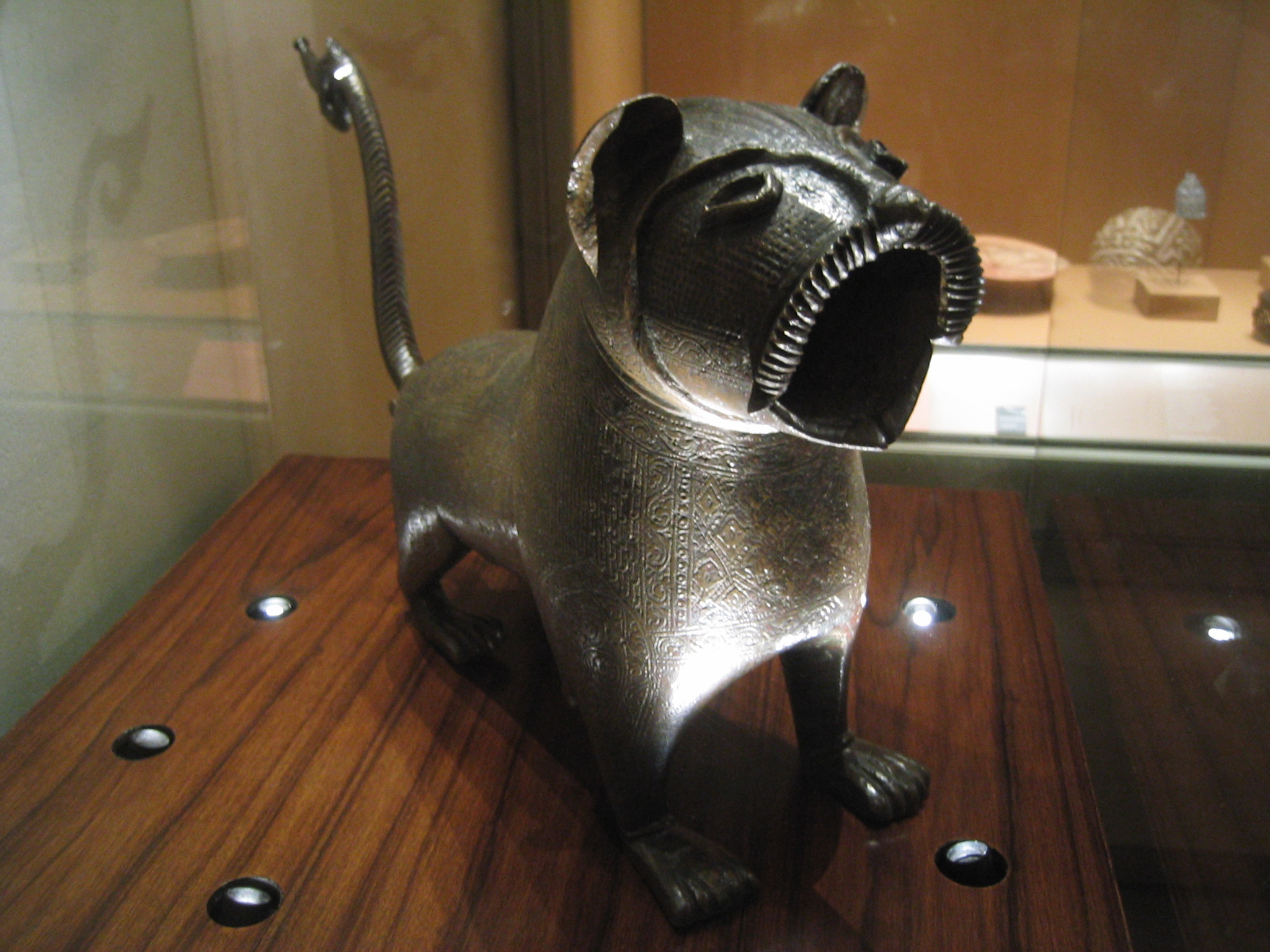
Lion à queue articulée, al-Andalus, XIIe – XIIIe siècle.
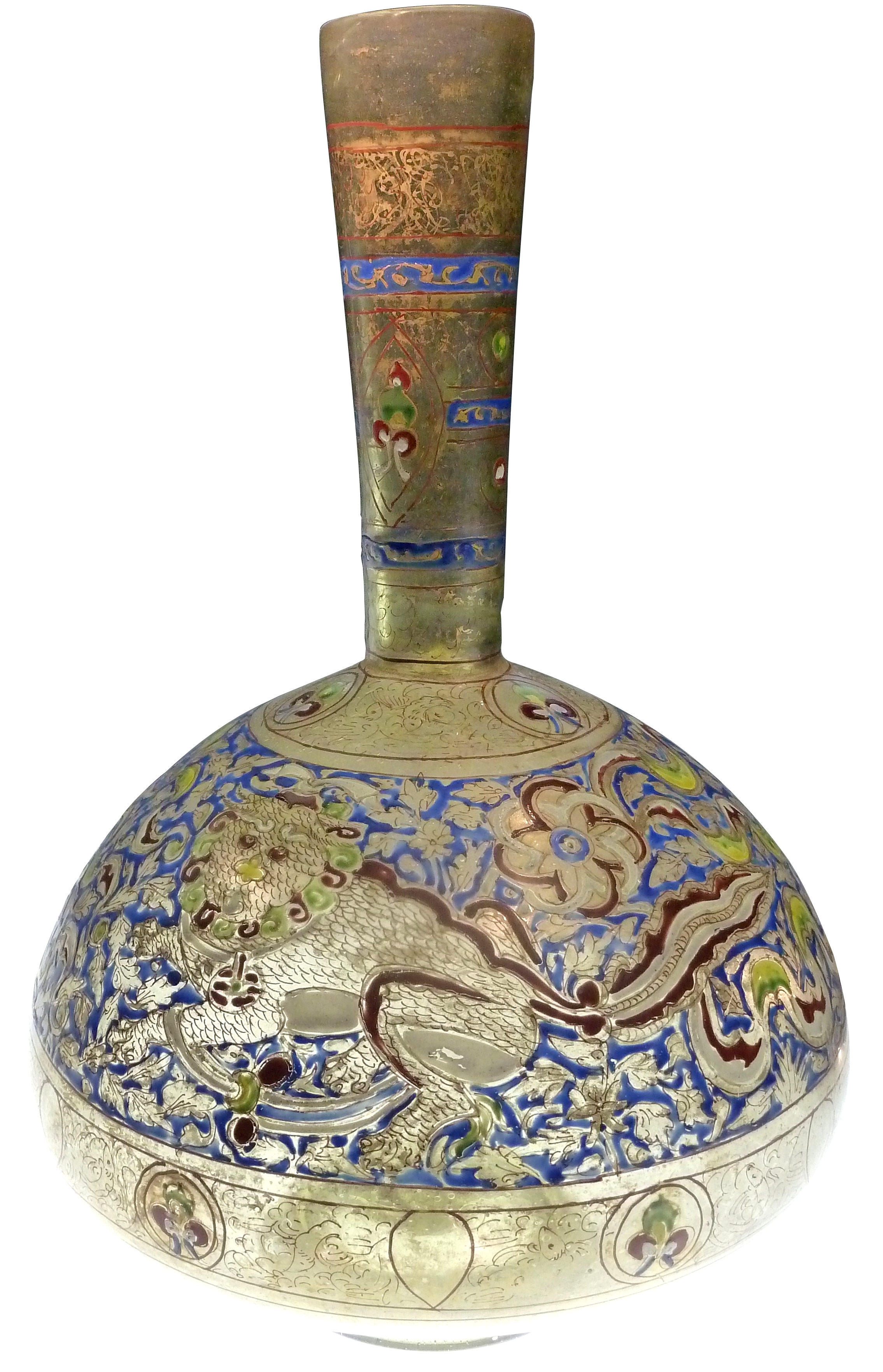
Bouteille au lion, Syrie ?, fin XIIIe siècle.
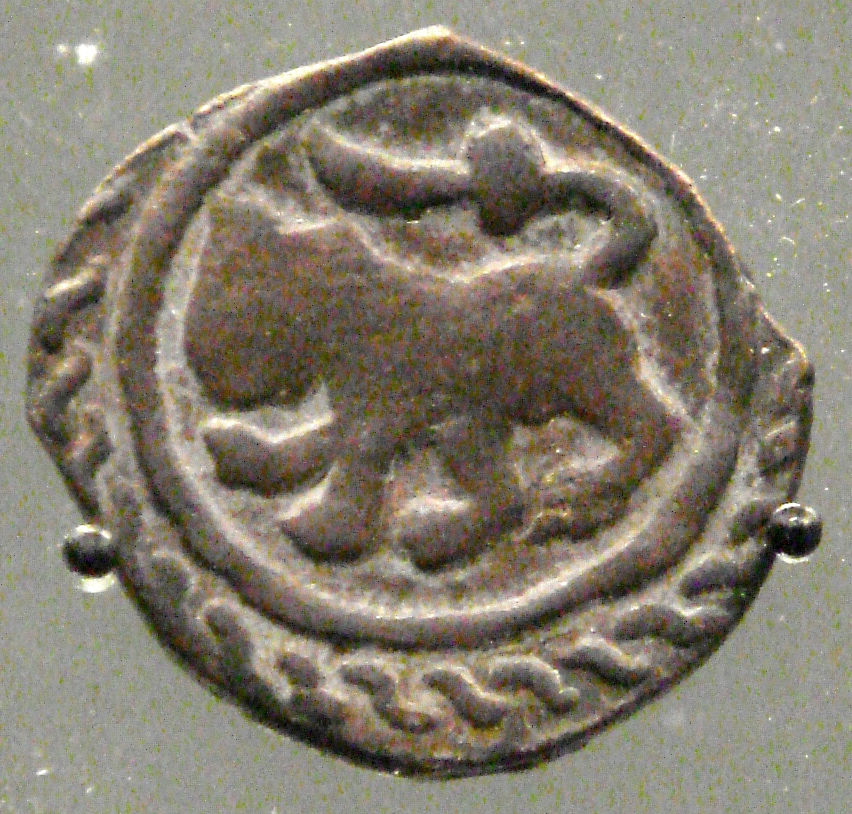
Monnaie au lion, Égypte, règne de Shaban II (1363-1376).
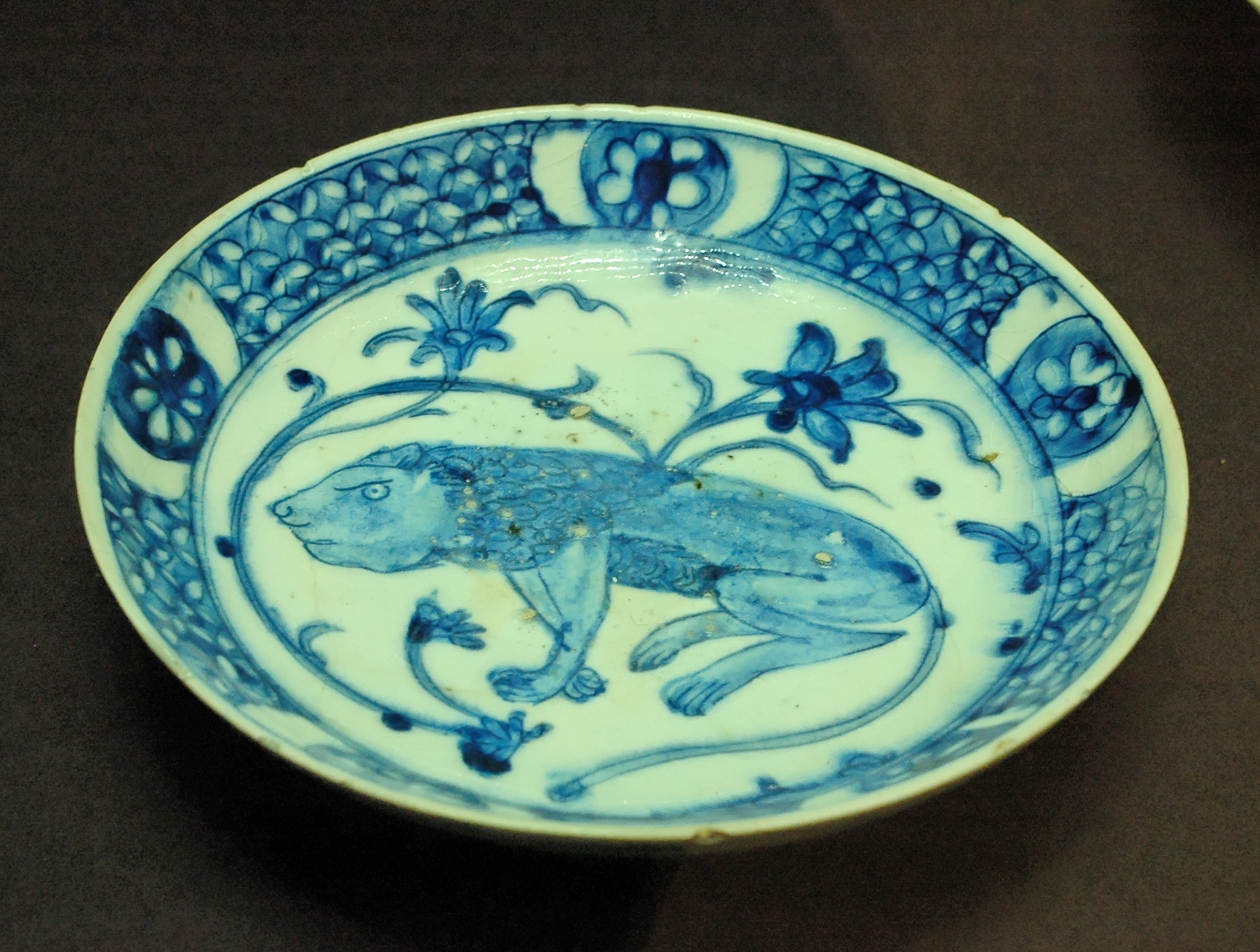
Coupe au lion, Iran, XVIIe siècle.

Deux oiseaux peuvent aussi être lus comme liés au pouvoir. Le paon accompagne ainsi un porte-étendard sur un plat lustré au musée du Louvre. On le trouve également, la queue éployée, sur la Pyxide d'al-Mughira, là encore sans doute dans une évocation de la souveraineté. Mais le paon peut aussi faire référence à Salomon, et être utilisé ainsi à la fois par des musulmans et par des chrétiens comme dans le cas d'une série d'aquamaniles espagnols. Le paon revêt aussi d'autres symboliques : il est associé au feu et au soleil dans la tradition iranienne, il est aussi fréquemment utilisé dans des objets liés à la beauté, comme un pot à khôl retrouvé à Jérusalem.
L'aigle, comme le lion, tire en partie sa symbolique de l'Antiquité gréco-romaine, mais aussi des traditions du monde turc : il est, par exemple, l'ongon (totem ?) de la tribu Oghuz. Des modèles sassanides ont sans doute influencé Sulayman, l'artiste qui a signé la remarquable aiguière en forme d'aigle du musée de l'Ermitage de Saint-Pétersbourg, à la forme épurée, mais dont le plumage, les pattes ou la tête sont finement observés et détaillés. L'aigle à deux têtes est attesté en Islam dès le XIe siècle sur des soieries buyides et au palais de Ghazna, mais prend une valeur d'emblème personnel ou dynastique aux XIIe – XIIIe siècles seulement : il figure par exemple sur les remparts de la ville de Diyarbakır, en Anatolie, à partir de la fin du XIIIe siècle. Il se diffuse depuis le Levant vers l'Espagne et la Sicile. Sa symbolique peut parfois aussi être différente : sur un vase à pharmacie, il pourrait peut-être revêtir le sens d'un passeur d'âme. On trouve aussi parfois l'aigle associé au thème de l'enlèvement d'un personnage, par exemple sur une lampe iranienne du XIIe siècle. Cette iconographie de l'homme enlevé par un oiseau est assez fréquente dans les arts de l'Islam ; elle peut faire référence à l'enlèvement de Zâl par le sîmurgh racontée dans le Shâh Nâmeh, ou au voyageur sauvé miraculeusement du naufrage évoqué dans les Merveilles de la Création d'al-Qazwînî. D'autres oiseaux peuvent être représentés : huppe, perroquet, colombe... Ils font parfois référence au Mantiq al-Tayr de Farîd al-Dîn 'Attâr, texte mystique dans lequel des oiseaux se regroupent pour partir à la recherche du sîmurgh.

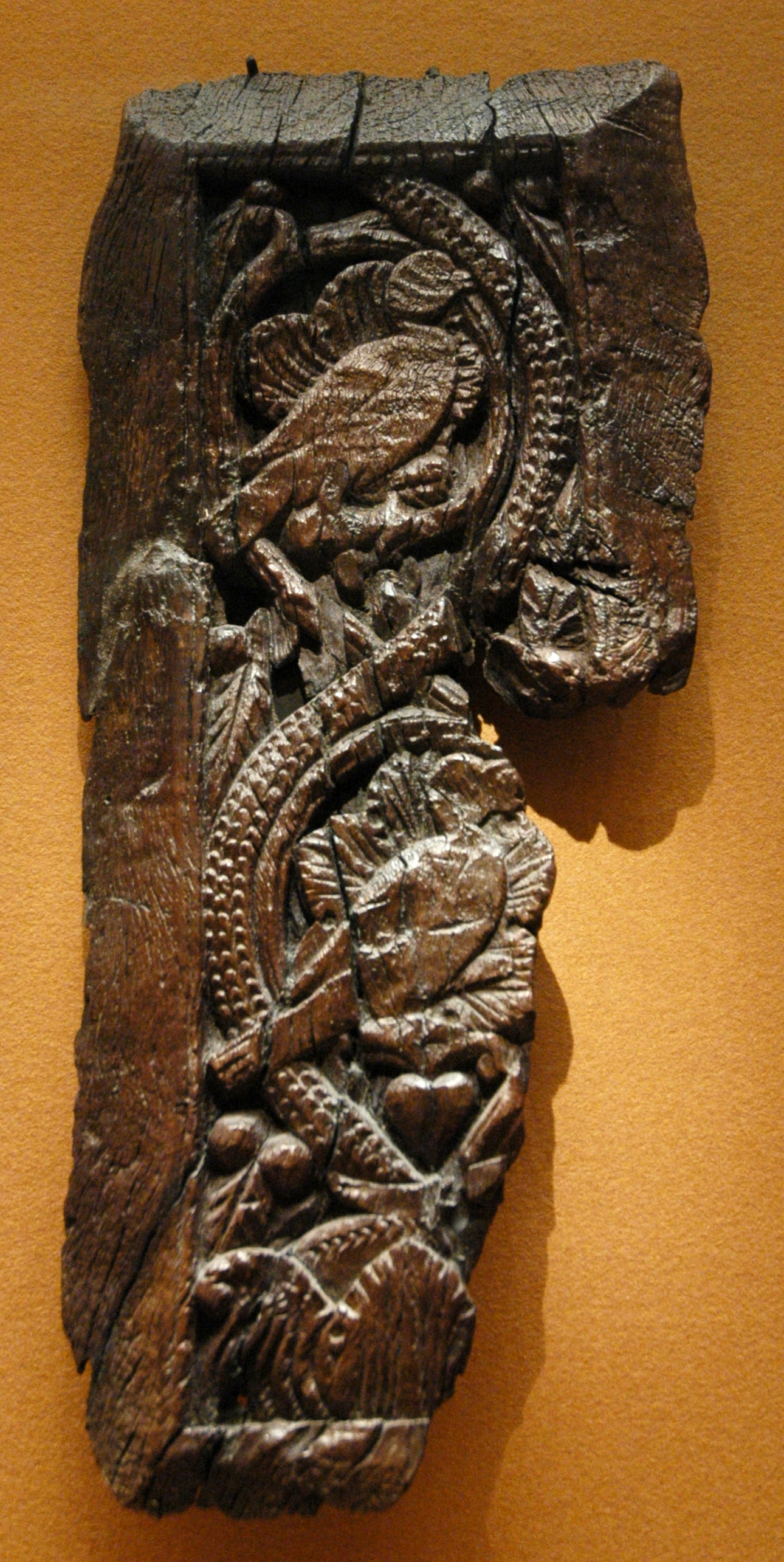
Panneau aux colombes, Égypte, VIIIe siècle
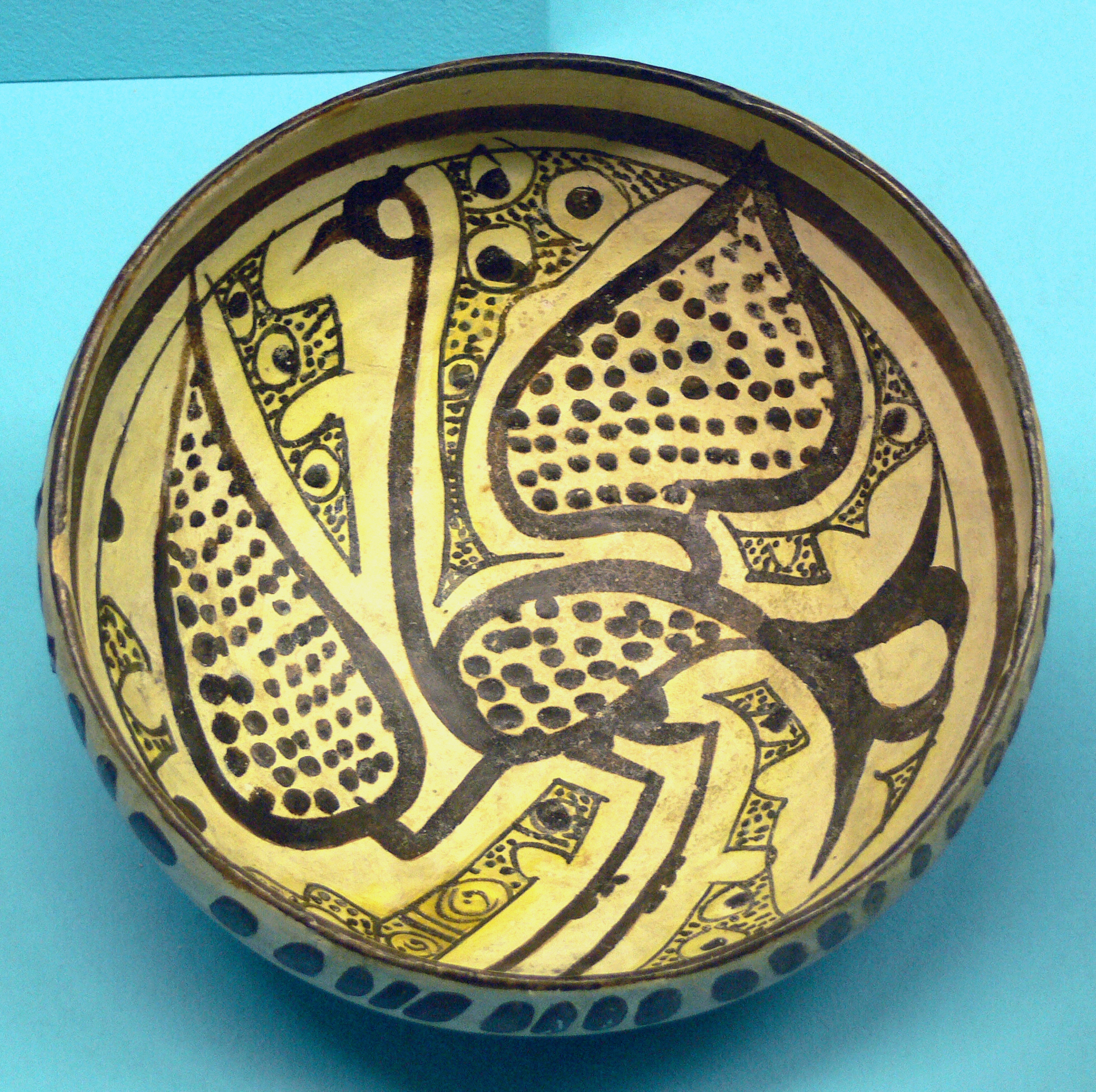
Plat au paon, Afrasiyab (Ouzbékistan), IXe siècle.
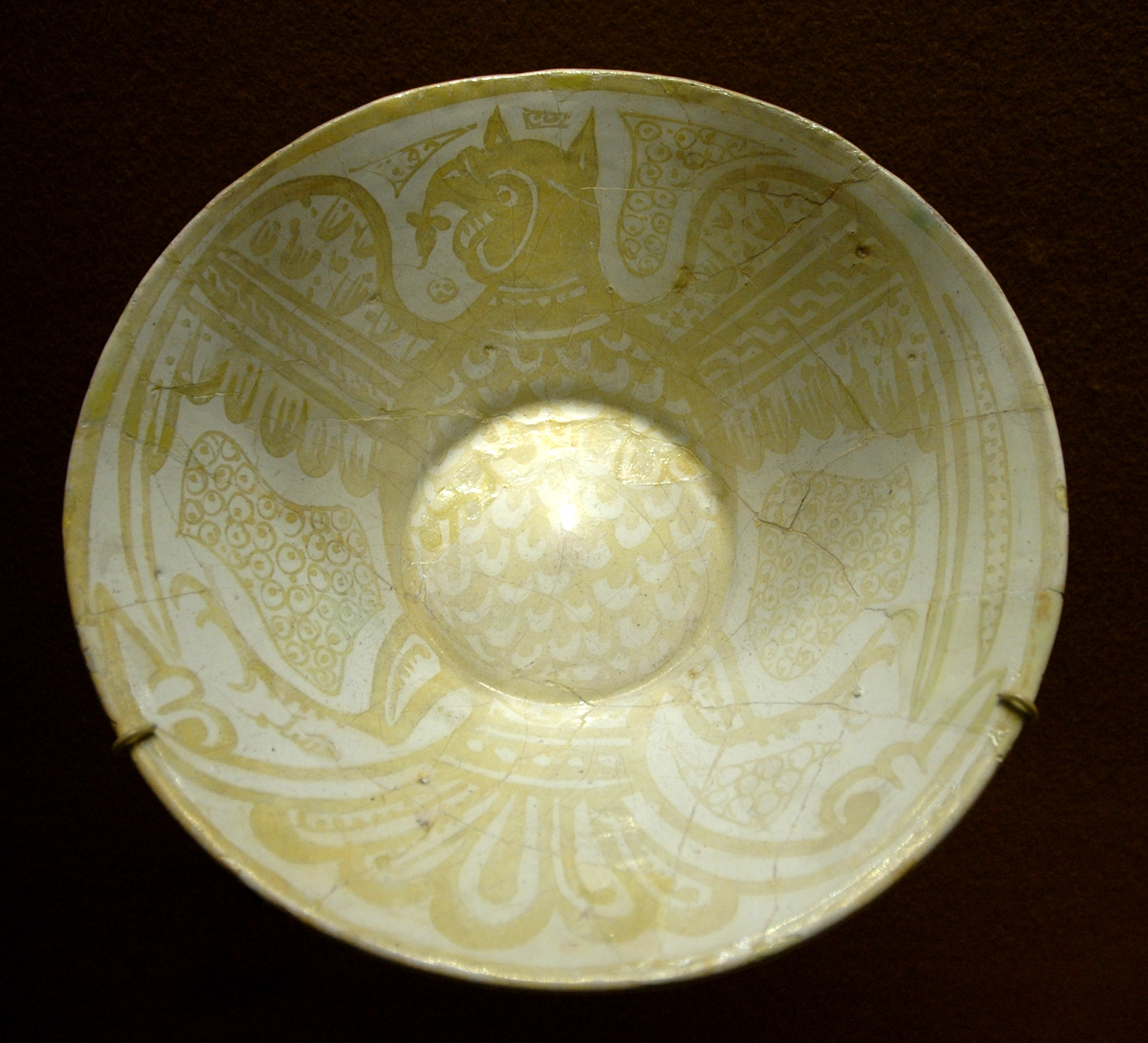
Plat à l'aigle signé Muslim, Égypte, fin Xe - déb. XIe siècles.
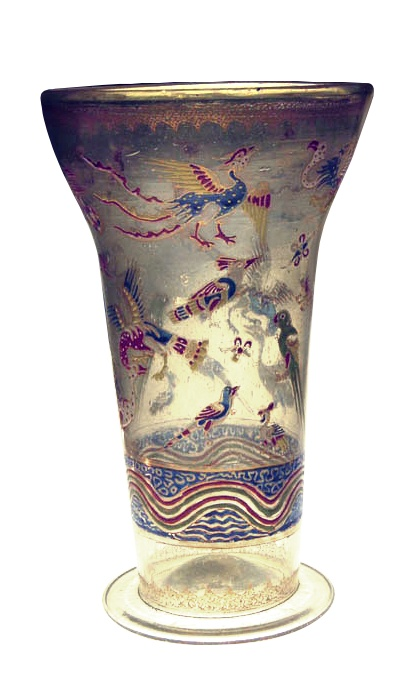
Gobelet aux oiseaux, Syrie, 1re moitié du XIVe siècle. Ce gobelet présente une grande variété d'oiseaux réels et imaginaires. Il illustre peut-être le Mantiq al-Tayr.
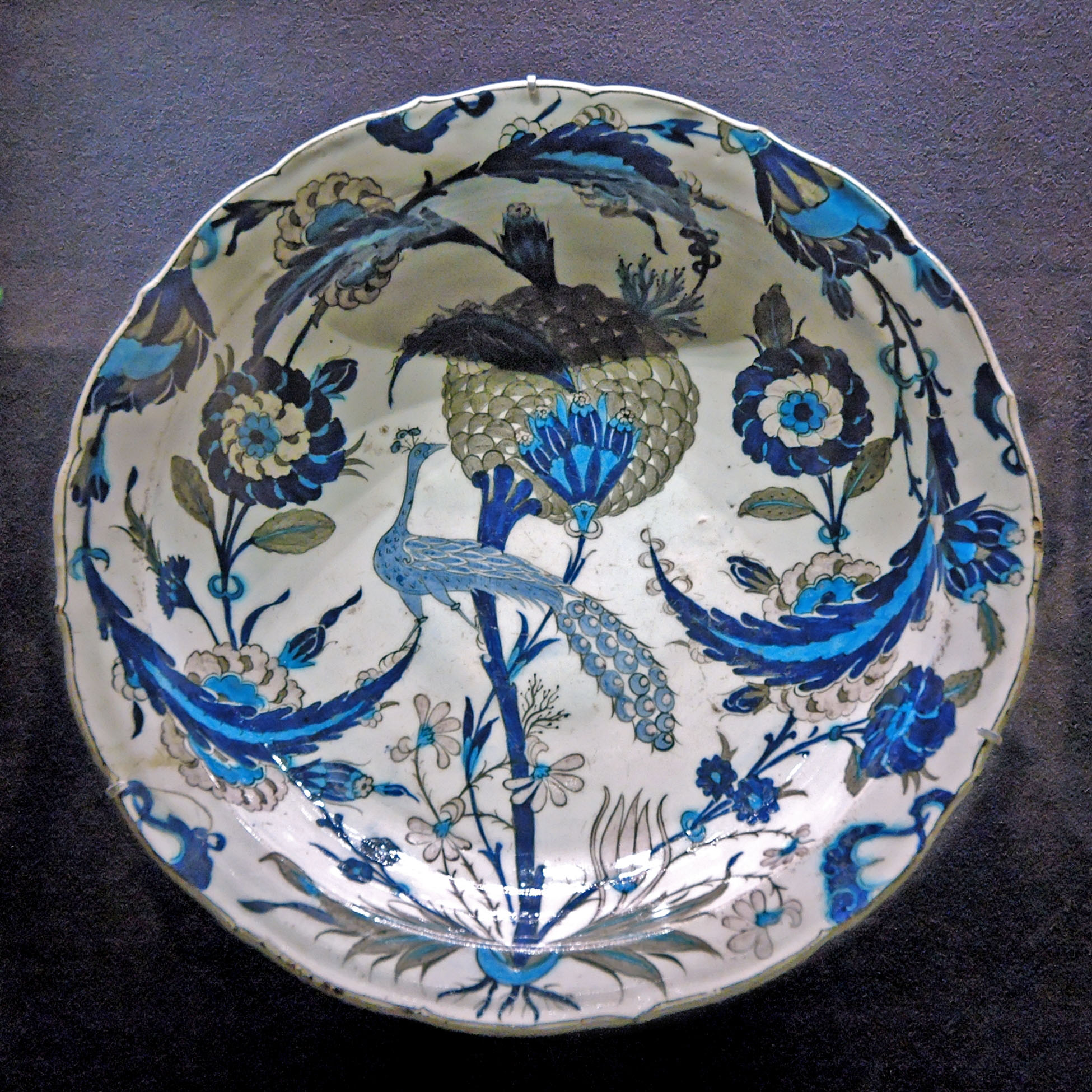
Plat au paon, Iznik, 1540-1555.

Le cheval, fragile monture des puissants, mais aussi don divin tient une place toute particulière dans l'art. Il est représenté dans des livres qui lui sont dédiés : ouvrages scientifiques comme les Merveilles de la Création d'al-Qazwînî, traités d'hippiatrie ou de furûsiyya ; mais il apparaît également comme monture de chasse ou de guerre dans de nombreuses peintures et sur des objets à iconographie princière, comme le « Baptistère de Saint Louis ». Certains chevaux, nommés et décrits dans la littérature, sont de véritables individus, comme Rakhsh, la monture du héros iranien Rostam. Le portrait d'animaux, qui se répand en Iran et surtout en Inde à partir du milieu du XVIe siècle, prend fréquemment le cheval pour sujet : chevaux arabes dans toute leur beauté, comme l'Étalon rapporté de la Mecque en Inde par Mîr Ibrâhîm, mais aussi animaux émaciés. L'éléphant et les camélidés (dromadaire et chameau), animaux nobles, peuvent aussi apparaître comme monture, portant souvent un palanquin. Le dromadaire revêt peut-être également une symbolique de pouvoir, car on le trouve au revers d'une médaille du calife al-Mutawakkil, et un plat lustré du musée du Louvre montre un dromadaire portant un étendard. L'une des premières occurrences d'éléphant se trouve sur le Suaire de Saint-Josse, mais on le trouve plus fréquemment sur des céramiques, ainsi que dans l'art moghol. Plusieurs pièces d'échecs représentent également un éléphant (pièce qui correspond à l'actuel fou). Symbole de puissance, celui-ci est aussi utilisé sur des marteaux d'arme.

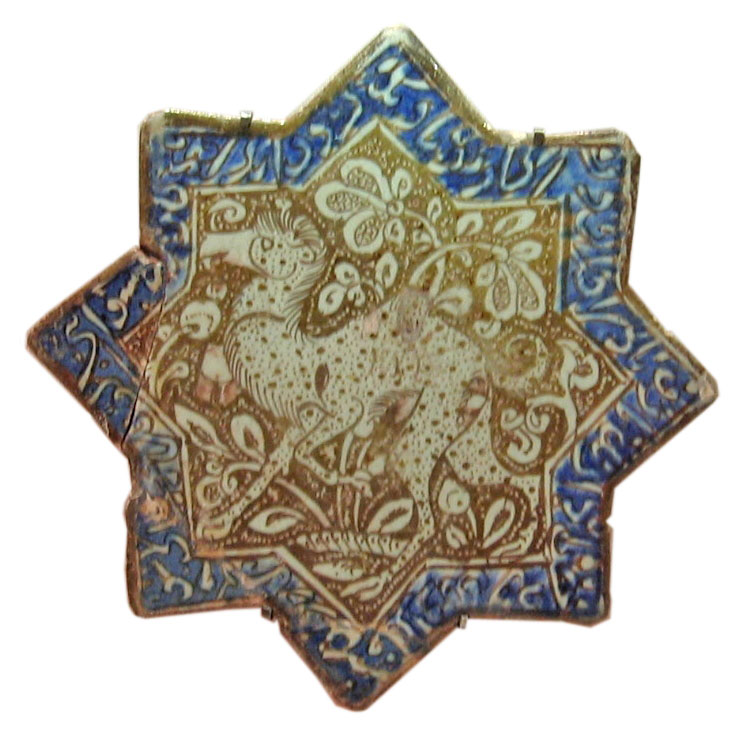
Étoile au chameau, Iran, fin XIIIe siècle.
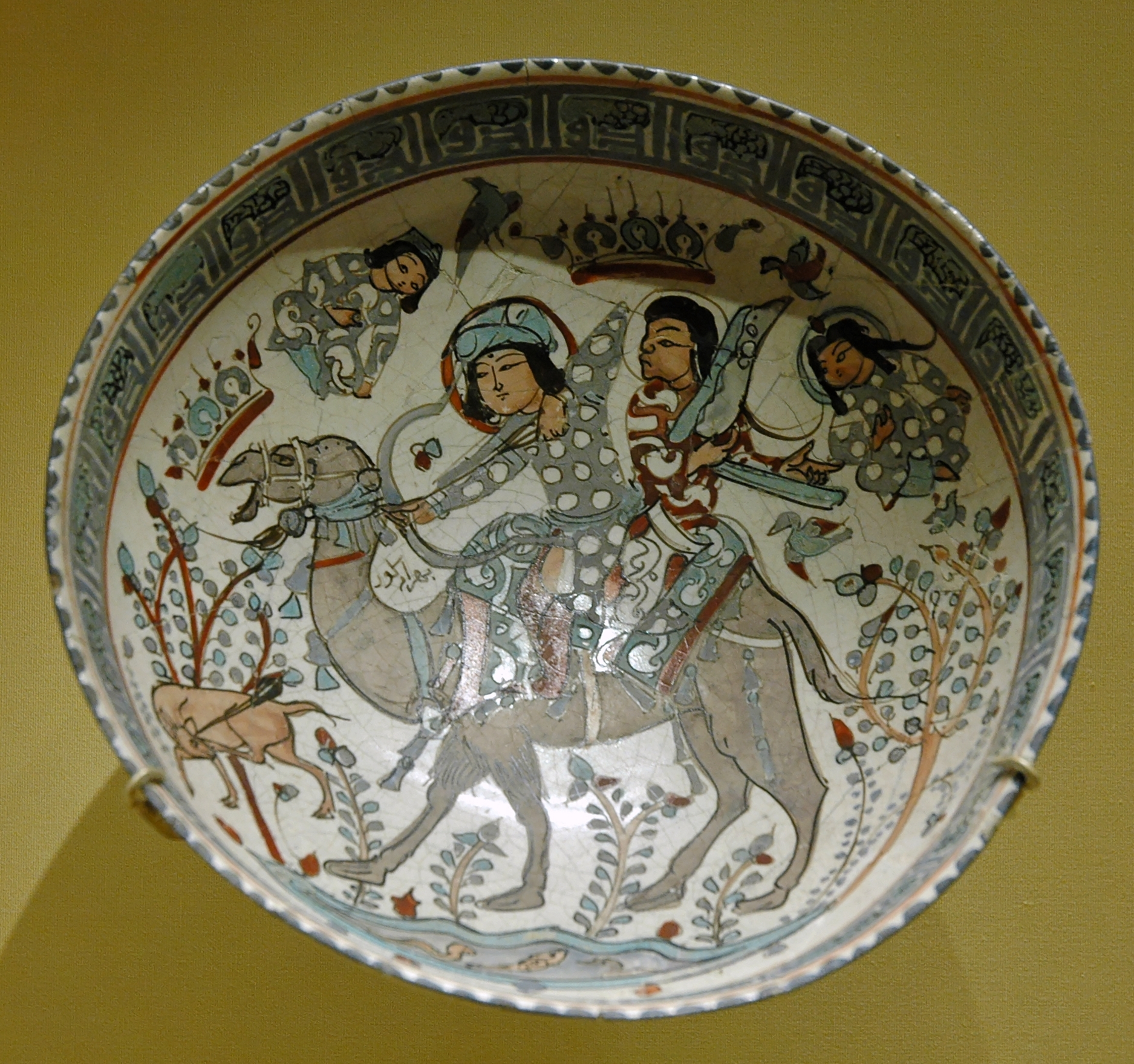
Coupe avec Bahram Gûr et Azadeh, Iran, XIIe-XIIIe siècles.
Al-Wâsitî, « Caravane », Maqâmât de al-Harîrî, Bagdad ?, 1237
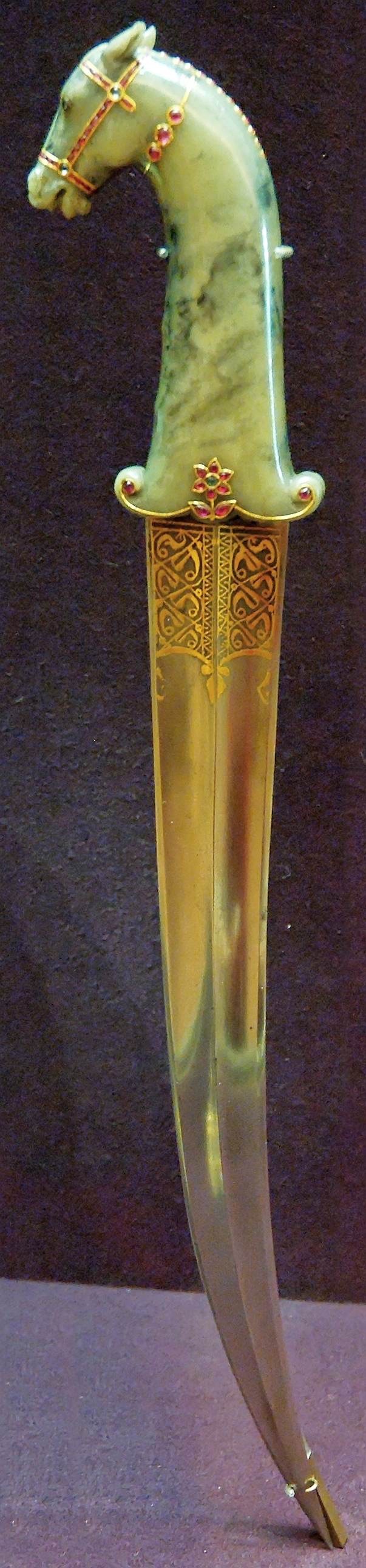
Poignard à tête de cheval, Inde, XVIIe siècle
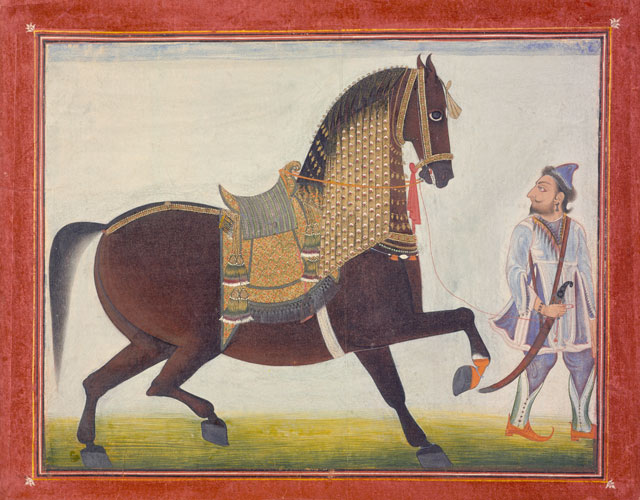
Cheval et son vendeur, Inde, v. 1800

Outre le lion, « l'adversaire le plus prestigieux », plusieurs gibiers sont fréquemment représentés. Le lièvre, décrit dans la littérature comme « agile, rapide, avisé » et associé à des notions positives (chances, prospérité, intelligence, protection, survie), est très courant, en particulier en Égypte. L'iconographie de la ronde de lièvres réunis par leurs oreilles apparaît au Xe siècle en Asie centrale, puis se diffuse au Proche-Orient avant d'atteindre même l'Occident.

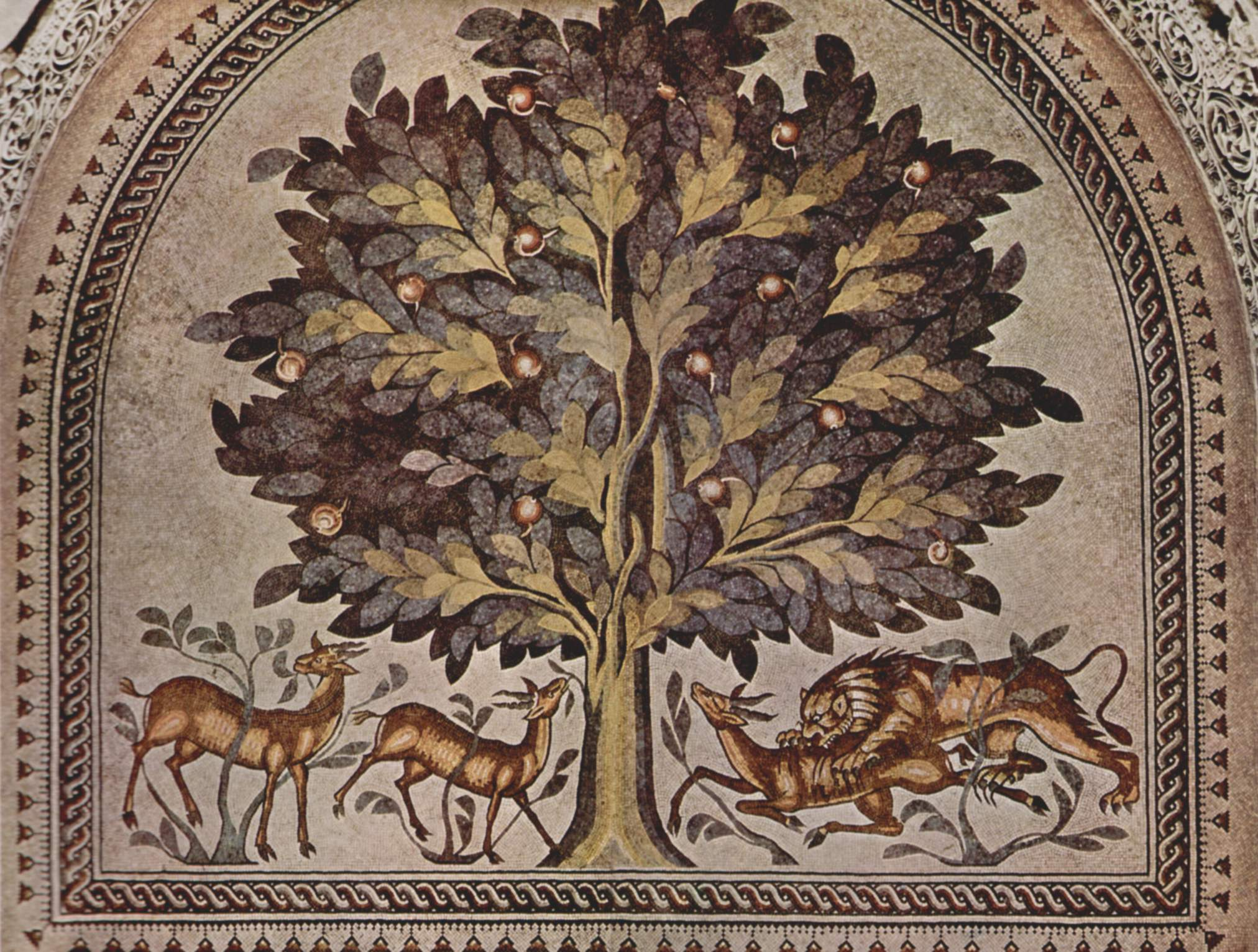
Mosaïque au lion et aux gazelles, Khirbat al-Mafjar, v. 742-743.

 Des quadrupèdes comme les gazelles, antilopes, onagres, bœufs sauvages, sangliers sont également fréquents, car recherchés lors des chasses. Une mosaïque dans les bains de Khirbat al-Mafjar représente ainsi trois gazelles sous un arbre, l'une étant attaquée par un lion ; la scène a donné lieu à de nombreuses interprétations. À Qusayr 'Amra, une fresque montre des gazelles rabattues dans un grand filet.
Les animaux domestiques, familiers, sont moins courants, mais pas pour autant absent des arts de l'Islam. Des bœufs ou zébus prennent place, par exemple, dans des scènes de labour. On connaît aussi plusieurs représentations de béliers à la fois dans les premiers siècles de l'islam et à la période moghole. L'appartenance de ces animaux à des ménageries est souligné par le port d'un collier, dont l'origine remonte à des pratiques anté-islamiques. Les chats ou les chiens sont rares dans l'art, car ces animaux ne jouissent pas d'un statut considéré dans l'islam. Animal impur, le chien figure de manière péjorative dans les injures ou des proverbes ; néanmoins, il est parfois le compagnon du derviche, personnage hors du monde, l'auxiliaire de la chasse ou, plus tardivement, sous l'influence de l'Europe, un animal de compagnie. Le guépard est également une auxiliaire de la chasse qu'on voit sur la croupe des chevaux, ou, dans les miniatures mogholes, dans des véhicules particuliers.

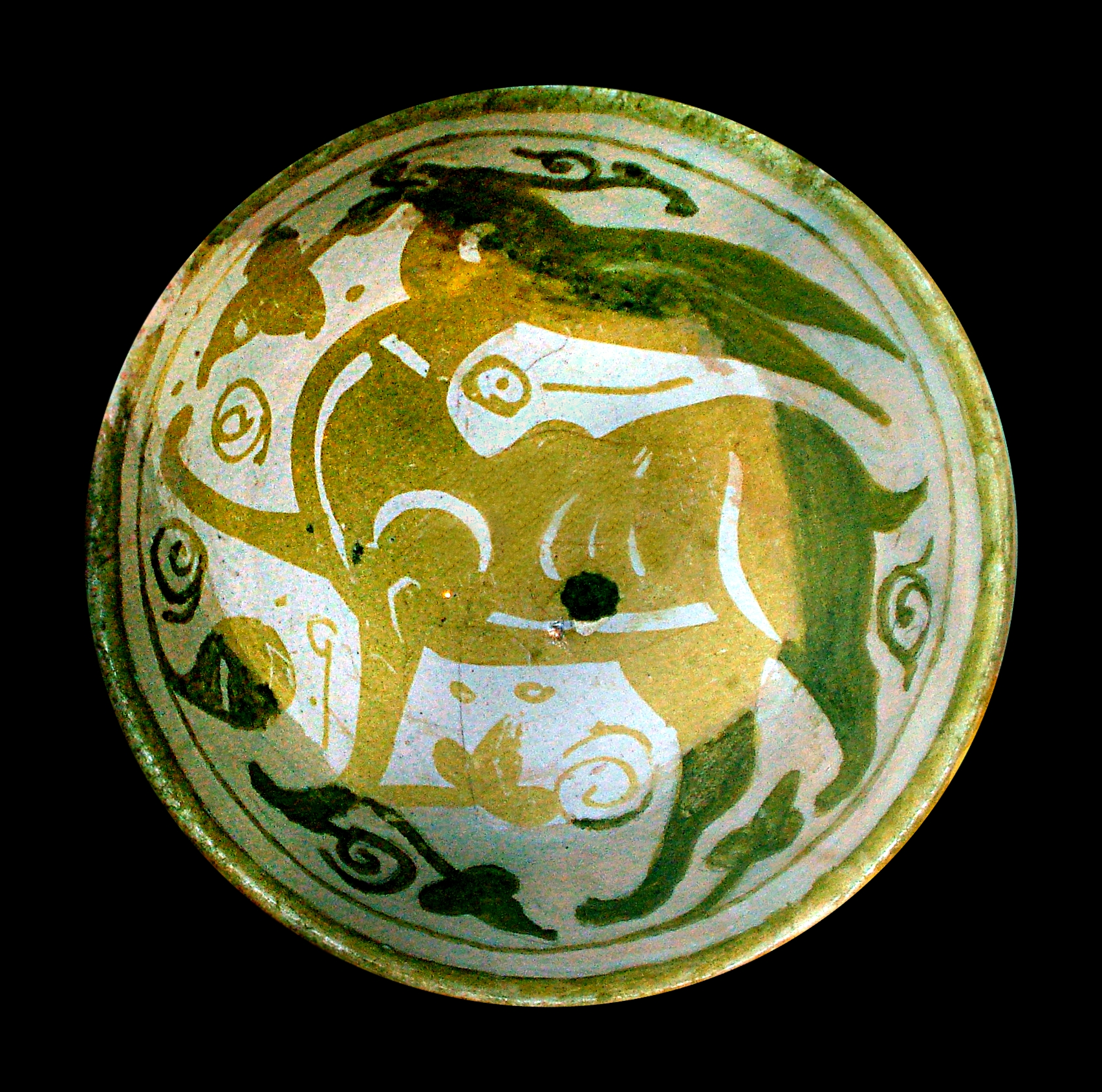
Coupe au lièvre, Égypte, fin Xe-déb. XIe siècle.
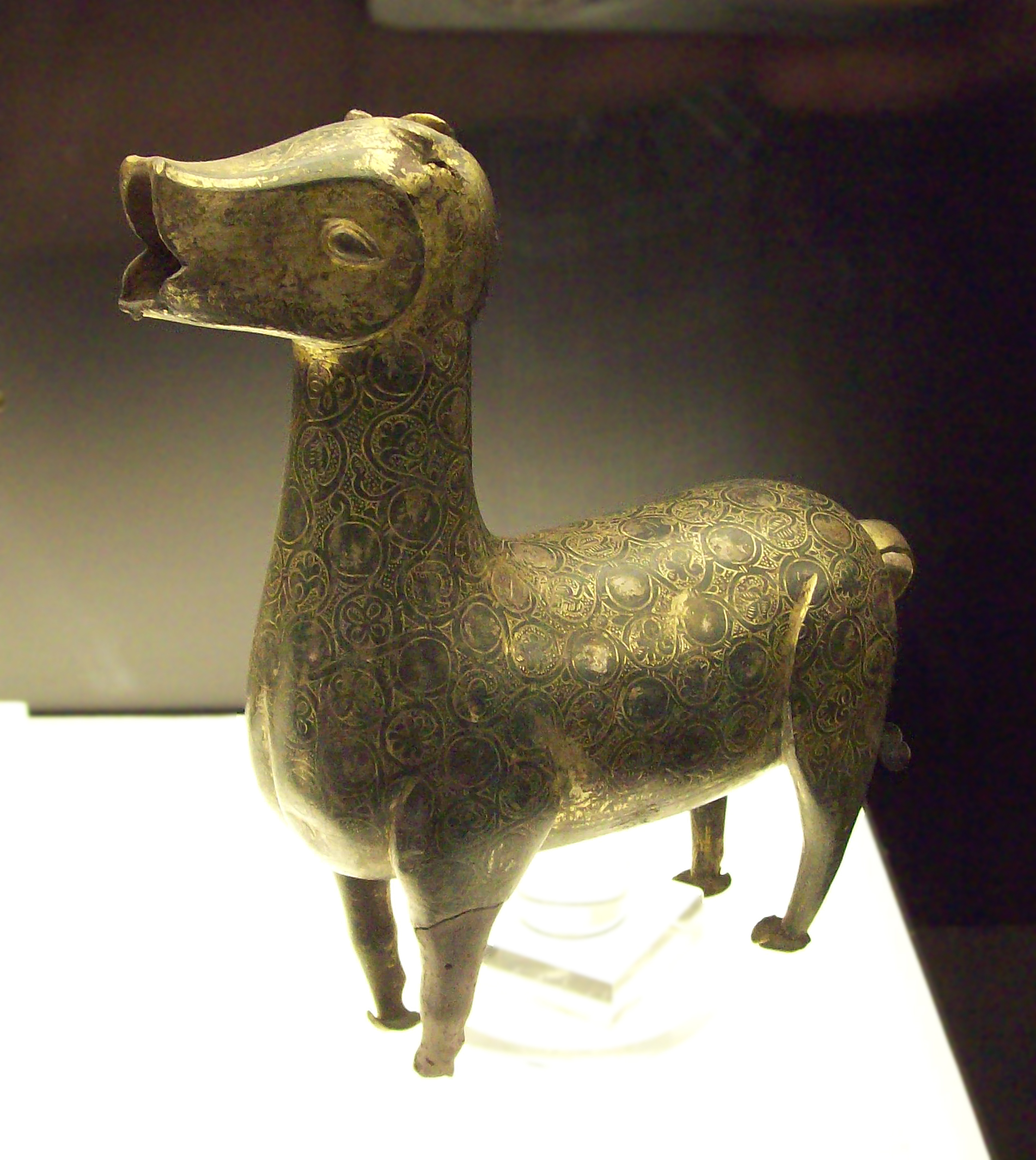
Biche de Madinat al-Zahra, Cordoue, ap. 936.
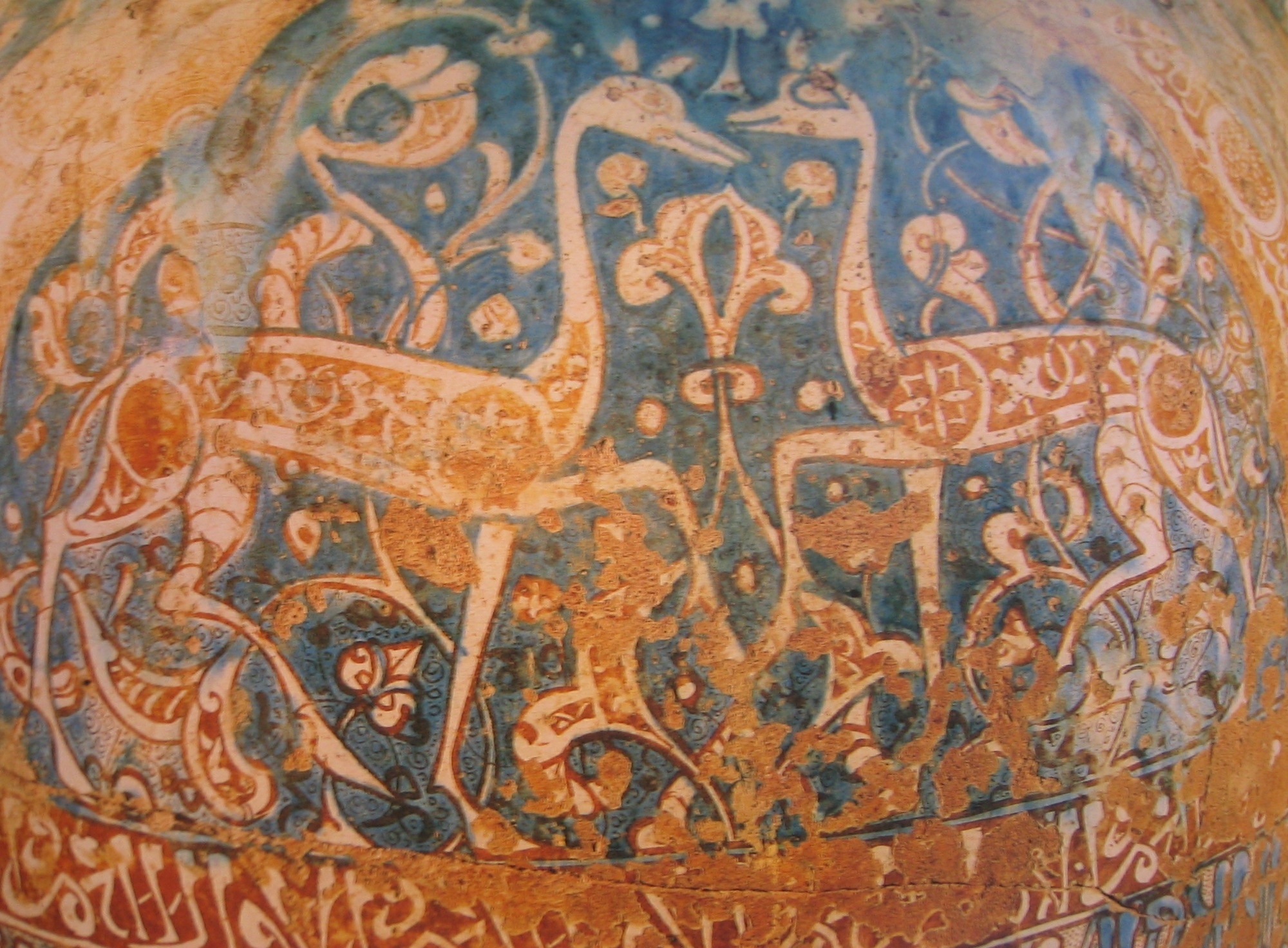
Gazelles sur un Vase de l'Alhambra, Grenade, XIIIe siècle.
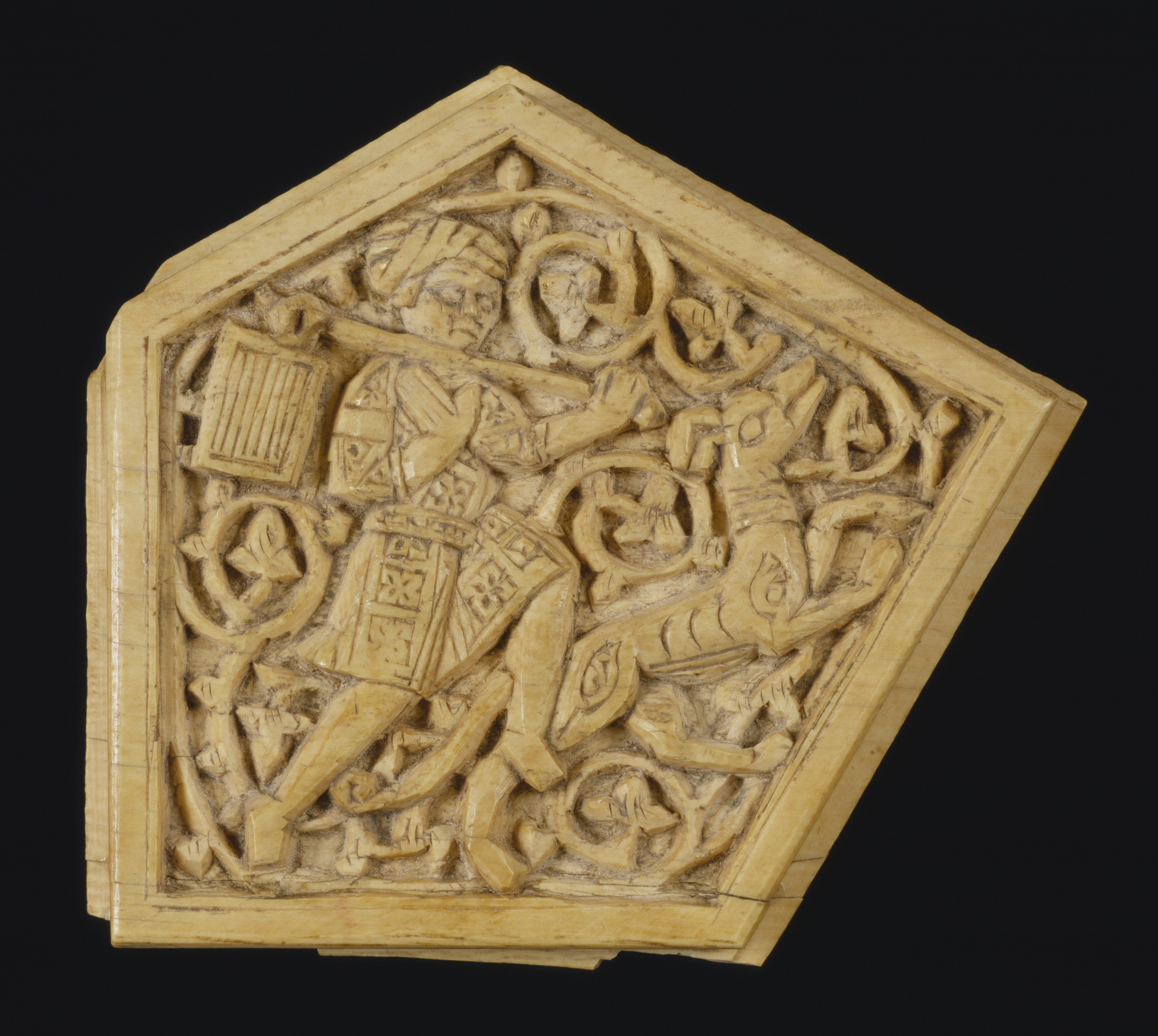
Un homme et son chien, Égypte, XIe siècle.
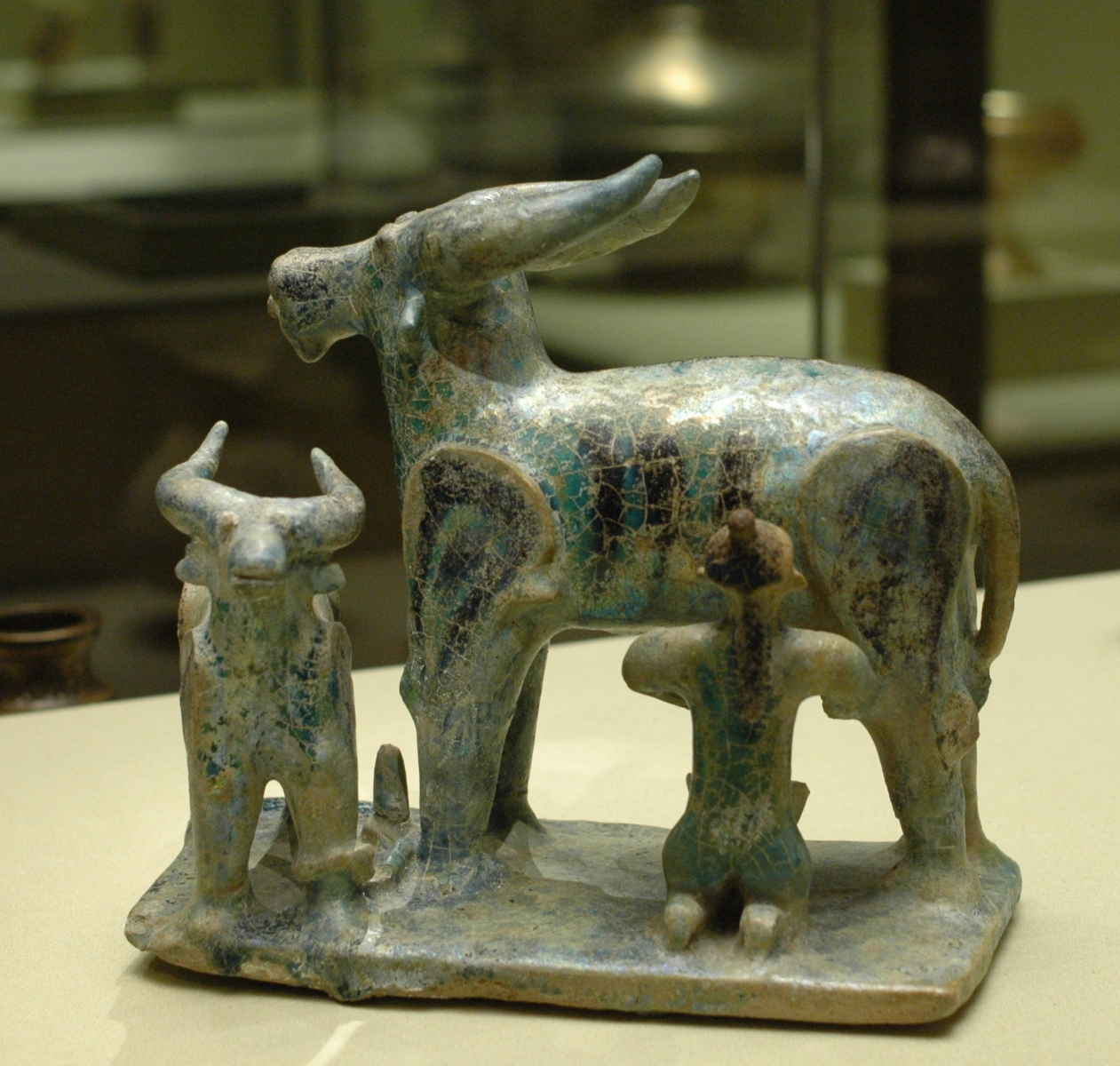
Personnage trayant un buffle, Syrie, fin XIIe-déb. XIIIe siècles.
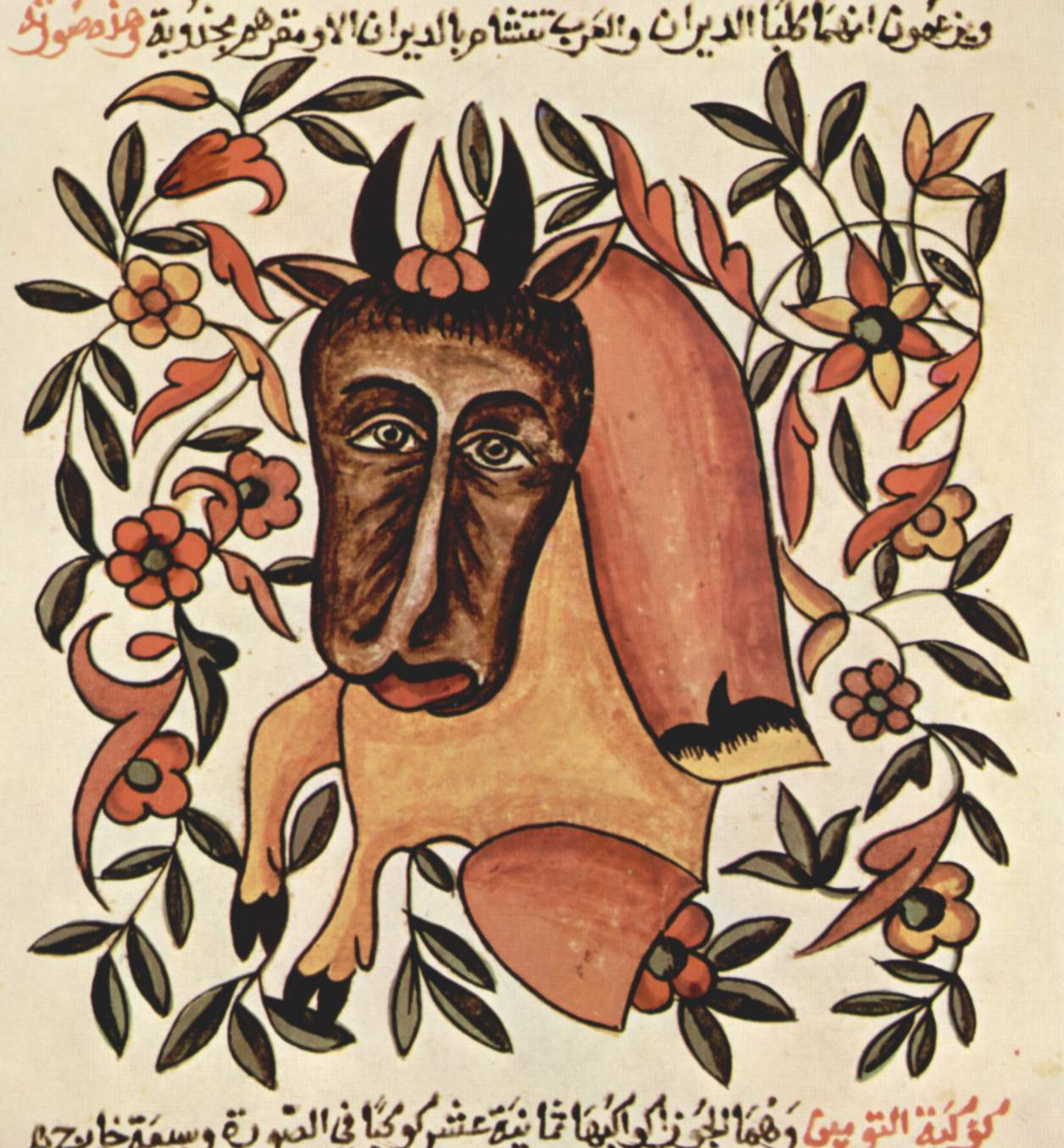
« Le taureau », Les Merveilles de la Création d'al-Qazwînî, Monde méditerranéen, probablement XVIIIe siècle.

Outre un vaste bestiaire réel, les arts de l'Islam utilisent également un ensemble d'animaux mythiques. Pour la plupart, ils trouvent leur origine dans des époques antérieures à l'Islam, ou dans des régions éloignées. Le sîmurgh et le senmurv, malgré un nom de même origine, ont peu en commun, si ce n'est qu'il dérivent tous deux du bestiaire traditionnel iranien. Le « senmurv » est représenté comme une créature composée d'une queue de paon et d'un protome de quadrupède, gueule ouverte et pattes griffues, avec des ailes.

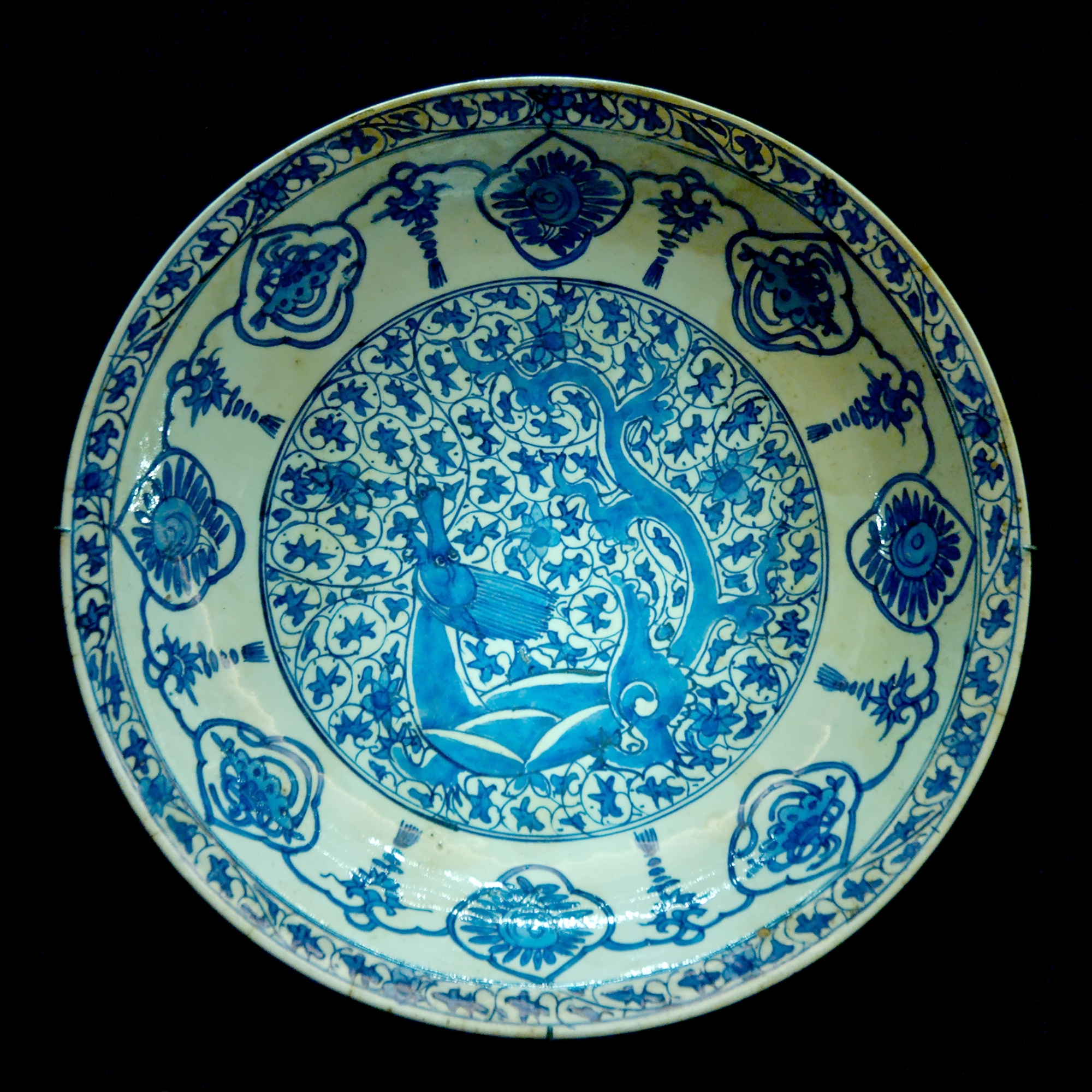
Plat au dragon, Iran, XVIIe siècle.

Cette iconographie remonte au moins à l'époque sassanide, et n'évolue presque pas ensuite. On la trouve en particulier dans des tissus, qui conservent souvent la disposition traditionnelle des tissus sassanides, avec des médaillons perlés ; ces supports textiles, facilement transportables et vendus comme des produits de luxe, expliquent la diffusion de l'iconographie dans l'ensemble du monde méditerranéen, jusque dans la Chrétienté. Cette iconographie, positive et souveraine, parfois liée à l'astrologie, décroît en quantité après les premiers siècles de l'Islam. Le sîmurgh, mentionné dans le Shâh Nâmeh, reçoit, lui aussi, une connotation de protecteur de la royauté, ce qui conduit à le représenter dans des palais, sur des bannières... Il peut aussi revêtir une consonance mystique, puisqu'il est le but de la quête du Dialogue des oiseaux de Farîd al-Dîn 'Attâr. Son apparence, à partir de l'invasion mongole dans la deuxième moitié du XIIIe siècle, reprend celle du phénix chinois : un oiseau coloré à la longue traîne.
Certains motifs d'animaux fantastiques trouvent des antécédents dans le monde hellénistique, comme le cheval ailé, le sphinx, la harpie, voire le griffon, bien que pour certains, les origines soient multiples. Le qilin, un animal fantastique polymorphe (cervidé, félin ou animal composite) dont le corps émet des flammes dérive au contraire du bestiaire chinois. De même, les représentations de dragon suivent le modèle sinisant du dragon serpentifome au corps tapissé d'écailles. Aux XIIe – XIIIe siècles en Anatolie, les dragons, dépourvus de membres, ou ne disposant que de deux pattes antérieures, font jaillir leur langue pointue de leur gueule ouverte aux babines retroussées. Leur corps peut former des nœuds, symbole bénéfique ; il arrive aussi que seule la partie antérieure du dragon soit représentée. Une évolution a lieu après l'invasion mongole du milieu du XIIIe siècle : les représentations se rapprochent davantage du modèle chinois : leur corps est frangé de flammes ou d'écume, et disposent de davantage de pattes griffues. Pour la licorne aussi, un modèle chinois ou indien peut être évoqué ; loin des canons occidentaux, l'animal est considéré comme combattif, et souvent représenté agressant un éléphant.
Certains animaux fabuleux ou monstres semblent plutôt être nés en raison du contexte de la culture islamique. La catégorie des démons, qui prennent des noms variables, est mentionnée dans le Coran : « et Il a créé les djinns de la flamme d'un feu sans fumée », Coran, LV, 15. On désigne généralement ces êtres de natures très différentes sous le terme persan générique de dîws, mais leur iconographie varie beaucoup selon les lieux et les périodes. Une autre créature fabuleuse directement liée à l'islam est une jument à tête de femme, Bouraq, qui, selon les traditions, mena Mahomet à travers les cieux lors du voyage nocturne. Cet animal fantastique est le plus souvent représenté lors de l'épisode du mi'râj, mais on en connaît aussi des exemples populaires où il est isolé. Sur un page indienne du Metropolitan Museum, le corps de la jument est composé d'une myriade d'animaux réels et fantastiques.

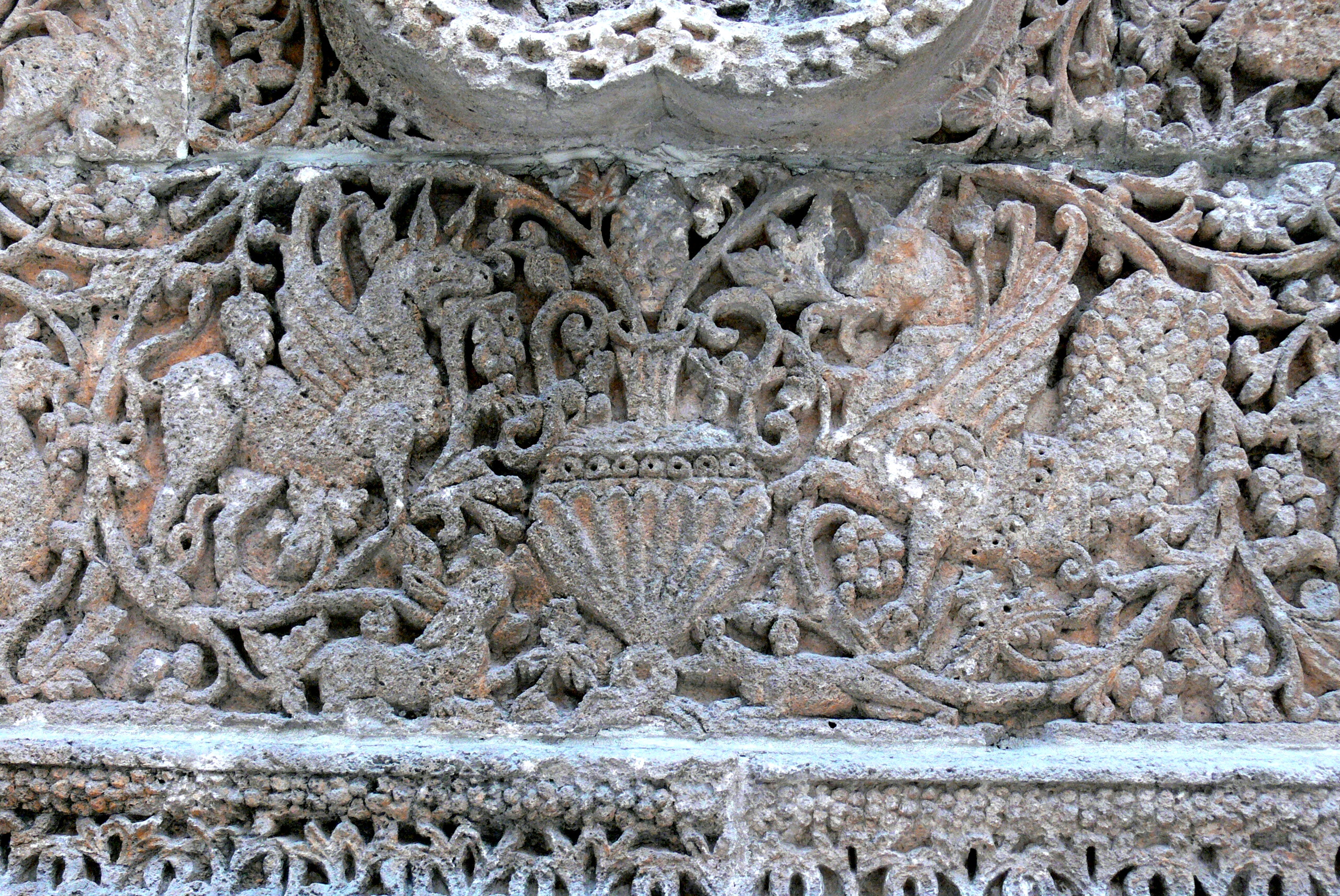
Senmurv et griffon sur la façade du palais de Mshatta, Jordanie, 743-744 ?
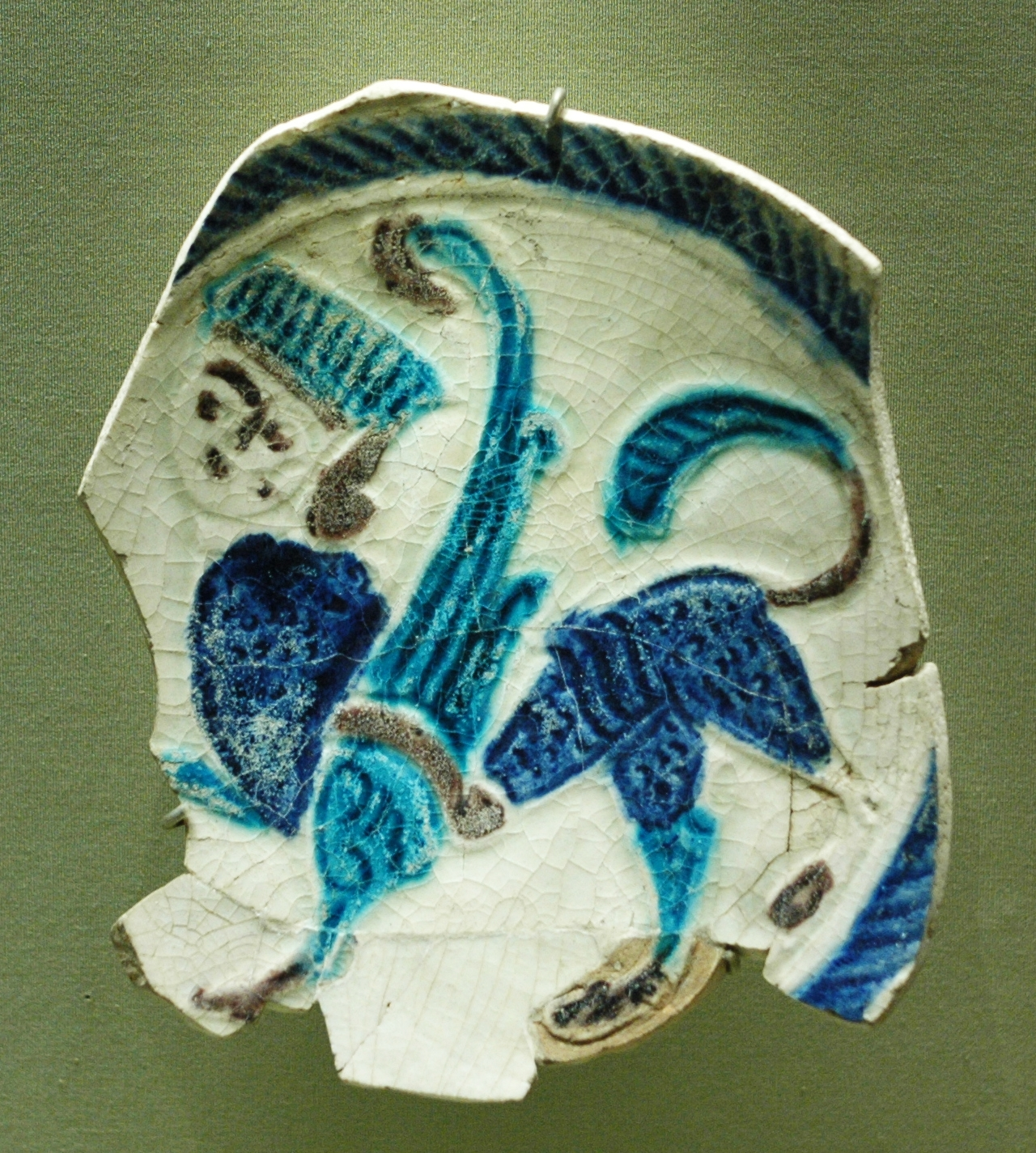
Tesson au sphinx, Syrie, XIIe – XIIIe siècles.
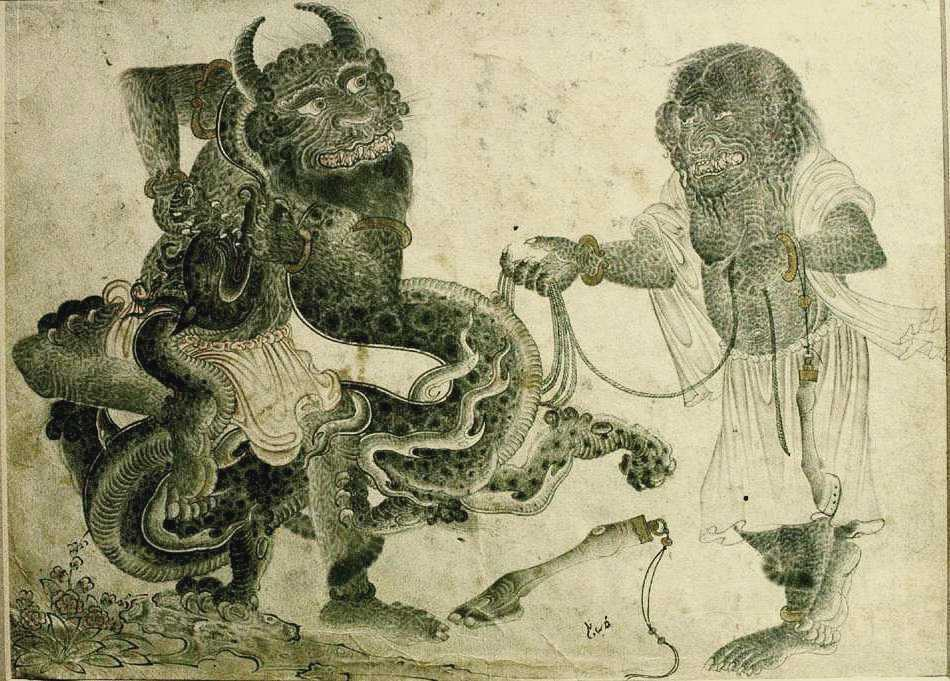
Attribué à Siyah Qalam, Deux dîws attachant un dragon, Iran ou Asie Centrale, 1400-1450.
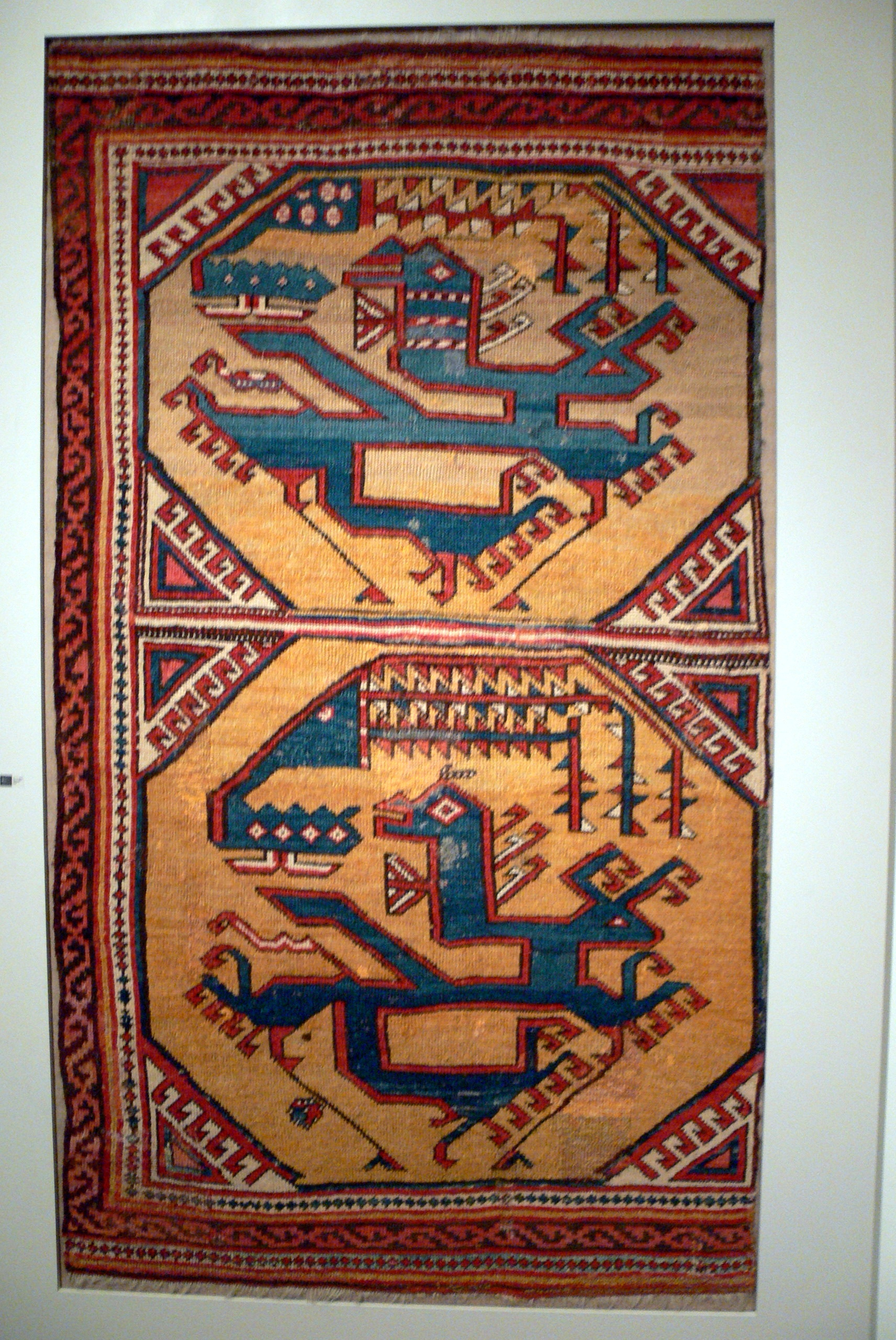
Tapis au dragon et au phénix, Anatolie, XVe siècle.
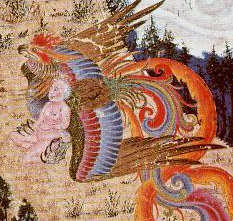
« L'enlèvement de Zâl par le sîmurgh », Shâh Nâmeh, Tabriz, v. 1370.

#### Contextes et modes de représentations
Les représentations animales, surtout celles associées à la glorification du pouvoir royal, sont présentes dans l'ensemble des arts de l'Islam, dans les décorations palatiales, sur des objets de luxe ou plus modestes et dans les livres. Pour Janine Sourdel-Thomine, elles sont utilisées « autant pour leurs qualités ornementales que pour les différentes connotations qu’elles peuvent véhiculer », et les artistes les agencent de manière différente selon les œuvres.
L'animal en lui-même peut être le sujet principal d'une œuvre. Seul ou accompagné de motifs géométriques ou végétaux, il prend alors au fond d'une coupe ou d'un plat, ou donne à l'objet sa forme. Il peut aussi participer à des compositions simples : disposition symétrique de deux animaux semblables, combat avec un congénère (le combat d'un bovidé et d'un lion et un thème ancien qui peut avoir des connotations astrologiques ou totémiques et celui du dragon et du phénix, d'origine chinoise est particulièrement apprécié après l'invasion mongole). Dans certains cas - sur les textiles, en particulier - un même motif animal peut être répété à l'infini, enfermé parfois dans un réseau géométrique (cercles tangents d'inspiration sassanide, quadrillage...). Les artistes réalisent aussi des bandeaux décoratifs continus ornés de quadrupèdes ou d'oiseaux ; sur les céramiques et les métaux incrustés (à la fois en Iran et dans le monde syro-égyptien), ils dialoguent parfois avec d'autres éléments, figurés ou non.
Les compositions peuvent aussi être plus complexes, en associant animaux et scènes avec des personnages, ou en suivant des schémas géométriques. Les rondes de poissons, parfois agrémentées d'autres animaux aquatiques comme dans le « Baptistère de Saint Louis », sont généralement composées comme autant de cercles concentriques autour d'un motif rayonnant, d'une rosace ou d'une girouette de poissons. Elles se développent surtout à partir du XIIe siècle dans le monde islamique, et prennent généralement place dans des récipients destinés à recevoir un liquide, mais leur symbolique est plus complexe, et pourrait être liée à la source de vie découverte par Alexandre dans l'Iskandarnâma de Nizâmi. Parfois, les compositions apparaissent aussi plus libres, et les animaux se répartissent selon la fantaisie de l'artiste dans un champ vaste. C'est par exemple le cas dans les enluminures marginales des manuscrits safavides ou sur des tapis.

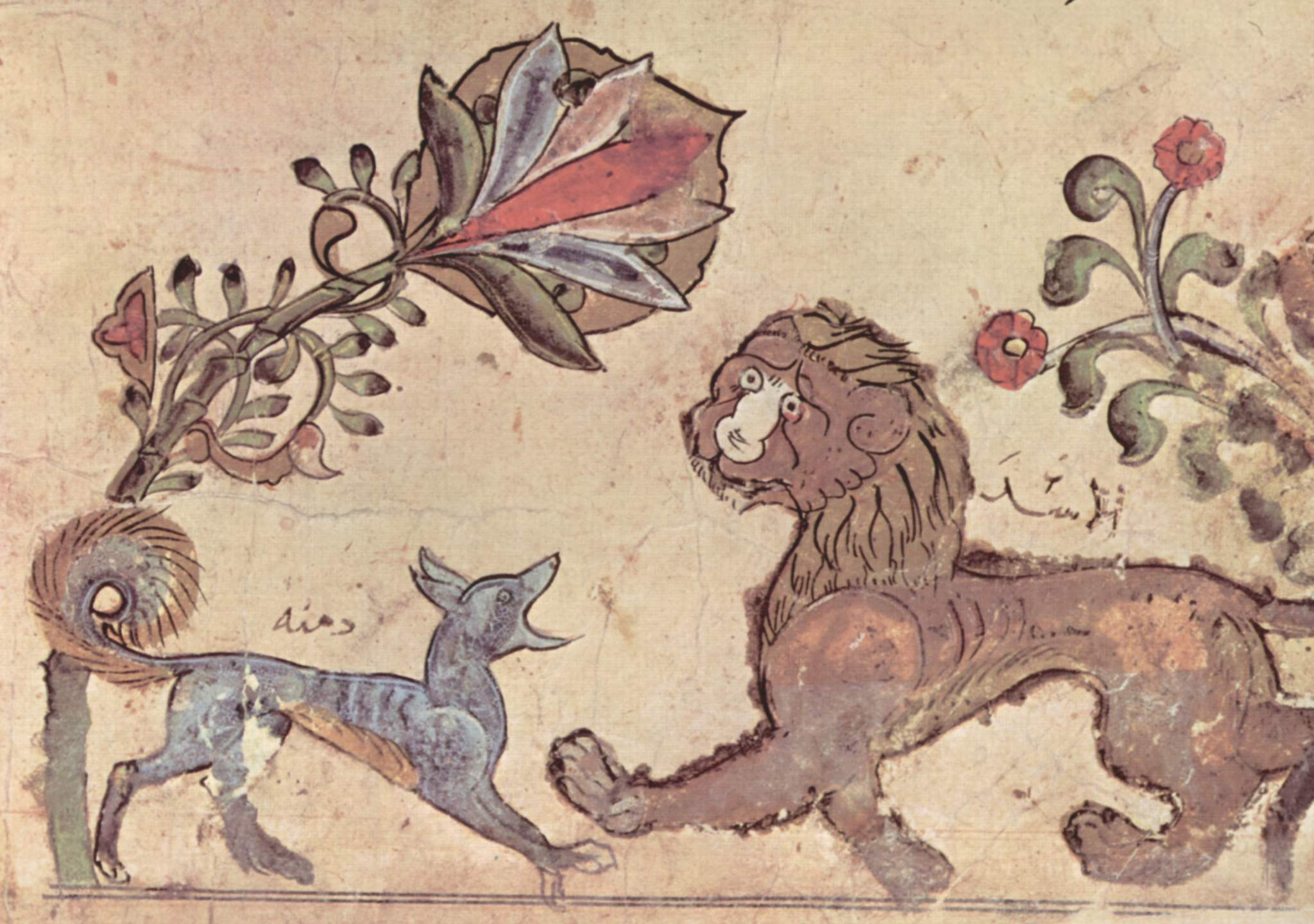
« Dimna et le lion », Kalîla wa Dimna, Syrie, 1200-1220.

Dans l'art du livre, la figuration animale peut être liée à des textes particuliers. Plusieurs exemplaires des Manâfi' al-Hayawân (De l'utilité des animaux) d'Ibn Bakhtishu sont illustrés de vignettes représentant diverses espèces animales, tant dans l'art arabe que persan. De même, les fables de Kalîla wa Dimna on donné lieu à une imagerie animale abondante. Le livre des Merveilles de la Création d'al-Qazwînî donne également lieu à la représentation de bestiaires. Même lorsque les animaux ne sont pas les personnages principaux des textes, les peintures les représentent fréquemment, témoignant de leur omniprésence dans la vie quotidienne. Dans la peinture arabe, les artistes font preuve souvent, avec un grand sens de l'observation, d'expressivité et de réalisme, alors que dans la plupart des autres supports et périodes, une stylisation conventionnelle semble plus souvent de mise, mis à part dans les portraits d'animaux. À la période moghole, en effet, les animaux peuvent devenir les sujets principaux de pages d'album. Il s'agit souvent de représentations minutieuses d'animaux de la ménagerie ou des écuries royales mais la richesse des détails peut n'être aussi que fantaisie décorative, comme dans le cas de la page aux dix oiseaux du musée du Louvre.
Aux périodes tardives, notamment en Inde, apparaissent aussi, dans l'art du livre, mais aussi dans le tapis et l'ivoire, des animaux composites, dont le corps est rempli d'autres animaux. Une page de l'Album de Shir Jang représente ainsi un éléphant chevauché par un diw. Représenté de profil, sa silhouette est tout à fait reconnaissable, mais tapissée d'un enchevêtrement d’animaux variés : lièvres, bovins, caprins, félins, lions, tigres, poissons, oiseaux, tortues, et même un homme barbu, la trompe étant constituée de la queue d'un dragon.

### Des plaisirs princiers à la vie quotidienne
La figure du prince et ses occupations constituent l'un des thèmes principaux de la représentation figurée dans les arts de l'Islam. Dans les palais omeyyades, les représentations des souverains empruntent souvent aux traditions plus anciennes : le calife de la fresque des rois, dans les bains de Qusayr Amra, est représenté à la mode byzantine, assis sur un trône situé dans une niche, sous un dais supporté par des colonnes ; une représentation semblable en stuc devait prendre place à Qasr al-Hayr al-Ghrabi. Un nouveau type, pérenne, se définit à partir de la période abbasside : en position frontale, assis en tailleur sur un tapis, une estrade ou un trône, parfois sous un dais ou une coupole, souvent nimbé, le souverain peut être mis en scène dans la plénitude de son pouvoir ; il est alors coiffé, selon son origine, d'une couronne ou d'un turban et tient des attributs comme l'épée, l'arc, la serviette ou la coupe. Selon les objets qui entourent le prince assis, la signification de l'image peut varier subtilement. Abbas Daneshvari a ainsi montré que le prince en trône tenant une branche et une coupe est ainsi identifié avec le soleil et l'abondance de la terre ; parfois, près de lui, un oiseau et un poisson marquent l'universalité de cette abondance, mais aussi plusieurs qualités princières (générosité, richesse, justice...). Des ministres peuvent l'accompagner et l'entourer, porteurs eux aussi des insignes de leur charge. À l'extérieur du « Baptistère de Saint Louis », une longue frise de dignitaires à pied encadre le souverain représenté comme un chasseur, l'un d'entre eux se prosternant devant lui ; sur la face interne, le souverain, assis sur son trône, est entouré du secrétaire et du porte sabre, et prend place dans une frise de cavaliers armés.
Les représentations de souverains particuliers, qu'il s'agisse de portraits réels ou archétypaux, sont mentionnées assez tôt dans les sources. Ferdowsi indique, par exemple, que le palais de Mahmûd de Ghaznî était décoré des « portraits » des rois et des héros de l'Iran et du Turan. Cette tradition remonterait à la période sassanide, mais rien ou presque n'en est conservé. Au XVIe siècle, le monde ottoman apprécie également les arbres généalogiques de souverains ornés de portraits en vignettes.

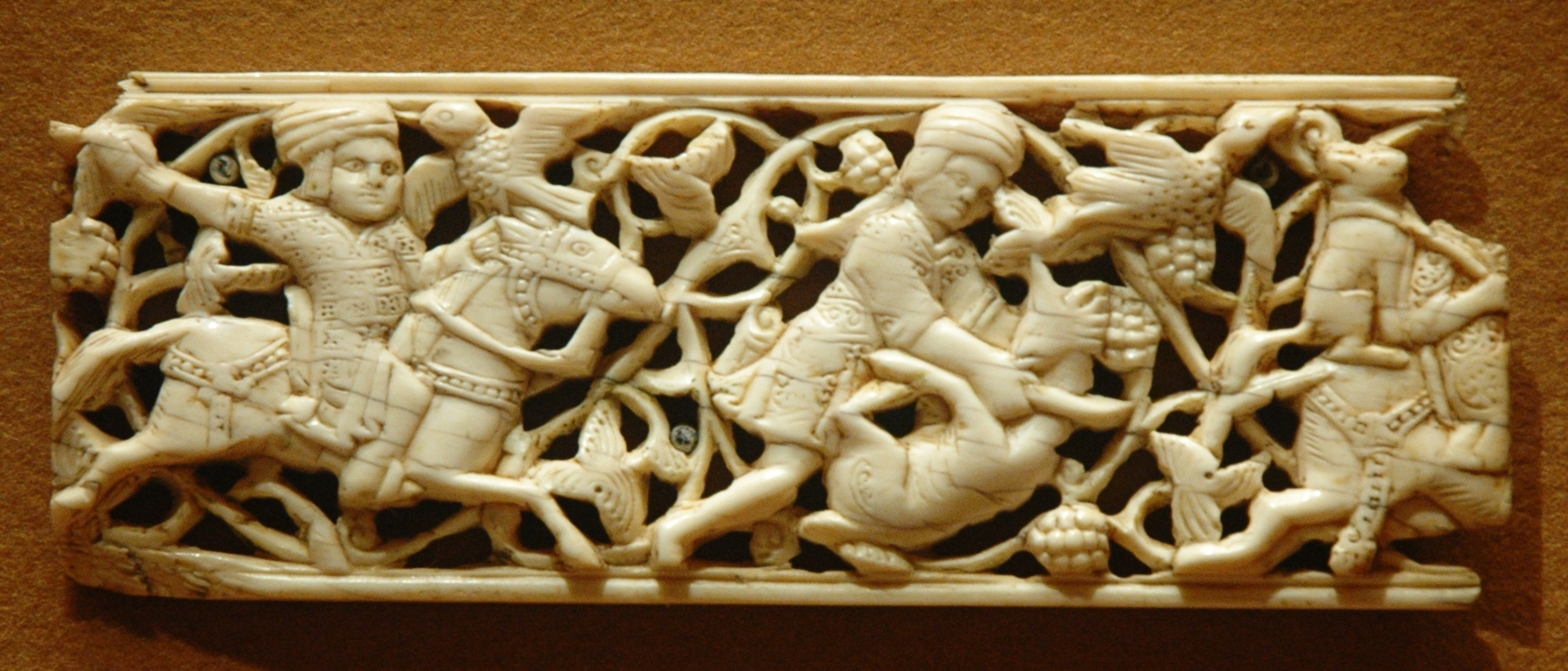
Panneau aux chasseurs, Égypte, XIe – XIIe siècle
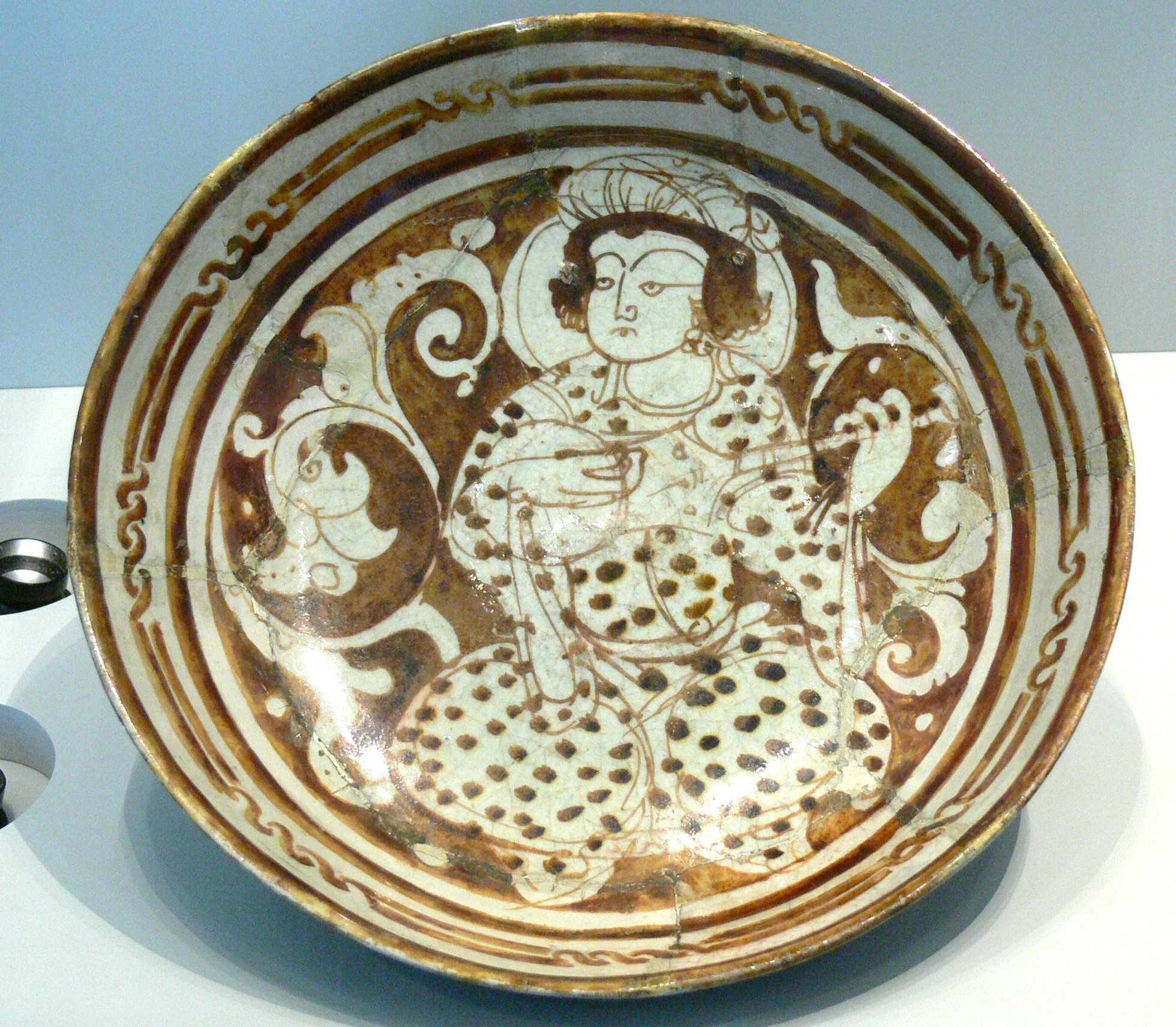
Coupe au musicien, Rayy, v. 1200
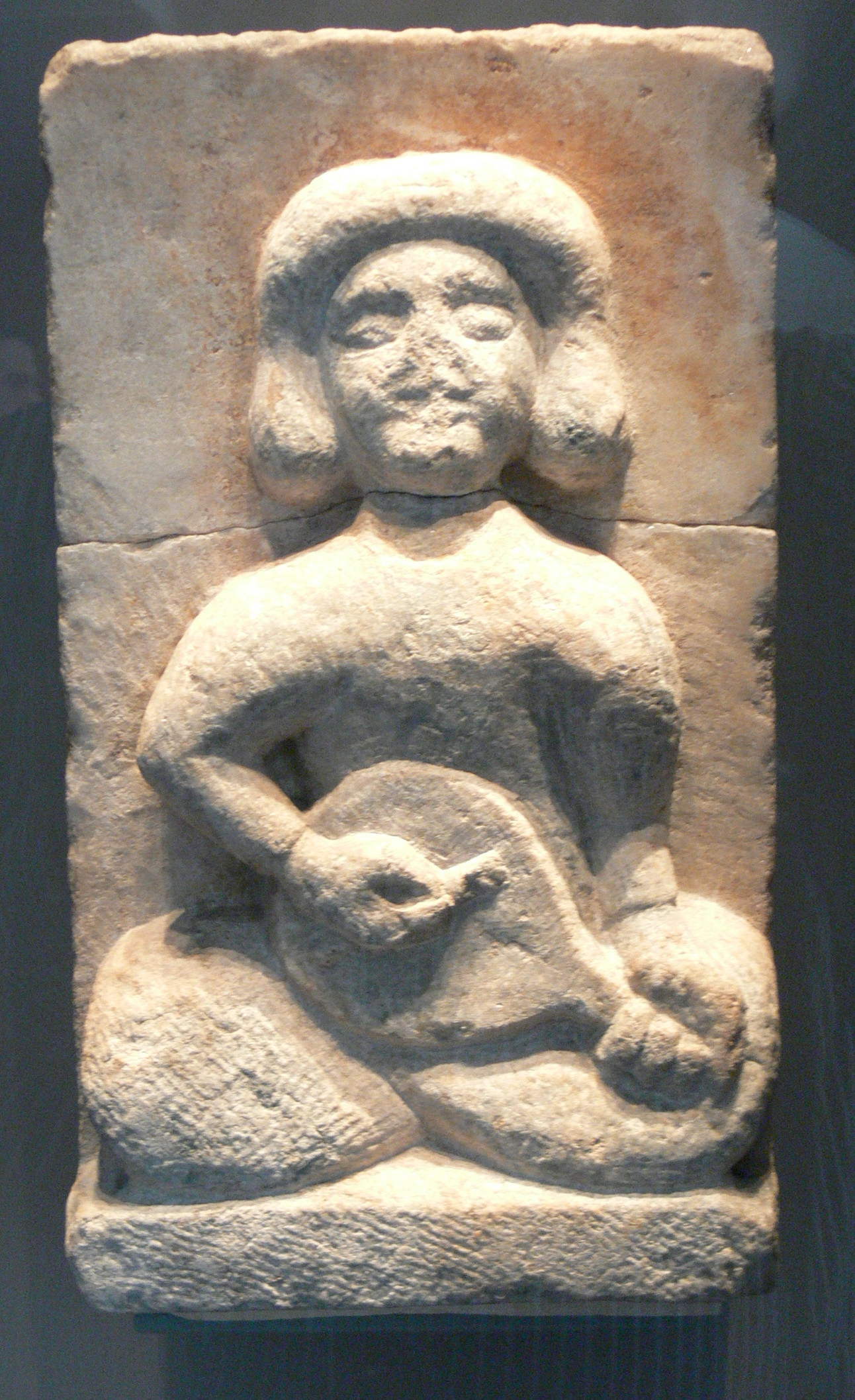
Joueuse de luth, Anatolie, XIIIe siècle
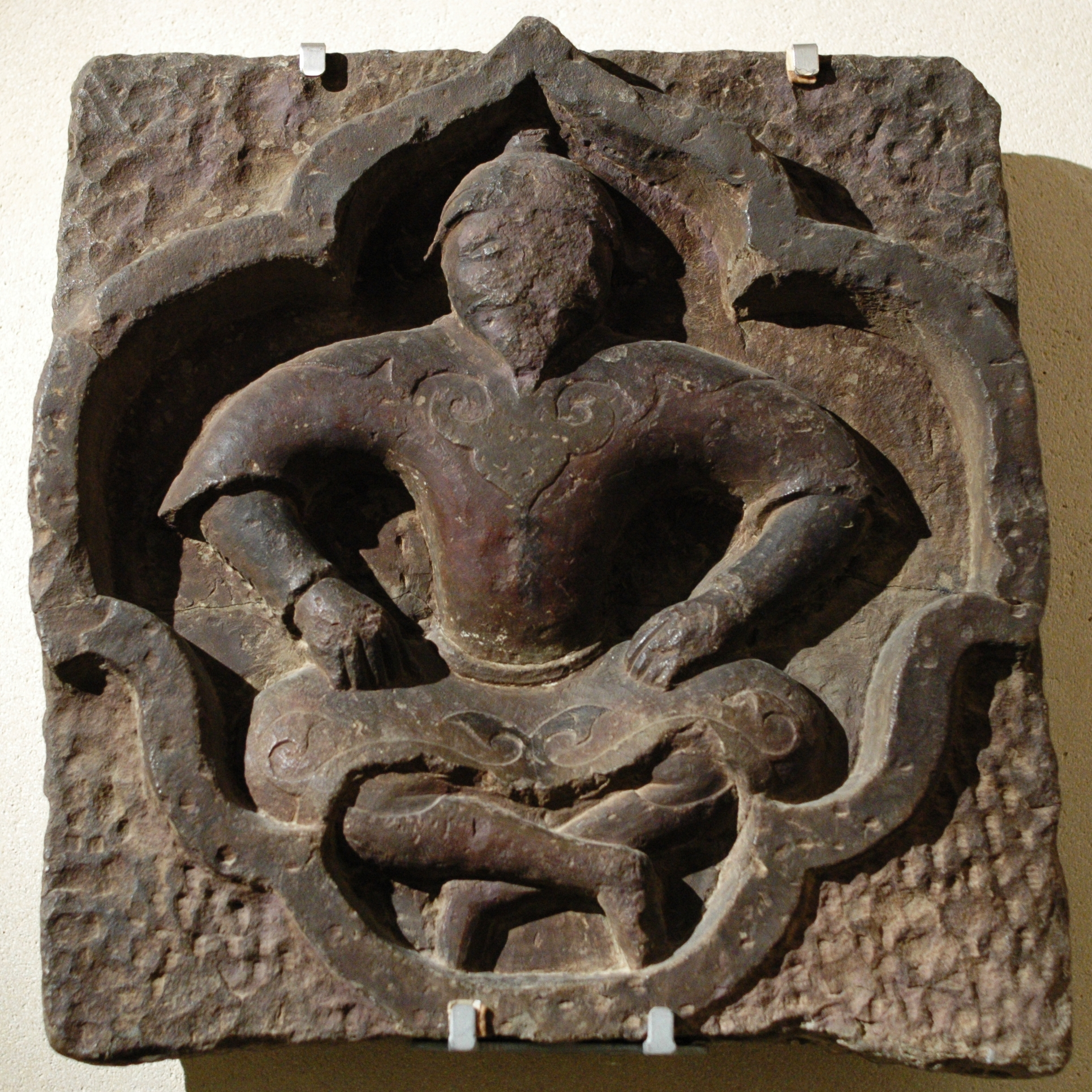
Personnage assis dans un médaillon, Daguestan, XIVe – XVe siècles Cette posture est l'une des attitudes conventionnelles du prince.
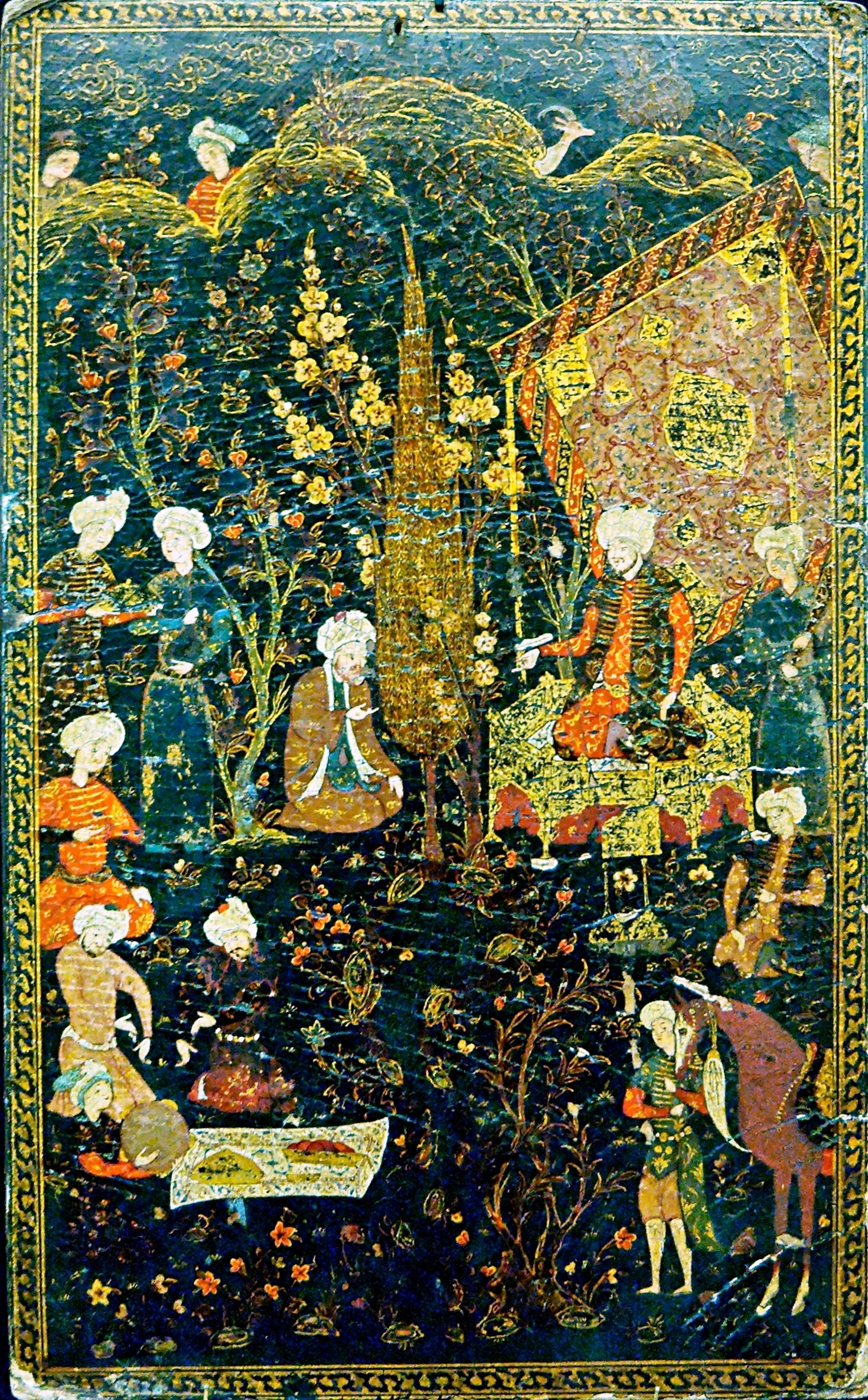
Reliure à la scène dans un jardin, Iran, XVIe siècle
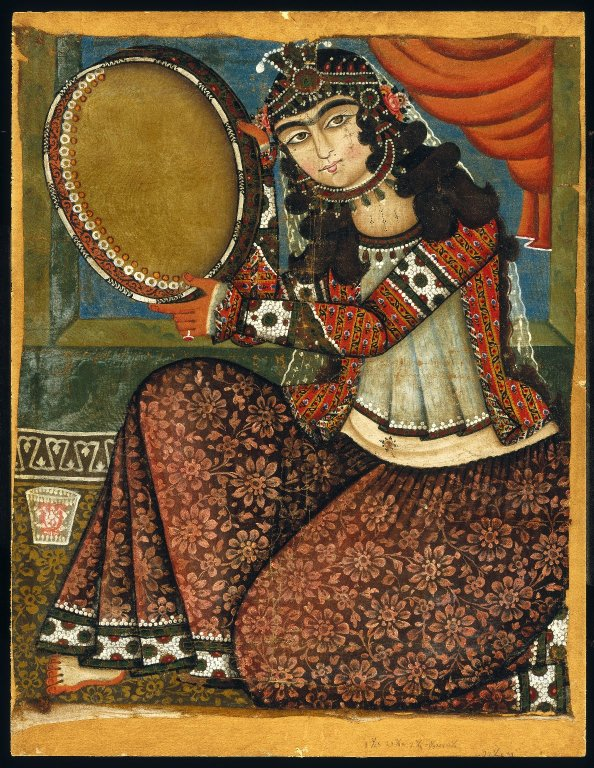
Femme au tambourin, Iran, XIXe siècle

Le prince est aussi souvent représenté dans un ensemble de situations qui composent les « plaisirs princiers », évocation de la vie quotidienne des cours. Les plus anciens exemples connus se trouvent sur des ivoires espagnols du Xe siècle, mais il en existe aussi sur les céramiques haftrang des XIIe – XIIIe siècles. Ces plaisirs comportent la chasse, la boisson, la musique, la danse, peuvent être représentés ensemble ou séparément : buveurs, musiciennes et danseuses représentés de manière monumentale sont l'un des sujets favoris des céramiques lustrées fatimides. Lorsqu'il est représenté seul, le prince à la coupe fait référence à certains rituels (investiture, funérailles, célébrations de batailles...), selon une iconographie déjà présente en Iran sassanide. Le frontispice d'un manuscrit mamelouk des Maqâmât d'al-Harîrî montre le prince assis en tailleur sur son trône, un gobelet dans les mains ; deux anges étendent un drap au-dessus de sa tête, des musiciens et des courtisans prennent place dans les coins inférieur, l'un d'eux présentant une boîte au souverain, et un acrobate fait une figure devant lui. L'art des Safavides et des Moghols use largement de l'iconographie des divertissements princiers, fêtes officielles ou privées où la musique, la poésie et la nourriture s'harmonisent au paysage ; l'échanson et le jeune homme lisant sont des poncifs de l'art safavide, présents sur des pages d'album, des peintures murales des textiles ou des céramiques.
Les jeux nobles pratiqués à cheval, sont un aspect particulier des divertissements princiers. Les cavaliers, parfois porteurs d'une arme ou d'un faucon, ou accompagnés en croupe d'un guépard, constituent le sujet de nombreuses céramique dès le Xe siècle. Dans l'art du métal ayyoubide, des compositions plus complexes donnent à voir de véritables parties de chasses, ou de polo. Mais l'art cynégétique n'est souvent, dans la civilisation islamique, qu'un substitut pacifique de la guerre. Celle-ci apparaît plus rarement dans les œuvres d'art, comme sur la frise intérieure du « Baptistère de Saint Louis » : le combat y fait rage, comme le montre la tête coupée foulée aux pieds des chevaux. De la même période date probablement un fragment de gouache sur papier représentant une scène de bataille au pied des remparts d'une ville. Mais ce sont surtout les Ottomans qui représentent avec précision, dans leurs livres historiques, les batailles et les sièges, comme celui de la forteresse de Temeşvar.
Chasse et guerre se pratiquent à cheval. Mais ces activités ne sont pas les seules qui constituent la furûsiyya, l'art de la chevalerie. Certains exercices équestres de maniement de la lance ou de l'arc apparaissent dans les traités consacrés à ce domaine très vaste, qui prend aussi en compte les jeux stratégiques comme les échecs, parfois représenté dans l'art du livre en particulier. Les pièces sont quant à elles la plupart du temps aniconiques, même s'il existe des exceptions.

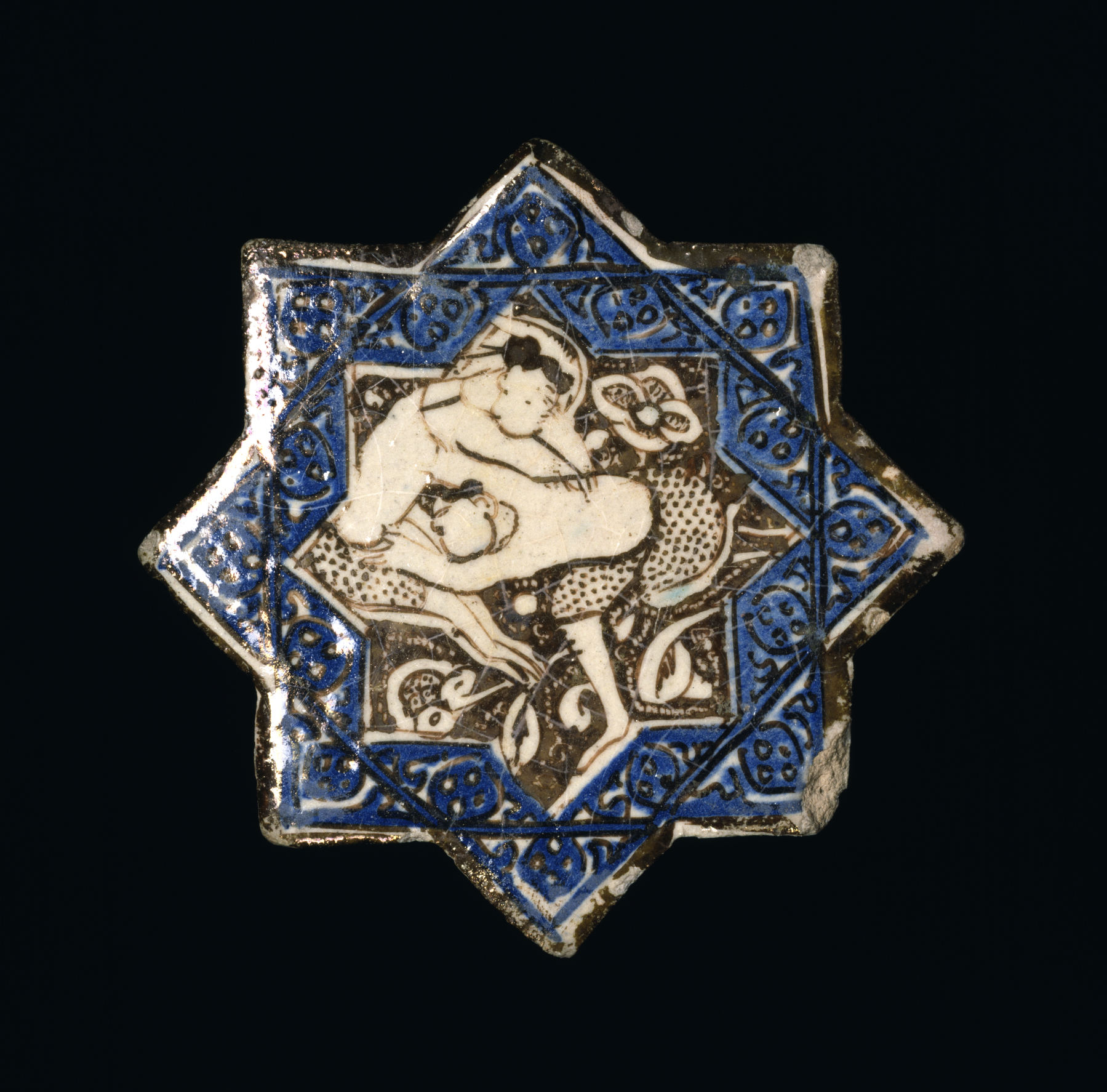
Lutteurs, Iran, fin XIIIe-déb.XIVe siècle.

À partir de la période fatimide en Égypte, et de manière à peu près contemporaine dans les autres régions, la palette des représentations humaines s'élargit, même si la figure princière et ses plaisirs demeurent un thème prépondérant. De nouvelles scènes incluent des personnages de rang inférieur : des céramiques fatimides représentent, des combats de coqs ou des scènes de lutte, par exemple. Ces représentations se retrouvent dans les décors architecturaux, à l'instar de la frise du palais fatimide occidental du Caire, sur lesquelles prennent également place des voyageurs, enfermés dans des palanquins portés par des dromadaires. Certains décors architecturaux présentent une réelle originalité dans leur iconographie, comme la scène des personnages autour d'un puits au plafond de la chapelle palatine de Palerme, très probablement réalisé par des artistes issus du monde islamique...
L'humilité de certaines scènes de vie quotidienne peut parfois être rapportée à la nature de l'objet qui en est le support : la statuette syrienne d'une femme allaitant conservée dans une collection particulière parisienne semble reprendre maladroitement des modèles iraniens ; sa facture peut laisser penser à un usage assez modeste, quoique toujours mystérieux. La représentation des travaux des mois dans les bains de Qusayr Amra s'explique quant à elle par la reprise d'une tradition romaine. Mais les scènes de labour présentes sur le bassin d'Arenberg ou dans un dessin de Muhammadi du Louvre ne sont pas destinées à des commanditaires s'adonnant aux travaux de la terre. Faut-il y voir un goût pour la scène de genre ? Il est certain qu'au début du XVIIe siècle, Riza 'Abbasi s'intéresse tout particulièrement ces représentations, et dessine d'un trait vif des derviches mendiants, des pèlerins, des fumeurs... Ce goût imprègne aussi l'art moghol.

### Nus et scènes amoureuses
Les scènes amoureuses sont assez peu nombreuses dans le monde islamique, alors même que l'Islam côtoie parfois des civilisations qui disposent dans le domaine d'une riche iconographie, en Inde et en Occident. Une coupe syrienne, proche des productions chypriotes par sa technique, montre deux époux enlacés, tenant chacun un anneau dans la main. Dans les manuscrits, quelques peintures mettent en scène des amants au lit, comme dans l'histoire du charpentier de Sarandib représentée dans un Kalîla wa Dimna de 1333 ou dans la mise en image par Mîr Musavvir de l'histoire d'Ardahir et Gulnar.

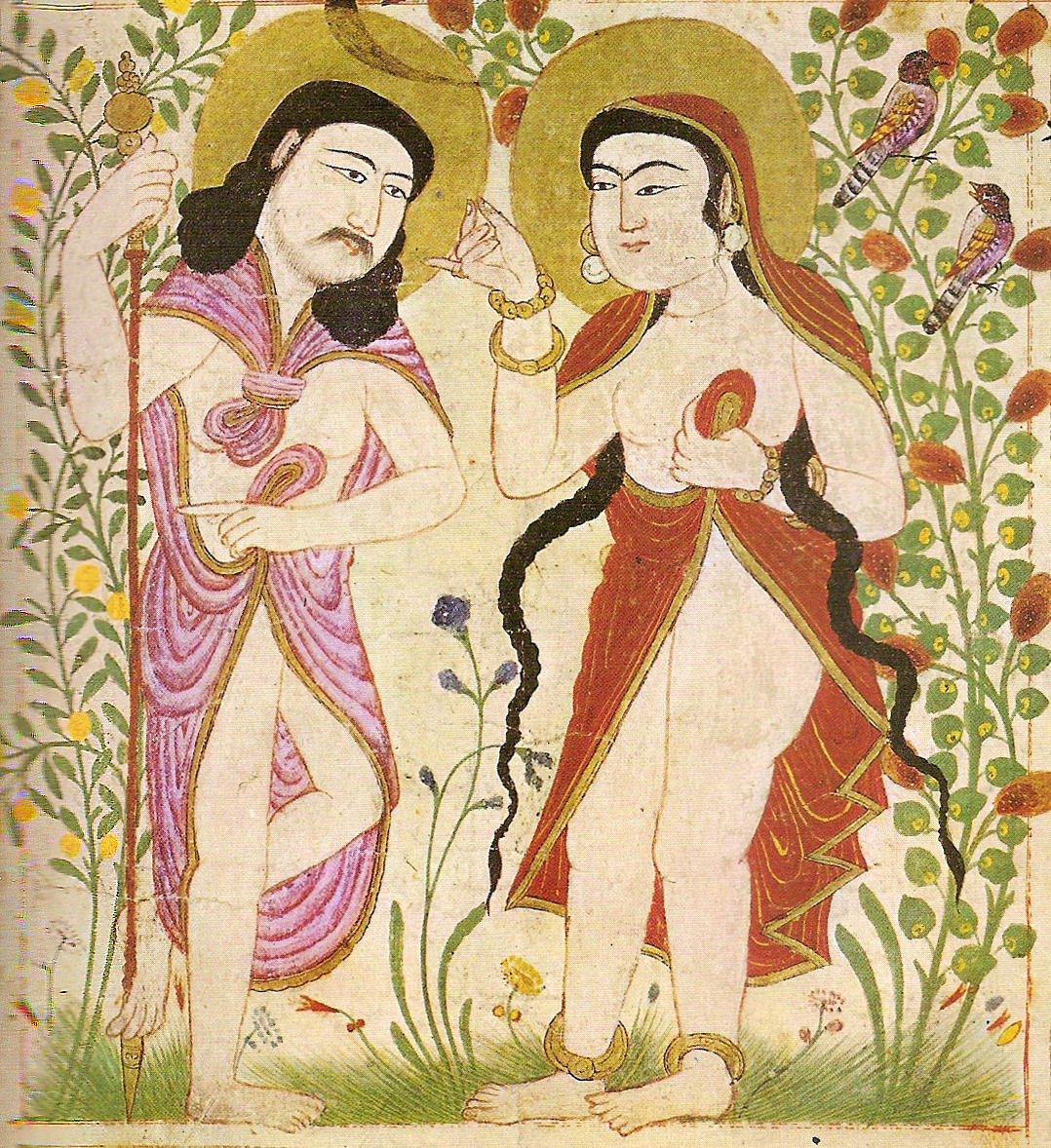
« Adam et Ève », Manâfi' al-Hayawân, Maragah (Iran), 1294-99.
Cette peinture, réalisée à la période mongole en Iran, s'inscrit dans le cadre profane d'un traité de zoologie.

De même, le nu est rarement représenté, sauf dans des cas où il s'impose d'un point de vue iconographique. Bizhan dans sa prison, Adam adoré par les anges ou encore les âmes sauvées par l'imâm Reza peuvent ainsi être représentés nus. Souvent, toutefois, le peintre use d'un subterfuge, comme l'eau, un vêtement léger ou une parure de feuilles qui masquent une partie du corps. Pour D. Clévenot, cette absence du nu ne reflète pas seulement des attitudes vestimentaires de la société islamique, mais interroge sur « l'attitude musulmane face à la question de la représentation du corps », le vêtement permettant « à une certaine forme d'aniconisme de s'insinuer à l'intérieur de la figuration ». Le traitement décoratif du vêtement, à l'opposé des drapés à l'antique, oblitère le corps et le transforme en une surface abstraite et ornementale.
Il serait exagéré toutefois de dire que le nu féminin est absent des arts de l'Islam. Dans les périodes les plus anciennes, des danseuses nues, à vocation érotique, peuvent être mentionnés dans de décors architecturaux (bains de Qusayr Amra, palais de Mshatta) et sur des objets comme le brasero retrouvé sur le site jordanien de Mafraq, dont l'iconographie comporte également des scènes pornographiques. Les hanches larges, les seins lourds et le regard inexpressif de ces représentations trahissent une influence sassanide. D'autres scènes dans les bains de Qusayr Amra font davantage référence à des représentations romano-byzantine et copte. Les représentations de nus féminin traversent les époques, comme le montre M. Bernus-Taylor en relevant trois exemples : « la plantureuse musicienne fatimide, aux caractères sexuels très marqués, tenant un luth d’une main, une coupe de l’autre, n’ayant pour seuls vêtements ses longues nattes [...] brunes, ses tatouages et ses bijoux (Tel Aviv, musée d'Israël, M. 165-4-65) ; la femme nue couchée à demie couverte dans l’illustration d’une fable d’un Kalîla wa Dimna mamelouk (Paris, BNF, Ms Arabe 3467, fol. 28 (?)) ; la jeune beauté au hammam, assise près d’une jolie serviette qui ne laisse rien ignorer de ses charmes, peinte en 1741 par ‘Abullâh Buhari (Istamboul, palais de Topkapı, Y.Y. 1043). ». En Iran, les nus féminins, ou les femmes dont les seins sont exposés, existent dans l'art safavide et zand, mais se développent surtout à la période qâjâre, sous l'influence de représentations européennes ; elles dénotent une réelle éroticisation des seins dans les périodes tardives.
La rareté du nu n'empêche pas les artistes de représenter des scènes suggestives ou érotiques. Certaines, en particulier à la période safavide, ont un sujet homosexuel, comme la représentation de Shâh 'Abbâs et son page par Muhammad Qasim ; mais les représentations homoérotiques masculines tendent à diminuer en nombre à la période qâjâre. En Inde, du fait de l'influence européenne et hindoue, les représentations érotiques connaissent un plus grand développement : par exemple, au XVIIe et au XVIIIe siècles se développe au Cachemire une école de peinture spécialisée dans les sujets romantiques et érotiques dans le style du Kama Sutra. Un manuscrit contant l'histoire de Yûsuf wa Zuleykha présente ainsi des scènes érotiques inspirées de l'iconographie hindoue.

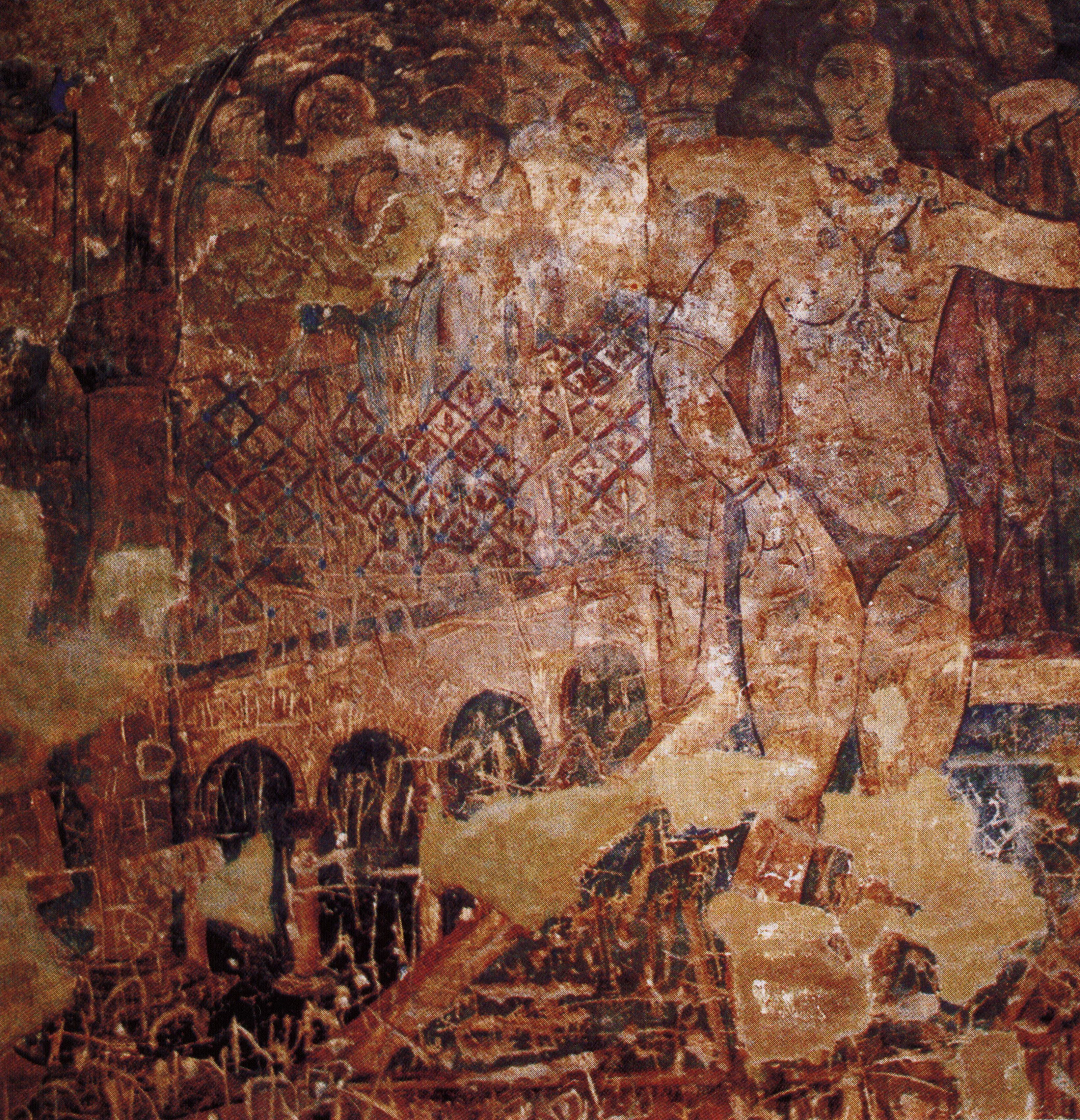
Fresque du palais de Qusayr Amra, 711-715, Jordanie. La « baigneuse » du palais de Qusayr Amra mêle des influences romano-byzantines et sassanides dns son iconographie et son style.
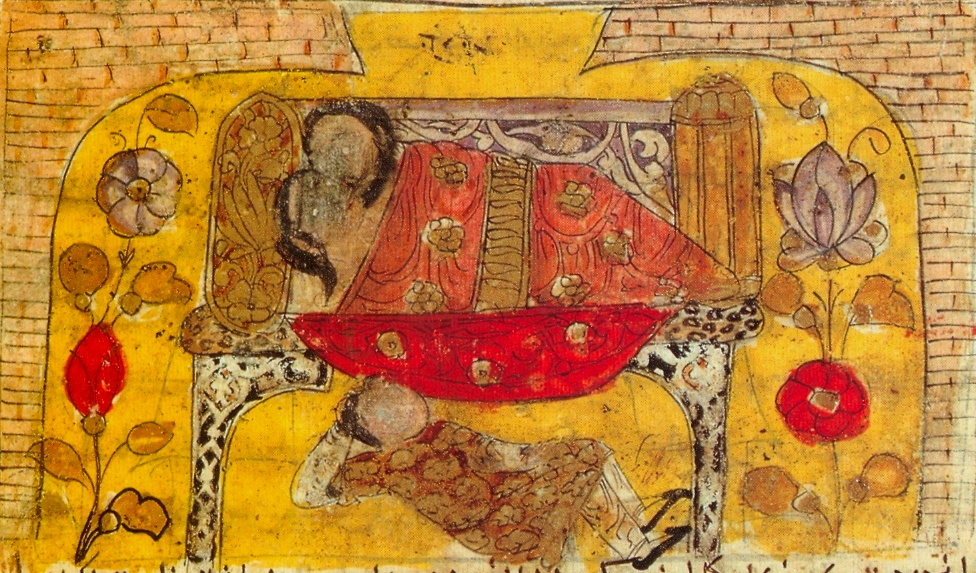
« Le charpentier de Sarandib, sa femme infidèle et son amant », page d'un Kalîla wa Dimna fait pour Nasr Allah, Shiraz, 1333.
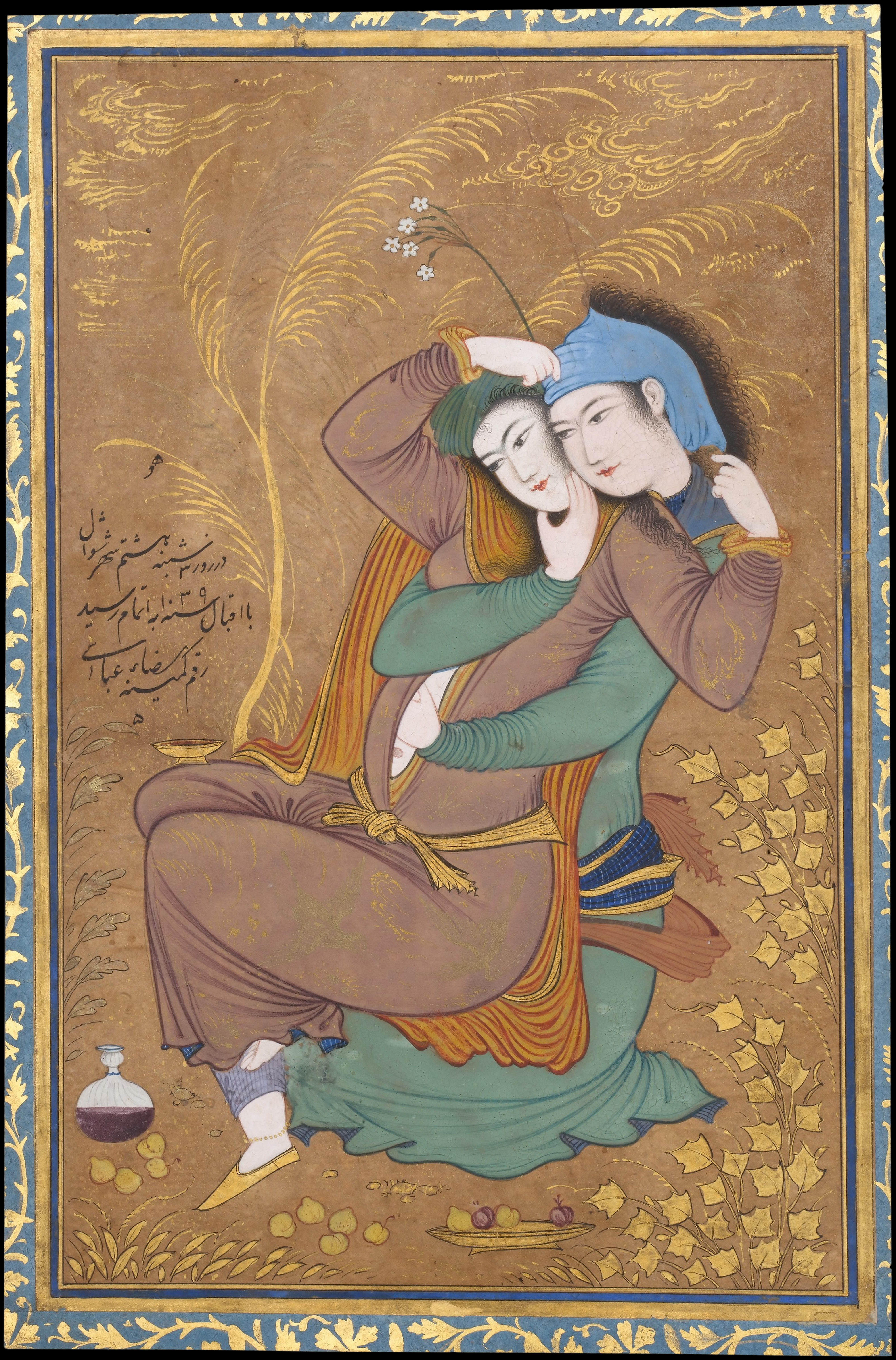
Riza 'Abbasi, Deux amants, Iran, 1629-1630.
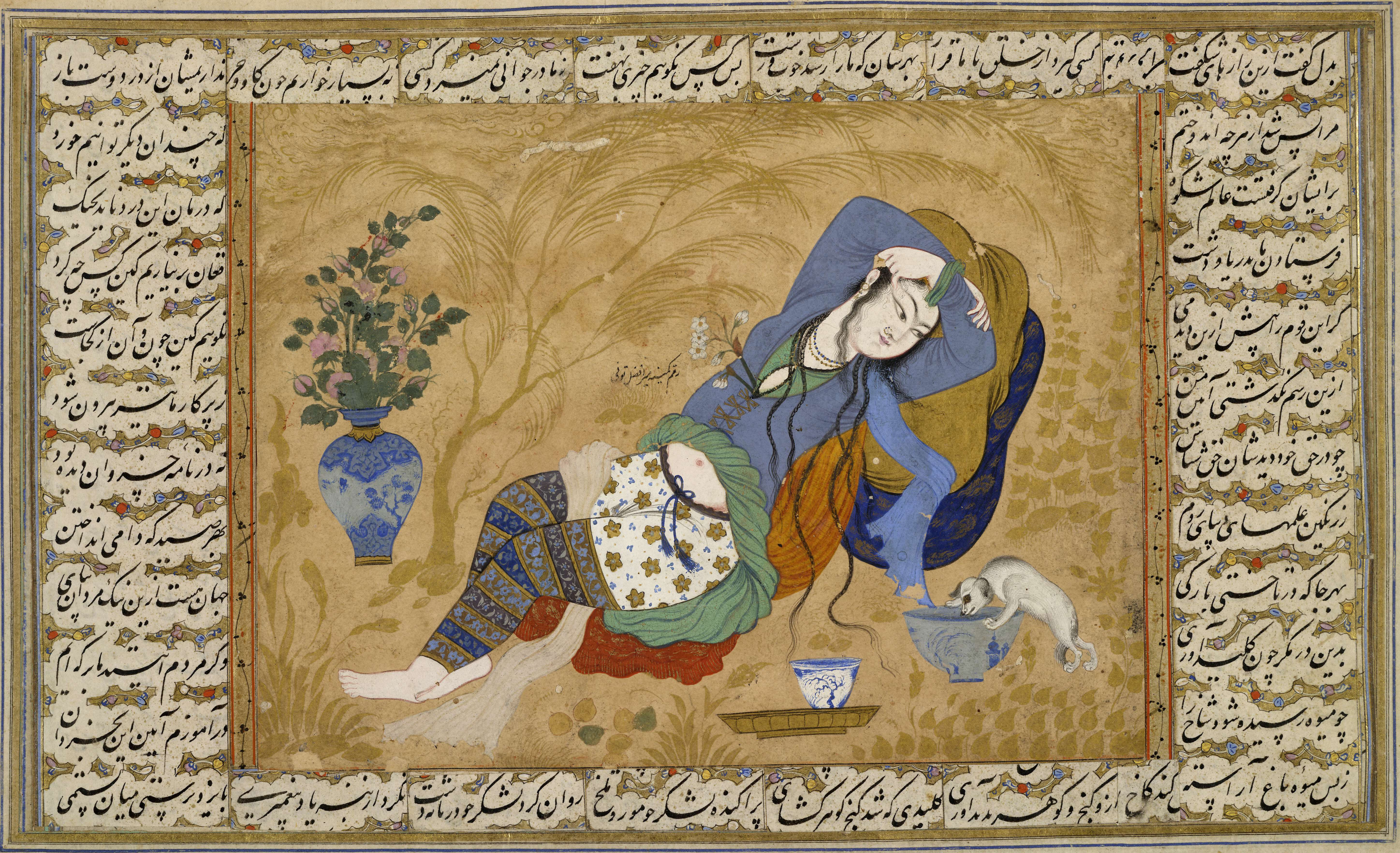
Mir Afzal Tuni, Jeune femme regardant son chien boire, Isfahan, v. 1640.
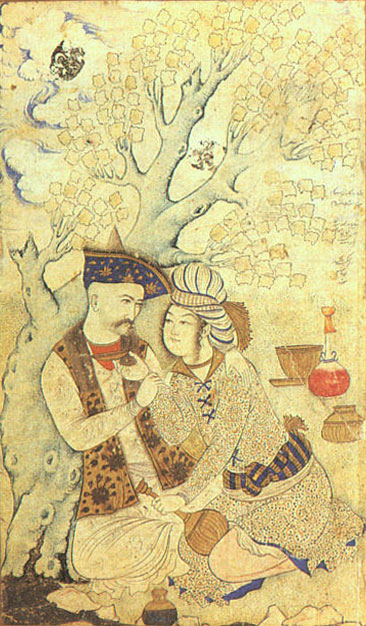
Shâh 'Abbâs et son page, Iran, début du XVIIe siècle. Ce portrait du shâh safavide Abbas Ier le Grand possède des connotations homoérotiques.
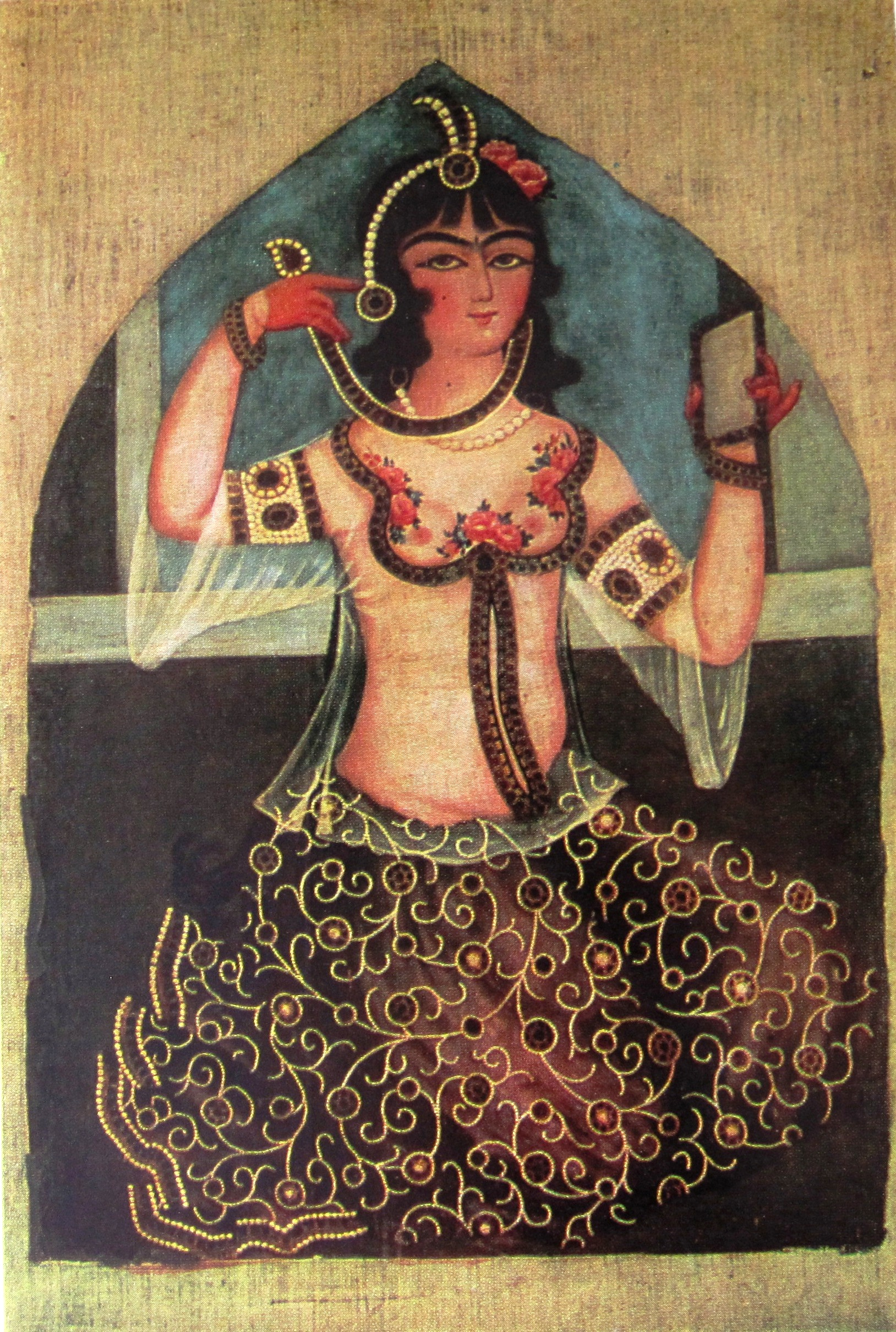
Jeune femme au miroir, Iran, fin XVIIIe-déb. XIXe siècle.

### Héros, histoires et littérature

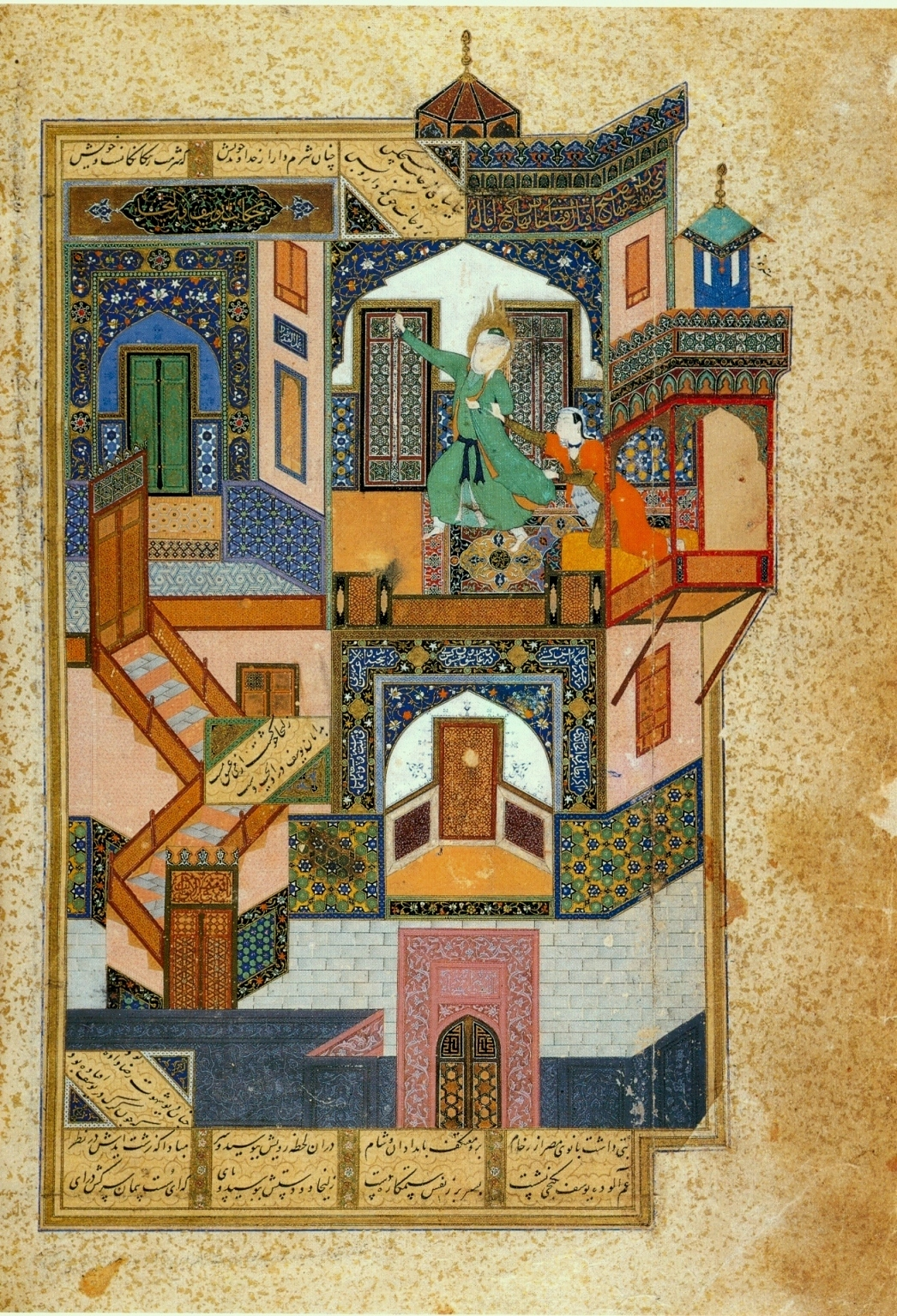
Behzâd, « Zuleykha poursuivant Yûsuf dans son palais », Bûstân de Sa'dî, Hérat, 1488
Cette image peut être lue à plusieurs niveaux, et mélange des vers de Jâmî et de Sa'dî.

Les grands textes littéraires de la culture arabe (fables de Kalîla wa Dimna, Maqâmât d'al-Harîrî) et persane (Shâh Nâmeh, Khamseh de Nizâmi, compilations de poésies mystiques...) se prêtent souvent à la mise en image. Les céramiques haft rang iraniennes, dès le XIIe siècle, peuvent relater des histoires héroïques. Un gobelet conservé à la Freer Gallery of Art présente ainsi l'histoire de Bizhen et Manizeh déroulée sur trois registres. Mais ce sont surtout les manuscrits qui constituent le support privilégié de telles représentations, hormis en Occident musulman où un seul manuscrit narratif à peinture est connu. Dans le livre arabe comme dans le livre persan, la peinture peut jouer le rôle de simple illustration du récit, ou se présenter comme un commentaire visuel d'un moment du récit. La célèbre représentation de Yûsuf et Zuleykha par Behzâd prend place dans un Bûstân, mais ne reprend pas directement le texte de Sa'dî ; au contraire, le peintre utilise les vers d'un autre poète mystique, Jâmî, son contemporain qui relate la même histoire. Ainsi, pour S. Ayada, « la peinture de Behzad [et plus généralement la peinture persane] n'est pas un appauvrissement, une mutilation de la lettre, mais plutôt son intensification, qui dévoile son sens ésotérique. L'image ne redouble pas le poème. Elle en est l'interprétation. [...] L'image explique, sans jamais être pédagogique ou édifiante. Elle 'déplie' le texte dont elle montre les non-dits ».
Comme le note O. Grabar à propos du Shâh Nâmeh, les représentations narratives liées aux épopées « se satisf[ont] souvent d'une typologie limitée d'événements types - batailles, chasses, festins audiences impériales, discours - mêlées à des occurrences uniques ». Néanmoins, plus de dix mille scènes différentes issues du Shâh Nâmeh ont été représentées. Le choix des scènes ou des cycles illustrés semble aussi important pour les peintres ou les commanditaires des manuscrits de prix ; des réelles différences sont sensibles entre les œuvres. Le Shâh Nâmeh Demotte (v. 1330 ?), par exemple, porte l'accent sur les scènes de deuil et sur le cycle d'Iskandar ; au contraire, le Shâh Nâmeh de Shâh Tahmâsp (déb. XVIe siècle) met en valeur les représentations du mauvais roi Zahhak. Ces choix pourraient refléter des préoccupations idéologiques et politiques contemporaines. Dans l'art du livre arabe, les scènes présentent souvent une plus grande variété et un plus grand souci de pittoresque, comme dans le manuscrit des Maqâmât illustré par al-Wasitî conservé à la Bibliothèque nationale de France. Néanmoins, cet art repose en fait « sur des modes de représentation essentiellement conceptuels » juxtaposant des figures sur un fond neutre.
L'illustration des œuvres de poésie lyrique constitue l'un des piliers de la peinture persane à partir de la fin du XVIe siècle. Le Khamseh (Quintette) de Nizâmi a fourni un grand nombre de thèmes iconographiques, mais le Mantiq al-Tayr (La Conférence des oiseaux) de Farîd al-Dîn 'Attâr, la poésie de Jâmi, de Hâfez ou d'auteurs moins majeurs ont également été sources d'une abondante production picturale. L'un des thèmes majeurs de la poésie lyrique est la quête permanente d'une sagesse spirituelle et mystique, à laquelle semblent faire écho certaines illustrations. Mais le manque d'études précises sur ce sujet rend encore difficile l'interprétation des figurations présentes dans ce type d'ouvrage. Certaines, là encore, semblent refléter des problèmes politiques contemporaines. L'étude d'U. al-Khamis sur une page safavide représentant un épisode de Khosrow wa Shîrîn, probablement issue d'un Khamseh de Nizâmi montre ainsi que l'image condense de nombreux éléments faisant référence au chiisme et au contexte politique du début de la dynastie safavide.

« Il apparaît évident que le message véhiculé par la miniature d’Édimbourg doive aller plus loin que la simple représentation visuelle d'une histoire ancienne. À Tahmasp lui-même, contemplant l'image de son propre chef, et aussi aux courtisans qui pourraient l'avoir vue avec lui dans le contexte d'un  majlis convivial, elle offre la confirmation du charisme suprême du shâh comme le propagateur sacré du chiisme et la manifestation vivante d'une royauté iranienne de droit divin. »

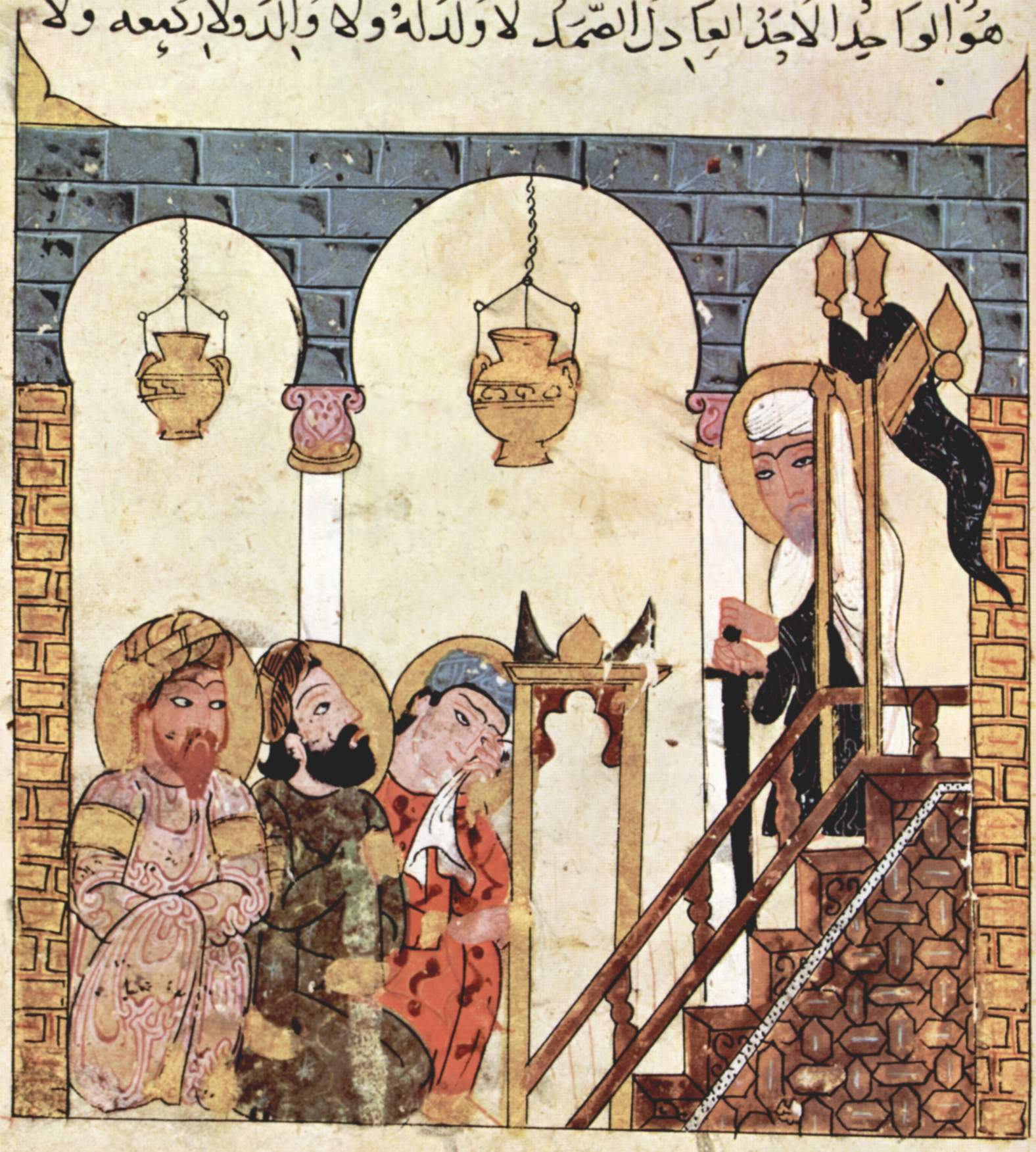
« Abu Zayd prêche dans une mosquée », Maqâmât d'al-Harirî, Syrie ?, v. 1300 Cette copie des Maqâmât montre la répétition de stéréotypes dans l'art du livre arabeà la période mamelouke.
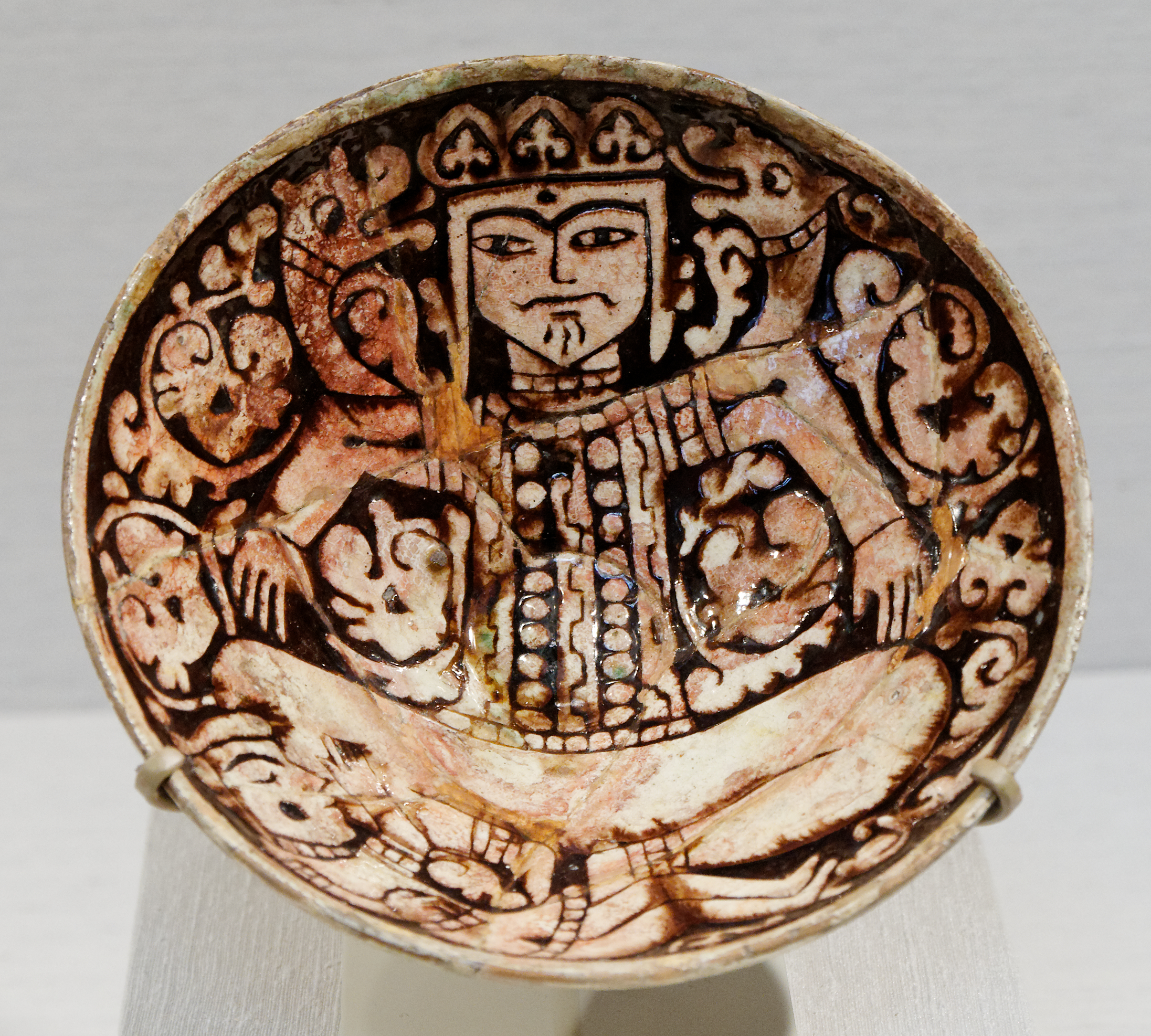
Coupe au roi Zahhak, Iran, XIIe – XIIIe siècle Le roi Zahhak, reconnaissable aux serpents qui émergent de ses épaules, est une des figures du Shâh Nâmeh
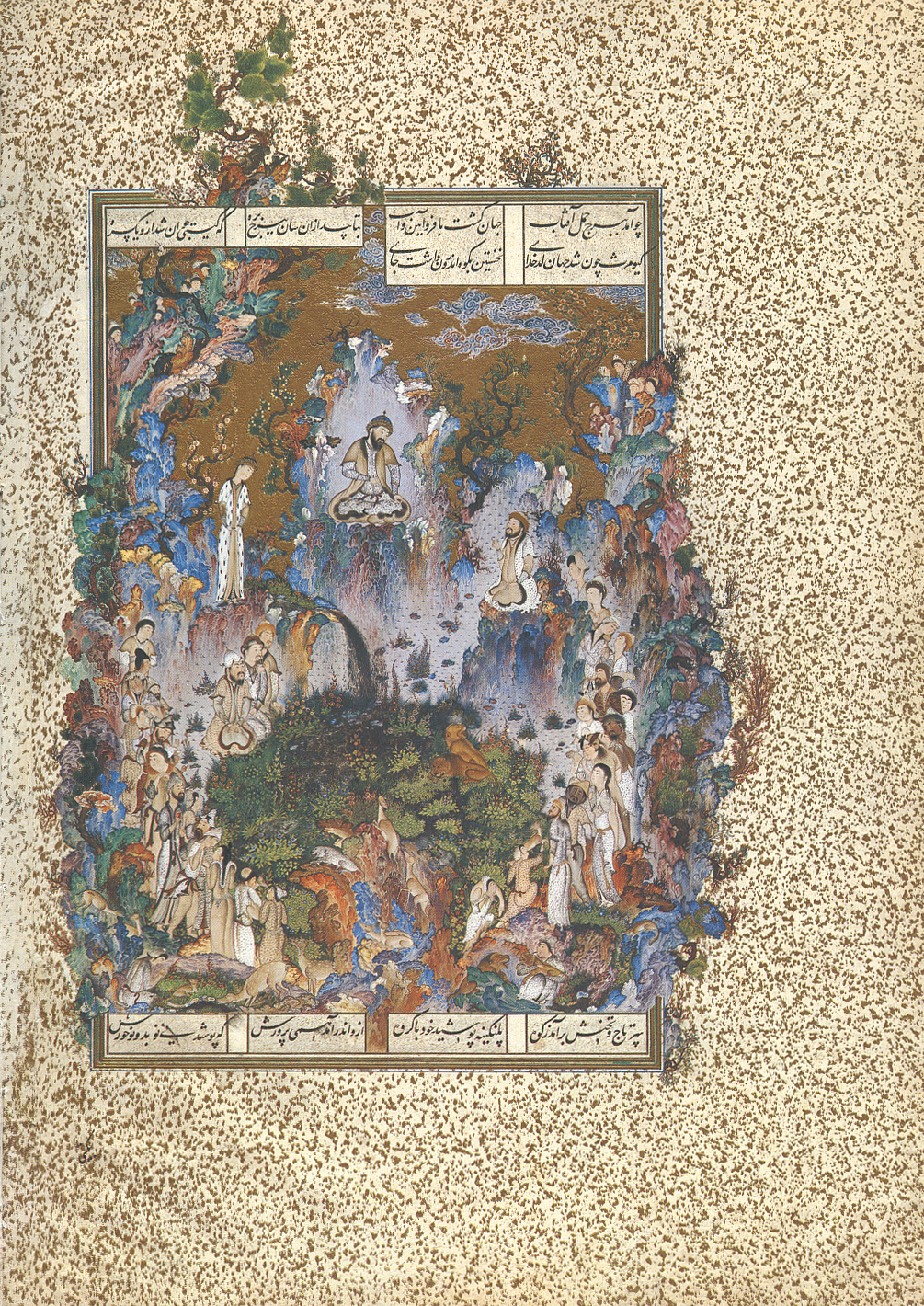
Sultan Muhammad, « La Cour de Gayumars », Shâh Nâmeh de Shâh Tahmâsp, v. 1537 Cette scène qui évoque le premier roi de l'univers, ouvre le Shâh Nâmeh.
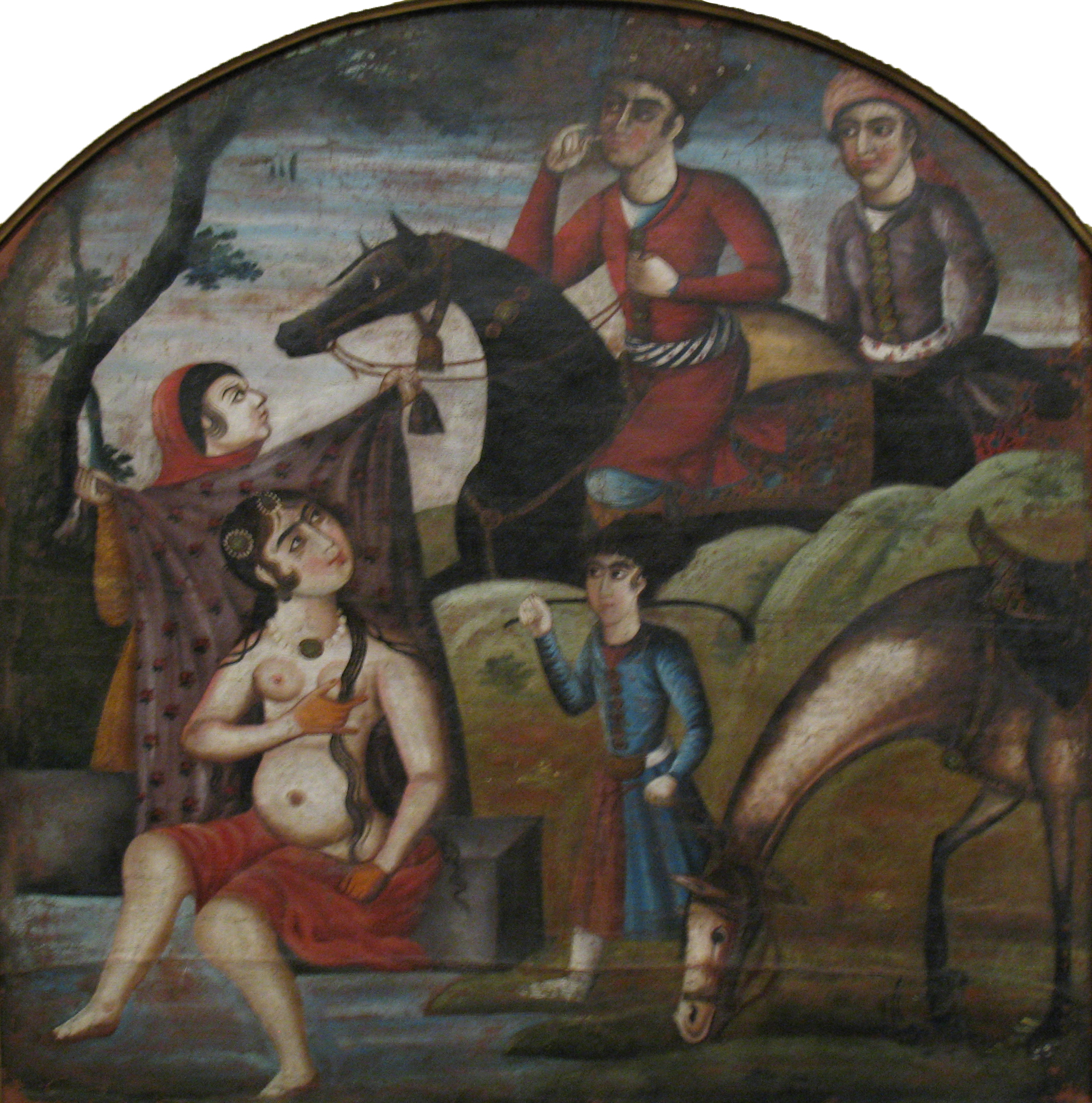
Shîrîn au bain, Iran, XIXe siècle. Ce thème littéraire fréquemment illustré est issu du Khamseh de Nizâmi.
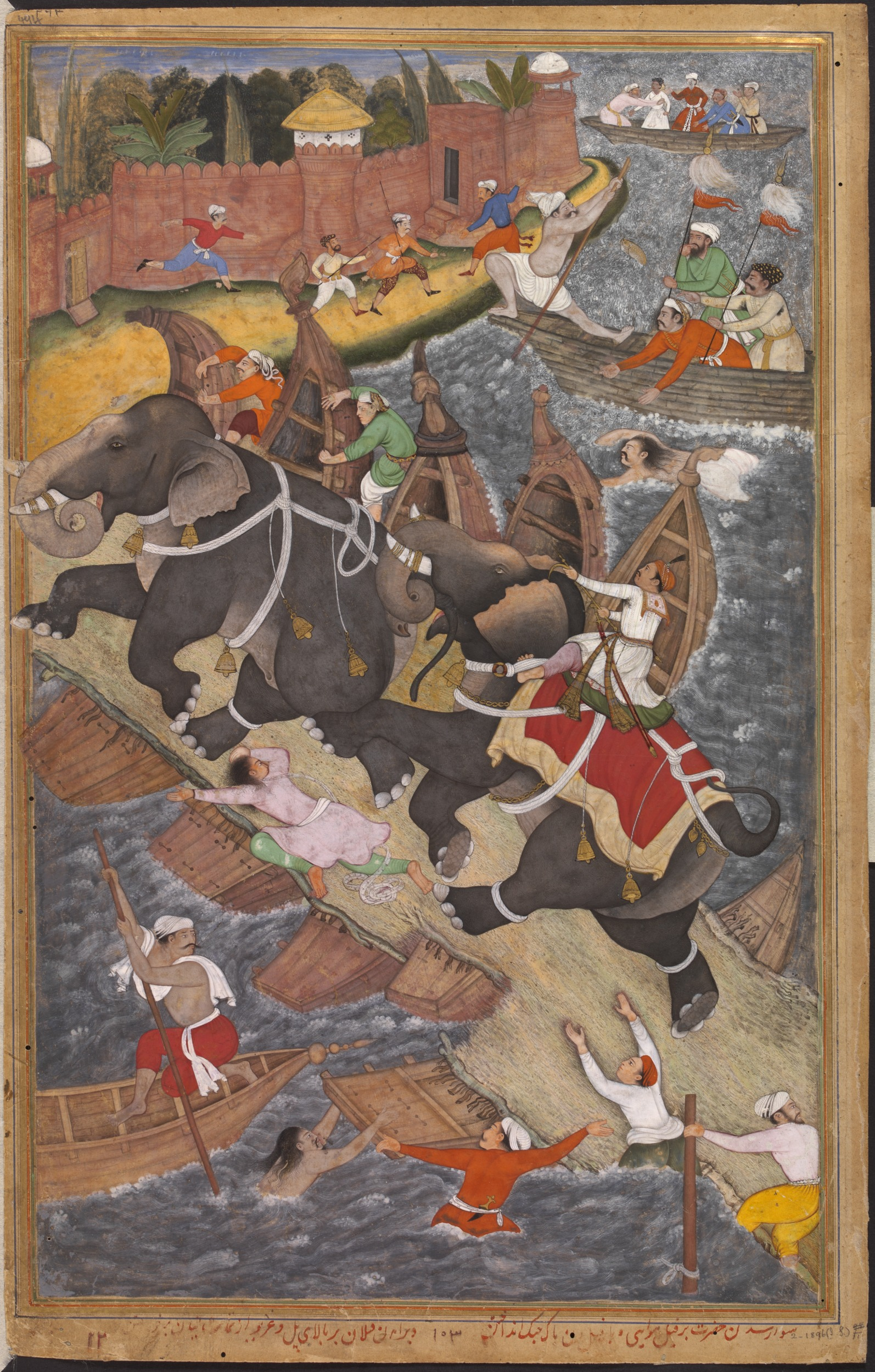
Basawan ?; « La Mésaventure d''Akbar poursuivant un éléphant »,  'Akbar nâmeh, Inde, v. 1590-1595 Cette image illustre la vie du troisième empereur moghol, 'Akbar.
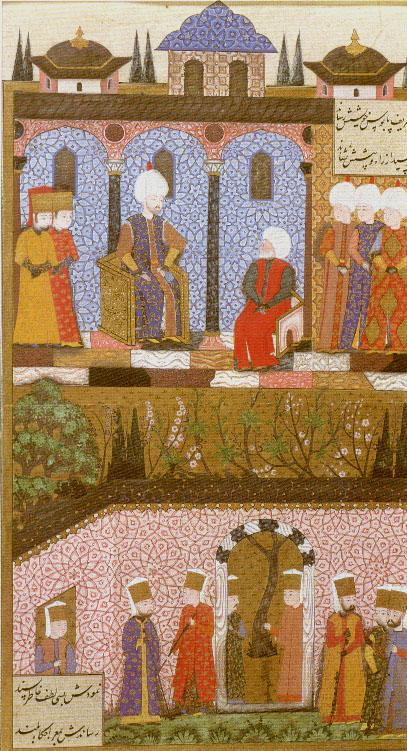
« Soliman donne audience à son grand amiral Khayr ad-Din Barberousse », Süleymanname, Istamboul, 1558.
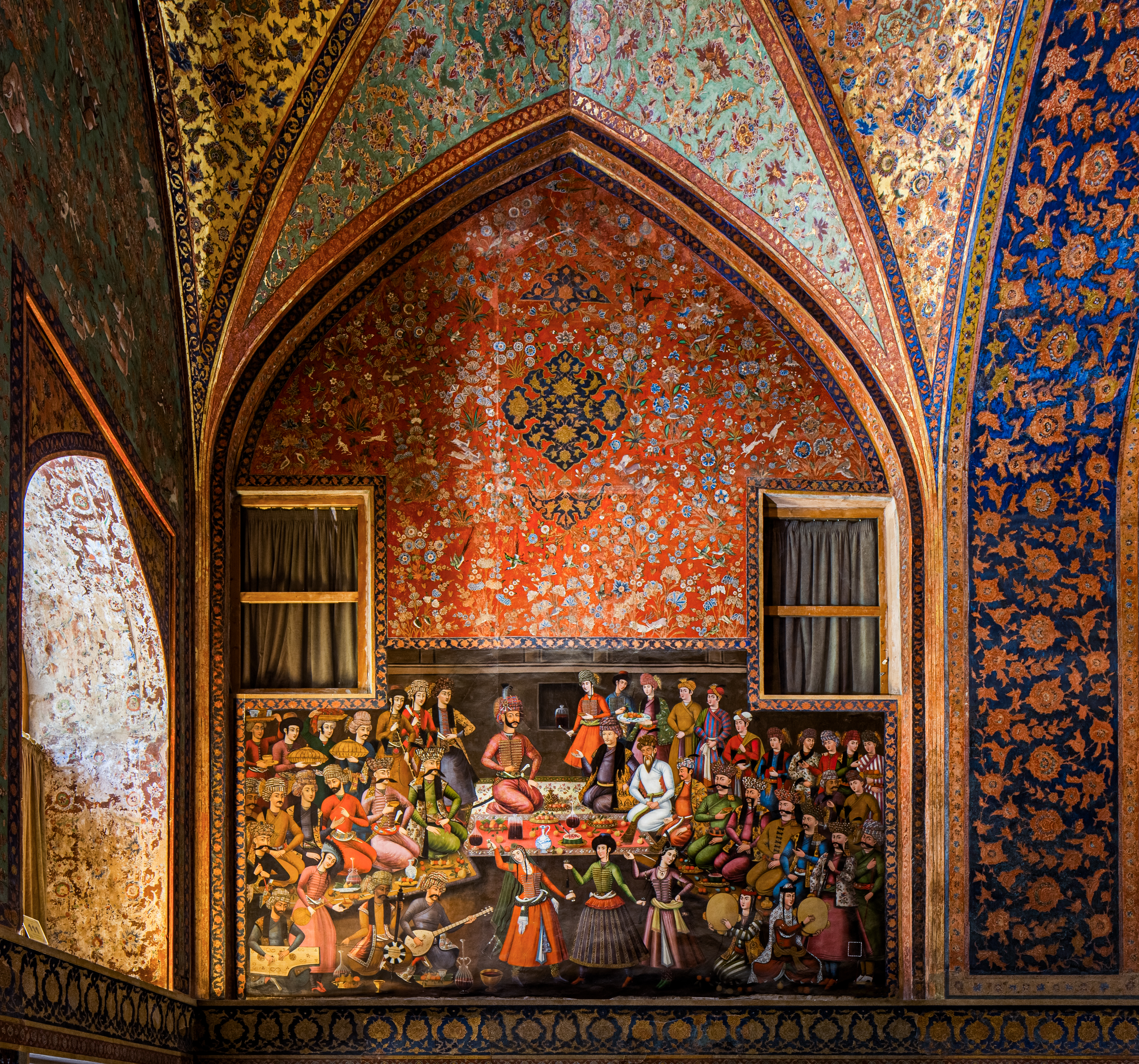
Peintures figuratives dans le Tchehel-Sotoun (Ispahan) montrant Shah Abbas Ier recevant Vali Nadr Muhammad Khan.

L'histoire et la vie de cour semblent parfois être illustrées dans des œuvres non livresques. Une des interprétations des scènes de la Pyxide d'al-Mughira plaide pour une représentation plus ou moins allégorique du contexte politique contemporain, le destinataire de l’œuvre étant un prince plongé au cœur d'une lutte de pouvoirs. Mais l'interprétation de représentations de ce type, en l'absence de textes, reste fortement soumise à caution. Les livres historiques comme le Jâmi' al-tawârîkh (Histoire universelle) de Rashîd al-Dîn, possèdent des illustrations qui ont un sujet explicitement historique. Contrairement aux illustrations des manuscrits littéraires, leurs peintures sont beaucoup plus étroitement liées aux textes qu'elles illustrent, comme le montre l'un de premiers manuscrits historiques illustrés connus, une traduction persane de la chronique d'al-Tabari conservée à la Freer Gallery of Art. Comme les historiens, les peintres vont alors chercher les sources de leurs représentations dans des œuvres parfois éloignées, mais plus proche de la réalité décrite dans l'ouvrage : par exemple, les portraits des empereurs chinois présents dans une version précoce du Jâmi' al-tawârîkh reprennent les canons de peintures murales Yuan. À la période des trois empires et jusqu'au XIXe siècle, la représentation d'événements contemporains prend à la fois place dans des peintures murales iraniennes et dans des manuscrits biographiques moghols et ottomans. Ces œuvres, parfois fortement influencées par des concepts artistiques européens, sont propices à des représentations plus réalistes, faisant appel au portrait notamment.

### Science et astrologie

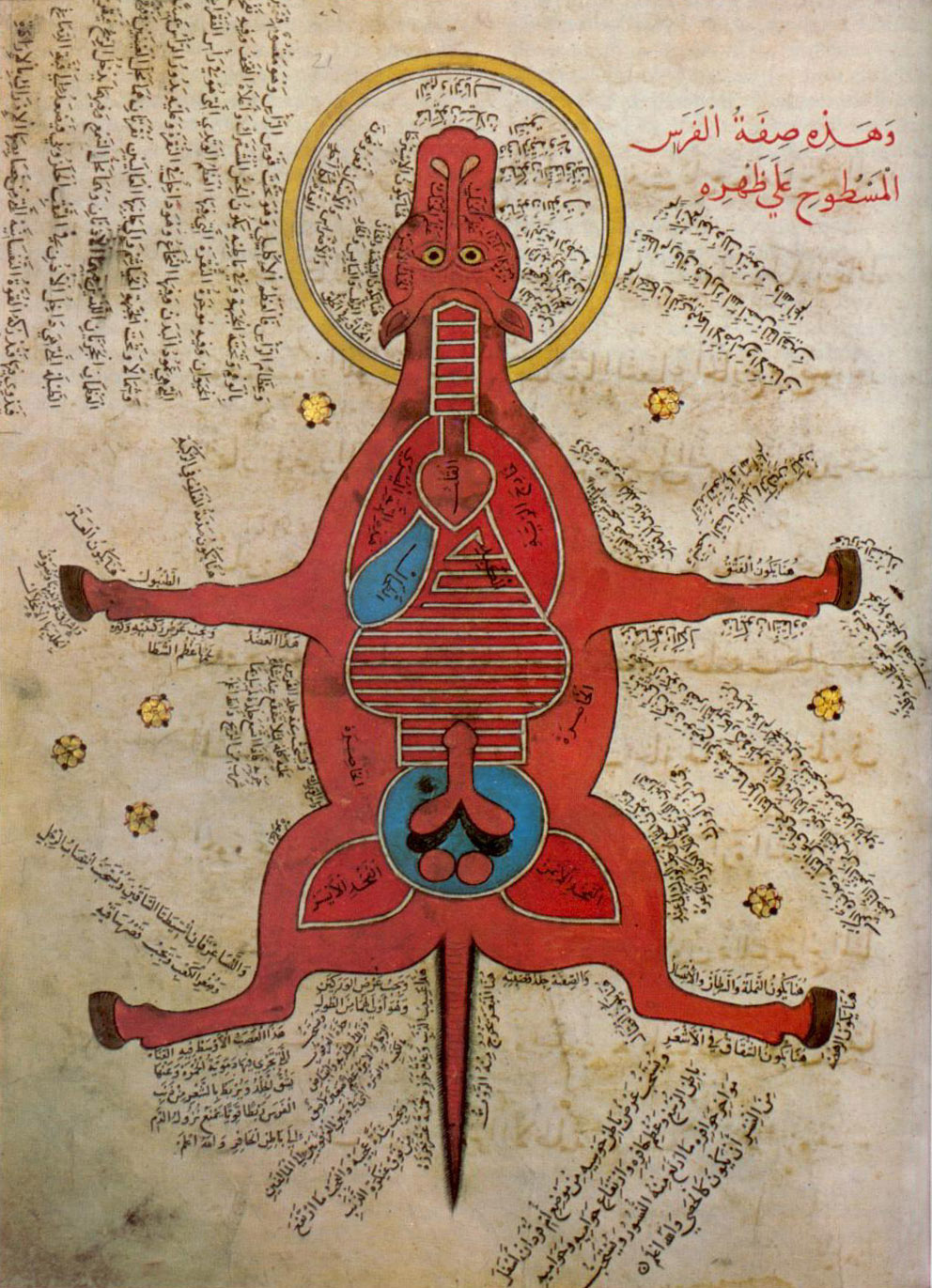
« Ecorché d'un cheval », Kitâb al-baytara, XVe siècle.

Les ouvrages scientifiques ne se prêtent guère, pour la plupart, à des représentations figurées. Traités mathématiques, optiques, chimiques ou géographiques se contentent bien souvent d'illustrations abstraites ou non figuratives (matériels, cartes). Deux domaines, cependant, font exception : celui de la médecine et celui de l'étude des astres.
Les traités médicaux, comme le Canon de la Médecine (1012-1024) d'Avicenne, et surtout L'Anatomie de Mansur (1396) de Mansûr ibn Ilyas se prêtent à un genre d'illustration particulier : la planche anatomique. Les représentations ne cherchent généralement pas le réalisme : les écorchés sont traités comme des marionnettes, et abondamment couverts d'écritures permettant de nommer chaque partie du corps représenté. Les cinq chapitres du traité d'anatomie de Mansûr traitant respectivement des os, des nerfs, des veines, des artères et muscles, et enfin des organes complexes, ils s'ouvrent généralement par une planche montrant ces différents éléments. Par extension, les ouvrages traitant d'art vétérinaire et d'hippiatrie comportent parfois, eux aussi, des planches anatomiques. C'est par exemple le cas du traité d'hippiatrie nommé Kitâb al-razdaqa (?) fi ma'arifat al-khayl wa ajnâsaha wa amrâdiha wa adwiyatiha (Livre de l'hippiatrie dans la connaissance du cheval, de ses races, ses maladies et de leurs traitements), dont les trois copies connues comportent toutes des illustrations concernant l'anatomie externe et interne du cheval et le poulinage. Un autre type d'illustrations figuratives sont présentes tant dans les ouvrages vétérinaires que médicaux : la représentation d'actes de soin. Par exemple, un traité d'hippiatrie marocain daté de 1714 présente ainsi quatre images de cheval à la pâture illustrant des passages sur la maladies, et quatre images de soin : examen de la dentition, saillie, administration d'un médicament... De même, plusieurs copies de la traduction du De Materia Medica de Dioscoride présentent des illustrations d'actes chirurgicaux, comme l'amputation d'un membre (?). Mais l'utilité de telles illustrations semble souvent limitée : les scènes de discussion chez le médecin, les représentations d'animaux isolées ne paraissent pas avoir d'autre fonction que de rendre l'ouvrage attrayant pour des commanditaires qui, souvent, ne sont pas eux-mêmes des praticiens.

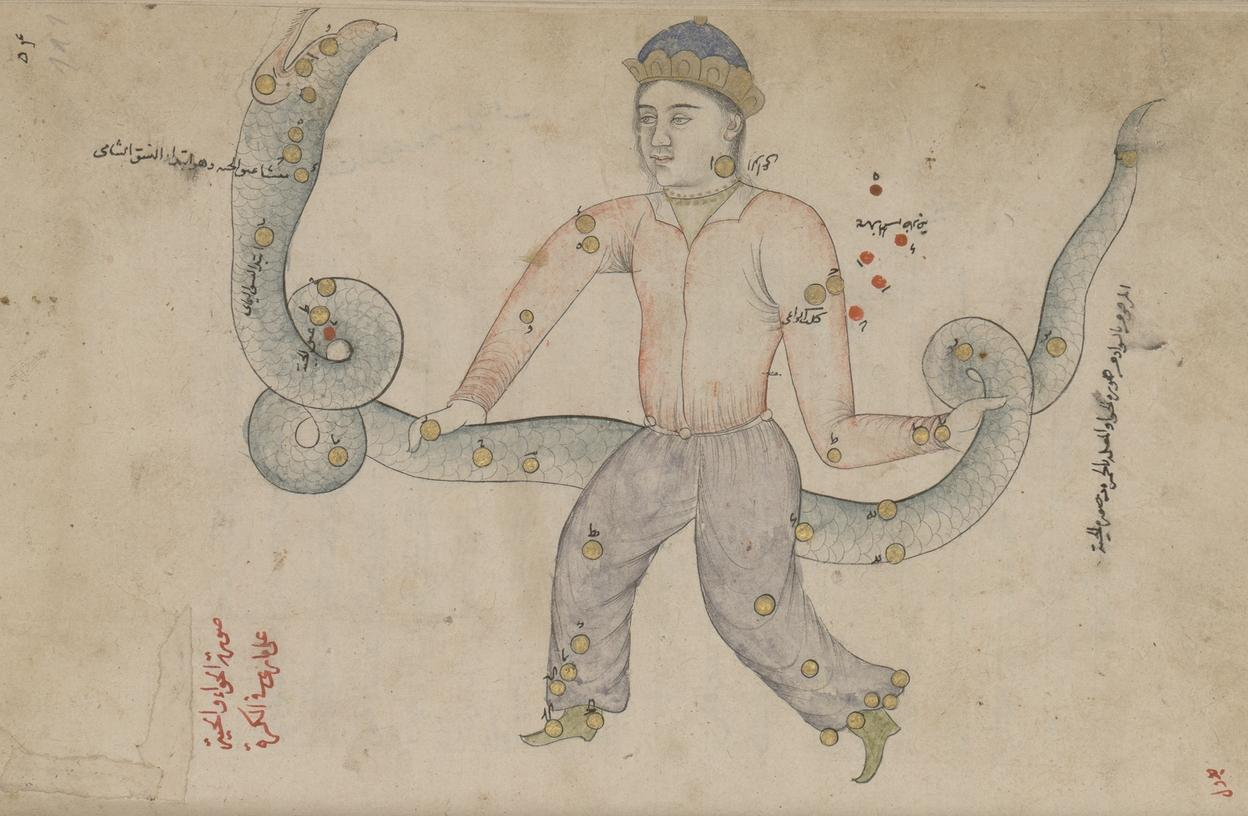
« Constellation du serpentaire », Traité des étoiles fixes d'al-Sûfî, Iran, copie v. 1730 d'un manuscrit de 1417.

Astronomie et astrologie sont deux disciplines complémentaires dans l'histoire des sciences islamiques. Comme dans les traités de médecine, certains ouvrages consacrés aux instruments d'observation sont illustrés d'images montrant l'usage de ces instruments par des hommes. C'est par exemple le cas d'un manuscrit turc daté de 1580. Mais ce sont surtout les représentations des constellations qui donnent lieu à des figurations animales et humaines. Cette tradition iconographique remonte à l'Antiquité : la voûte céleste du palais de Qusayr Amra reprend probablement un globe céleste antique. Par la suite, le Traité des étoiles fixes d'al-Sûfî a été régulièrement illustré d'images pour les quarante-huit constellations qu'il décrit. L'exemplaire le plus ancien date de 1009-1010, et a été souvent recopié, comme pour le sultan timouride Ulugh Beg. À chaque fois, les constellations sont représentées deux fois : un dessin correspond à la manière dont la constellation apparaît sur la sphère céleste, l'autre sur la sphère terrestre ; les étoiles sont figurées par des points sur les dessins. Ces images ont été également reprises sur des sphères célestes métalliques produites dans tous les endroits du monde islamique. Un exemple datable de 1085 provient par exemple d'Andalousie, mais son iconographie reprend davantage celle de l'Almageste de Ptolémée que celle du traité d'al-Sûfî, qui s'en inspire. Les iconographies zodiacales connaissent également un grand succès sur des œuvres d'art (céramiques, métaux) à destination d'un public aisé familier avec l'astrologie. De nombreux exemples pourraient être convoqués, certains iraniens, comme l'aiguière à douze pans du musée du Louvre, qui présente chaque signe du zodiaque dans un médaillon, d'autres proche-orientaux.

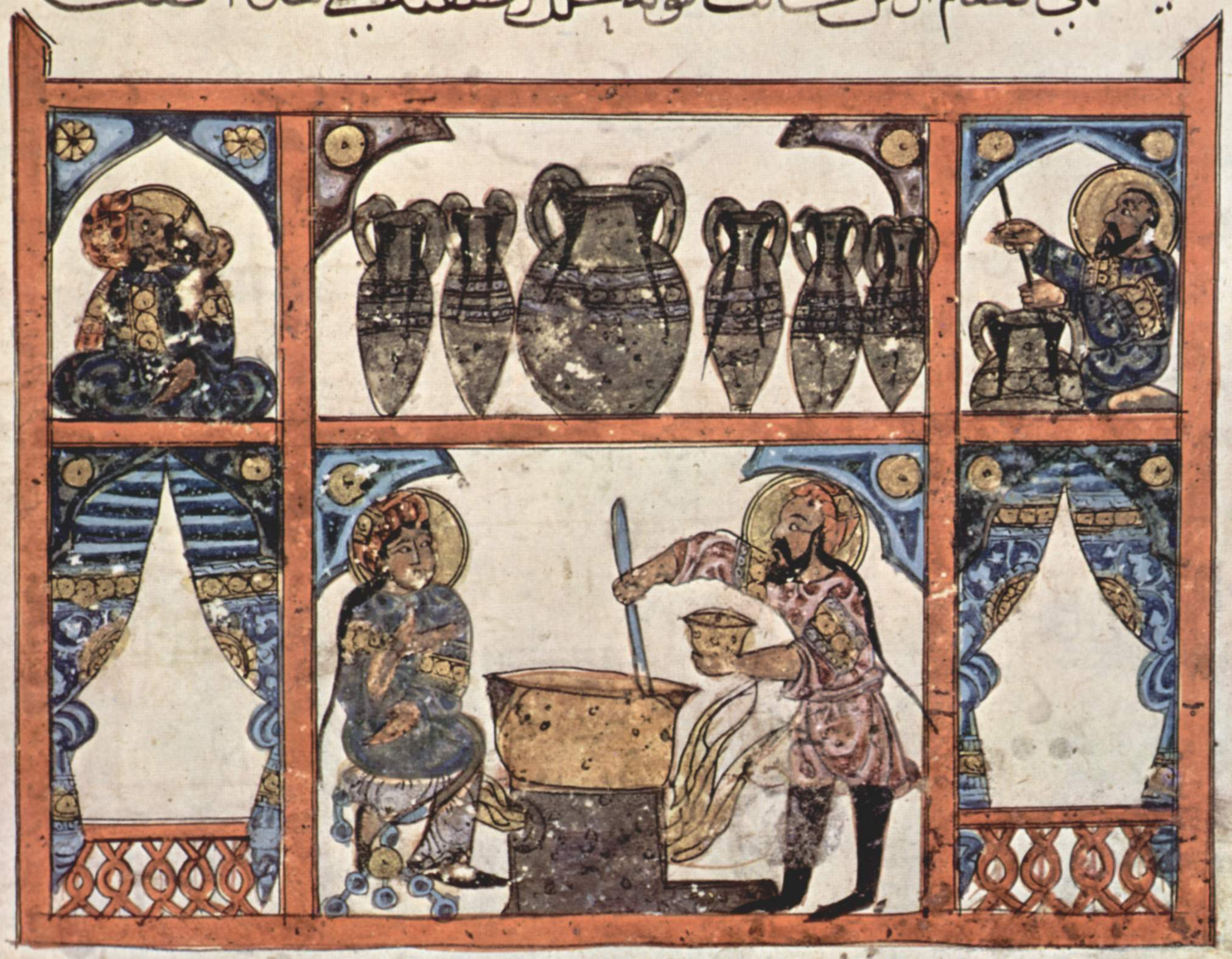
« Préparation d'un remède », De materia medica de Dioscoride, Iraq, 1224.
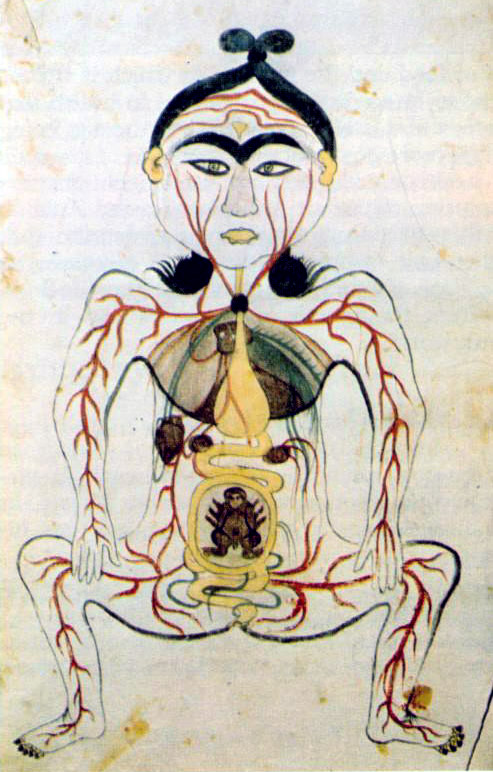
« Ecorché », Anatomie de Mansûr, Iran, XVIIe siècle.
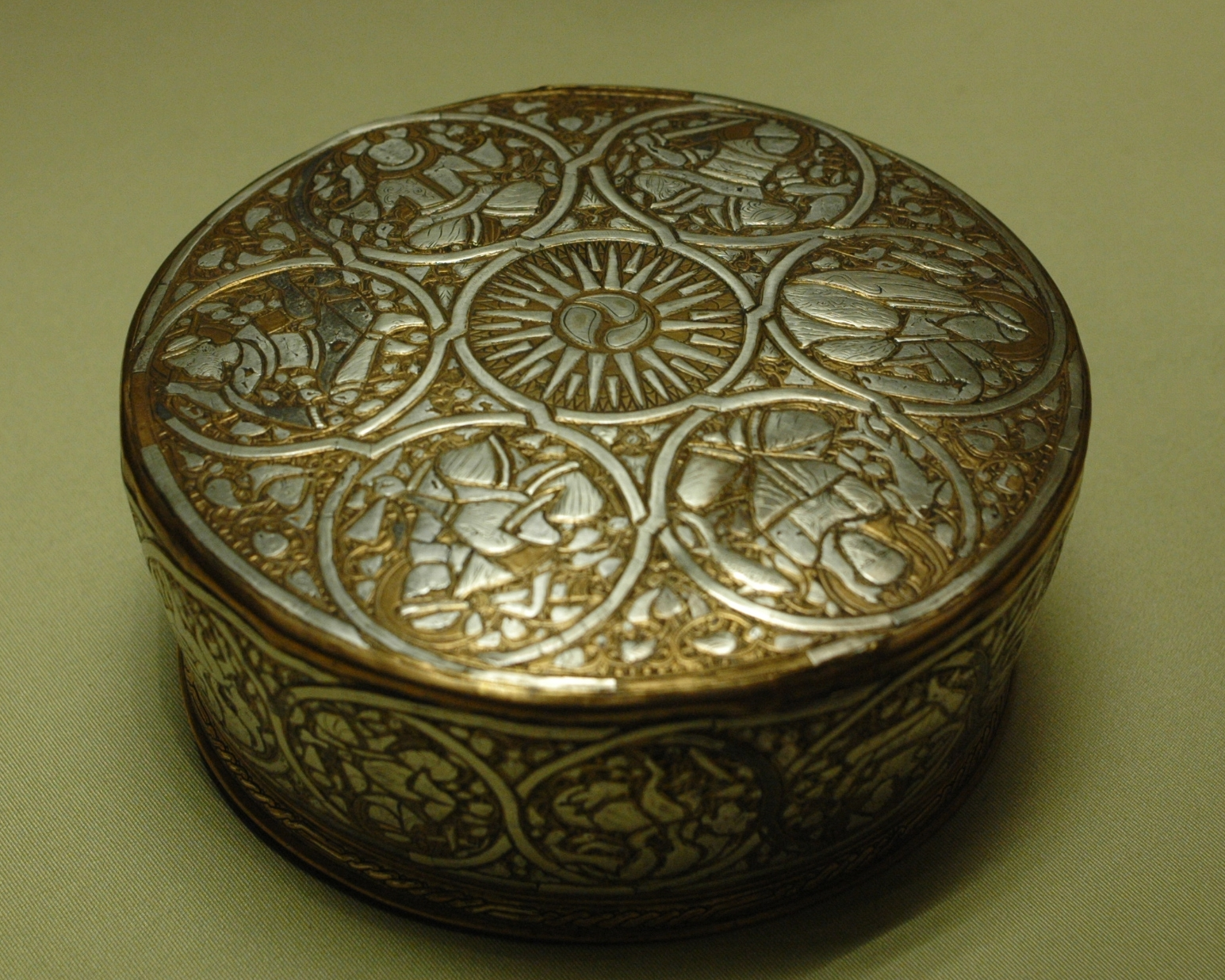
Coupe aux planètes et aux musiciens, Égypte ou Syrie, XIVe siècle.
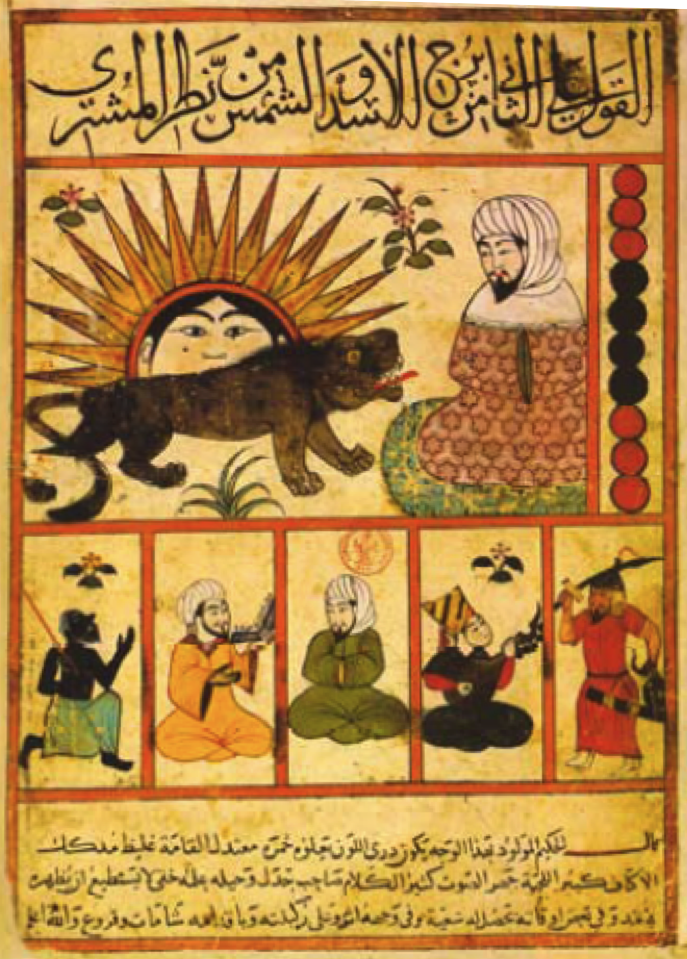
« Le signe du lion », Livre des nativités de Abû Ma'sar al-Balkhî, Égypte, XVe siècle.

### Motifs religieux
Si les livres et les espaces religieux musulmans ne comportent jamais de représentations figurée, et par conséquent, aucune représentation de personnages religieux, les œuvres profanes et celles d'autres religions en abondent.

#### Les représentations de personnages religieux en contexte profane

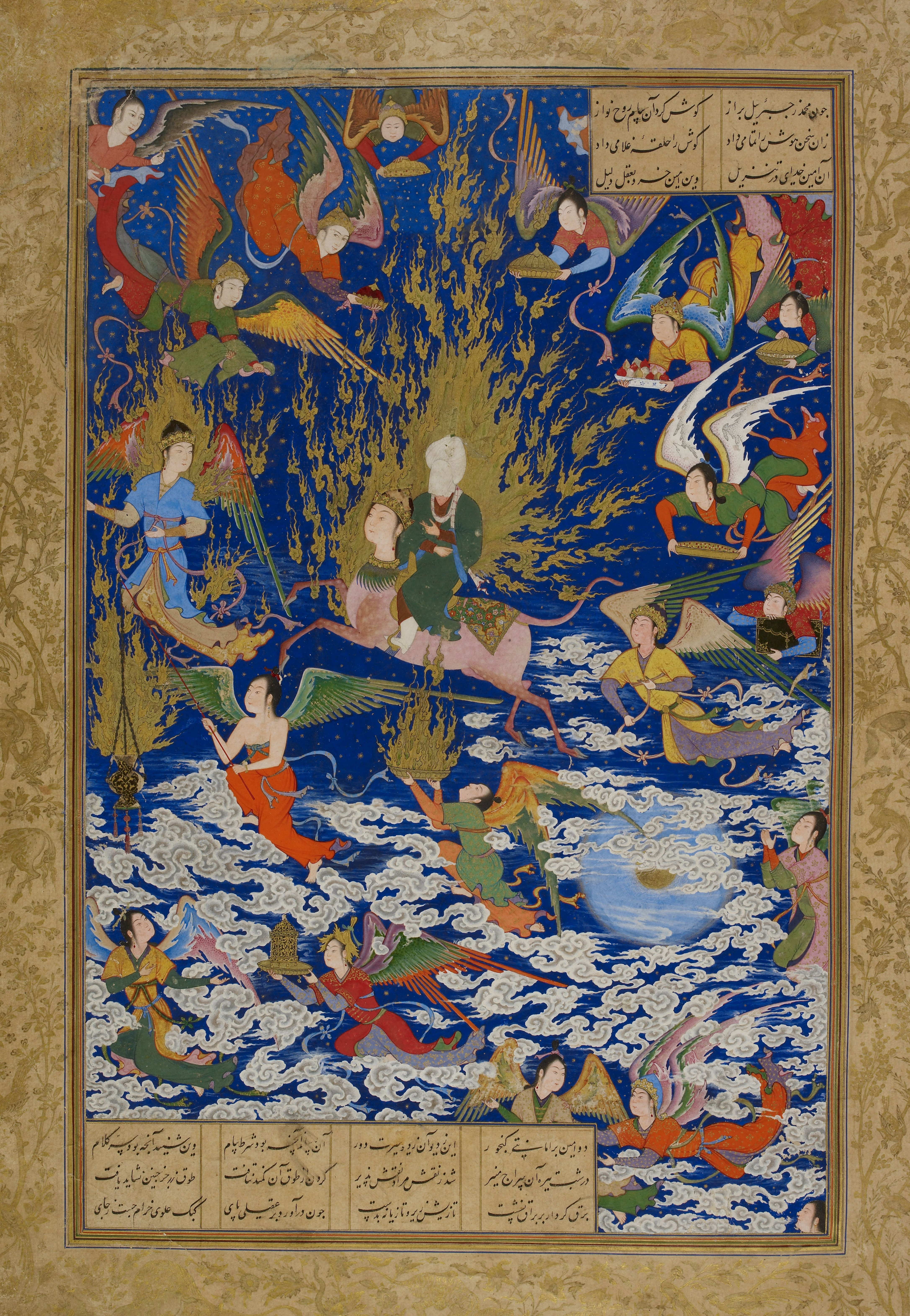
Sultan Muhammad, Mi'râj dans un Khamseh de Nizâmi, Iran, v. 1550.

Si le Coran, texte peu narratif, est peu illustré, on trouve des représentations figurées religieuses dans des textes profanes, comme des chroniques historiques ou des œuvres littéraires et poétiques. Dans le Khamseh de Nizâmi, par exemple, deux moments se prêtent à des illustrations religieuses. En premier lieu, l'ouverture du Trésor des secrets, le premier des cinq poèmes, loue Dieu et sa Création, et décrivent l'ascension nocturne de Mahomet (mi'râj) :

« Ses as déchiraient le rideau des astres, les anges tenaient solidement son étendard,
L'ombilic de la nuit était empli du musc exhalé par ses lèvres et la lune en croissant paraissait un fer perdu par sa monture.
Le galop des pattes de Borâq produisait un éclair dans la nuit obscure où avait lieu ce grand événement,
Faucon à l'aspect de perdrix et au vol de colombe, c'était visage de ramier et éclat du Phénix.
Le lotus céleste frôla le haut de sa robe ; de son vêtement l'empyrée se saisit.
La nuit était devenue jour, et quel jour merveilleux ! La rose se changeait en cyprès, prodigieux printemps ! »

— Nezâmî, Le Trésor des secrets
Un peu plus loin, l'histoire de Layla et Majnun comprend également une description du mi'râj :

« Gabriel est venu ayant en main un joug, et tout le Ciel s'est mis à ton service...
Saturne a sur l'épaule mis un noir étendard ; pour te servir, il a passé un anneau à l'oreille
Avec un tel cortège et de tels serviteurs, on a l'obligation d'avancer avec grâce, empreint de majesté.
Cette nuit est nuit de la puissance, hâte-toi ! Comprends-en l'importance, elle sera pour toi Nuit de Révélation...
Ce coursier rapide, qui a pour nom Borâq, a par sa douce allure rendu la route gaie. »

— Nezâmî, Layla wa Majnun
De ce fait, le Khamseh de Nizâmî a fréquemment été agrémenté de représentations de l'ascension du Prophète dans un ciel nocturne. De même, l'Histoire universelle de Rashîd al-Dîn comporte une partie sur Adam et les patriarches bibliques, et une autre sur la vie de Mahomet, parfois illustrées. Des récits relevant du genre des « Merveilles de la Création » comprennent aussi parfois des histoires relatives aux prophètes ou des légendes bibliques, comme le récit composé par Tûsî Salmânî entre 1160 et 1166.

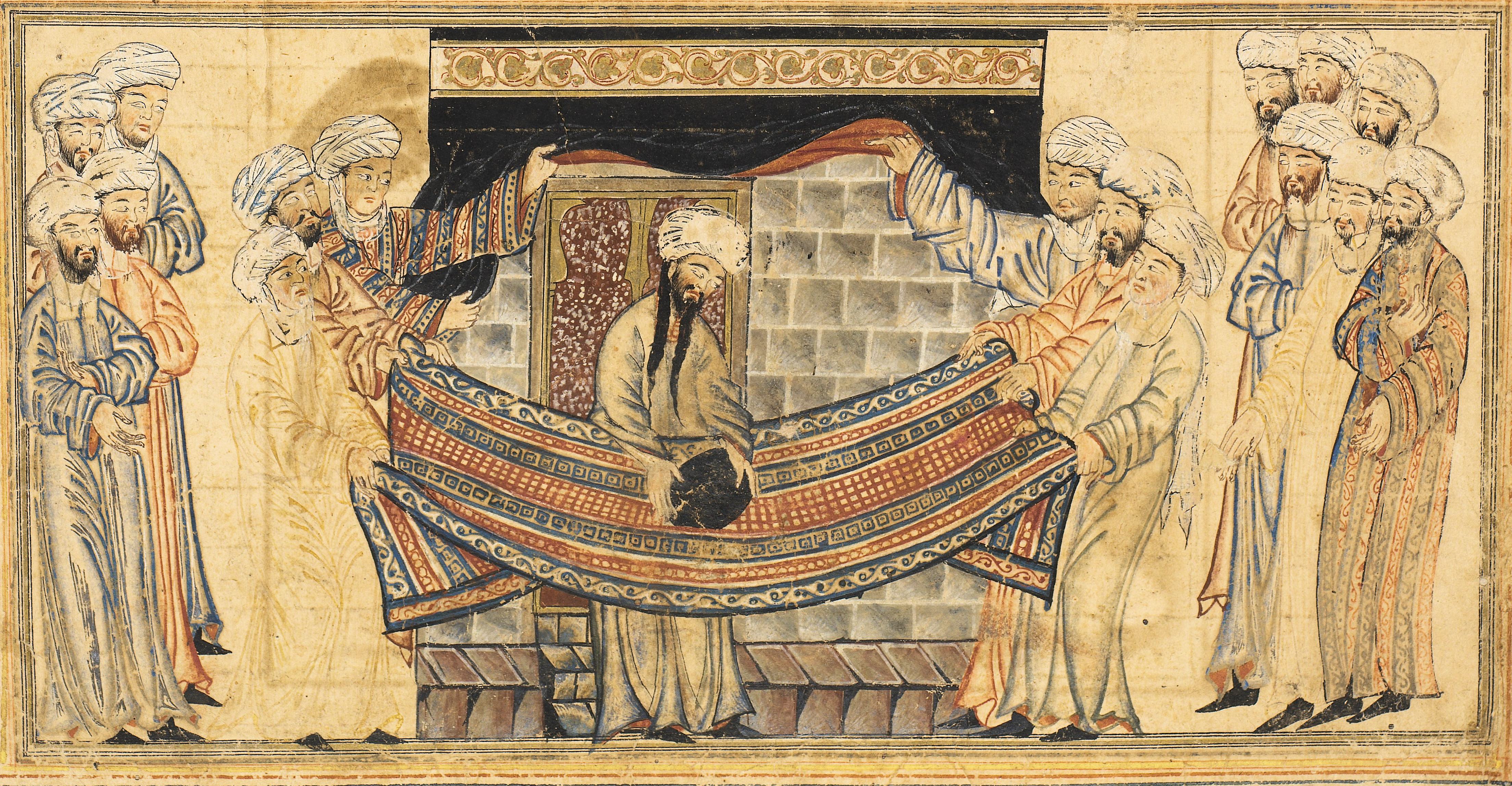
Enluminure islamique du XIVe siècle tirée du Jami al-tawarikh, inspirée du récit de la remise en place de la pierre noire par Mahomet et les aînés des clans de La Mecque.

Des textes para-religieux peuvent également comprendre des illustrations figurées à caractère religieux. Il peut s'agir de figurations musulmanes : des événements de la vie de Mahomet, ou de personnages sacrés de l'islam (en particulier, en contexte chiite, de 'Alî ou des imâms). Toutefois, l'islam se présentant comme la continuité et l'achèvement des religions juive et chrétienne, on trouve aussi ou encore des épisodes bibliques issus de l'Ancien et du Nouveau Testament. Adam, Abraham, Jésus prennent ainsi place dans des livres commandités par des musulmans. Parmi ces ouvrages, on compte les Histoires de Prophètes (Qisas al-anbiyâ), des textes relatant un événement particulier comme le mi'râj nâmeh, ou encore des récits mystiques. Un seul ouvrage consacré entièrement à la vie de Mahomet semble avoir été illustré : il s'agit d'une copie en six volumes du texte de Darîr, auteur turc du XIVe siècle, commandée par Murad III (1574-1595) et achevée sous Mehmet III (1595-1603). Cet ouvrage comporte 814 peintures qui retracent l'ensemble de la vie du Prophète. Il faut aussi mentionner les livres de divination, comme les Fâl nâmeh, qui se développent à la cour safavide et ottomane ; de grande taille, ils comportent un texte copié au verso du feuillet illustré, « comme si l'usager, apparemment illettré, regardait l'image tandis que quelqu'un d'autre lisait les prophéties », conjecture O. Grabar. Leur fonctionnement reste toutefois difficile à comprendre.

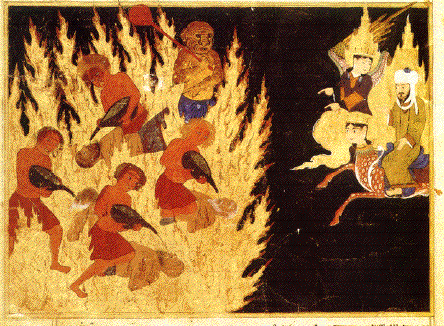
Mi'râj dans un mi'râj nâmeh, Hérat, 1436, Bibliothèque nationale de France
Au XVe siècle, Mahomet est encore souvent présenté sans voile sur le visage.

Le dernier support de représentations figurées à caractère religieux est celui des amulettes. La représentation de prophète la plus ancienne pourrait être celle de Salomon présente sur un papier de petites dimensions, destiné à être roulé, placé dans un étui en métal, et porté près du corps. La date de réalisation de cette œuvre reste toutefois sujette au caution, même si elle ressort nettement d'un style du XIIIe siècle.
Les figurations à caractère religieux ne semblent pas exister dans les productions du monde arabe, en dehors de représentations symboliques de Mahomet, par l'écriture ou le dessin de ses sandales. Deux auteurs arabes des IXe et Xe siècles, al-Dînawarî et al-Masuûdî font référence à des portraits de Mahomet possédés par des empereurs byzantins ou chinois, sans qu'on en ait gardé trace. Les images religieuses proprement dites se concentrent donc dans les œuvres réalisées dans le monde ottoman, en Iran et en Inde. Les premières qui nous soient parvenues datent de la période il-khanide. De nombreuses illustrations à caractère biblique ou musulman prennent ainsi place dans les copies du Jâmi' al-tawârîkh conservées à Édimbourg et à la collection Khalili. On note parfois l'utilisation de sources byzantines et chrétiennes syriaques en ce qui concerne les scènes liées à la Bible. R. Milstein relie cette naissance d'une iconographie religieuse à la période il-khanide à « la largeur d'esprit de l'époque, et peut-être aussi bien [à] une quête sur le plan religieux », rappelant que la dynastie mongole est à l'origine païenne.
Plusieurs évolutions ont lieu dans la peinture persane à caractère religieux à la période timouride. Dans son étude sur La Bible dans l'art islamique, R. Milstein remarque que le choix des scènes change, les épisodes bibliques a caractère politique étant délaissés pour « des situations chargées d'émotion ou ayant une portée morale » ; c'est également à cette période que les images des prophètes se rapprochent des canons des ulémas musulmans et que les auréoles de flammes deviennent systématiques. On observe également une tendance marquée aux thèmes mystiques. À cette époque, le visage de Mahomet et des personnages saints commencent à être voilés. Toutefois, cette pratique n'est pas systématique : en 1480, un manuscrit du Khawâr nâmeh possède plusieurs illustrations montrant Mahomet et 'Alî avec le visage découvert.

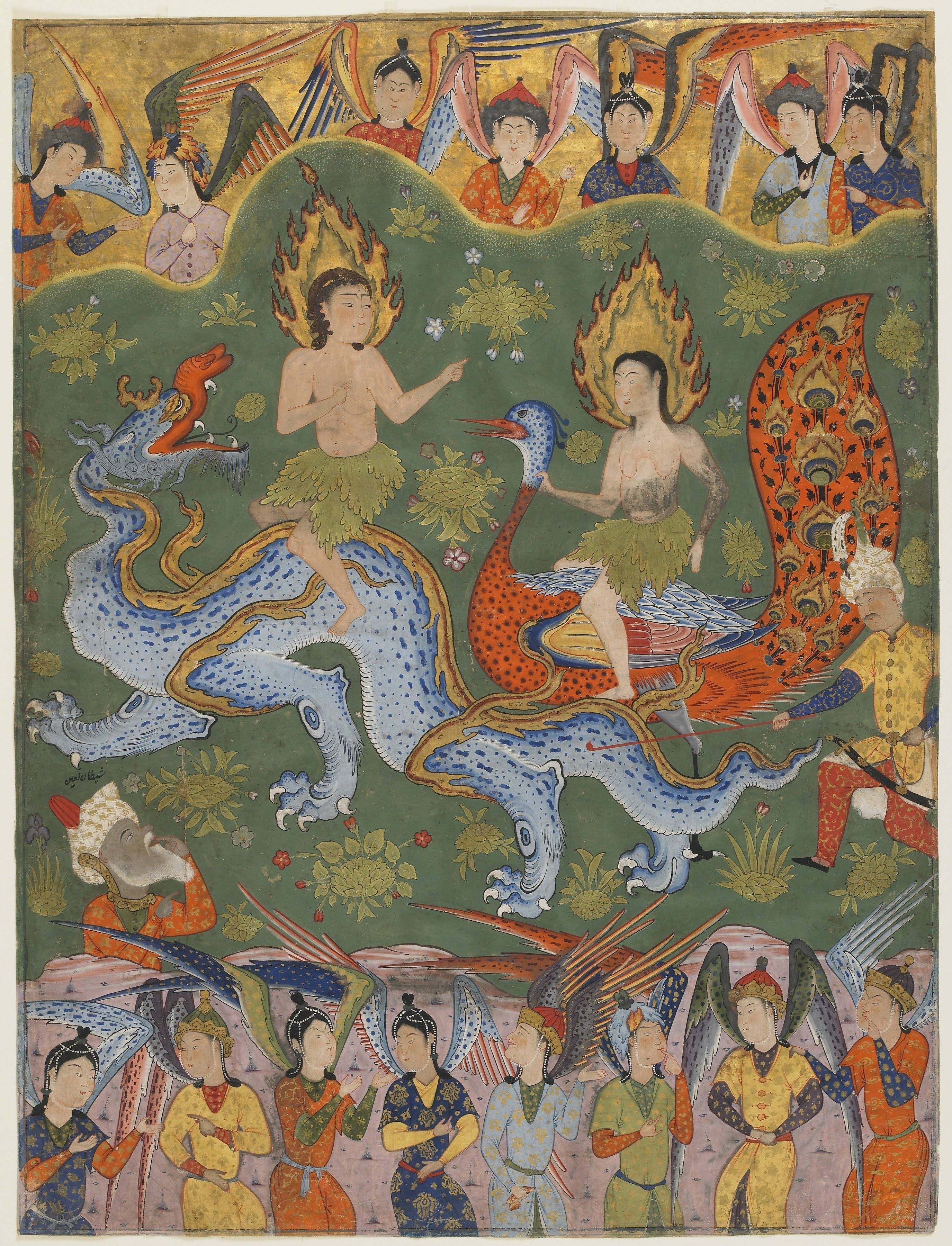
« Adam et Eve », Fâlnâmeh, Iran, v. 1550.

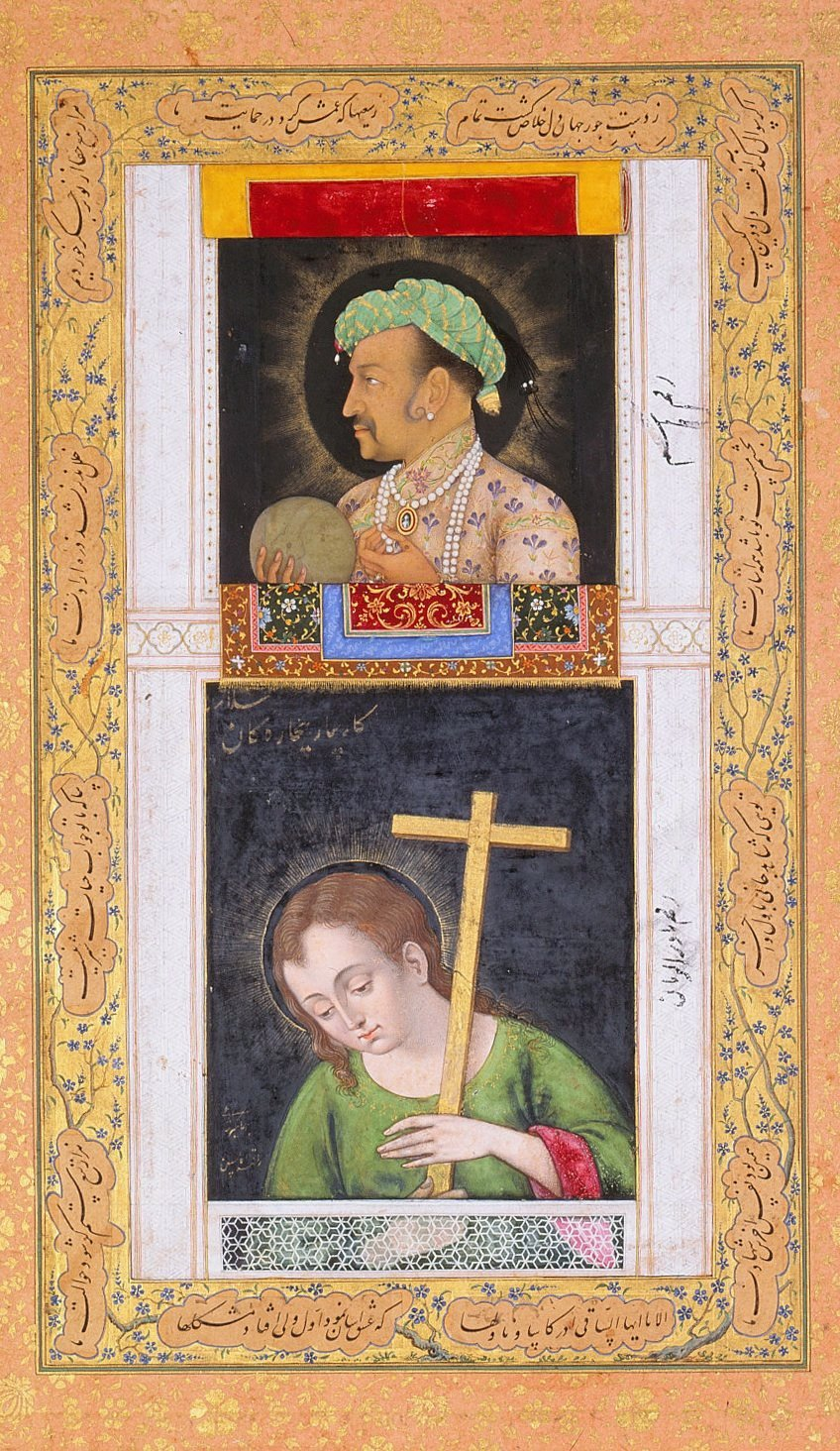
Hashim et Abu'l Hasan, Portrait de Jahângîr et le Christ, Inde, v. 1610-1620.

Alors que le XVIe siècle en Iran est marqué par un certain recul des figurations religieuses, ainsi qu'un pessimisme sensible dans la représentation plus fréquente d'Iblis (le diable), le monde ottoman en recherche de légitimité face à la propagande chiite de leurs voisins safavide développent une iconographie biblique qui rattachent leur pouvoir aux prophètes de l'époque biblique. L'iconographie du roi Salomon est de ce fait très utilisée, ainsi que des iconographies peu courantes, comme la représentation du prophète Idrîs dans le Livre des rois de la famille ottomane rédigé en persan pour Soliman le Magnifique. L'exceptionnel Siyer-i Nebi marque la fin de la floraison de manuscrits à iconographie religieuse à la période ottomane.
À la cour moghole, les représentations à caractère religieux restent rares, les livres privilégiant des sujets contemporains. Une exception toutefois touche la représentation de Jésus contre le sein de sa mère, probablement en liaison avec l'importance des missions jésuites et des livres européens en Inde à cette époque.
Au XIXe siècle apparaissent de nombreuses images liées au mysticisme chiite, qui représentent les souffrances de la famille de 'Alî, notamment la bataille de Kerbala. Les sujets à caractère chiite semblent s'être développé en Iran dès le Moyen Âge ; une image du Grand Shâh Nâmeh de Shâh Tahmâsp présente un caractère nettement chiite. Toutefois, avec le développement de la pratique du théâtre religieux en Iran sous les Qâjârs, ces images se multiplient. Elles prennent place sur des supports variés : grandes toiles présentées dans des cafés, panneaux de céramique monumentaux ou simples imagettes pieuses.
De nombreux schémas iconographiques coexistent en ce qui concerne les scènes religieuses, permettant de reconnaître chacune d'un coup d’œil. Les personnages ne sont jamais peints pour eux-mêmes, mais dans un contexte narratif. Certaines représentations sont absentes, comme celle de la Crucifixion, qui n'est pas reconnue par le Coran ; Jésus est parfois représenté attaché à une corde. Toutefois, ces cadres laissent aux artistes une très grande liberté d'interprétation et d'expression, éloignée des « rigueurs idéologiques de l'art chrétien ». Une exception toutefois est à relever dans les représentations du mi'râj, qui est généralement traité sans trop de variantes ; de nombreuses œuvres semblent relever d'un modèle standardisé. Les peintures à caractère religieux n'ont pas un simple but illustratif, mais servent à approfondir et à renforcer le message contenu dans le texte qu'elles illustrent, quitte parfois à le contredire.

#### La représentation figurée dans les religions minoritaires du monde islamique
Non soumises aux restrictions musulmanes, plusieurs des communautés religieuses qui s'épanouissent dans le monde islamique développent un art figuratif qui leur est propre, tout en empruntant largement au style et aux techniques islamiques. Seul l'art religieux juif reste aniconique.
Les communautés chrétiennes sont les mieux connues, tout particulièrement les Coptes d’Égypte, qui représentent une forte partie de la population et s'appuient sur une tradition bien établie. Leurs représentations figurées ornent les nombreuses églises du Caire et du reste de l’Égypte. Le British Museum conserve par exemple dix panneaux de porte du XIIIe siècle, destinés à l'église d'al-Mo'allaqa, au Caire, qui représentent des scènes de la vie du Christ. La conquête arabe, qui mit fin à la période byzantine de l’Égypte, apporta nombre de changements dans l'art copte. De grands programmes iconographiques viennent souvent recouvrir des peintures plus anciennes dans les églises monastiques, en particulier au XIIIe siècle ; mais si les programmes restent en général d'inspiration byzantine, le style (formes stylisées, contours linéaires, teintes plates) est plus local. Les coptes utilisent également des techniques propres au monde islamique, comme le lustre métallique. À la période fatimide, deux céramiques lustrées ont clairement une vocation religieuse : une Coupe au moine copte et un Tesson au Christ bénissant, qui provient probablement d'une patène. Des livres liturgiques illustrés sont également produits, en particulier des évangéliaires. Comme leurs concitoyens musulmans, les Coptes ne semblent pas mettre en valeur la sculpture en trois dimensions. Plusieurs figurines féminines, parfois habillées ou tatouées, proviennent d’Égypte, mais il est difficile des rattacher ces poupées à un cercle culturel délimité. Plus tardivement, les influences interculturelles ne se démentent pas : en 1778, un moine copte du Vieux Caire illustre un roman chrétien édifiant qui trouve son origine dans la vie de Bouddha, tout en utilisant une iconographie où sont sensibles des influences byzantines.

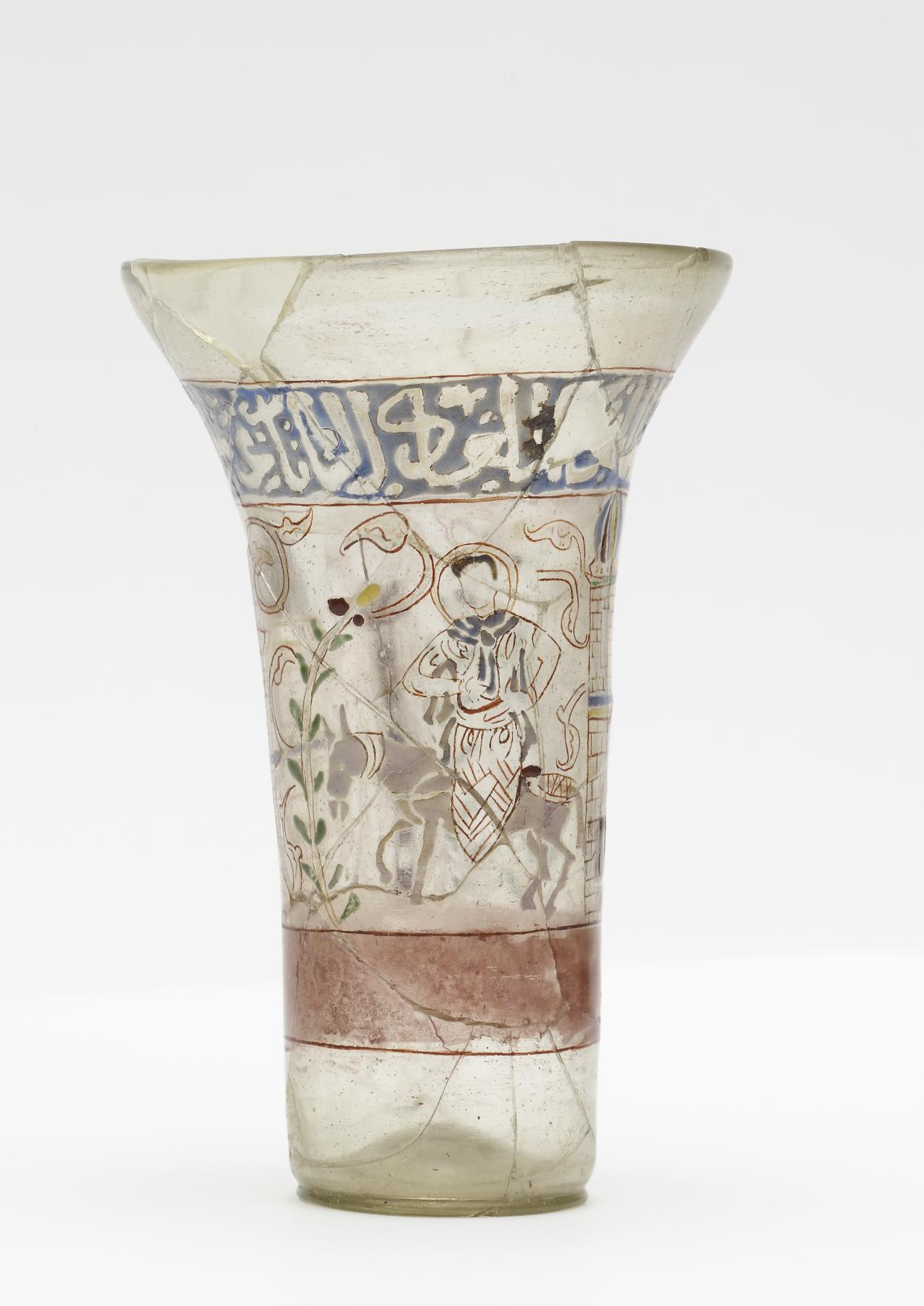
Gobelet à scènes chrétiennes, Syrie, v. 1260
Ce gobelet présente une scène inspirée de l'entrée du Christ à Jérusalem.

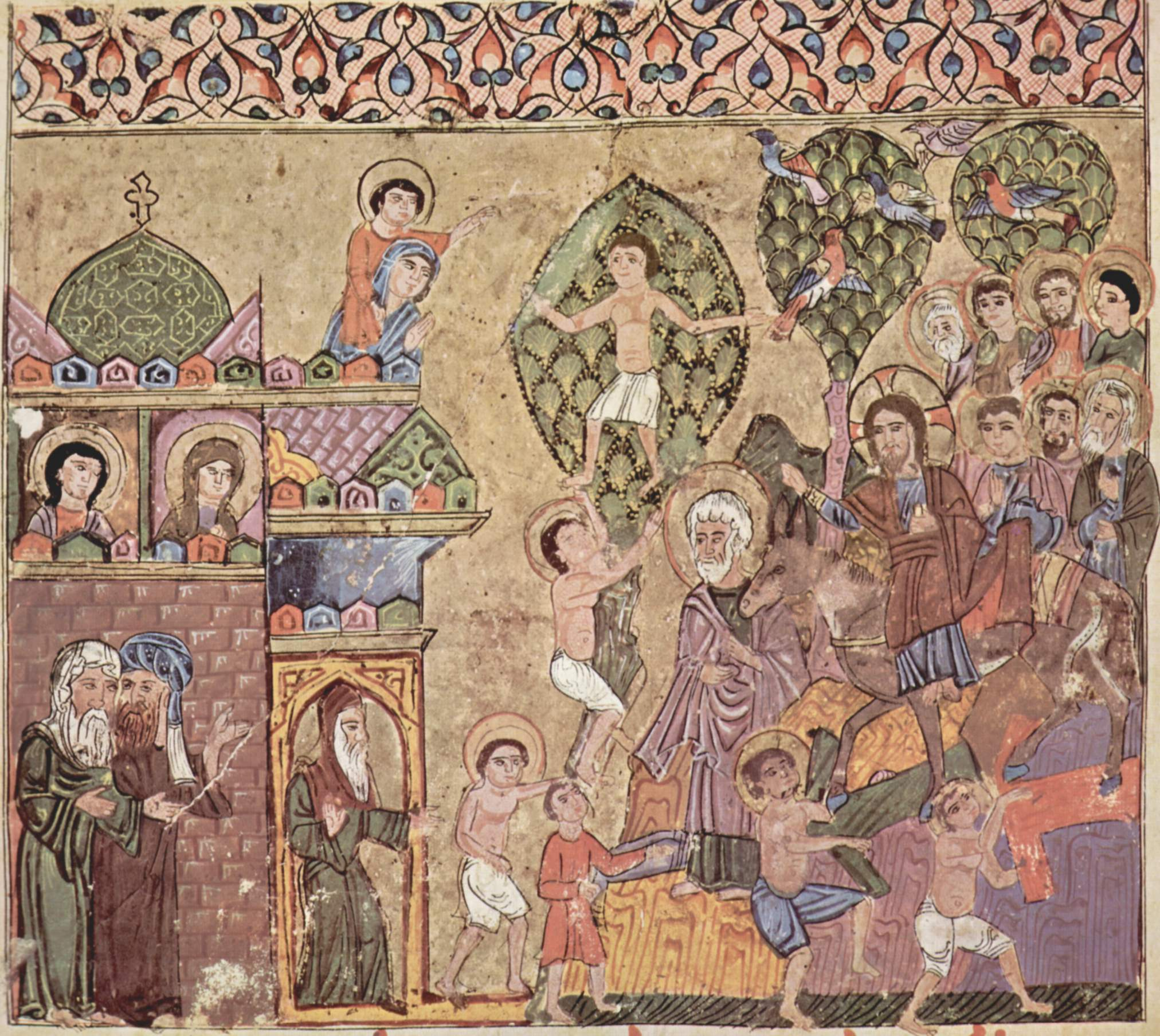
« Entrée du Christ à Jérusalem », Évangéliaire jacobite, Syrie, v. 1220.

Le Proche-Orient abrite également d'importantes communautés chrétiennes, productrices d'art sur le long terme. Les monastères de Mésopotamie, au XIIIe siècle, réalisent d'importants manuscrits au style largement influencé par celui des manuscrits islamiques et byzantins. Ces œuvres ne sont pas sans rapport avec les objets en verre et en métal portant une iconographie chrétienne qui se multiplient dans cette période des Croisades. Ainsi, plusieurs illustrations d'un lectionnaire jacobite produit à Mossul en 1220 peuvent être rapprochées d'une bouteille à décor chrétien en verre émaillé et doré ou encore de pièces de métal à décor chrétien. Quelques-unes mélangent scènes chrétiennes et islamiques, comme une gourde conservée à la Freer Gallery of Art ou encore une aiguière du musée des arts décoratifs de Paris. Le caractère chrétien de certains objets de luxe en métal est toutefois discuté par Rachel Ward dans son étude de deux objets réalisés pour le sultan ayyubide al-Salih Ayyub : pour elle, ces deux cas montrent l'utilisation d'un style et d'une iconographie fortement dérivée d’œuvres chrétiennes, mais les signes religieux ont été supprimés à dessein, afin de rendre les représentations acceptables à un commanditaire musulman, voire de raconter une nouvelle histoire. Comme pour l'art copte, les productions des communautés chrétiennes du Proche-Orient mélangent souvent influences byzantines et islamiques. C'est le cas d'une coupe fragmentaire conservée pour partie à Athènes et pour partie au Caire : l'iconographie de la descente de croix, spécifiquement chrétienne puisque l'islam ne reconnaît pas la crucifixion, dérive de modèles byzantins ; mais la technique et le style de la pièce font clairement référence à l'art des il-khanides, dont les canons se diffusent à cette période au Proche-Orient et en Égypte.

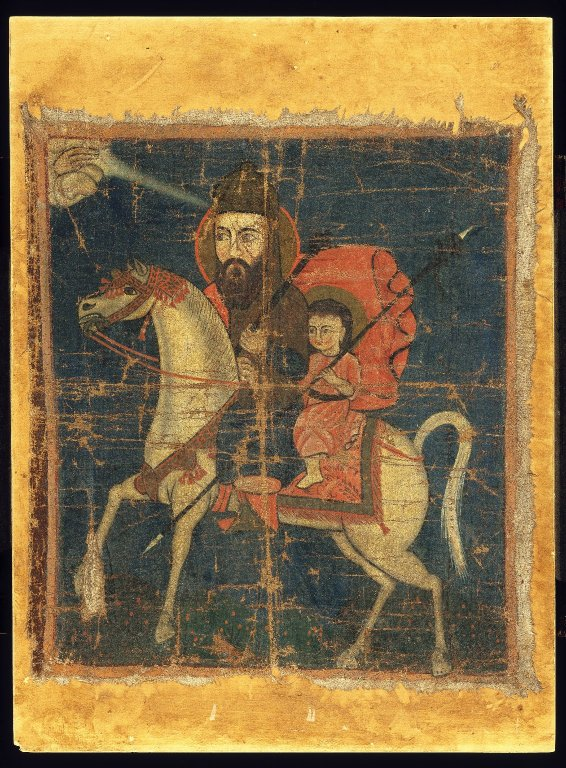
Icône représentant saint Georges, Iran, XIXe siècle.

La conception de l'image figurée dans ces communautés chrétienne diffère cependant de celle des musulmans. Contrairement à l'islam, les Coptes, les Syriaques (en) et autres chrétiens d'Orient reconnaissent les pouvoirs des icônes, qu'ils produisent en grand nombre dans des monastères. Ces communautés sont également pionnières dans l'utilisation de l'imprimerie et de la gravure, qui peine à s'imposer au XVIIIe siècle en pays d'Islam. Dès 1706, un évangéliaire arabe illustré de gravures est imprimé par la communauté melkite d'Alep, la première à introduire dans l'empire ottoman des presses d'impression.
Une troisième communauté chrétienne majeure dans le monde islamique est celle des Arméniens. Parfois constitués en royaumes autonomes, sous la domination des Bagratides (884-1054) en Grande Arménie, ou dans la Cilicie des Croisades, parfois intégrés au monde islamique, dans les premiers siècles de l'Islam (654-884) et après 1258, les Arméniens ont été profondément marqués par l'arrivée de l'Islam. Leur art, qui se concentre dans des productions liturgiques, utilise largement la figuration pour mettre en scène des iconographies chrétiennes traditionnelles (vie du Christ, vie des saints...). Ces représentations prennent place dans des manuscrits, sur des objets liturgiques et dans le décor architectural. Certaines empruntent largement au style islamique, comme les portes de l'église des Saints-Apôtres du monastère de Sevan, qui présente différents motifs étoilés et arabesques autour d'une représentation de la Pentecôte. Déportés dans un faubourg d'Isfahan sur ordre de Shâh 'Abbâs, les Arméniens de Julfa emportent avec eux des objets liturgiques, comme un crucifix daté de 1575, créent de nouveaux objets et manuscrits à iconographie chrétienne et peignent des églises dans la nouvelle capitale safavide ; ces peintures sont influencées par la peinture iranienne.
Sur les productions des autres communautés religieuses présentes dans le monde islamique, les recherches ont été pour l'instant moins importantes. Après leur conversion à l'islam, les Mongols, à l'origine particulièrement œcuméniques, eurent tendance à effacer les traces de pratiques non musulmanes. Toutefois, les cavernes creusées dans la roche à Kuh-i Rustam, identifiées comme un monastère bouddhiste, conservent quelques représentations figurées en relief, en particulier deux dragons serpentiformes très sinisants. Les productions figurées des différentes religions présentes en Iran à cette période (bouddhisme, zoroastrisme, christianisme nestorien et missionnaires franciscains) ont laissé des traces indirectes, à travers les productions de la peinture persane qui s'en inspirent.
Plus tardivement, ces images perdurent. Le Mi'râj nâmeh de la Bibliothèque nationale de France, daté de 1436, présente des images nettement inspirées de l'iconographie bouddhiste. O. Grabar, s'appuyant sur un article de A. Hartmann, propose aussi de voir dans les images attribuées au peintre Siyah Qalam « la présentation d'un monde païen ou animiste d'Asie centrale, peut-être pour le bénéfice des païens qui existaient encore, peut-être comme des exemples d'exotisme dans les cours timourides ». Dans son article du catalogue Turks, Filiz Çağman évoque plutôt ces peintures comme des instruments propres aux nomades d'Asie Centrale, qui les auraient utilisées dans des représentations théâtrales ou des récitations orales d'histoires en partie inspirées du chamanisme, du bouddhisme et du manichéisme.

### Œuvres citées
1. ↑  Par exemple la représentation de « calife » à Qasr al-Hayr al-Gharbi, début du VIIIe siècle. cf. Ettinghausen, Grabar et Jenkins-Madina 2001, p. 44.
2. ↑  Par exemple les « danseuses » de Mshatta et Khirbat al-Mafjar, début du VIIIe siècle. cf. Ettinghausen, Grabar et Jenkins-Madina 2001, p. 47.
3. ↑  On peut toutefois évoquer le Carreau au coq provenant des fouilles de Samarra et conservé au musée d'art islamique de Berlin (SAM 758a)
4. ↑  Par exemple : Esquisse figurative sur stuc, IXe siècle, Nishapur, New York, Metropolitan Museum of Art, 40.170.243 ; Cheval sculpté en stéatite, Nishapur, IXe – Xe siècles, New York, Métropolitan Museum of Art, 39.40.47 ; Ornement de bronze en forme d'oiseau, Nishapur, IXe – Xe siècles, New York, Metropolitan Museum of Art, 37.40.32
5. ↑  Muqarnas peint à décor de musicien, Fustat, av. 1136, Le Caire, musée d'art islamique, 12880.
6. ↑  Ensemble de dessins à l'encre sur papier, Fustat, Xe – XIIe siècles, cf. Paris 1998, p. 99-103.
7. ↑  Bol en lustre métallique aux deux personnages autour d'une main, Espagne (Malaga ?), XIIIe siècle, Detroit Institute of Art, 26.181
8. ↑  Traité des étoiles fixes d'al-Sûfî, Ceuta, 1224, Bibliothèque apostolique du Vatican, Ross. 1033. Ettinghausen 1977, p. 130.
9. ↑  Bayâd wa Riyâd, al-Andalus ou Maghreb, fin XIIe-déb. XIIIe siècles, Rome, Bibliothèque Vaticane, vat. ar. ris. 368. cf.Ettinghausen, Grabar et Jenkins-Madina 2001, p. 287-288.
10. ↑  Il existe des exceptions notables toutefois, comme les Panneaux de céramique à décor végétal et animal du Sünnet Odası au palais de Topkapı, Istamboul, 1527-28, ou encore le [http://mini-site.louvre.fr/trois-empires/fr/ceramiques-ottomanes-2-z1.php Plat au paon, Iznik, v. 1550, musée du Louvre, K 3449
11. ↑  Plusieurs exemples de ces objets qui reprennent les canons de l'argenterie sassanide sont conservés au musée de l'Ermitage à Saint-Pétersbourg. cf. Ettinghausen, Grabar et Jenkins-Madina 2001, p. 122-123.
12. ↑  Suaire de Saint-Josse, Iran oriental, av. 961, Paris, musée du Louvre, OA 7502. Voir aussi le Fragment de textile à décor de chevaux, probablement Iran, VIIe – IXe siècles, New York, Metopolitan Museum of Art 48.43 ou le Fragment de textile aux animaux fantastiques et aux oiseaux, Iran, VIIIe – IXe siècles, New York, Metropolitan Museum of Art, 38.147
13. ↑  Femme aux cheveux noirs peinte sur stuc, Nishapur, IXe – Xe siècles, New York, Metropolitan Museum of Art, 30.40.248 ; Femme voilée peinte sur stuc, Nishapur, IXe – Xe siècles, New York, Metropolitan Museum of Art, 30.40.270. Il existe également au musée Iran Bastan de Téhéran des relevé d'un Cavalier fauconnier. Ettinghausen, Grabar et Jenkins-Madina 2001, p. 115.
14. ↑  La Freer Gallery of Art de Washington est particulièrement riche de ce type de pièces, même s'il en existe dans toutes les grandes collections d'arts de l'Islam. Gobelet en céramique haftrang représentant l'histoire de Bizhen et Manizeh, Kashan, fin du XIIe siècle, Washington, Freer Gallery of Art, F1928.2 ; Plat en céramique haftrang à la scène de bataille, Kashan, début du XIIIe siècle, Washington, Freer Gallery of Art, F1943.3. Sur cette dernière pièce, tous les personnages sont identifiés par une inscription.
15. ↑  Par exemple ce Carreau à décor de personnages, Iran, déb. XIIIe siècle, Washington, Freer Gallery of Art, F1909.118
16. ↑  Les premiers portraits ottomans, par exemple, sont créés après l'exécution, à la demande de Mehmet II, de peintures et de médailles à son effigie par Gentile Bellini. Gentile Bellini, Portrait de Mehmet II, Constantinople, 25 novembre 1480, Londres, National Gallery, NG 3099.
17. ↑  Gök Madrasa, Sivas, 1271. Voir le détail des dragons
18. ↑  Sourate XIX du Coran, monde ottoman, 1166/1752, passé en vente à Sotheby's le 4 avril 1978, lot 131
19. ↑  Pentateuque, Égypte, 1353, Paris, Bibliothèque nationale de France ms. arabe 12. Cf. Guesdon et Vernay-Nouri 2001, p. 105, n°73.
20. 1 2  Bassin dit « Baptistère de saint Louis », Égypte ou Syrie, fin XIIIe-déb. XIVe siècles, Paris, musée du Louvre, LP 16
21. ↑  Voir par exemple : Muhammad Zaman, La Halte nocturne, page de l'album de Saint-Pétersbourg, Iran, v. 1660-65, Paris, musée du Louvre, MAO 1226 ; Réunion dans un paysage, Inde, v. 1640, Paris, Bibliothèque Nationale de France, Réserve Od 43 pet. fol., f. 2
22. ↑  Citons, par exemple, la Coupe au buveur, Iraq, Xe siècle, New York, Metropolitan Museum of Art, 1977.126 ou le Plat au porte-étendard, Iraq, Xe siècle, Paris, musée du Louvre, MAO 23
23. ↑  Panneau à l'oiseau stylisé, Égypte, fin IXe-déb. Xe s., Paris, musée du Louvre OA 6023
24. ↑  Panneau aux protomés de chevaux, Égypte, XIe siècle, Le Caire, musée d'art islamique, 3391 ; Panneau aux protomés de chevaux, Égypte, XIe siècle, New York, Metropolitan Museum of Art, 11.205.2
25. ↑  Fragment de plat au lièvre, Syrie, deuxième quart du XIIIe siècle, Le Caire, musée d'art islamique, 5910, cf. Paris2001b, p. 159, n° 144 ; Plat au guépard, Syrie, première moitié du XIIIe siècle, Oxford, Ashmolean Museum, EA1978.2183
26. ↑  Seau Bobrinski, Hérat, 1163, Saint-Pétersbourg, musée de l'Ermitage, CA-12687.
27. ↑  Coupe « Fano », Syrie, mil. XIIe siècle, Paris, Bibliothèque nationale de France, cabinet des médailles, Chabouillet 3192. Voir aussi Paris, 2001 (a), p. 88-89, n° 60.
28. ↑  Bobèche de chandelier au nom de Zayn al-Dîn Kitbuga, Égypte, 1290-1293, Le Caire, musée d'art islamique : cf. Paris, 2001 (a), p. 89. Dans ce groupe, on peut aussi signaler une Aiguière au zodiaque, Iran, fin XIIe-déb. XIIIe siècles, Paris, musée du Louvre, OA 5548 cf. Paris, 2001 (a), p. 84, n°58 ; un Brûle-parfum au nom du sultan al-'Âdil II Abû Bakr, Syrie, 1238-1240, Ham, Keir Collection, 129 : cf. Paris2001b, p. 143, n°118 ; un Bassin à décor d'épigraphie animée, Jezireh, déb. XIIIe siècle, Paris, musée du Louvre, OA 7429 : cf. Paris, 2001 (a), p. 87, n° 59 ; un Vase aux pieds de lion, Syrie ou Égypte, deuxième moitié du XIIIe siècle, Paris, musée du Louvre, OA 7436 : cf. Paris, 2001 (a), p. 90, n°61.
29. ↑  Calligraphie en forme de cheval, Iran, XIXe siècle, Londres, Victoria and Albert Museum, IM 2/223-1917. cf. Paris, 2001 (a), p. 91, n°62.
30. ↑  'Abd al-Qadir Hisari, Galion calligraphique, Anatolie, 1766-67, New York, Metropolitan Museum of Art, 2003.241
31. ↑  Portrait d'homme, Iran, fin XVIe-déb. XVIIe siècle, Washington, Freer Gallery of Art, F1931.13
32. ↑  Chandelier, Syrie, XIIIe siècle, Londres, British Museum, OA1969.9-22.1. cf. Rachel Ward, Islamic Metalwork, Londres, British Museum Press, 1993, p. 109.
33. ↑  Maqâmât de al-Harîrî, Bagdad, 1225-1235, Saint-Pétersbourg, Institut oriental de l'académie des sciences, C-23. cf. Ettinghausen 1977, p. 106-112 ; [PDF] O. Bolshakov, « The St. Petersburg Manuscript of the “Maqāmāt” by al-Harīrī and Its Place in the History of Arab Painting », Manuscripta Orientalia, vol. 3, no 4,‎ décembre 1997, p. 59-66 (lire en ligne).
34. ↑  Mîr Musavvir, Portrait du chambellan Sarkhan Beg, Iran, Tabriz, v. 1530, Londres, British Museum, OA 1930.11-12.02
35. ↑  Behzâd (?), « La construction de la mosquée de Samarcande », Zafar Nâmeh, Iran, v. 1485, Baltimore, Johns Hopkins University, John W. Garrett Library, fol. 359v. cf. Dossier de l'art, mars 1997, chap. 36, p. 16.
36. ↑  « Hârûn al-Rashîd aux bains », Khamseh de Nizâmi, Londres, British Library, Or.6810 f.27v
37. ↑  Mu'in Musavvir, Lion attaquant un jeune homme, Isfahan, 8 février 1672, Boston, Museum of Fine Arts, 14.634
38. ↑  C'est par exemple le cas d'une série de brûle-parfum en forme de lion produits dans l'est de l'Iran à la fin du XIIe siècle ou au début du XIIIe siècle : Ja'far ibn Muhammad ibn 'Ali, Brûle parfum en forme de lion, Iran, 1181-82, New York, Metropolitan Museum of Art, 51.56 ; Lion brûle parfum, Khorassan, XIe – XIIe siècles, Paris, musée du Louvre, AA19. On en connaît aussi de nombreux en forme d'oiseau ; par exemple : Trois brûle-parfum en forme d'oiseau, Iran oriental ou Asie Centrale, XIIe – XIIIe siècles, New York, Metropolitan Museum of Art, 2008.460
39. ↑  Paon aquamanile, Espagne, 972, Paris, musée du Louvre, MR 1569 ; Aquamanile en forme d'aigle, Iran, 796-797, Saint-Pétersbourg, musée de l'Ermitage ; Aquamanile en forme de zébu avec son petit, Iran, 1206, Saint-Pétersbourg, musée de l'Ermitage
40. ↑  Notamment en al-Andalus : Bouches de fontaine de forme de cerf et de biche, Madinat al-Zahra, seconde moitié du Xe siècle, Cordoue, musée archéologique, 500 / Doha, musée national du Qatar, cf. Paris, 2000 (a), p. 114-115 ; Lions soutenant une fontaine, Grenade, Palais de l'Alhambra, Cour des lions, troisième quart du XIe siècle, cf. Ettinghausen, Grabar et Jenkins-Madina 2001, p. 277-278.
41. ↑  Aiguière à tête de coq, Iran, déb. XIIIe siècle, Paris, musée du Louvre, MAO 442
42. ↑  Figurine animale en céramique, Raqqa, XIIe – XIIIe siècles, New York, Metropolitan Museum of Art, 30.95.154 ; Éléphant portant un palanquin, Iran ou Syrie, déb. XIIIe siècle, Washington, Freer Gallery of Art, F1967.26 ; Cavalier, Kashan ?, XIIIe siècle, Paris, musée du Louvre, MAO 1228
43. ↑  Personnage couronné, Iran, XIe siècle, New York, Metropolitan museum of Art, 67.119 ; Personnage de cour, Iran, XIIIe, Detroit, Detroit Institute of Art ; Tête princière, Rayy, déb. XIIIe, Paris, musée du Louvre, MAO 1237
44. ↑  Griffon de Pise, al-Andalus, Sicile ou Égypte, XIe – XIIe siècles, Pise, musée de l’œuvre de la cathédrale « Copie archivée » (version du 16 octobre 2014 sur Internet Archive).
45. ↑  Traité des automates d'al-Jazarî, Syrie ou Égypte, 1315, dispersé « Copie archivée » (version du 24 septembre 2015 sur Internet Archive).
46. ↑  « Shîrîn contemplant le portrait de Khosrow (?) », Khamseh de Nizâmi, Shiraz, 1433-1434, Washington, Smithonian Institution, S1986.33 ; « Shîrîn contemplant le portrait de Khosrow (?) », Khamseh de Nizâmi, peinture turkmène, v. 1500, Washington, Smithonian Institution S1986.140 ; « Shîrîn contemplant le portrait de Khosrow », Anthologie pour Iskandar Sultan, Shiraz, 1410-11, Londres, British Library, ms. add. 27261, f°38r (cf. (Blair et Bloom 1994, p. 57).
47. ↑  Portrait d'artiste achevant de peindre un portrait en pied, Constantinople, fin XVe siècle, Washington, Freer Gallery of Art, F1932-28 ; Portrait du peintre Shafi al-'Abbasi, Isfahan ?, mil. XVIIe siècle, Washington, Freer Gallery of Art, F1953.17b
48. ↑  Soliman âgé à cheval, Anatolie, v. 1560, Paris, Bibliothèque nationale de France, Rés. Od. 41, fol. 40
49. ↑  Behzâd ?, Portrait de Hâtifi, Hérat, v. 1511, Collection Aga Khan. cf. Sheila R. Canby, The Golden Age of Persian Art, Londres, The British Museum Press, 1999, p. 34 ; Thompson et Canby 2003, p. 76-77, no 4.3 ; Melikian-Chirvani 2007, p. 57-58 et 210, n°33.
50. ↑  Trône, Badajoz, XIe siècle, Badajoz, musée archéologique provincial, 587/14.30 Q. cf. Paris, 2000 (a), p. 145.
51. ↑  Le lion duquel émerge un soleil à face humaine est un présent dès la période saljuqides sur des monnaies : Monnaie de Giyâth al-Dîn Kay Khosrow II (r. 1237-46), Anatolie, 1244, Washington, Smithonian Institution, S1998.19. Il est aussi l'un des emblèmes de la dynastie qâjâre.
52. ↑  Plat au porte-étendard, Irak, Xe siècle, Paris, musée du Louvre, MAO 23
53. ↑  Pyxide au nom d'al-Mughira, Madinat al-Zahra, 968, Paris, musée du Louvre, OA 4068
54. ↑  Voir Paris, 2000 (a), p. 111-113, no 87-89. L'un des paons de cette série a été signé par un artisan chrétien, et porte l'inscription latine "OPUS SALOMONIS ERAT" (Paon aquamanile, al-Andalus, 972 ?, Paris, musée du Louvre, MR 1569) ; un autre a été regravé d'une croix, ce qui indique un remploi en contexte chrétien. (Aquamanile en forme de paon, Cordoue ?, fin Xe-déb. XIe siècles, Davos, Fondation Furusiyya.) Le personnage biblique de Salomon est en effet fortement présent dans tradition islamique et chrétienne.
55. ↑  Maître Sulayman, Aquamanile en forme d'aigle, Iran, 796-797, Saint-Pétersbourg, musée de l'Ermitage
56. ↑  Soierie à l'aigle bicéphale, al-Andalus, XIIe siècle, Lyon, musée historique des tissus, 28003
57. ↑  Vase aux aigles bicéphales, Jezireh, fin XIIe-déb. XIIIe s., Paris, musée du Louvre, OA 8178
58. ↑  Lampe ornée d'un aigle emportant un personnage, Iran, XIIe siècle, Paris, musée du Louvre, OA 7958 bis
59. ↑  Carreau aux perroquets, Iznik, XVIIe siècle, Washington, Freer Gallery of Art, F1966.12
60. ↑  Comme le Livre de l'hippiatrie dans la connaissance du cheval, de ses races, ses maladies, et de leurs traitements, copie orientale, XVIIIe siècle ?, Vaduz, Furusiyya Art Foundation. cf. Paris, 2002, p. 124.
61. ↑  Bassin dit « Baptistère de Saint-Louis », Égypte ou Syrie, fin XIIIe-déb. XIVe siècle, Paris, musée du Louvre, LP 16
62. ↑  Étalon rapporté de la Mecque en Inde par Mîr Ibrâhîm, Inde, deuxième moitié du XVIIe siècle, Paris, Bibliothèque Nationale de France, Smith-Lesouëf 247, fol. 34v
63. ↑  Cheval étique, Delhi, v. 1720-1730, Paris, musée de l'Institut du monde arabe, Al 88.53 ; Cheval et cavalier émaciés, Bijapur, v. 1625, New York, Metropolitan Museum of Art, 44.154
64. ↑  Coupe au dromadaire portant un étendard, Irak, Xe siècle, Paris, musée du Louvre, MAO 379/ 12
65. ↑  Suaire de Saint-Josse, Khorassan, avant 961, Paris, musée du Louvre, OA 7502.
66. ↑  Par exemple, l'Éléphant dit des « échecs de Charlemagne », probablement Inde, IXe – Xe siècle, Paris, Bibliothèque nationale de France, Cabinet des médailles
67. ↑  Marteaux d'armes, Khorassan, XIe – XIIe siècles, Vaduz, Furusiyya Foundation. cf. Furûsiyya. L’Art des chevaliers en pays d’Islam. Collection de la Furûsiyya Art Foundation : cat. exp. Paris, Institut du monde arabe, 2007, Paris, Institut du monde arabe/Skira, 2007.
68. ↑  Coupe à la scène de labour, Khorassan, Xe – XIe siècle, Paris, musée du Louvre, MAO 858 ; Muhammadi Musavvir, Scènes de la vie rustique, 1578, Hérat, Paris, musée du Louvre, OA 7111
69. ↑  Moule en forme de bélier, al Fudayn (al-Mafraq), VIIIe siècle, Amman, musée archéologique, J 16515 ; Morceau de tapisserie au bélier cravaté, Égypte, IXe siècle, Paris, musée de Cluny, Cl. 22475
70. ↑  Coupe à vin en jade au nom de Shâh Jahân, Inde, 1656-1657, Londres, Victoria and Albert Museum, IS. 12-1962
71. ↑  Derviche et son chien, Anatolie, fin du XVIe siècle, Paris, musée du Louvre, MAO 1219
72. ↑  Panneau aux animaux courants, Égypte, IXe siècle, Paris, musée du Louvre, AA 165
73. ↑  Tissu aux senmurvs, aux éléphants et aux chevaux ailés, Proche-Orient ? Espagne ? Monde Byzantin ? XIe – XIIe siècles, dispersé
74. ↑  Chapiteau d'applique aux dragons affrontés, Angoumois, v. 1110-1120, Angoulême, musée municipal, MMA 10.01.87. cf. La France romane au temps des premiers capétiens (987-1152), cat. exp. Paris, musée du Louvre, 10 mars-6 juin 2005, Paris, musée du Louvre éditions/Hazan, 2005, no 136 p. 187. Senmurv sur la tombe de l'abbesse Theodote, Pavie, début du VIIIe siècle
75. ↑  Carreau au sîmurgh, probablement Takht-i Sulayman, fin XIIIe siècle, New York, Metropolitan Museum of Art, 12.49.4 ; Étoile au sîmurgh, Kashan ?, XIVe siècle, Washington, Smithonian Institution, S1997.114
76. ↑  Coupe lustrée à la harpie, Kashan, XIIe siècle, Washington, Smithonian Institution, S1997.113 ; Bassin aux harpies, Iznik, 1570-1580, Londres, British Museum, G 1983-158
77. ↑  Heurtoir de porte en forme de dragons, Jezireh, déb. XIIIe siècle, Copenhague, collection Davids, 38/1973
78. ↑  Bouraq, Inde, v. 1660-1680, New York, The Metropolitan Museum of Art, 1992.17
79. ↑  Outre les ronde-bosses en métal déjà citées, on peut aussi évoquer le groupe des sculptures en céramique lakabi : Sphinx, Raqqa, seconde moitié du XIIe siècle, Copenhague, collection Davids, isl. 56 ; Coq, Raqqa, seconde moitié du XIIe siècle, Copenhague, collection Davids, isl. 57 ; Éléphant, Syrie, XIIe siècle, Londres, collection Khalili
80. ↑  Lion attaquant un taureau, portail de la Grande Mosquée de Diyarbakır, XIIe siècle
81. ↑  Parmi de très nombreux exemples, on peut citer : Pichet en céramique lustrée, Iran, fin XIIe siècle, Washington, Freer Gallery of Art, F1909.370
82. ↑  On connaît aussi deux gobelets en verre émaillé et doré décorés de poissons : Gobelet à décor de poissons, Syrie, XIIIe siècle, Berlin, Museum für Islamische Kunst de Berlin, I. 734 ; Gobelet à décor de poissons, Syrie, XIIIe siècle, Paris, musée du Louvre, OA 5015
83. ↑  Page d'un Yûsuf wa Zuleykha de Jâmî, Qazvin, 1557, Washington, Freer Gallery of Art, F1953.72
84. ↑  Tapis aux animaux, Kashan, XVIe siècle, Paris, musée du Louvre, OA 6741
85. ↑  Manâfi' al-Hayawân, Marâgha, 1294-1299, New York, Pierpont Morgan Library, ms. 500 cf. Ettinghausen 1977, p. 134.
86. ↑  Par exemple : Les Merveilles de la Création et les curiosités des choses existantes d'al-Qazwînî, 1274, Bordeaux, bibliothèque municipale, 1MAN CAT/FR B 23 ; voir aussi « Le Livre de "Merveilles" », sur L'art du livre arabe, Bibliothèque nationale de France, 2002 (consulté le 26 juin 202).
87. ↑  « Troupeau de chameaux », Maqâmât de al-Harîrî, Iraq, 1237, Paris, Bibliothèque Nationale de France, arabe 5847.
88. ↑  Portrait de l'étalon Zafar Mubarak, album de Shir Jang, Inde moghole, v. 1676, Paris, Bibliothèque nationale de France, Ms or. Smith-Lesouëf 247, fol. 34 v. cf. Paris 1989, p. 139, no 109
89. ↑  Page aux dix oiseaux, Inde, fin XVIe-déb. XVIIe, Paris, musée du Louvre 3919 A. cf. Paris 1989, p. 91, no 62
90. ↑  Éléphant composite chevauché par un dîw, Inde, déb. XVIIe siècle); Paris, Bibliothèque nationale de France, Smith Lesouëf, 247, fol. 32 v.
91. ↑  Par exemple, buveurs, musiciens et chasseurs prennent place sur la Plaque de revêtement à décor figuratif, Égypte, XIe – XIIe siècles, Berlin, Musée d'art islamique, I 6375, ou encore dans les boiseries sculptées provenant du Petit palais fatimide du Caire, déb. XIe siècle, Le Caire, Musée d'art islamique, no 3465 à 3473, 4063. cf. Paris 1998, p. 88-89, no 1 à 3, p. 138, no 81
92. ↑  Voir par exemple le Plat à la joueuse de rabab, Égypte, XIe siècle, Le Caire, musée d'art islamique, 14923, la Coupe à la danseuse, Égypte, XIIe siècle, Washington, Freer Gallery of Art, F1946.30 pour la période fatimide ; le Plat à la danseuse aux foulards, Basra, Xe siècle, New York, Metropolitan Museum of Art, 1988.114.2 pour la période abbasside.
93. ↑  Maqâmât d'al-Harîrî, Égypte, 1334, Vienne, Bibliothèque nationale, A.F. 9, fol. 1r. cf. Ettinghausen 1977, p. 148.
94. ↑  Voir par exemple Panneau au divertissement dans un jardin, probablement Isfahan, premier quart du XVIIe siècle, New York, Metropolitan Museum of Art, 03.9a
95. ↑  Jeune musicien en habit européens, Iran, années 1630, Washington, Freer Gallery of Art, F1929.77
96. ↑  Homme tenant une bouteille et une coupe, Iran, fin XVIe-déb. XVIIe siècle, New York, Metropolitan Museum of Art, 55.121.8
97. ↑  Manteau aux échansons, Iran, v. 1620-1630, Stockholm, Livrutskammaren, 3414-6195
98. ↑  Coupe au cavalier portant un étendard, Iraq, Xe siècle, Washington, Freer Gallery of Art, F1961.7 ; Plat au cavalier, Kashan, fin XIIe-déb. XIIIe siècles, Washington, Freer Gallery of Art, F1957.21 ; Coupe au cavalier fauconnier, Iran, fin XIIe-déb. XIIIe, Paris, musée du Louvre, MAO 440 ; Coupe au cavalier archer, Syrie, déb. XIIIe siècle, Paris, musée du Louvre, MAO 610 ; Coupe à l'archer à cheval, Syrie du Nord, XIIIe siècle, Londres, British Museum, 1931 7-16 1.
99. ↑  Par exemple sur les parois intérieures de : al-Dhaki, Bassin au nom du sultan al-Adil II Abu Bakr, Syrie ou Égypte, Paris, musée du Louvre, OA 5991
100. ↑  Ibn Mawaliya, Aiguière, Jezireh, fin XIIe-déb. XIIIe siècles, Paris, musée du Louvre, K 3435
101. ↑  « Siège de la forteresse de Temeşvar », Futûhat-i Gamîla, Anatolie, 1557, Istamboul, Bibliothèque du musée de Topkapı, H. 1592, f. 18 v°-19 r°. Voir aussi Paris, 1990, p. 94-95, no 97
102. ↑  Pièce d'échec en ivoire, al-Andalus, Xe siècle, Washington, Dumbarton Oaks, 66.7
103. ↑  Coupe au combat de coqs, Égypte, déb. XIe siècle, Londres, Keir Collection, inv. 88
104. ↑  Scènes de la vie rustique, Tabriz, 1578, Paris, musée du Louvre, OA 7111
105. ↑  Plat aux fiancés, Syrie du Nord, XIIe – XIIIe siècles, Collection Croisier, C - S5. Cf. Jeanne Mouliérac, Céramiques du monde musulman, Paris/Gand, Institut du monde arabe/Snoeck Ducaju et Zoon, 1999, p. 140.
106. ↑  « Le charpentier de Sarandib, son épouse infidèle et son amant », Kalîla wa Dimna de Nasr Allah, Shiraz, 1333, Londres, British Museum, OA 1948.11-12.02. cf. Canby 1993, p. 36.
107. ↑  « Ardashir et Gulnar », Grand Shâh Nâmeh de Shâh Tahmâsp, fol. 516 v., 1527-28, coll. Khalili, MSS 1030.8. Thompson et Canby 2003, p. 102, no 4.18
108. ↑  Mu'în Musavvir, « Rustam fait sortir Bîzhan de sa prison », Shâh Nâmeh, 1666-1667, Genève, Aga Khan Trust for Culture, Ir. M. 43/C. cf. Melikian-Chirvani 2007, p. 329, no 100
109. ↑  Page d'un Majâlis al-'Ashshâq, Shiraz, v. 1575, Paris, Bibliothèque nationale de France, Supp pers. 776, fol. 11. Paris, 2001 (a), p. 258-259, no 176.
110. ↑  « L'imâm Reza pourfend un dîw », Fâl Nâmeh, Iran, v. 1550, Paris, musée du Louvre, MAO 984
111. ↑  Muhammad Qasim, Shâh 'Abbâs et son page, Isfahan, 1627, Paris, musée du Louvre, MAO 494
112. ↑  Yûsuf wa Zlueykha, Inde, Londres, British Library, Add. 7771, fol. 122r
113. ↑  Gobelet à l'histoire de Bizhen et Manizeh, Kashan, fin XIIe siècle, Washington, Freer Collection of Art, F1928.2
114. ↑  Bayâd wa Riyâd, al-Andalus ou Maghreb, fin XIIe-déb. XIIIe siècles, Rome, Bibliothèque Vaticane, vat. ar. ris. 368. cf. Guesdon et Vernay-Nouri 2001, p. 111.
115. ↑  al-Wasitî, Maqâmât de al-Harirî, Iraq, 1237, Bibliothèque nationale de France, arabe 5847
116. ↑  La Bataille entre Khosrow Parvîz et Bahrâm Chubina, Iran, 1539-1543, Édimbourg, musée royal, A.1896.70
117. ↑  Les peintures du palais du Chehel Sotoun, Isfahan, XVIIe siècle, par exemple.
118. ↑  Par exemple, les différentes versions du Babur nâmeh et l'Akbar nâmeh en Inde, ou le Sulaymân nâmeh, Istamboul, 1558, Bibliothèque du palais de Topkpı, H. 1517, dans le monde ottoman.
119. ↑  Les copies du Canon sont rarement augmentées d'illustrations, mais on en connaît néanmoins quelques exemples : Canon de la médecine d'Avicenne, Isfahan, 1632 Londres, Welcome Library, arabic ms. or. 155. cf. Paris, 2005, p. 159, no 79
120. ↑  Plusieurs exemples en sont conservés. L'Anatomie de Mansûr, Iran, 1411, collection Schœnberg, LJS 049 ; L'Anatomie de Mansûr, probablement Shirâz, v. 1450, Londres, collection Khalili, MSS 387 ; L'Anatomie de Mansûr, Iran, 1672, Londres, British Library, India Office, islamic 1379. cf. Paris, 2005, p. 166-168.
121. ↑  (Livre de l'hippiatrie dans la connaissance du cheval, de ses races, ses maladies et de leurs traitements, copie orientale, XVIIIe siècle ?, Vaduz, Furusiyya Foundation ; id., Égypte ou Syrie, 1434, Istamboul, bibliothèque du musée de Topkapı, 4689 ; ibid., Égypte, 1766, Paris, Bibliothèque nationale de France, arabe 2817
122. ↑  Livre sur les soins donnés aux chevaux et aux autres montures, Maroc (?), décembre 1714, Rabat, Bibliothèque Royale, 6126. cf. Paris, 2002, p. 126, no 88
123. ↑  Abdallah ibn al-Fadl, « Amputation chez un médecin (?) », De Materia Medica de Dioscoride, probablement Bagdad, 1224, Washington, Smithonian Institution, S. 1986.97. L'hypothèse selon laquelle cette page représente un acte d'amputation est développée dans Paris, 2005, p. 164, no 88.
124. ↑  Instruments d'observation pour les tables de Shâhinshâh de Taqiy al-Dîn ibn Ma'ruf, Anatolie, 1580, Paris, Bibliothèque nationale de France, Supplément turc 1126. cf. 'Paris, 2005, p. 96, no 21
125. ↑  Livre des images des étoiles fixes d'al-Sûfî, Iran, 1009-1010, Oxford, Bodleian Library, Marsh 144
126. ↑  Livre des images des étoiles fixes d'al-Sûfî, Samarcande, v. 1430-1440, Paris, Bibliothèque nationale de France, arabe 5036
127. ↑  Globe céleste, Andalousie, v. 1085 ?, Paris, Bibliothèque nationale de France, N. Rés. Ge A 325. Cf. Paris, 2000 (a), p. 244, no 247
128. ↑  Aiguière au zodiaque, Est de l'Iran, fin XIIe-déb. XIIIe siècle, Paris, musée du Louvre, OA 5548. cf. Paris, 2001 (a), p. 84, no 58 ; « Vase Vescovali », Hérat ?, XIIe siècle, Londres, British Museum, 1950 07-25.1
129. ↑  Mahmûd ibn Sunqur, Écritoire à décor zodiacal, Égypte, 1281, Londres, British Museum, 1891 06-23.5. cf. Atıl 1981, p. 61, no 13
130. ↑  « Les anges se prosternant devant Adam », Livre des prophètes, 1575-76, Istamboul, bibliothèque du musée de Topkapı, Hazine 1227, fol. 11a
131. ↑  « À nouveau, le sacrifice n'a pas lieu », Histoire du Coran, Qazvin, v. 1595, Paris, Bibliothèque nationale de France, supplément persan 1313, f. 40
132. ↑  « Le christ et la table miraculeuse », Rawzat al-Safâ, Iran, première moitié du XVIIe siècle, Paris, Bibliothèque nationale de France, suppl. persan 1567 f. 163
133. ↑  Khawâr nâmeh de Ibn Hussam, Shiraz, v. 1480, Téhéran, musée d'art décoratif. cf. Gray 1995, p. 105.
134. ↑  'Abbas al-Musavi; Bataille de Karbala, Isfahan, fin XIXe-déb.XXe siècles, collection de K. Thomas Elghanayan ; 'Abdallah Musavvar, Bataille de Karbala, Isfahan, fin XIXe-déb.XXe siècles, collection de Leila Taghinia-Milani Heller. cf. Diba et Ekhtiar 1998, p. 276-278, no 94-95
135. ↑  Panneau à la scène de bataille, Iran, fin XIXe siècle, Marseille, musée d'archéologie méditerranéenne, 4195
136. ↑  Sa'd, Coupe au moine copte, Égypte, seconde moitié du XIe siècle, Londres, Victoria and Albert Museum, C 49-1952, cf. Paris 1998, p. 156, no 100
137. ↑  Tesson au Christ bénissant, Égypte, XIe – XIIe siècles, Le Caire, musée d'art islamique, 5397/1.] Paris 1998, p. 156, no 101
138. ↑  Evangéliaire, Damiette, 1178-1180, Paris, Bibliothèque nationale de France, copte 13. cf. Paris 1998, p. 157, no 102
139. ↑  Histoire de Barlaam et Josaphat, Égypte, 1778, Paris, Bibliothèque nationale de France, arabe 274. cf. Guesdon et Vernay-Nouri 2001, p. 137, no 101
140. ↑  Lectionnaire Jacobite, Mossul, 1220, Vatican, Bibliothèque Apostolique, Ms. Siriaco 559
141. ↑  Bouteille à décor chrétien, Syrie, XIIIe siècle, Vaduz, Furusiyya Foundation
142. ↑  Gourde, Syrie ou nord de l'Iraq, mil. XIIIe siècle, Washington, Freer Gallery of Art, F1941.10
143. ↑  Aiguière à iconographie chrétienne et islamique, Syrie, première moitié du XIIIe siècle, Paris, musée des arts décoratifs, 4413. cf. Paris, 2001 (b), p. 117, no 100
144. ↑  'Fragments de plat à la descente de croix, Égypte ou Syrie, fin XIIIe-déb. XIVe siècle, Athènes, musée Benaki, 823 ; Le Caire, musée d'art islamique, 13174. Voir Paris, 2001 (b), p. 118, no 102-103
145. ↑  Par exemple cette Icône bilatérale, Liban, XIe ou XIIIe siècle, Kaftoun, monastère
146. ↑  Porte de l'église des Saints-Apôtres, monastère de Sevan, 1486, Erevan, musée d'histoire de l'Arménie, 86. cf. Jannic Durand (dir.), Ioanna Rapti (dir.) et Dorota Giovannoni (dir.), Arménia Sacra, mémoire chrétienne des Arméniens : cat. exp. Paris, musée du Louvre, 21 février-21 mai 2007, Paris, éditions du Louvre, 2007.
147. ↑  Crucifix, Arménie, 1575, Isfahan, musée Vank, 326. cf. Sheila R. Canby, Shah Abbas, the Remaking of Iran : cat. exp. Londres, British Museum, 19 février-14 juin 2009, Londres, The British Museum Press, 2009, p. 65, no 23

#### Ouvrages généraux
- (en) Sheila Blair et Jonathan Bloom, The Art and Architecture of Islam, 1250-1800, New Haven/Londres, Yale University Press, 1994 (ISBN 0-300-05888-8)
- Dominique Clévenot, « Peintures », dans Marie-Geneviève Guesdon, Annie Vernay-Nouri, L'Art du livre arabe, du manuscrit au livre d'artiste : cat. exp. Paris, Bibliothèque nationale de France, 9 octobre 2001-13 janvier 2002, Paris, Bibliothèque nationale de France, 2001 (ISBN 2-7177-2168-1), p. 111-115
- Richard Ettinghausen, La Peinture arabe, Genève, Skira, 1977, 2e éd. (ISBN 2-605-00059-1)
- (en) Richard Ettinghausen, Oleg Grabar et Marilyn Jenkins-Madina, Islamic Art and Architecture 650-1250, New Haven/Londres, Yale University Press, 2001 (ISBN 978-0-300-08869-4)
- Oleg Grabar, La Formation de l'art islamique, Paris, Flammarion, coll. « Champs », 2000 (ISBN 978-2-08-081645-0)
- Oleg Grabar, La Peinture persane, Paris, PUF, coll. « islamiques », 1999 (ISBN 978-2-13-050355-2)
- Basil Gray, La Peinture persane, Genève, Skira, 1995, 3e éd. (ISBN 2-605-00065-6)

#### Ouvrage et articles spécialisés
- « Ṣūra », Encyclopédie de l'Islam, Leyde : Brill, 2e édition (1961-).
- (en) Terry Allen, « Aniconism and Figural Representation in Islamic Art », dans Five Essays on Islamic Art, Solipsist Press, 1988 (lire en ligne)
- Souâd Ayada, L'Islam des théophanies, Paris, CNRS Éditions, 2010 (ISBN 978-2-271-06986-3)
- (en) Eva Baer, « The Human Figure in Early Islamic Art: Some Preliminary Remarks », Muqarnas, no XVI,‎ 1999, p. 32-41 (lire en ligne, consulté le 27 juin 2012)
- Marianne Barrucand, « L'Image dans la société islamique du Moyen Âge », dans Clément, Beaugé (dirs), L'Image dans le monde arabe, Paris, CNRS éditions, 1995, p. 59-67
- Marianne Barrucand, « L'Art de l'Islam », dans Christian Heck (dir), Moyen Âge, Chrétienté et Islam, Paris, Flammarion, 1996
- Maguy Charritat et Thérèse Bittar, « Le Prince en terre d'Islam », Archéologia, no 190,‎ mai 1984, p. 31-41
- Gilbert Beaugé et Jean-François Clément, L'Image dans le monde arabe, Paris, CNRS Éditions, 1995 (ISBN 978-2-271-05305-3)
- Marthe Bernus-Taylor, « La Représentation figurée/en Islam », dans Qantara, 2008 (lire en ligne)
- François Bœspflug, Le Prophète de l'islam en images : un sujet tabou ?, Paris, Bayard, 2013 (ISBN 978-2-227-48669-0)
- François Bœspflug, Caricaturer Dieu ? : Pouvoirs et dangers de l'image, Paris, Bayard Centurion, 2006 (ISBN 978-2-227-47614-1)
- Jean-François Clément, « L'Image dans le monde arabe, interdits et possibilités », dans Clément, Beaugé (dirs), L'Image dans le monde arabe, Paris, CNRS éditions, 1995, p. 11-42
- Dominique Clévenot, Une esthétique du voile. Essai sur l'art arabo-islamique, Paris, L'Harmattan, 1994 (ISBN 2-7384-2529-1)
- (en) Finbarr Barry Flood, « Between Cult and Culture : Bamyian, Islamic Iconoclasm and the Museum », The Art Bulletin, vol. 84, no 4,‎ décembre 2002, p. 641-659
- Valérie Gonzalez, « Réflexions esthétiques sur l'approche de l'image dans l'art islamique », dans Clément, Beaugé (dirs), L'Image dans le monde arabe, Paris, CNRS éditions, 1995, p. 69-78
- Valérie Gonzalez, Le Piège de Salomon, la pensée de l'art dans le Coran, Paris, Albin Michel, 2002 (ISBN 2-226-12682-1)
- Rachel Milstein, La Bible dans l'art islamique, Paris, PUF, 2005 (ISBN 2-13-053529-1)
- Silvia Naef, Y a-t-il une « question de l'image » en Islam ?, Paris, Teraèdre, coll. « L'Islam en débats », 2004 (ISBN 978-2-912868-20-6) ;
- Gülru Necipoğlu, « L'Idée de décor dans les régimes de visualité islamiques », dans Purs décors ? Arts de l'Islam, regards du XIXe siècle : cat. exp. Paris, musée des arts décoratifs, 11 octobre 2007-13 janvier 2008, Paris, Les arts décoratifs/Musée du Louvre éditions, 2007, p. 10-23
- (en) Bernard O'Kane (éd.), The Iconography of Islamic Art, Studies in Honour of Robert Hillenbrand, Edimboug, Edinburgh University Press, 2007 (ISBN 0-7486-2090-7)
- Houari Touati, De la Figuration humaine au portrait dans l’art islamique, éditions Brill, 2015 (ISBN 978-9-004-28363-3)

#### Catalogues d'exposition
- (en) Esin Atıl, Renaissance of Islam, Art of the Mamluks : cat. exp. Washington, National Museum of Natural history, Washington, Smithonian Institution Press, 1981 (ISBN 978-0874742145)
- Annie Berthier (dir.) et Anne Zali (dir.), Livres de paroles, Torah, Bible, Coran : cat. exp. Paris, Bibliothèque nationale de France, 9 novembre 2005-30 avril 2006, Paris, Bibliothèque nationale de France, 2005 (ISBN 2-7177-2338-2) Site de l'exposition
- (en) Layla S. Diba et Maryam Ekhtiar (éds.), Royal Persian Paintings. The Qajar Epoch, 1785-1925 : cat. exp. New York, Brooklyn Museum of Art, New York, I.B. Tauris/Brooklyn Museum of Art, 1998 (ISBN 1-86064-256-X)
- Marie-Geneviève Guesdon et Annie Vernay-Nouri, L'Art du livre arabe, du manuscrit au livre d'artiste : cat. exp. Paris, Bibliothèque nationale de France, 9 octobre 2001-13 janvier 2002, Paris, Bibliothèque nationale de France, 2001 (ISBN 2-7177-2168-1) Site de l'exposition
- (en) Linda Komaroff et Stefano Carboni (éds.), The Legacy of Genghis Khan, Courtly Art and Culture in Western Asia, 1256-1353 : cat. exp. New York, Metropolitan Museum of Art, 5 novembre 2002-16 février 2003, New-York/New Haven/Londres, The Metropolitan Museum of Art/Yale University Press, 2002 (ISBN 1-588-39071-3)
- Assadullah Souren Melikian-Chirvani, Le Bronze iranien : cat. exp. Paris, musée des arts décoratifs, juillet-30 septembre 1973, musée des arts décoratifs, 1973
- Assadullah Souren Melikian-Chirvani, Le Chant du monde, l'art de l'Iran safavide, 1501-1736 : cat. exp. Paris, musée du Louvre, 5 octobre 2007-7 janvier 2008, musée du Louvre éditions/Somogy éditions d'art, 2007 (ISBN 978-2-35031-131-9) Site de l'exposition
- Jon Thompson et Sheila R. Canby (éds.), Hunt for Paradise, Courts Arts of Safavid Iran, 1501-1576 : cat. exp. New York, Asia Society Museum, 16 octobre 2003-18 janvier 2004, Milan, Skira, 2003 (ISBN 0-87848-093-5)
- Annie Vernay-Nouri, Enluminures en terre d'Islam, entre abstraction et figuration : cat. exp. Paris, bibliothèque nationale de France, 8 juillet-25 septembre 2011, Paris, Bibliothèque nationale de France, 2011 (ISBN 978-2-7177-2485-1) Site de l'exposition
- L'Âge d'or des sciences arabes : cat. exp. Paris, Institut du monde arabe, 25 octobre 2005-19 mars 2006, Paris, Actes Sud/Institut du monde arabe, 2005 (ISBN 2-7465-0258-5)
- Les Andalousies de Damas à Cordoue : cat. exp. Paris, Institut du monde arabe, 28 novembre 2000-15 avril 2001, Paris, Hazan/Institut du monde arabe, 2000 (ISBN 2-85025-748-6)
- Arabesques et jardins de paradis, collections françaises d'art islamique : cat. exp. Paris, musée du Louvre, 16 octobre 1989-15 janvier 1990, Paris, éditions de la Réunion des musées nationaux, 1989 (ISBN 2-7118-2294-X)
- L'Art copte en Égypte, 2000 ans de christianisme : cat. exp. Paris, Institut du monde arabe, 15 mai-3 septembre 2000, Paris, Institut du monde arabe/Gallimard, 2000 (ISBN 2-07-011663-8)
- Chevaux et cavaliers arabes dans les arts d'Orient et d'Occident : cat. exp. Paris, Institut du monde arabe, 26 novembre 2002-30 mars 2003, Paris, Institut du monde arabe/Gallimard, 2002 (ISBN 2-07-011744-8)
- Laurence Posselle (dir.), L'Étrange et le merveilleux en terres d'Islam : cat. exp. Paris, Musée du Louvre, 23 avril - 23 juillet 2001, Paris, Réunion des Musées Nationaux, 2001 (ISBN 978-2-7118-4215-5 et 2-7118-4215-0)
- L'Orient de Saladin, l'art des Ayyoubides : cat. exp. Paris, Institut du monde arabe, 23 octobre 2001-10 mars 2002, Paris, Institut du monde arabe/Gallimard, 2001 (ISBN 2-07-011706-5) Site de l'exposition
- Soliman le Magnifique : cat. exp. Paris, Galeries nationales du Grand Palais, 15 février-14 mai 1990, Paris, Association Française d'Action Artistique, 1990 (ISBN 2-86545-078-3)
- (en) The Imperial Images, Paintings for the Mughal Court : cat. exp. Washington, Freer Gallery of Art, 25 septembre 1981-10 janvier 1982, Washington, Smithonian Institution, 1981 (ISBN 978-0934686389)
- Trésors fatimides du Caire : cat. exp. Paris, Institut du monde arabe, 28 avril-30 août 1998, Paris/Gand, Institut du monde arabe/Snoeck Ducaju et Zoon, 1998 (ISBN 2-84306-008-7)
- Mohamed Rachdi, « Égorgeurs d'images », in revue Sud/Nord - Folies et Cultures, no 10 / 1998, thème Croyances et convictions, éditions ÉRÈS.